# Německo
Německo (německy  Deutschland), plným názvem Spolková republika Německo (německy  Bundesrepublik Deutschland), je stát v západní části střední Evropy. Rozkládá mezi Baltským a Severním mořem na severu a Alpami na jihu. Na severu sousedí s Dánskem, na východě s Polskem a Českem, na jihu s Rakouskem a Švýcarskem a na západě s Francií, Lucemburskem, Belgií a Nizozemskem. Německo se skládá z 16 spolkových zemí, na ploše asi 358 000 km² žije 84 milionů obyvatel, což z něj činí druhou nejlidnatější zemi Evropy po Rusku a nejlidnatější členský stát Evropské unie. Hlavním a nejlidnatějším městem země je Berlín, mezi další velká města patří Hamburk, Mnichov, Kolín nad Rýnem a Frankfurt nad Mohanem. Většina obyvatel jsou Němci, největšími etnickými menšinami jsou Turci a Poláci, úředním jazykem je němčina. Celkem 25 % obyvatel se hlásí ke katolické církvi, 23 % k evangelické.
Severní části dnešního Německa obývaly již od klasického starověku různé germánské kmeny. Před rokem 100 n. l. je doložen region s názvem Germánie. V roce 962 tvořilo Německé království převážnou část Svaté říše římské. V 16. století se severní německé oblasti staly centrem protestantské reformace. Po napoleonských válkách a rozpadu Svaté říše římské v roce 1806 vznikl v roce 1815 Německý spolek.
Formální sjednocení Německa v moderní národní stát bylo zahájeno 18. srpna 1866 smlouvou o Severoněmeckém spolku, kterou byl založen Severoněmecký spolek vedený Pruskem, později transformovaný v roce 1871 v Německé císařství. Po první světové válce a německé revoluci v letech 1918-1919 se říše přeměnila na poloprezidentskou Výmarskou republiku. Převzetí moci nacisty v roce 1933 vedlo k nastolení totalitní diktatury, druhé světové válce a holocaustu. Po skončení druhé světové války v Evropě a po období spojenecké okupace bylo v roce 1949 Německo jako celek uspořádáno do dvou samostatných státních útvarů s omezenou suverenitou: Spolkové republiky Německo, obecně známé jako Západní Německo, a Německé demokratické republiky, známé jako Východní Německo, zatímco Berlín měl nadále de iure čtyřmocenský status. Spolková republika Německo byla zakládajícím členem Evropského hospodářského společenství a Evropské unie, zatímco Německá demokratická republika byla komunistickým státem východního bloku a členem Varšavské smlouvy. Po pádu komunisty vedené vlády ve východním Německu se po sjednocení Německa 3. října 1990 bývalé východoněmecké státy připojily ke Spolkové republice Německo.
Německo je federativní parlamentní republika s prezidentem jako ceremoniální hlavou státu, federální zákonodárná moc náleží parlamentu, který se skládá ze Spolkového sněmu a Spolkové rady. Německo je označováno za velmoc se silnou ekonomikou, která je největší v Evropě, třetí největší na světě podle nominálního hrubého domácího produktu a pátá největší podle parity kupní síly. Jako světová velmoc v průmyslových, vědeckých a technologických odvětvích je třetím největším světovým vývozcem i dovozcem. Jako vyspělá země nabízí sociální zabezpečení, všeobecný systém zdravotní péče a bezplatné vysokoškolské vzdělání. Německo je členem Organizace spojených národů, Rady Evropy,Evropské unie, schengenského prostoru, eurozóny, Severoatlantické aliance, Rady Evropy, skupiny G7, G20 a Organizace pro hospodářskou spolupráci a rozvoj. Má třetí největší počet památek světového dědictví UNESCO.

## Název
Původ českého názvu Německa, tj. území, které obývají Němci, se obvykle odvozuje od slova „němý“, jež se v češtině použilo jako označení lidí, kteří se nedovedou dorozumět česky. Druhý možný výklad názvu je jeho odvození od germánského kmene Nemetů, který obýval Porýní. Moderní němčina má pro německý národ výraz Deutsche resp. die Deutschen, a Německo se nazývá Deutschland.
Do roku 1989 se v češtině běžně používal politický název Německá spolková republika (zkratka NSR), ale také název užívaný z československé strany v oficiálním styku - Spolková republika Německa (SRN) (nikoliv Spolková republika Německo, jak si přála německá strana). Výraz Bundesstaat se většinou překládá jako federativní stát. Běžný byl také geografický název západní Německo. Tehdy „spojenecká“ Německá demokratická republika (NDR) byla z geografického hlediska, avšak jen neoficiálně, nazývána východní Německo.
Slovenština dodnes používá název Německá spolková republika (zkratka NSR) a pouze v oficiálním styku (mj. mezinárodní dohody, smlouvy a podobné dokumenty, týkající se Německa a Slovenska) používá na výslovnou žádost německé strany název Spolková republika Německo (zkratka SRN).

## Dějiny

### Prehistorie

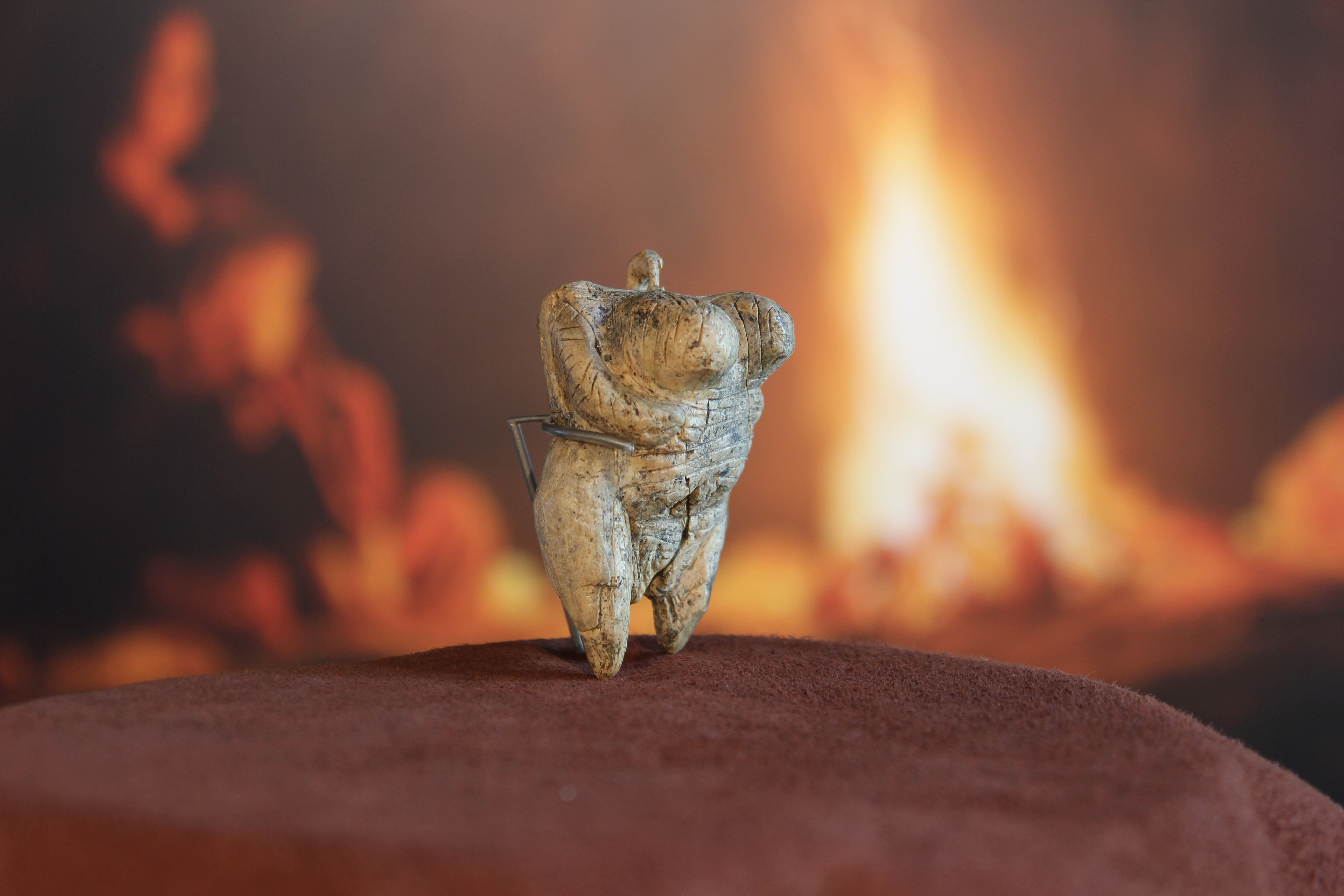
Venuše z Hohle Fels

Nález čelisti Mauer 1 z roku 1907 ukazuje, že pravěcí lidé byli na území Německa přítomni už před 600 000 lety. Nejstarší dosud nalezené kompletní lovecké zbraně byly objeveny v uhelném dole v Schöningenu v roce 1995. Šlo o tři 380 000 let staré dřevěné oštěpy 6-7,5 stopy dlouhé. 

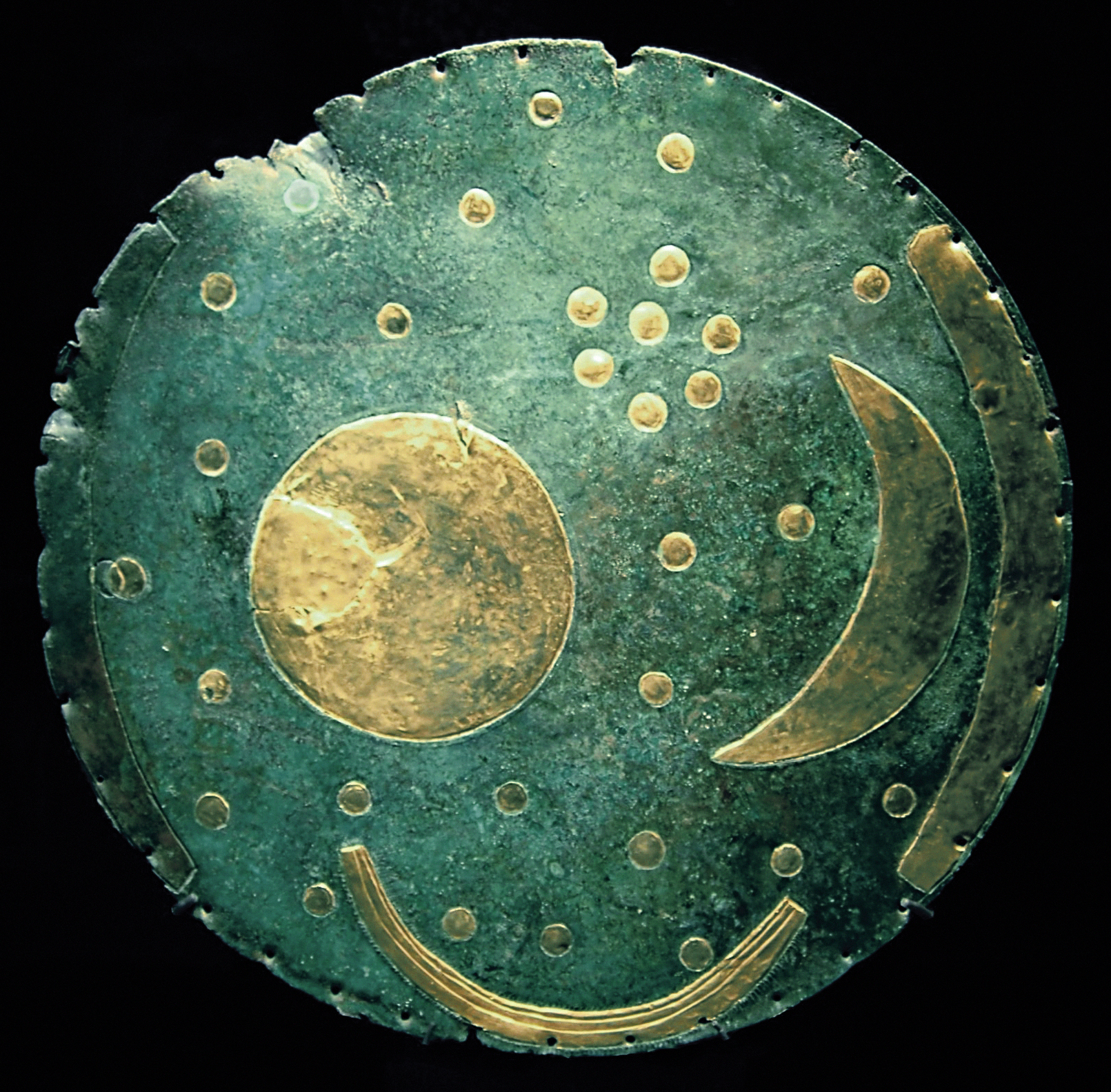
Disk z Nebry je okolo 3 600 let starý

V údolí Neandertal byla v roce 1856 objevena vůbec první fosilie lidského druhu, který byl pojmenován neandertálec. O této fosilii nazvané Neanderthal 1 je dnes známo, že je 40 000 let stará. Důkazy o moderních lidech podobně starých byly nalezeny v jeskyních v pohoří Švábská Alba nedaleko Ulmu. Nalezeny byly také 42 000 let staré flétny, vyrobené z ptačích kostí a mamutí slonoviny, které jsou nejstaršími nalezenými hudebními nástroji, dále 40 000 let stará soška Lvího muže, a 35 000 let stará Venuše z Hohle Fels, které jsou dosud nejstarším objeveným sochařským uměním. Disk z Nebry, nalezený poblíž Nebry v zemi Sasko-Anhaltsko, byl světovým registrem programu Paměť světa (UNESCO) nazván "jedním z nejvýznamnějších archeologických nálezů 20. století."

### Germánské kmeny a Franská říše

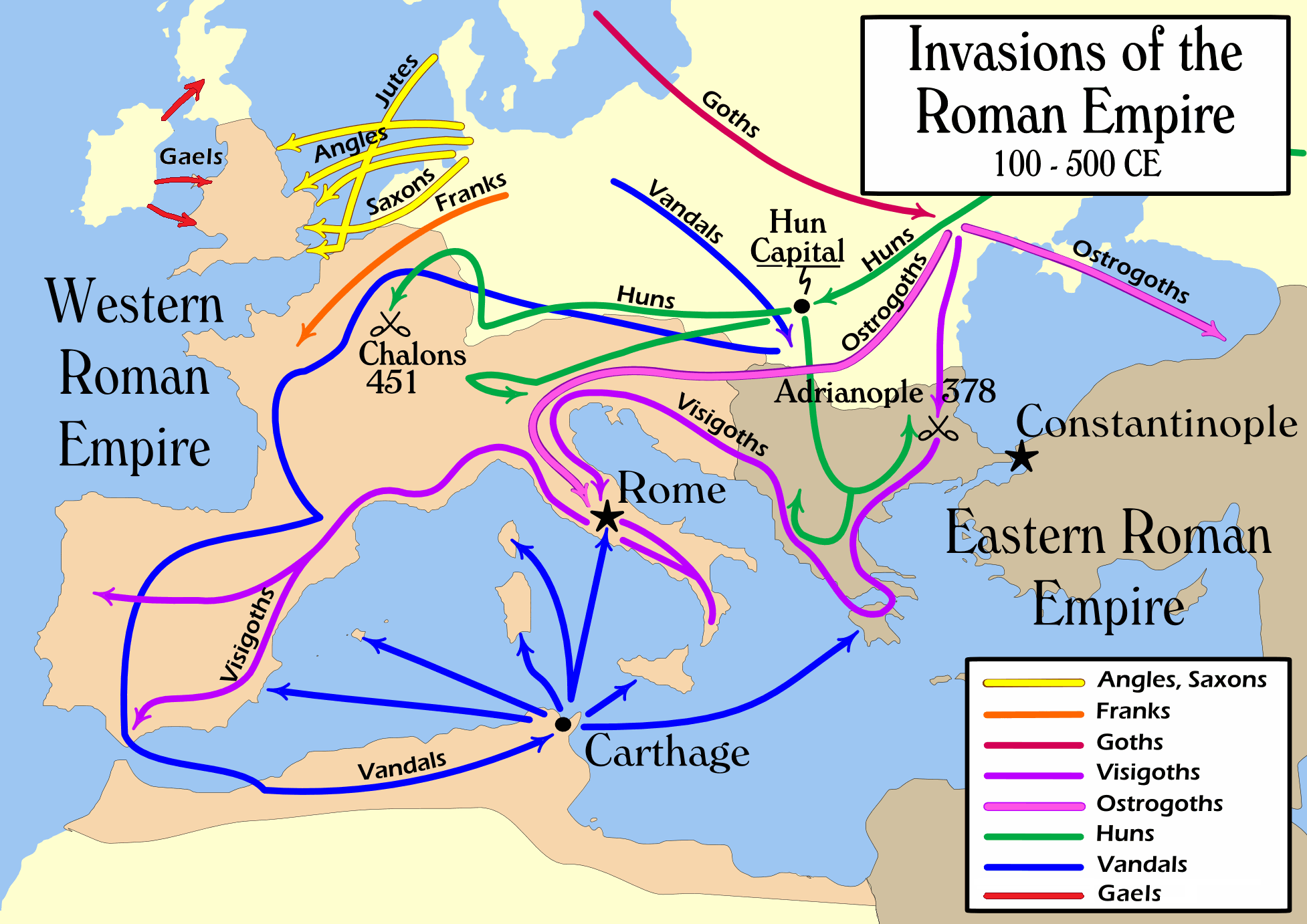
Migrace v Evropě mezi 2. a 5. stoletím

Historie germánských kmenů sahá do severské doby bronzové nebo předřímské doby železné (zejm. Jastorfská kultura). Z jižní Skandinávie a severního Německa od 1. století př. n. l. postupovali Germáni jižním, východním a západním směrem a přišli do kontaktu s keltskými kmeny, jakožto i s íránskými, baltskými a slovanskými kmeny ve střední a východní Evropě.

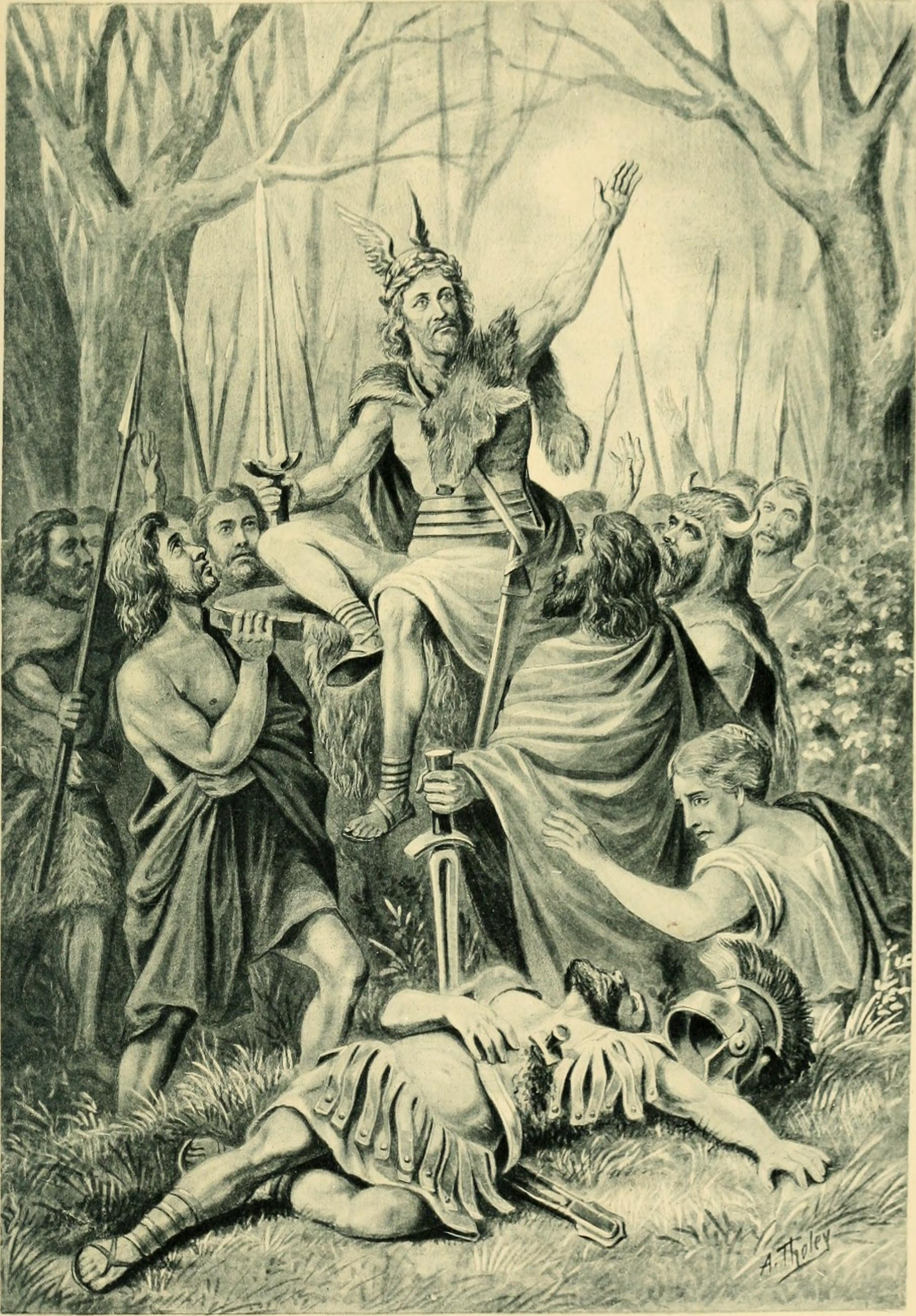
Arminius

Pod vládou císaře Augusta začalo Římské impérium napadat území Germánie (oblast rozprostírající se zhruba od Rýna po Ural). Během bitvy v Teutoburském lese roku 9 byly tři římské legie vedené Publiem Quinctiliem Varem zničeny spojenými germánskými vojsky, vedenými cheruským vůdcem Arminiem. Šlo o jednu z nejhorších porážek Římského impéria vůbec. Kromě občasných trestných výprav se Římané následně vzdali dalších pokusů o expanzi do Germánie a místo toho vytvořili na Rýnu a Dunaji trvalou hranici zvanou Limes Germanicus. Kmeny na sever od ní byly na Římě nezávislé, oblasti na jih od hranice (moderní státy Bádensko-Württembersko, jižní Bavorsko, jižní Hesensko, Sársko a Porýní) byly pod římským vlivem. Římané toto území rozdělili do dvou provincií: Germania Inferior (s hlavním městem nacházejícím se v Colonia Claudia Ara Agrippinensium, dnešní Kolín nad Rýnem) a Germania Superior (s hlavním městem v Mogontiacum, moderní Mohuč). Po vzniku tetrarchie roku 293 se Augusta Treverorum (dnešní Trevír) stala jedním ze čtyř hlavních měst Římské říše.
Ve 3. století přišla do Evropy řada dalších germánských kmenů: Alamani, Frankové, Chattové, Sasové, Frísové a Durynkové. Kolem roku 260 začali Germáni nájezdy na římská území. Po invazi Hunů v roce 375 a s úpadkem Říma od roku 395 se germánské kmeny přesunuly dále na jihozápad. Frankové vytvořili nakonec mocnou Franskou říši. Centrum měla na území dnešní Francie, ale ovládla i Sasko a Bavorsko. Východ dnešního Německa zůstal pod kontrolou Slovanů.

### Svatá říše římská

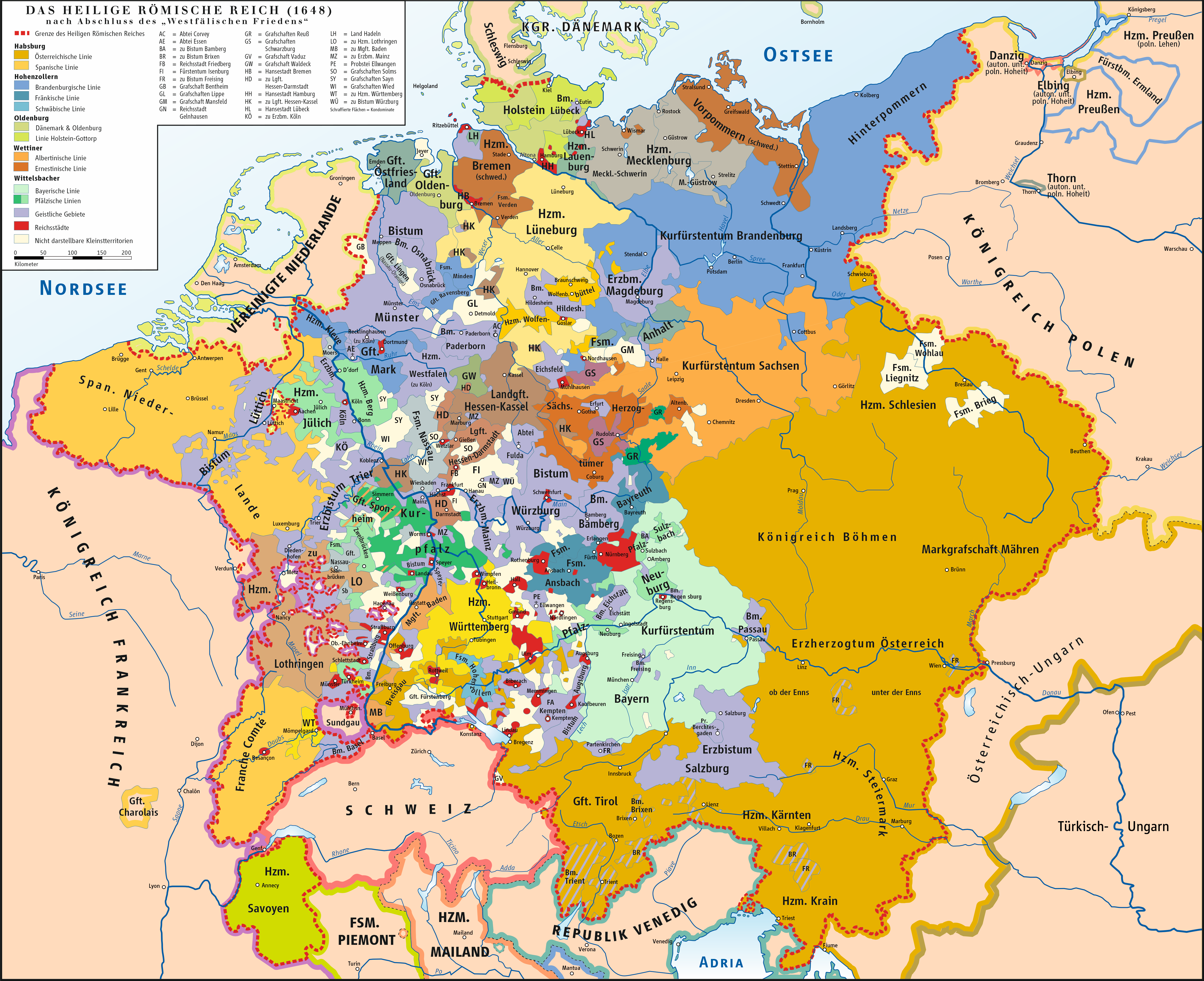
Mapa Svaté říše římské národa německého v roce 1648

Dne 25. prosince 800 byl franský král Karel Veliký korunován na císaře a založil Karolínskou říši, která byla v roce 843 rozdělena. Na německém území tak vznikla Východofranská říše. Její území se táhla od řeky Eider na severu ke Středozemnímu moři na jihu. Za vlády ottonských císařů (919–1024) bylo sjednoceno několik významných vévodství a německý král Ota I. Veliký byl v roce 962 korunován na císaře, čímž vznikla tzv. Svatá říše římská. V roce 996 se Řehoř V. stal prvním německým papežem. Jmenoval ho jeho bratranec Ota III., který byl krátce před tím korunován císařem Svaté říše římské. Za vlády sálské dynastie (1024–1125) Svatá říše římská pohltila severní Itálii a Burgundsko, i když císaři ztratili kvůli boji o investituru moc.

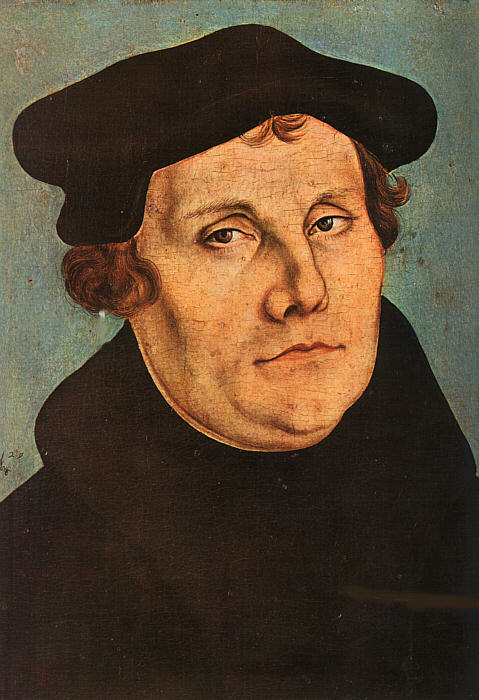
Martin Luther, který inicioval reformaci

Pod vládou Štaufů (1138–1254) posílila německá knížata svůj vliv dále na jih a na východ do oblastí obývaných Slovany (Ostsiedlung). Severní německá města rostla a prosperovala jako členové Hanzy. Počínaje velkým hladomorem v roce 1315 a konče černou smrtí v letech 1348–1350 se počet obyvatel Německa snížil. Zlatá bula z roku 1356 zajistila základní ústavu říše a kodifikovala volbu císaře sedmi kurfiřty, kteří vládli některému z nejmocnějších knížectví a arcibiskupství.
Martin Luther v roce 1517 ve Wittenbergu zveřejnil 95 tezí, ve kterých napadal římskokatolickou církev a zahájil protestantskou reformaci. Samostatná luteránská církev se po roce 1530 v mnoha spolkových zemích stala státním náboženstvím. To nicméně vedlo k náboženským válkám, které roku 1555 ukončil augšpurský mír, postavený na principu cuius regio, eius religio (čí země, toho náboženství; neboli měšťan či šlechtic si může víru vybrat, nebo kvůli ní migrovat, poddaný nikoli). Německý kompromis ale nezabránil europeizaci protestantsko-katolického sporu, čehož výsledkem byla třicetiletá válka (1618–1648), která německé země zpustošila. Počet obyvatel německých zemí se snížil asi o 30 %. Vestfálský mír (1648) mezi německými zeměmi náboženskou válku ukončil, ale říše byla de facto rozdělena do mnoha nezávislých knížectví. V 18. století se Svatá říše římská skládala z přibližně 1800 takových území.
Tato rozdrobenost vedla ke značnému vlivu rakouských Habsburků v německých zemích, který začal být ale postupně omezován Pruským královstvím, největším německým státem, jenž existoval od roku 1701. Pruské království čím dál více sílilo, a tak ve slezských válkách v letech 1740–1745 dobylo od Habsburské monarchie část Země Koruny české - většinu Slezska i s Kladskem. Na konci 18. století Prusko územně nabobtnalo v důsledku dělení Polska.
V roce 1806 byla Svatá říše definitivně rozbita v důsledku napoleonských válek.

### Německý spolek a císařství

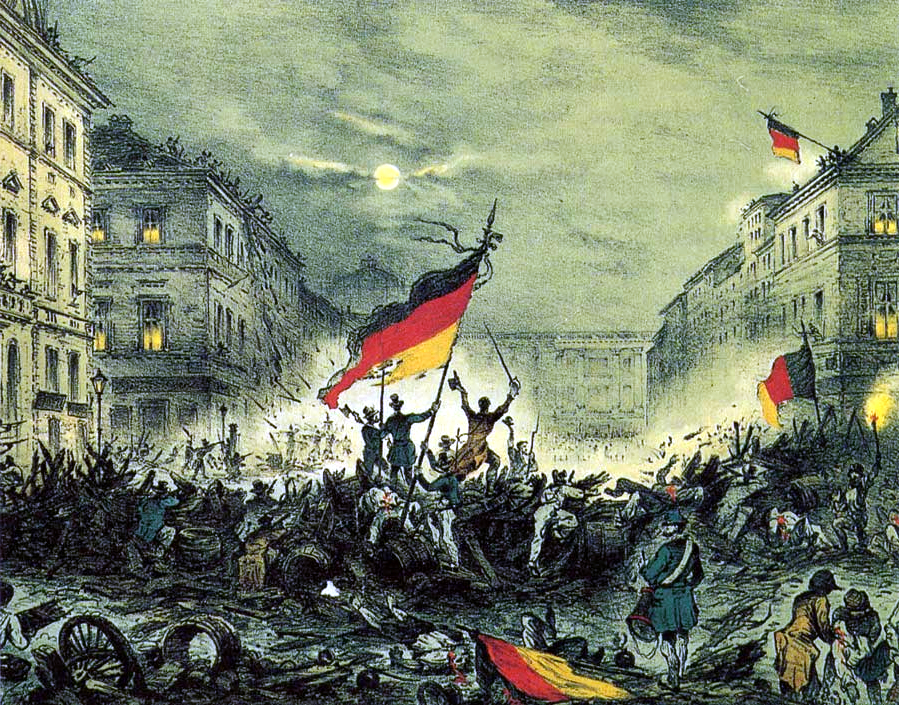
Původní černo-červeno-zlatá vlajka: Březnová revoluce v Berlíně (19. března 1848)

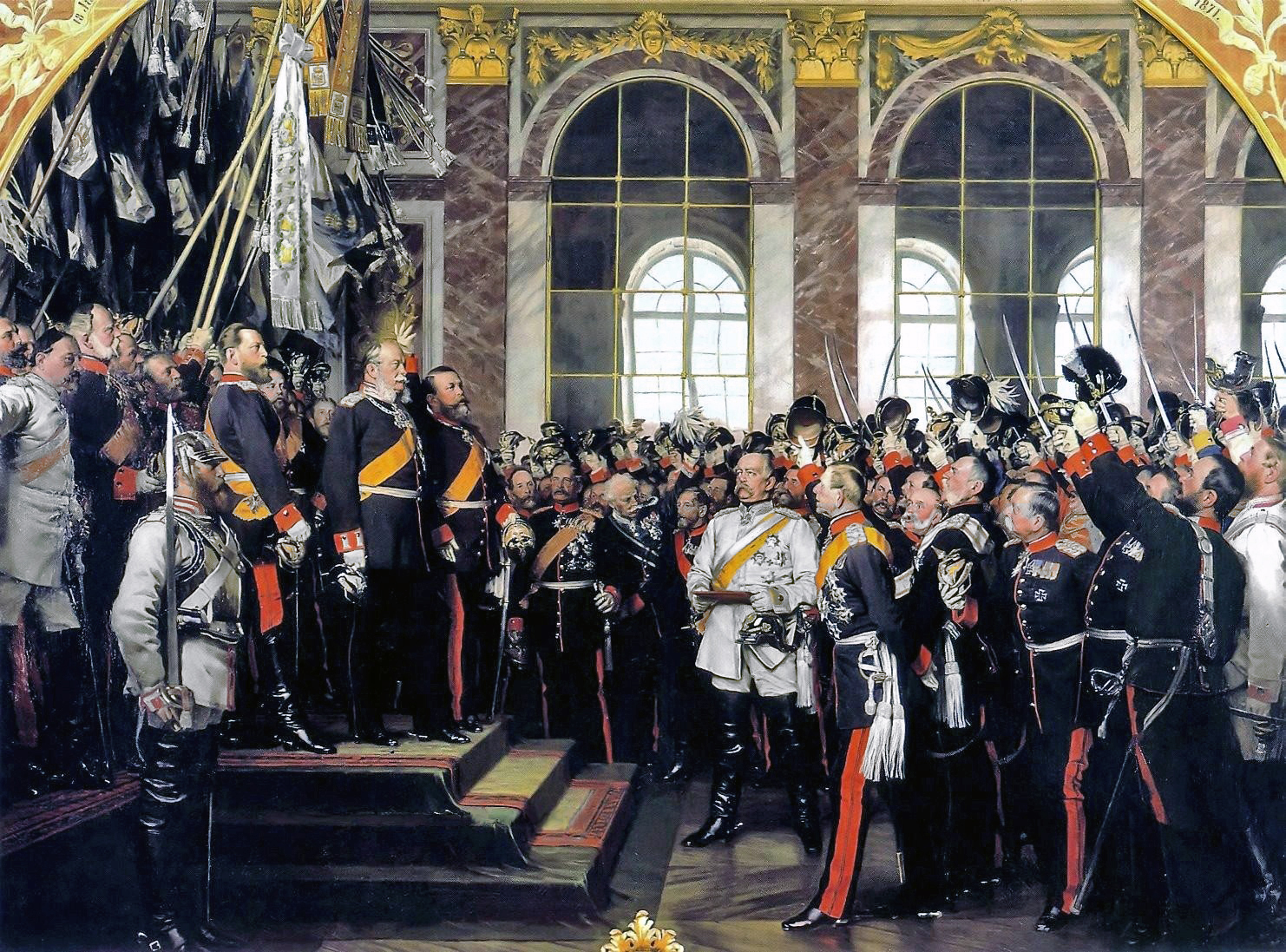
Založení německého císařství ve Versailles 1871. Otto von Bismarck uprostřed v bílé uniformě.

Po pádu Napoleona byl v roce 1814 svolán Vídeňský kongres a byl založen Německý spolek (Deutscher Bund) - volná liga 39 svrchovaných německých států, včetně Rakouska, které si v něm udržovalo značný vliv. Nesouhlas s restaurátorskou politikou částečně vedl k vzestupu liberálních hnutí, na něž reagovaly represe ze strany rakouského státníka knížete Metternicha (Karlovarská usnesení). Celní unie Zollverein podporovala hospodářskou jednotu v německých státech.
Národní, liberální a demokratické ideály francouzské revoluce získávaly rostoucí podporu mezi mnoha, zejména mladými, Němci. Etapa rozkladu absolutismu v první třetině 19. století na německých územích se obvykle nazývá Vormärz a k hlavním projevům rostoucího odporu patřila především hambašská slavnost v květnu 1832. Ve světle revolucí jinde v Evropě, začali intelektuálové i prostí občané v roce 1848 revoluci i v německých zemích (někdy zvána březnovou revolucí). Byl svolán a navolen frankfurtský parlament, který vyhlásil německý národní stát jakožto konstituční monarchii, na základě tzv. maloněmecké koncepce (bez rakouských zemí, tedy s dominantním postavením Pruska). Pruskému králi Fridrichu Vilémovi IV. byl nabídnut titul císaře, ale se ztrátou moci; korunu a navrhované stanovy odmítl. Brzy byla revoluce poražena a parlament rozehnán. Sjednocení Německa tak bylo odloženo.

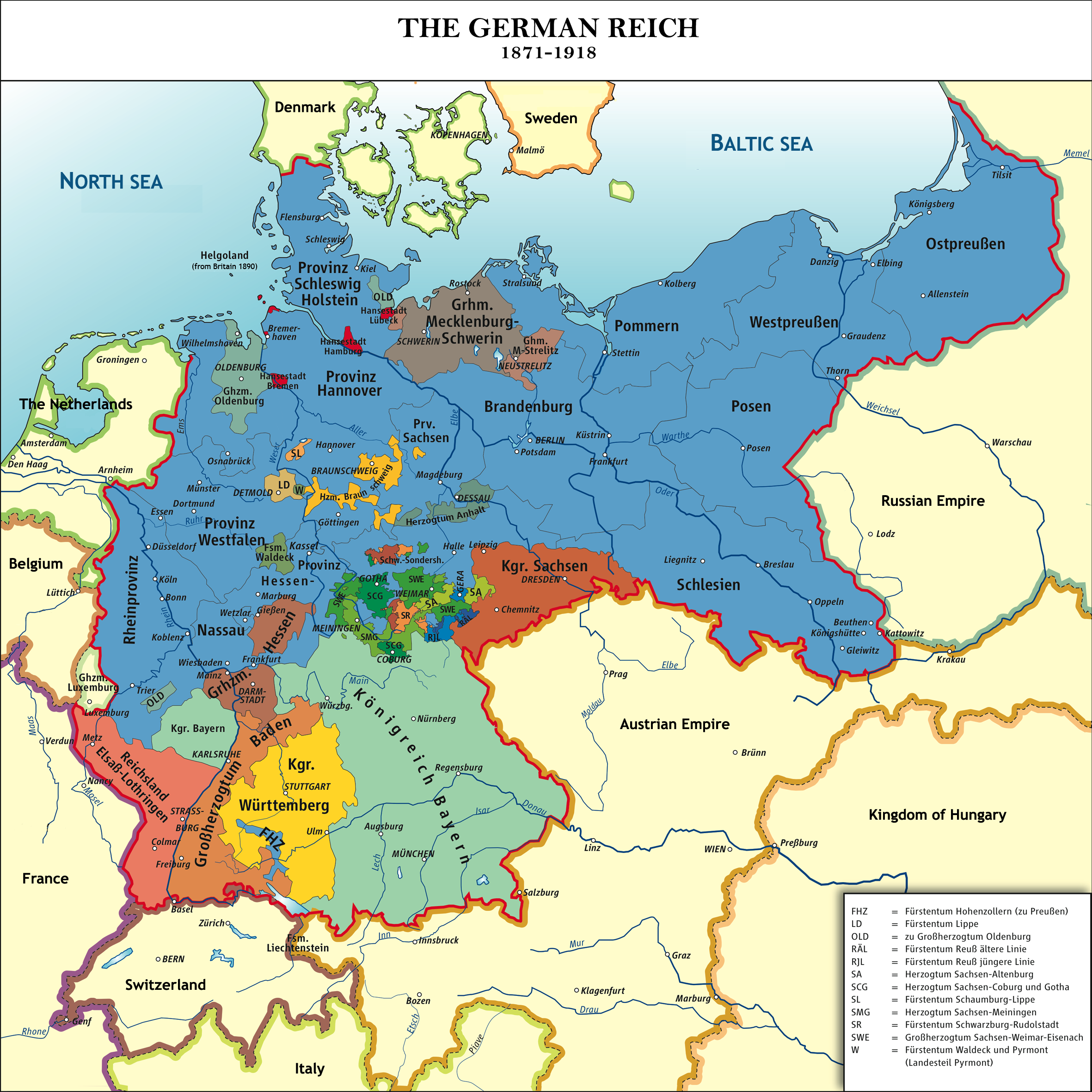
Německé císařství (1871–1918) s dominantním Pruskem (modře)

Došlo k němu až pod taktovkou Pruska. Král Vilém v roce 1862 jmenoval Otto von Bismarcka novým pruským ministerským předsedou. Ten úspěšně vedl druhou šlesvickou válku v roce 1864 a pruské vítězství v prusko-rakouské válce v roce 1866 mu umožnilo vytvořit Severoněmecký spolek (Norddeutscher Bund) a Rakousko z jeho záležitosti vyloučit. Po francouzské prohře v prusko-francouzské válce bylo v roce 1871 ve Versailles vyhlášeno Německé císařství, sdružující všechny rozptýlené části Německa s výjimkou Rakouska. Prusko bylo dominující složkou nového státu; pruský král z rodu Hohenzollernů vládl současně jako císař a hlavní městem se stal Berlín.
V období Gründerzeit po sjednocení Německa zaručila Bismarckova zahraniční politika (Bismarck se za císaře Viléma stal německým kancléřem) Německu postavení velmoci, diplomatickou cestou izolovala Francii a vyhýbala se válce.

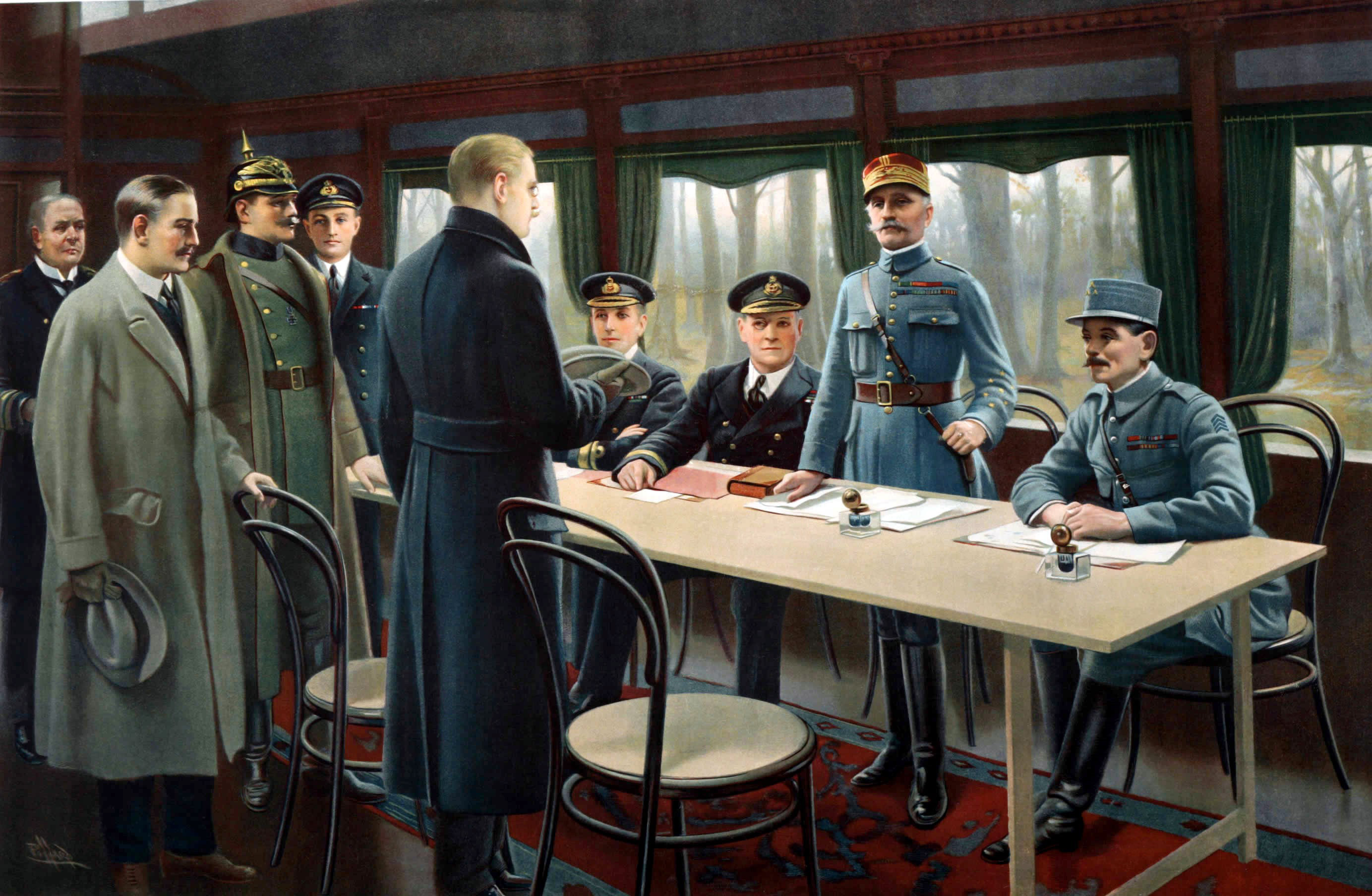
Německá delegace v železničním vagónu u Compiègne při podpisu příměří 11. listopadu 1918

Pod taktovkou Viléma II. se Německo, stejně jako ostatní evropské mocnosti, ubralo novoimperialistickým směrem, což vedlo k třenicím se sousedními zeměmi. Většina aliancí, jichž bylo Německo dříve členem, nebyla obnovena a nové aliance ho nikam "nepustily". Německo odpovědělo roku 1882 aliancí zvanou Trojspolek, uzavřenou s Rakouskem a Itálií. V důsledku berlínské konference v roce 1884 Německo nárokovalo několik kolonií včetně východní Afriky, jihozápadní Afriky, Toga a Kamerunu. Německé represe proti africkým Hererům v letech 1904 až 1908 jsou někdy označovány za první genocidu 20. století.
Atentát na Františka Ferdinanda d'Este 28. června 1914 spustil první světovou válku. Německo jako součást ústředních mocností (aliance založené na půdorysu Trojspolku) utrpělo od států Dohody (Británie, Francie, Rusko) porážku. Přibližně dva miliony německých vojáků za první světové války padly.
Německá revoluce vypukla v listopadu 1918 a císař Vilém II. se všemi vládnoucími knížaty abdikoval. Příměří 11. listopadu válku ukončilo a Německo v červnu 1919 podepsalo versailleskou smlouvu. Přišlo o všechny své kolonie a muselo vrátit Francii Alsasko a Lotrinsko. Němci smlouvu vnímali jako ponižující a nespravedlivou, čímž měla později, podle mnoha historiků, vliv na Hitlerův vzestup.

### Výmarská republika

Německá říše a její státy v období Výmarské republiky (rok 1937). Modře je vyznačen Svobodný stát Prusko.

Listopadová revoluce roku 1918 učinila z Německa republiku, která měla být založena na parlamentní demokracii, nicméně boj o moc mezi levicovými až krajně levicovými silami na jedné straně a politicky středovými a pravicovými silami na straně druhé pokračoval v celé zemi. V Bavorsku vyhlásili komunisté podle vzoru ruských bolševiků krátkodobou Bavorskou republiku rad. Revoluční pokusy skončily 11. srpna 1919, kdy říšský prezident Friedrich Ebert, původně významný člen Sociálnědemokratické strany Německa (SPD), podepsal Výmarskou ústavu. Oficiální název státu zůstal Německá říše, novou ústavou však byl konstituován demokratický stát, jenž je historiky nazýván Výmarská republika.
Německo ovšem zažilo v následujících letech bouřlivé období, kdy probíhala okupace Porúří francouzskými a belgickými vojsky. V důsledku tíživých reparací ve prospěch vítězných mocností první světové války došlo k obrovském vzestupu inflace, který vyústil v katastrofální hyperinflaci let 1922 a 1923. Tu zastavily až zavedení nové přechodné měny (tzv. Rentenmark) a plán na restrukturalizaci válečných reparací (tzv. Dawesův plán). Okolo roku 1924 tak začala „zlatá dvacátá léta“ vyznačující se rostoucí prosperitou a obnovováním německého národního sebevědomí. Rozkvetl liberální kulturní život, především v Berlíně, Mnichově a jiných velkoměstech, ale také v místech, kde se soustředily tvůrčí síly směřující k modernímu uměleckému výrazu, jejichž příkladem je škola architektury zvaná Bauhaus v saském městě Dessau. Nicméně Německo zůstalo po politické stránce nestabilní. Historik David Williamson popisuje jeho stav v období mezi lety 1924 a 1929 jako „jen částečnou stabilizaci“.

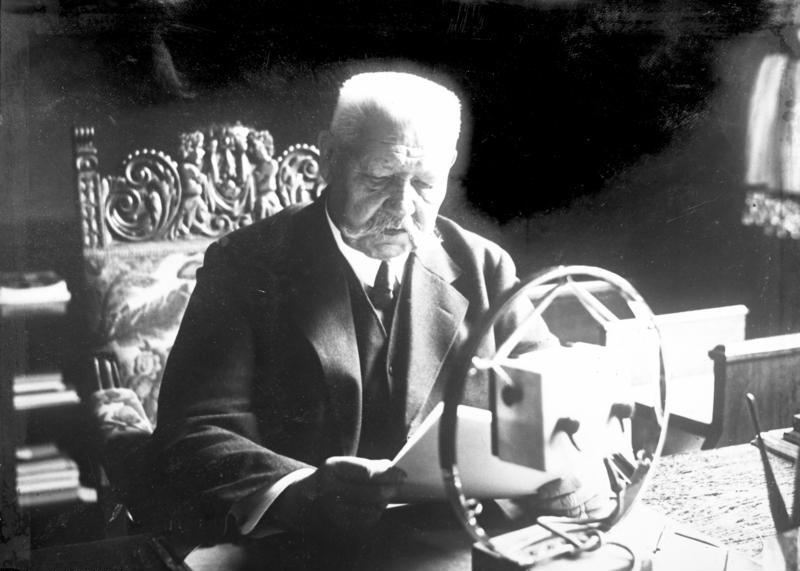
Hindenburg během volební kampaně v roce 1932

V roce 1929 Německo zasáhla velká hospodářská krize. Po odstoupení vlády kancléře Hermanna Müllera a rozpadu velké koalice v roce 1930 se již nepodařilo sestavit vládu, která by získala většinovou podporu v Říšském sněmu. Následující vlády Heinricha Brüninga, později Franze von Papena, Kurta von Schleichera a nakonec Adolfa Hitlera byly jmenovány a do úřadu uvedeny bez ohledu na parlament říšským prezidentem Paulem von Hindenburgem na základě nouzových ustanovení v čl. 48 Výmarské ústavy. 
Brüningova vláda se zaměřila na politiku fiskálních úspor a ponechala prostor deflaci, která způsobila vysokou nezaměstnanost a zanechala mnohé Němce, zejména nezaměstnané, na pouhém minimu mezd či sociálních dávek. V roce 1932 téměř 30 % práceschopných Němců bylo nezaměstnaných. Ve volbách téhož roku získala NSDAP 37 % hlasů, ale nemohla vytvořit koaliční vládu. Po sérii neúspěšných kabinetů Hindenburg jmenoval ke 30. lednu 1933 Adolfa Hitlera, původem Rakušana, novým kancléřem Německa.

### Nacistické Německo

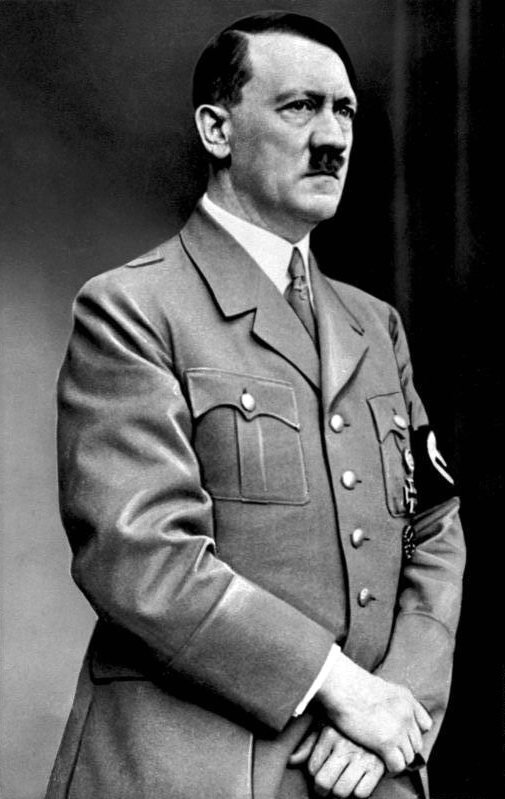
Adolf Hitler

27. února 1933 zachvátil budovu Reichstagu požár. Byl přijat dekret o požáru Říšského sněmu, kterým se zrušila základní občanská práva, a zmocňovací zákon, který dal Hitlerovi neomezenou zákonodárnou moc. Hitler, který se nechal nazývat „vůdcem“ (Führer), a jeho pomocníci, jako byli Heinrich Himmler, Hermann Göring, Martin Borman nebo Rudolf Hess rychle přeměnili Německo v centralizovaný totalitní stát. Začali systematicky potlačovat politickou levicovou opozici a pronásledovat židovské občany, komunisty, ale také národnostní a jiné menšiny. Již v únoru 1933 byly zřízeny první německé koncentrační tábory pro oponenty režimu. V září téhož roku Německo vystoupilo ze Společnosti národů. Velmi brzy se Hitler začal věnovat znovuvyzbrojování země a budování početně silného vojska (Wehrmacht). Byla založena organizace Schutzstaffel (SS), která postupem času ovládla veškerý státní i bezpečnostní aparát nacistického státu.

Nacistické Německo a jeho satelity v roce 1942

V roce 1935 nacistický režim znovu zavedl povinnou vojenskou službu, odstoupil od Versailleské smlouvy a zavedl rasistické Norimberské zákony, které byly zaměřeny především proti Židům, Slovanům, Romům ale také dalším skupinám obyvatel. Německo ve stejný rok opět získalo kontrolu nad Sárským teritoriem a v roce 1936 poslalo vojáky do Porýní, což bylo Versailleskou smlouvou původně zakázáno.
Rakouská republika byla k Německu připojena v březnu 1938 (tzv. Anschluss). Po Rakousku obrátil Hitler svůj zrak na Československo, kde se národnostní menšina sudetských Němců, silná počtem 3,3 milionu lidí, dožadovala nejen autonomie jako dříve, ale již přímo odtržení a připojení k Německu pod heslem Heim ins Reich (Domů do Říše). V září 1938 se vedoucí představitelé čtyř mocností, Adolf Hitler (Německá říše), Benito Mussolini (Itálie), Neville Chamberlain (Spojené království) a Édouard Daladier (Francie), dohodli na Mnichovském diktátu, kterým bylo Československo přinuceno odstoupit své tzv. sudetské pohraničí Německu. Šest měsíců poté, dne 15. března 1939, využil Hitler rozporů mezi politickými představiteli Čechů a Slováků jako záminku k rozbití Československa, k obsazení historických Českých zemí a jejich přeměně v Protektorát Čechy a Morava a také k vytvoření jemu poddajného Slovenského státu. V témže měsíci obsadila německá vojska také přístav Memel v Litevské republice. Západní politika tzv. appeasementu tak zcela ztroskotala.

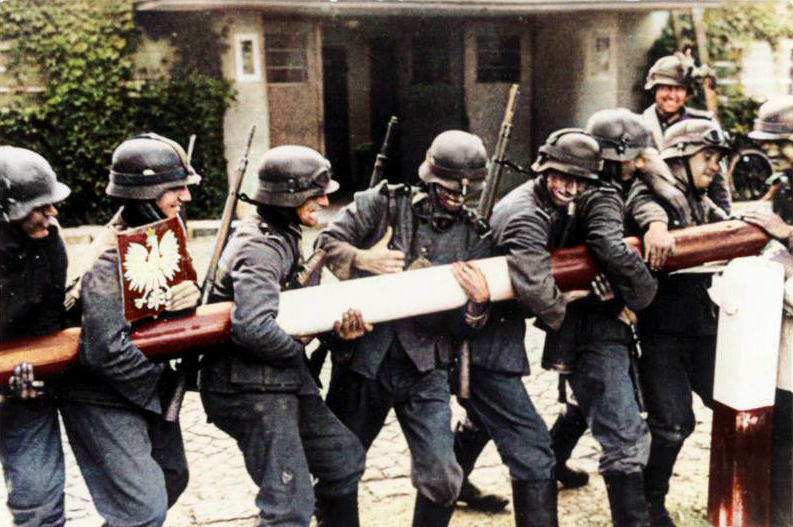
Němečtí vojáci strhávají hraniční závoru při přepadení Polska roku 1939

Vláda tzv. Velkoněmecké říše se připravila na invazi do Polska podpisem paktu Ribbentrop–Molotov se Sověty a naplánovala tzv. operaci Himmler, tedy falešný polský útok na říšský rozhlasový vysílač Hlivice (německy Reichssender Gleiwitz). 1. září 1939 německý Wehrmacht zahájil invazi a rychle obsadil velkou část Polska. Z opačné světové strany začala dosavadní východní polská území obsazovat sovětská Rudá armáda. Spojené království a Francie reagovaly na invazi Polska vyhlášením války Německu, čímž formálně začala druhá světová válka (aniž by reálně někdo Polsku přišel na pomoc). Německé zločiny v okupovaném Polsku si vyžádaly miliony lidských životů. Německo postupně napadlo a okupovalo Belgii, Nizozemsko, Dánsko, Norsko, Jugoslávii, Řecko a další evropské země. Učinilo tak ve spolupráci se svými klíčovými spojenci - fašistickou Itálií a militaristickým Japonskem. Tyto tři země vytvořily válečnou koalici zvanou Osa Berlín-Řím-Tokio, nebo jen Osa.

Pochod německých vojsk v Paříži vedle Vítězného oblouku

22. července 1940 Francie s Německem podepsala příměří poté, co nacistická vojska obsadila velkou část francouzského území. Britové však německé vzdušné útoky v roce 1940 úspěšně odrazili v leteckých bojích, které jsou známy jako bitva o Británii. Spojené království bylo po určitou dobu jediným vážným účastníkem boje proti mocnostem Osy. 22. června 1941 Německo vypovědělo pakt Molotov–Ribbentrop a napadlo Sovětský svaz. V této době mělo Německo a další mocnosti Osy pod kontrolou většinu Evropy a severní Afriky. Zprvu postupovala motorizovaná německá vojska velmi rychle (tzv. Blitzkrieg), dostala se až na několik kilometrů od Moskvy a na dlouhých 900 dní oblehla Leningrad. Na začátku roku 1943 začala německá vojska po porážce v rozhodující bitvě u Stalingradu ustupovat z dobytých území Sovětského svazu. Jejich další porážky v těžkých bitvách vedly k definitivnímu obratu ve válce.

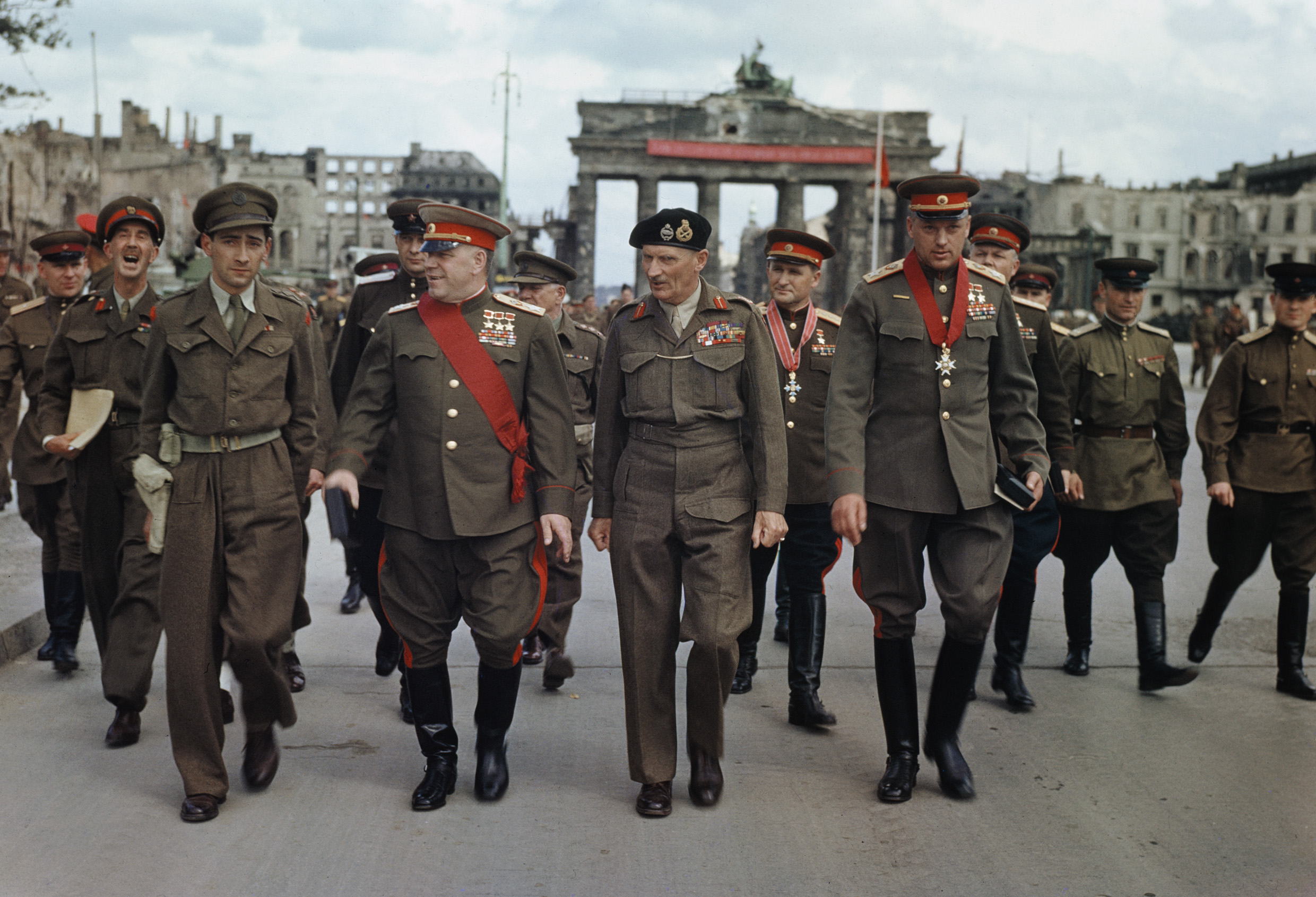
Sovětský maršál Žukov a britský maršál Montgomery v ruinách Berlína 12. července 1945

Od prosince 1941 bylo Německo ve válce i se Spojenými státy, ty ale byly prozatím zaměstnány především bojem proti Japoncům v Tichomoří. V září 1943 se vzdal německý spojenec, Italské království. K obraně proti nastupujícím spojeneckým silám v Itálii musely být nasazeny velké jednotky Wehrmachtu a Waffen SS, které pak chyběly na jiných bojištích včetně východní fronty. Západní spojenci (zejm. USA) připravili a provedli vylodění v Normandii, čímž se ve velkém rozsahu otevřela západní fronta. I přes německý protiútok v Ardenách spojenecké síly v roce 1945 vstoupily na území Německa. V návaznosti na Hitlerovu sebevraždu a bitvu o Berlín se Německo vzdalo 8. května 1945.
Druhá světová válka byla nejkrvavějším konfliktem v historii lidstva a v Evropě způsobila smrt asi 40 milionů lidí, včetně 26,6 miliónu sovětských občanů. Ztráty německé armády byly mezi 3 250 000 a 5 300 000 vojáky, 80 % padlých vojáků zahynulo v bojích na východní frontě. V průběhu válečného konfliktu, v neposlední řadě v důsledku plošného bombardování měst v Německu letectvem Velké Británie a Spojených států, včetně bombardování Hamburku a Drážďan, přišly o život přibližně dva miliony německých civilistů.

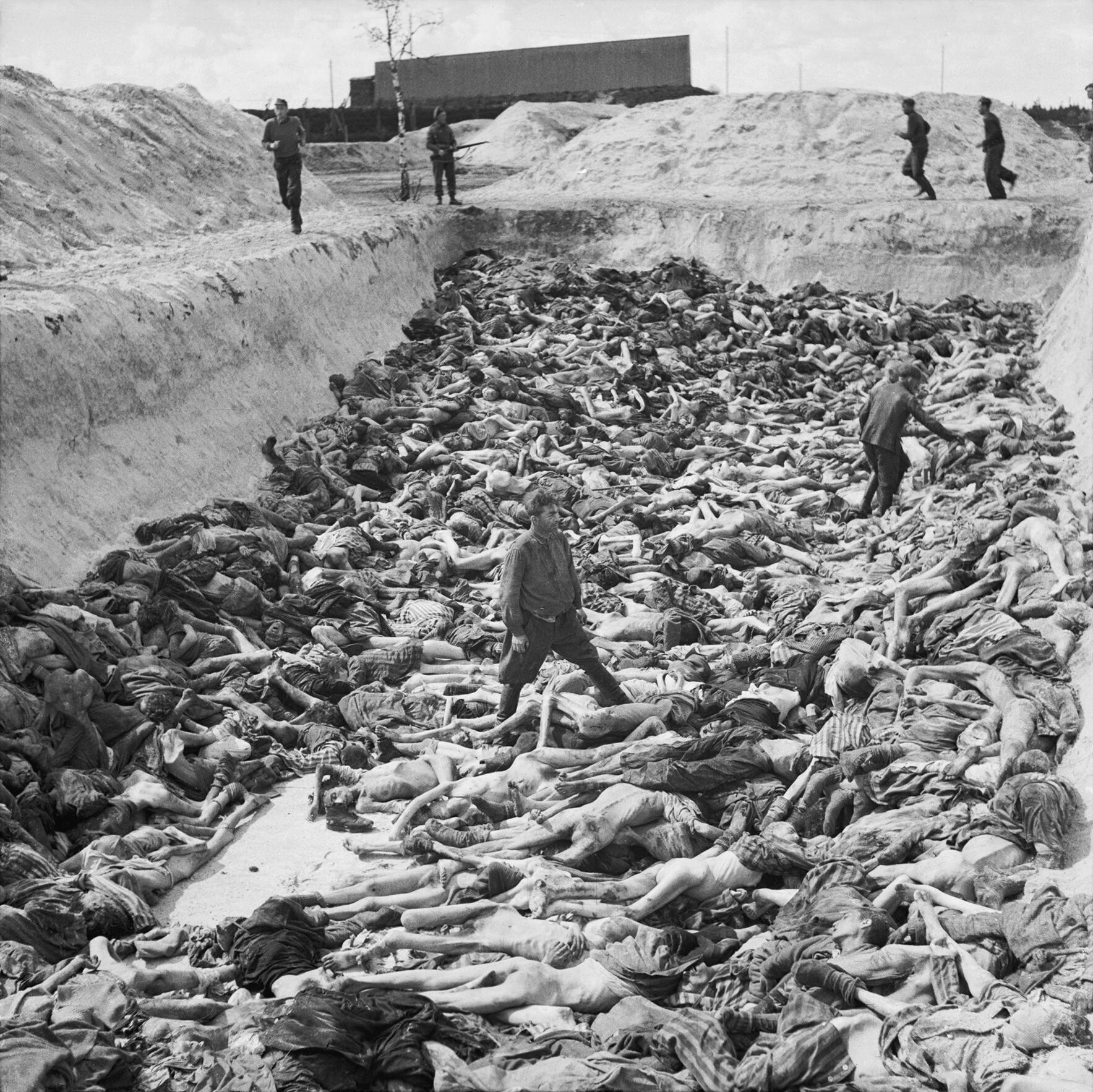
Hromadný hrob v koncentračním táboře Bergen-Belsen

Jedním z nejhrůznějších zločinů Německa za druhé světové války byl holokaust, nacistickým Německem prováděné systematické pronásledování a hromadné vyvražďování etnických a jiných velkých skupin obyvatelstva. Oběťmi holokaustu se stalo asi šest milionů Židů, mezi 220 000 a 1 500 000 Romů, 275 000 osob s mentálním nebo zdravotním postižením v rámci Akce T4, tisíce Svědků Jehovových a homosexuálů. Státními a vojenskými útvary byly zavražděny stovky tisíc politických protivníků nacistického režimu. Bylo zabito cca šest milionů Ukrajinců a Poláků. Přibližně 2,8 milionu sovětských válečných zajatců bylo zabito nebo zemřelo v důsledku nelidského zacházení. Nacistický Generalplan Ost, který měl pro německé obyvatelstvo vytvořit životní prostor na východě, chystal po vítězné válce germanizaci, vysídlení a likvidaci Čechů, Poláků, Rusů a dalších slovanských národů.
Prohra ve válce pro Německo znamenala ztrátu území východně od řek Nisy a Odry včetně exklávy Východní Prusko a vysídlení milionů etnických Němců z dřívějších východních území Německa a z okupovaných zemí. Jak v Německu, tak v zemích osvobozovaných od německé okupace došlo k masovému znásilňování žen. V důsledku bombardování během války bylo zničeno mnoho měst a vznikly obrovské ztráty na kulturním dědictví.
Po druhé světové válce byli zadrženi vrcholní nacisté a souzeni za válečné zločiny a genocidu v Norimberském procesu a v následných procesech, ale v důsledku nastupující studené války byla poválečná denacifikace předčasně zastavena a mnoho nacistických zločinců tak uniklo potrestání.

### Východní a Západní Německo

Mapa Německa, rok 1947, čtyři okupační zóny, části Německa obsazené Polskem a Sovětským svazem a Sársko

Po kapitulaci Německa bylo jeho území rozhodnutím spojenců rozděleno do čtyř okupačních zón. Hlavní město Berlín obdrželo zvláštní čtyřmocenský status a byly v něm vytvořeny čtyři sektory. Všechny zóny a sektory přijaly více než 6,5 milionů etnických Němců vyhnaných z bývalých východních oblastí Německa a jiných oblastí do té doby obývaných Němci.
Západní okupační zóny Německa, ovládané Spojenými státy americkými, Velkou Británií a Francií, byly sloučeny 23. května 1949 a vytvořily Spolkovou republiku Německo (Bundesrepublik Deutschland, neoficiální zkratka BRD, česky SRN). Ze sovětské okupační zóny se stala 7. října 1949 Německá demokratická republika (Deutsche Demokratische Republik, zkratka DDR, česky NDR). Neformálně byly tyto státní útvary známé jako „Západní Německo“ a „Východní Německo“. Hlavním městem NDR se stal Východní Berlín. Spolková republika Německo zvolila Bonn jako prozatímní hlavní město (vážným kandidátem byl také Frankfurt nad Mohanem), čímž zdůraznila svůj postoj, že vytvoření dvou německých států považuje za umělé a pouze dočasné řešení a že se Berlínu v budoucnosti vrátí jeho funkce hlavního města znovusjednoceného Německa.
Západní Německo bylo založeno jako federální parlamentní republika se „sociálně tržním hospodářstvím“ (soziale Marktwirtschaft). Od roku 1948 se západní Německo stalo hlavním příjemcem finanční a materiální podpory ze strany USA při poválečné obnově, poskytnuté evropským zemím podle Marshallova plánu, a využilo ji k rychlé přestavbě průmyslu.

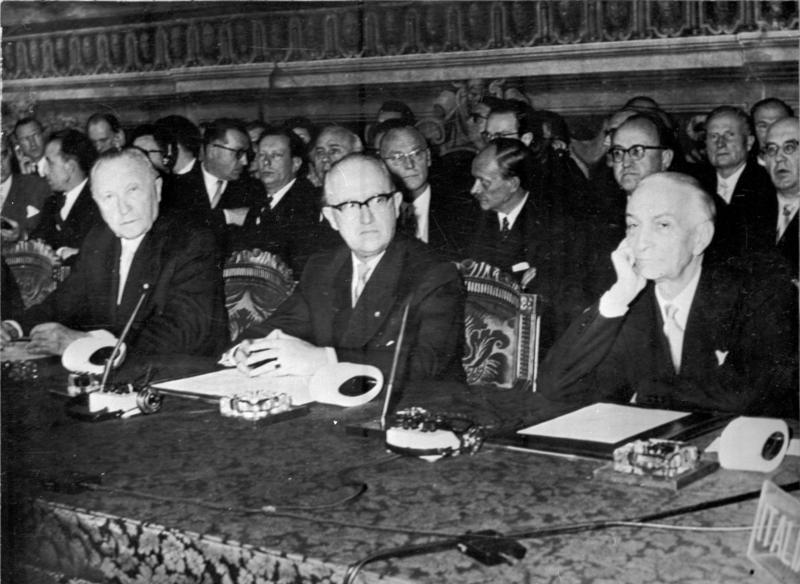
Konrad Adenauer a Walter Hallstein při podpisu Římských smluv 25. března 1957

Spolkovým parlamentem SRN byl v roce 1949 zvolen Konrad Adenauer prvním spolkovým kancléřem (Bundeskanzler) a v tomto úřadu zůstal až do roku 1963. Pod jeho a následně pod Erhardovým vedením země zažila prudký a dlouhotrvající hospodářský růst, který začal již počátkem roku 1950. Do historie vešel jako „německý hospodářský zázrak“ (Wirtschaftswunder). Západní Německo se v roce 1955 připojilo k NATO a bylo zakládajícím členem Evropského hospodářského společenství v roce 1957. Přes denacifikaci byl ve státní správě vysoký podíl bývalých nacistů, a to včetně kancléře Kiesingera a prezidenta Scheela.
Východní Německo bylo začleněno do východního bloku s politickou a vojenskou kontrolou ze strany SSSR. Zůstaly v něm silné sovětské vojenské jednotky a země se stala členem Varšavské smlouvy. Ačkoli Východní Německo prohlašovalo, že je demokratické, politická moc byla vykonávána pouze předními členy politbyra komunistické strany, zvané Sjednocená socialistická strana Německa (SED), podporované tajnou službou Stasi (Staatssicherheit) a řadou dílčích organizací kontrolujících téměř veškeré dění ve společnosti. Byla zavedena plánovaná ekonomika a země se později stala členem RVHP.

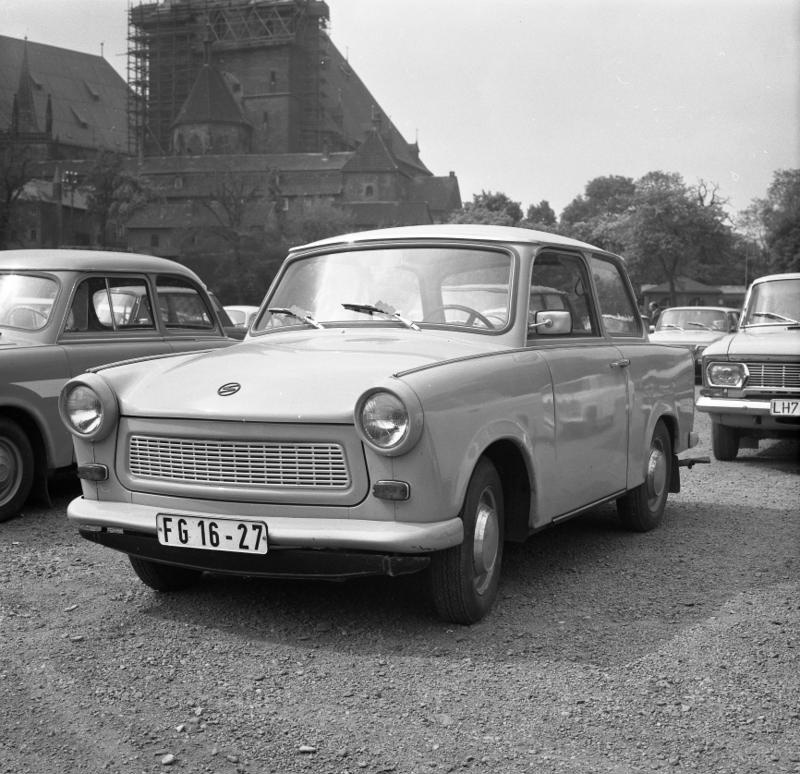
Trabant, symbol NDR

Zatímco východoněmecká propaganda byla založena na domnělých a některých skutečných výhodách tamějších sociálních programů a neustále hrozila invazí ze strany SRN a západních „imperialistů“, velké počty občanů NDR se snažily uniknout do Spolkové republiky za svobodou a prosperitou. Do poloviny roku 1961 to bylo ještě částečně možné přechodem nebo přejezdem z východní do západní části Berlína. V onom roce však byla postavena Berlínská zeď, která prakticky znemožnila východním Němcům útěk do Západního Berlína a odtud do západního Německa. Tato zeď napříč Berlínem a na celé hranici Západního Berlína s územím NDR se stala symbolem celé tzv. železné opony mezi východním a západním blokem i studené války mezi nimi, a proto se její pád v roce 1989 stal nejen symbolem znovusjednocení Německa a zásadních změn, které se posléze uskutečnily v jeho východní části (tzv. Wende), ale také symbolem pádu komunismu v celé Evropě a dokonce i v Sovětském svazu samotném.
Na začátku 70. let 20. století se napětí mezi východním a západním Německem zmírnilo, k čemuž rozhodující měrou přispěla tzv. Ostpolitik, kterou prosadil spolkový kancléř Willy Brandt a ve které pokračoval i jeho nástupce Helmut Schmidt. V následujícím období se postupně normalizovaly i vztahy Spolkové republiky s dalšími zeměmi východního bloku. S Československem uzavřela SRN dne 11. května 1973 tzv. Pražskou smlouvu. Československý prezident Gustáv Husák vykonal v dubnu 1978 oficiální návštěvu Spolkové republiky Německo.

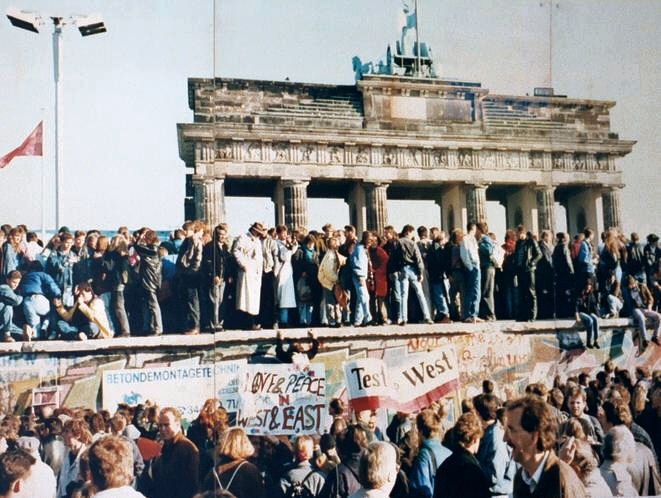
Berlínská zeď obsazená občany NDR v roce 1989; v pozadí je Braniborská brána

V létě 1989 se Maďarsko rozhodlo železnou oponu odstranit a otevřít hranice (tzv. panevropský piknik), což způsobilo emigraci tisíců východních Němců do Západního Německa přes Maďarsko. To mělo na NDR zničující dopady. Poté docházelo k pravidelným masovým demonstracím, které získávaly stále více na podpoře (viz Pondělní demonstrace, Demonstrace na Alexanderově náměstí). V den pádu berlínské zdi zmírnily východoněmecké úřady nečekaně omezení přístupu k hranicím, což dovolilo východoněmeckým občanům cestovat na Západ. Původně se zamýšlelo udržet Východní Německo jako stát, ale otevření hranic vedlo k urychlení sjednocujícího reformního procesu. Ten vyvrcholil Smlouvou o konečném uspořádání ve vztahu k Německu (tzv. smlouva 4 + 2) o rok později (12. září 1990), v rámci níž se čtyři okupační mocnosti vzdaly svých práv daných v rámci bezpodmínečné kapitulace nacistického Německa. Německo vedené spolkovým kancléřem Helmutem Kohlem (vůdce koalice CDU/CSU a FDP, vicekancléřem a ministrem zahraničí byl Hans-Dietrich Genscher) se stalo prakticky opět plně suverénním státem. Tím bylo umožněno i formální znovusjednocení Německa, které se uskutečnilo 3. října 1990 vstupem pěti zemí bývalé NDR (Neue Länder) do Spolkové republiky.

### Současné Německo od znovusjednocení

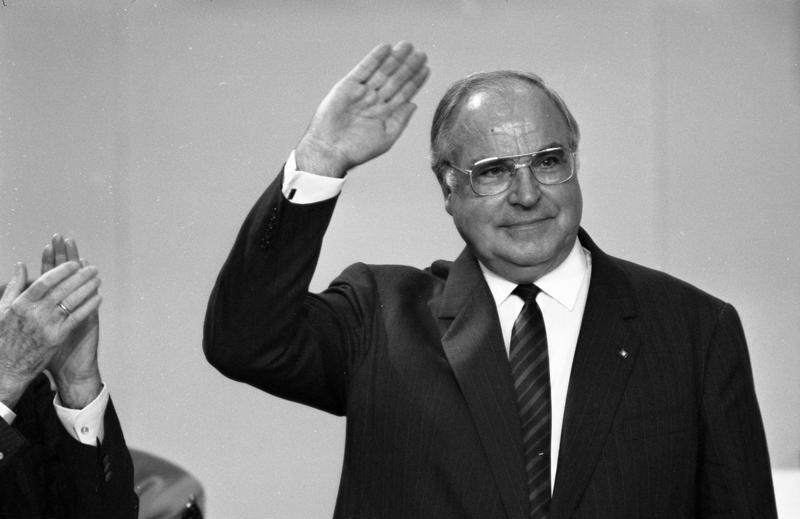
Helmut Kohl roku 1989

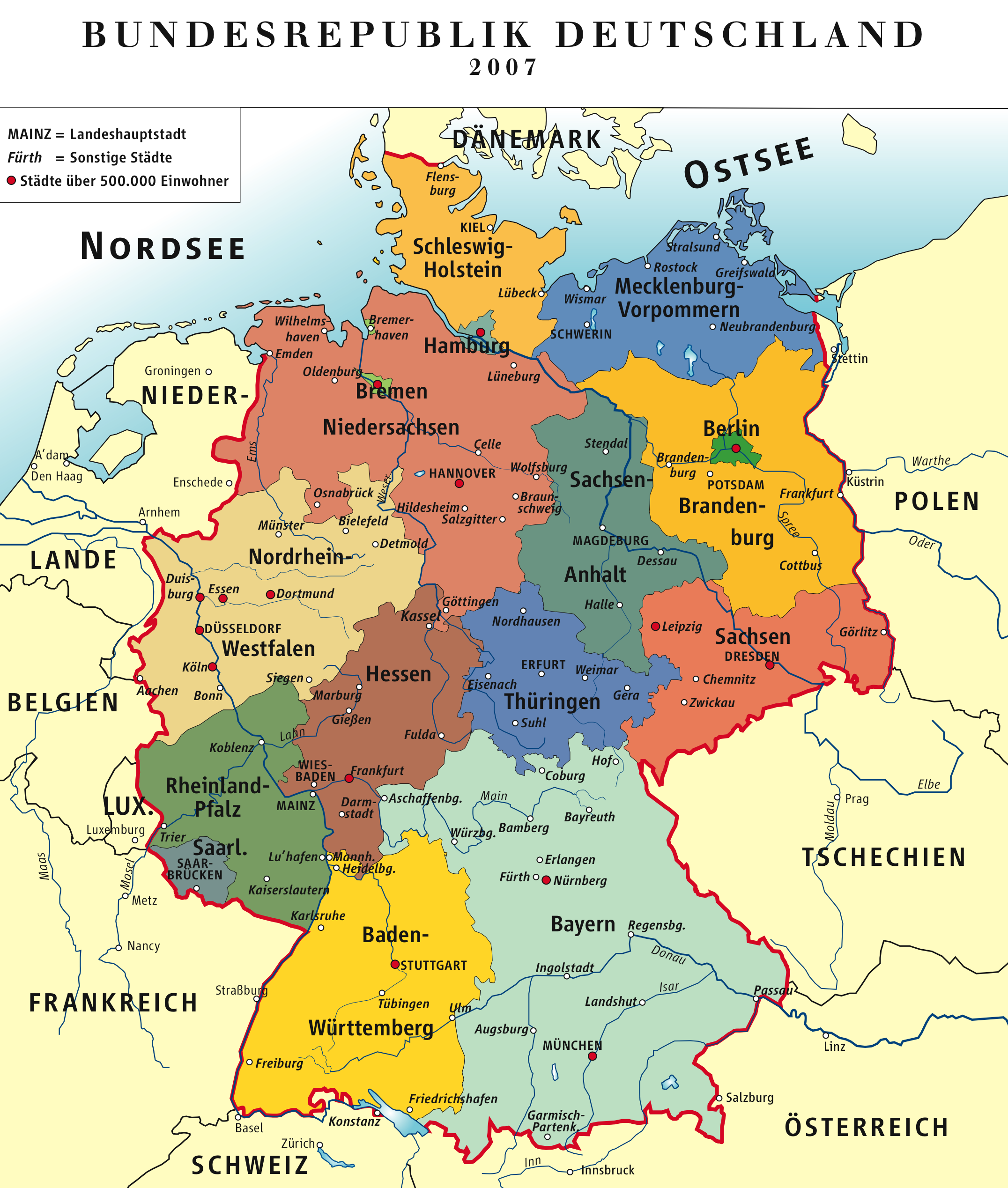
3. října 1990 bylo dokončeno znovusjednocení Německa. Vnější hranice Německa jsou z roku 1990, vnitrostátní hranice ukazují stav po 29. červnu 1993.

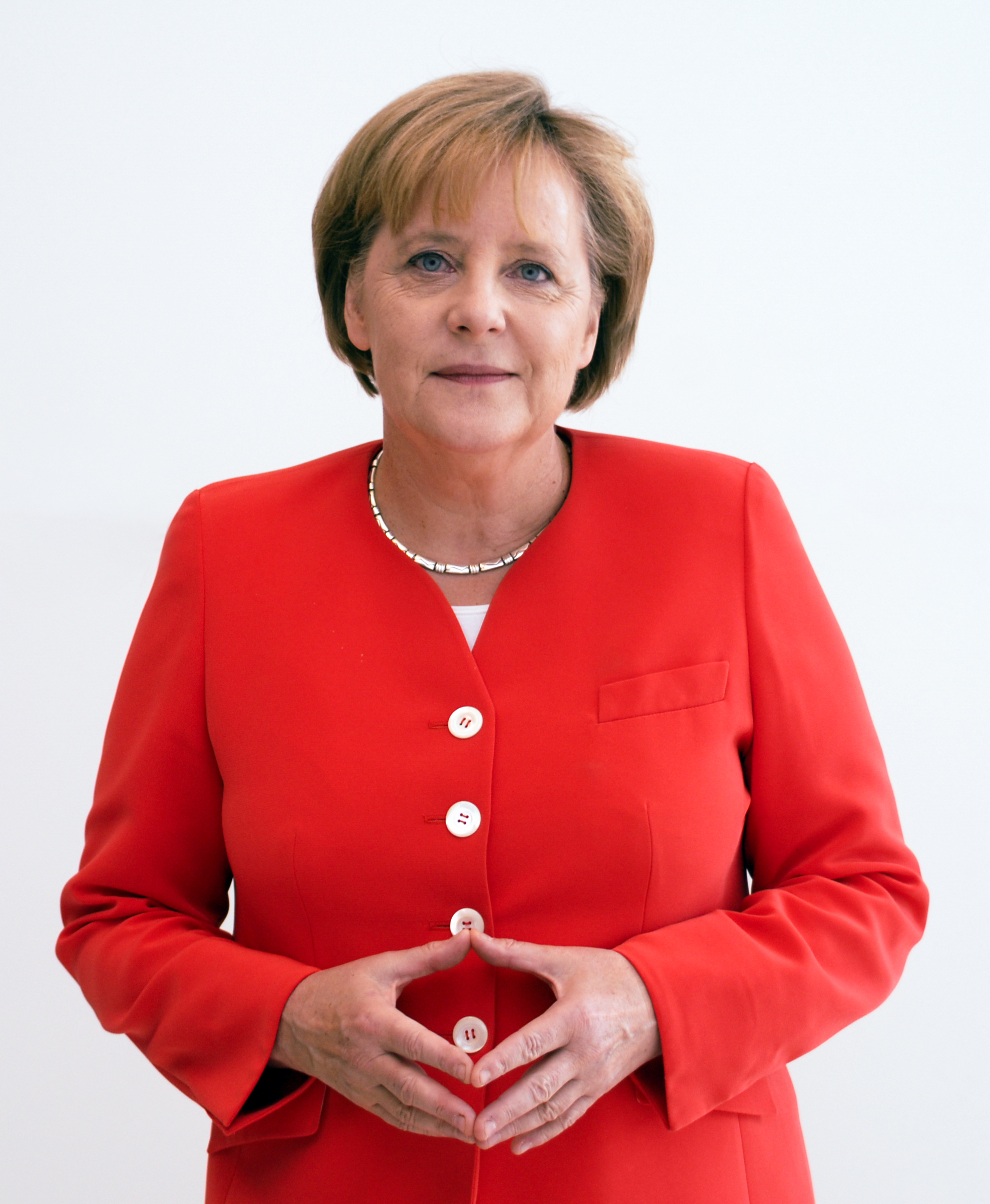
Angela Merkelová v typickém postoji

Na základě zákona přijatého 10. března 1994 (Berlin/Bonn-Gesetz) byl dosavadní provizorní stav ohledně hlavního města změněn tak, že se hlavním městem sjednoceného Německa definitivně stal Berlín. Městu Bonnu byl přiznán zvláštní status jako tzv. Bundesstadt („spolkové město“) se zachováním některých spolkových ministerstev a úřadů. Přemístění vlády v dohodnutém rozsahu bylo dokončeno v roce 1999.
Po volbách v roce 1998 se sociálnědemokratický politik Gerhard Schröder stal kancléřem historicky první tzv. červeno-zelené koalice SPD a Svazu 90/Zelených, která trvala až do voleb v roce 2005.
Sjednocené Německo se aktivně podílelo na prohlubování evropské integrace. Aktivní bylo i v rámci NATO. Zúčastnilo se například operace Spojenecká síla a po jejím skončení se angažovalo při zajišťování stability na Balkáně. Vojenské jednotky Bundeswehru byly také součástí mise NATO v Afghánistánu s cílem zajistit v této zemi bezpečnost po svržení vlády Talibanu (viz Válka v Afghánistánu). Tato vojenská nasazení vyvolala jak v Německu samotném, tak mezinárodně, kontroverze, protože po druhé světové válce bylo Německo vázáno spojeneckými dohodami i vnitrostátním právem k rozmístění jednotek pouze na vlastním území k výlučně obranným účelům.
V roce 2005 se jako první žena stala kancléřkou Německa Angela Merkelová, která vytvořila vládu tzv. velké koalice za účasti křesťanských stran CDU/CSU a sociálně-demokratické SPD. Po volbách v roce 2009 vznikla druhá vláda kancléřky Merkelové jako koalice CDU/CSU a Svobodné demokratické strany (FDP), jejíž předseda Guido Westerwelle se stal vicekancléřem a ministrem zahraničí. Po volbách v roce 2013 se vrátila k moci tzv. velká koalice a vznikla třetí vláda Angely Merkelové. Od roku 2014 si pozici v německém politickém systému vybudovala konzervativní strana Alternativa pro Německo (AfD). Roku 2018 se Merkelová stala kancléřkou již čtvrté vlády.
Mezi hlavní politické plány německého vedení na počátku 21. století patří tzv. energetická revoluce (Energiewende) pro využití udržitelných zdrojů energie (solární energie, větrná energie a další zdroje), tzv. „brzda dluhu“ (Schuldenbremse), která má zajistit vyrovnané státní a komunální rozpočty, reforma německých imigračních zákonů, právní předpisy pro obecnou minimální mzdu a high-tech strategie pro informatizaci a další modernizaci již tak velmi vyspělé německé ekonomiky na model zvaný Industrie 4.0.
Z ekonomického hlediska bylo začleňování „nových zemí“ do znovusjednoceného Německa po roce 1990 velmi nákladné. Pro krytí těchto nákladů byly zmobilizovány nejrůznější finanční zdroje včetně (v současnosti) 5,5 % tzv. solidárního příplatku (Solidaritätszuschlag) k řadě daňových sazeb (mj. daně z příjmu obyvatelstva a z kapitálových výnosů). Tento příplatek je přes několik iniciativ k jeho zrušení či alespoň snížení vybírán i nadále, téměř 29 let po znovusjednocení Německa, ale již existuje návrh zákona, který od roku 2021 počítá s jeho zrušením. Použití těchto významných finančních prostředků není transparentní, neboť není nijak účelově vázáno. Tyto prostředky může spolková vláda použít podle svého uvážení.

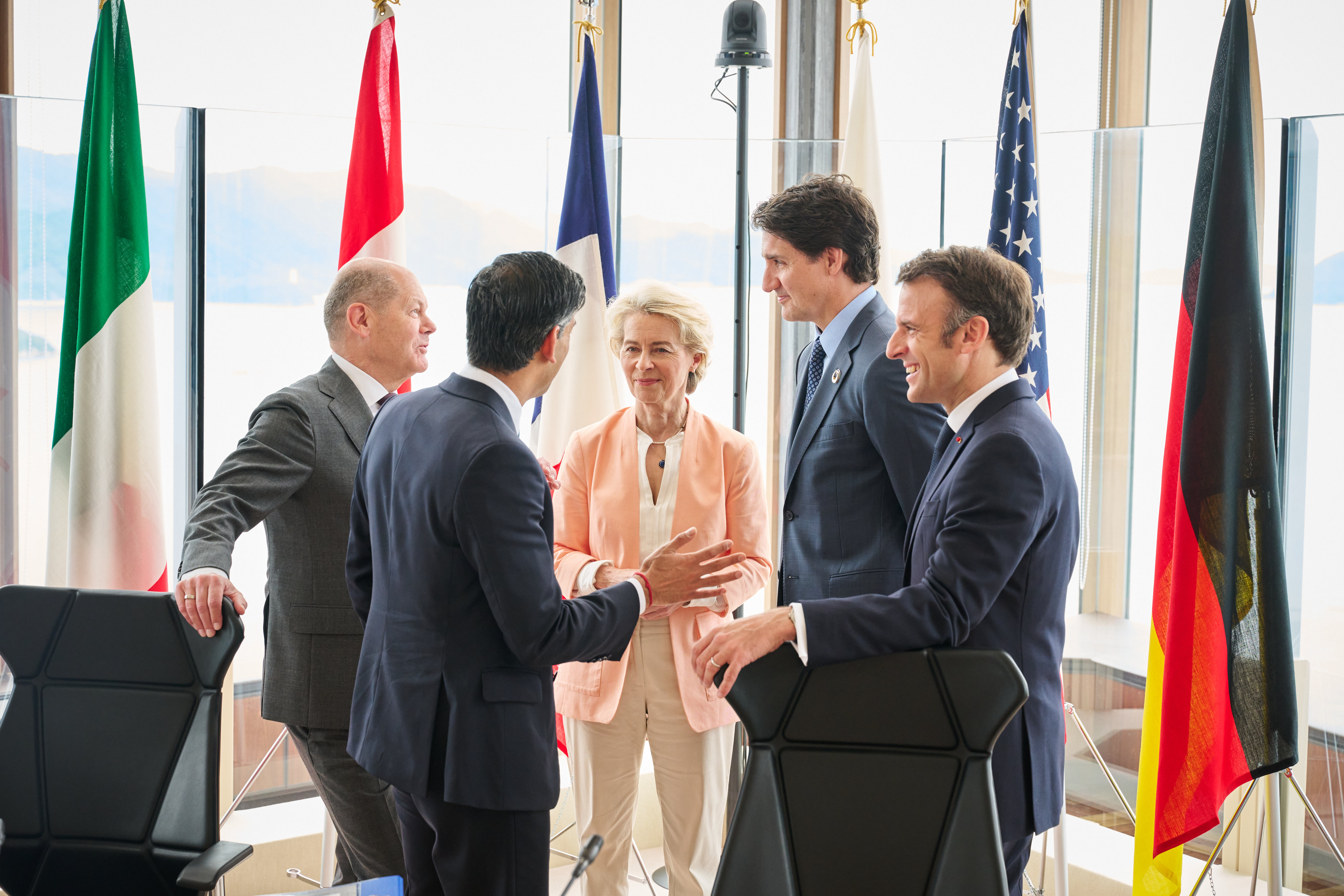
Německý kancléř Olaf Scholz, předsedkyně Evropské komise Ursula von der Leyenová a další západní vůdci na summitu G7 v květnu 2023

Kromě značných vnitropolitických a ekonomických problémů vyvolaných znovusjednocením se Německo v letech 1990 až 2015 potýkalo s dočasně se zvyšující nezaměstnaností a zvětšováním sociální propasti mezi příjmovými skupinami, s nízkou porodností a z toho vyplývajícím stárnutím a dokonce úbytkem obyvatelstva.
Velká vlna imigrace zvláště z muslimských zemí od roku 2015 (ale i dříve) přinesla vážné problémy se začleňováním přistěhovalců do společnosti. V souvislosti s tím se projevilo zesílení pravicového i levicového extremismu. Mnoho Němců má pocit, že se nemohou na veřejnosti k těmto problémům svobodně vyjadřovat. Ústřední rada Židů v Německu (Zentralrat der Juden) vyjádřila velké znepokojení nad antisemitskými tendencemi, které se projevují i v mešitách v německých městech. Válka Izraele s Hamásem, která vypukla v roce 2023, vedla k prudkému nárůstu antisemitských a protiizraelských nálad mezi muslimskými přistěhovalci v Německu.
V důsledku rozhodnutí o útlumu jaderné energetiky byly 15. května 2023 odstaveny poslední 3 fungující jaderné elektrárny v Německu. V rámci energetické transformace a zelené dohody pro Evropu, kterou Německo aktivně prosazuje, německá vláda rozhodla o ukončení výroby elektřiny z uhlí po roce 2030. Počítá se také se zákazem prodeje nových osobních automobilů se spalovacími motory po roce 2035.

## Státní symboly

### Vlajka
Německá vlajka je tvořena listem o poměru stran 3:5 se třemi vodorovnými pruhy, černým, červeným a žlutým.
Státní (služební) vlajka navíc nese štít s upraveným státním znakem, její soukromé užití ani užití obcemi či spolkovými zeměmi není přípustné. Vedle národní vlajky je neoficiálně tolerováno i užití vlajky se státním znakem.

### Znak
Německý státní znak tvoří černá orlice s červenou zbrojí na zlatém štítu.

### Hymna
Německá hymna je 3. sloka písně Das Lied der Deutschen (česky Píseň Němců). Celá píseň má tři sloky, od roku 1952 se používá pouze poslední. Hudbu složil rakouský skladatel Joseph Haydn, má totožnou melodii jako někdejší rakouská císařská hymna. Slova původní básně napsal německý básník August Heinrich Hoffmann von Fallersleben.

## Geografie

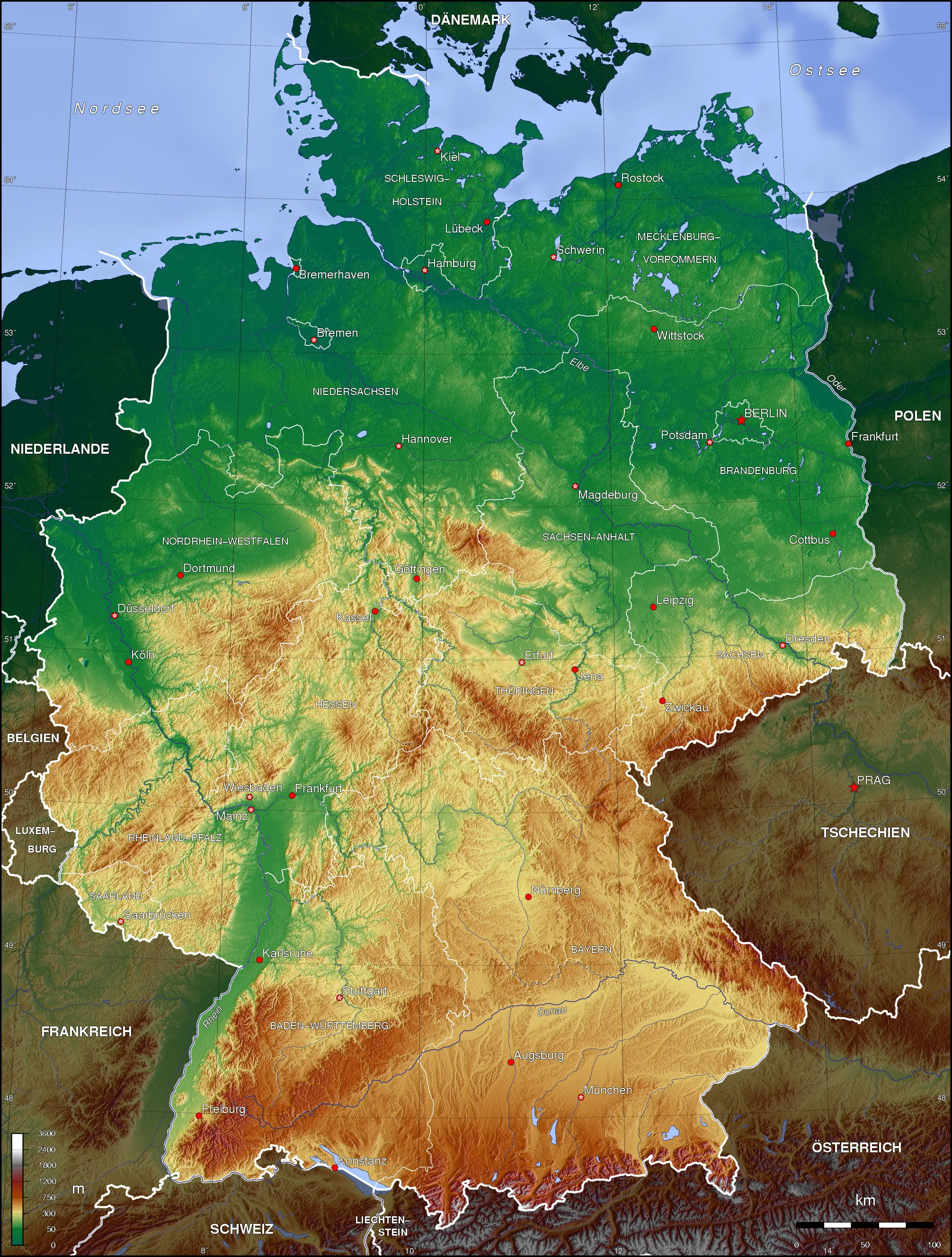
Fyzická mapa Německa

Hlavními geomorfologickými celky Německa jsou od severu k jihu Severoněmecká nížina, Středoněmecká vysočina, alpské předhůří a velehorské pásmo německých Alp.
Německo sousedí s devíti státy: Dánsko, Polsko, Česko, Rakousko, Švýcarsko, Francie, Lucembursko, Belgie a Nizozemsko. Německo je zemí v Evropě, která sousedí s nejvíce státy.
Na severu sousedí Německo s Dánskem (délka hranic 67 kilometrů), na severovýchodě s Polskem (442 kilometrů), na východě s Českem (811 kilometrů), na jihovýchodě s Rakouskem (815 kilometrů; bez hranice v Bodamském jezeře), na jihu se Švýcarskem (316 kilometrů; s hranicí exklávy Büsingen, ale bez hranice v Bodamském jezeře), na jihozápadě s Francií (448 kilometrů), na západě s Lucemburskem (135 kilometrů) a s Belgií (156 kilometrů) a na severozápadě s Nizozemskem (567 kilometrů).
Délka hranic činí celkem 3 757 kilometrů (bez hranic v Bodamském jezeře).
Během dějin se často měnil i střed německého státu.
Německo se nachází na eurasijské kontinentální desce, přesto se vyskytují slabá zemětřesení, především v Porúří.

### Geomorfologie

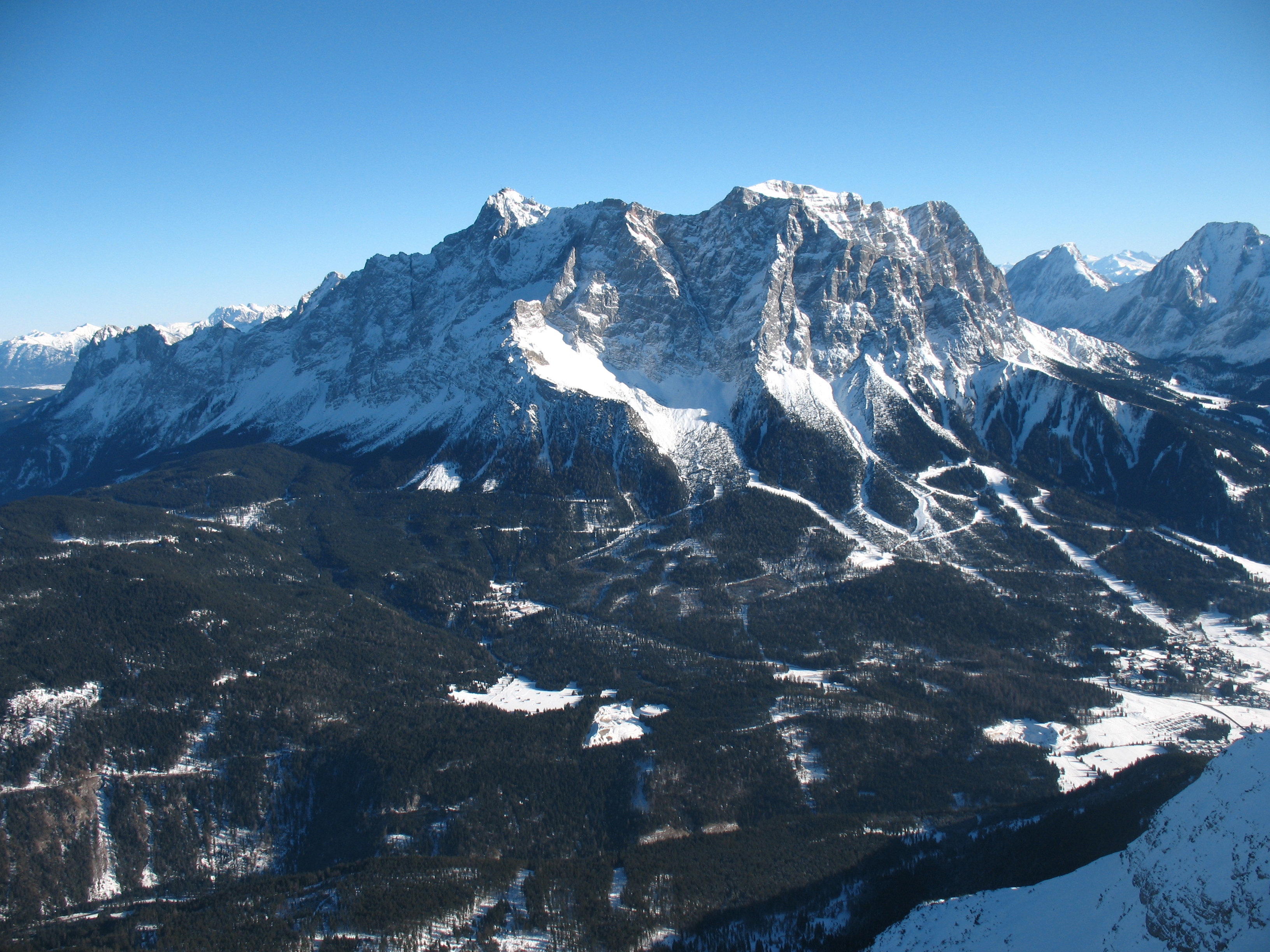
Nejvyšší hora Německa Zugspitze v Alpách

Alpy, které vznikly třetihorním zvrásněním kontinentálních desek, jsou jedinými německými velehorami. Na hranicích s Rakouskem leží nejvyšší hora Německa – Zugspitze o nadmořské výšce 2962 metrů.
Středoněmecká vysočina nabývá směrem od severu k jihu na výšce a rozloze. Nejvyšší se nachází ve Schwarzwaldu – 1493 metrů vysoký Feldberg, následován 1456 metrů vysokým Großer Arber v Bavorském lese. Vrcholy o výšce vyšší než 1000 metrů mají dále Krušné hory, Smrčiny, Švábská Alba a pohoří Harz, které je izolovanou částí Středoněmecké vysočiny s nejvyšší horou Brocken o nadmořské výšce 1142 metrů. V severní části Německa se nachází jednotlivé kopce vyšší než 100 metrů, z nichž nejvyšší je Hagelberg v geomorfologické části Flaming v Braniborsku.
Nejnižší bod Německa je proláklina 3,54 metrů pod úrovní mořské hladiny u Neuendorf-Sachsebbande v Šlesvicku-Holštýnsku. Rovněž ve Šlesvicku-Holštýnsku se nachází nejhlubší zatopený bod Německa: 39,10 metrů pod úrovní mořské hladiny na dně Hemmelsdorfer See severoseverovýchodně od Lübecku. Nejnižší umělý vytvořený bod Německa je 293 metrů pod úrovní mořské hladiny na dně hnědouhelného dolu Hambach východně od Jülichu v severním Porýní-Vestfálsku.

### Vodstvo

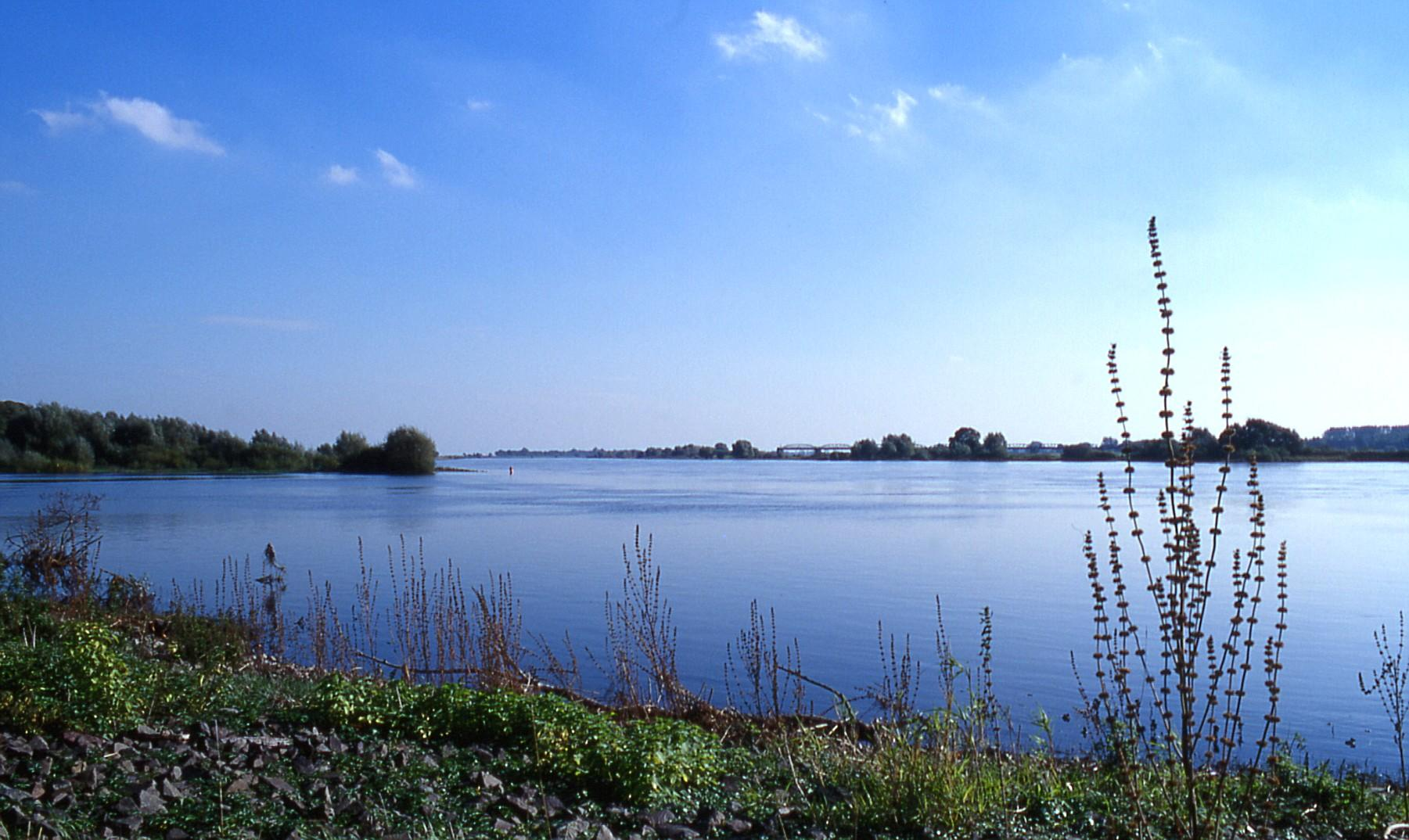
Labe na německém území

Území Německa odvodňují z největší části řeky Rýn, Dunaj, Labe, Odra, Vezera a Emže. Německé území je odvodňováno do Severního moře, Baltského moře a Černého moře. Přes německé území vede hlavní evropské rozvodí.
Nejvýznamnější německou řekou je Rýn, který má v Německu délku 865 kilometrů. Rýn dominuje jihozápadu a západu Německa. Nejdůležitějšími přítoky jsou Neckar, Mohan, Mosela a Rúr. Ekonomický význam Rýna je značný, jedná se o jednu z hospodářsky nejvýznamnějších řek Německa a Evropy.
Na jihu má na německém území Dunaj délku 647 kilometrů, odvodňuje skoro celé předhůří Alp. Dunaj teče směrem do Rakouska a jihovýchodní Evropy. Jeho nejdůležitějšími přítoky jsou Iller, Lech, Isar a Inn.
Na východě Německa má na německém území Labe délku 725 kilometrů. Jeho nejdůležitějšími přítoky jsou Sála a Havola.
Hranici Německa a Polska z větší části tvoří Odra, jejím nejdůležitějším přítokem je Lužická Nisa.
Celé povodí Vezery leží v Německu. Vzniká soutokem Werry a Fuldy a odvodňuje severní část Německa.
Emže (Ems) teče v severozápadní části Německa.
Přirozená jezera na německém území jsou převážně ledovcového původu. Největší německá jezera se proto nachází v předhůří Alp a Meklenburské jezerní plošině. Největším jezerem, které leží celé na německém území, je Müritz, ležící v Meklenburské jezerní plošině. Největší jezero na německém území je Bodamské jezero, o které se ale Německo dělí s Rakouskem a Švýcarskem.
Na východě Německa se nachází mnoho velkých jezer, která se nachází v zatopených bývalých hnědouhelných dolech.

### Ostrovy

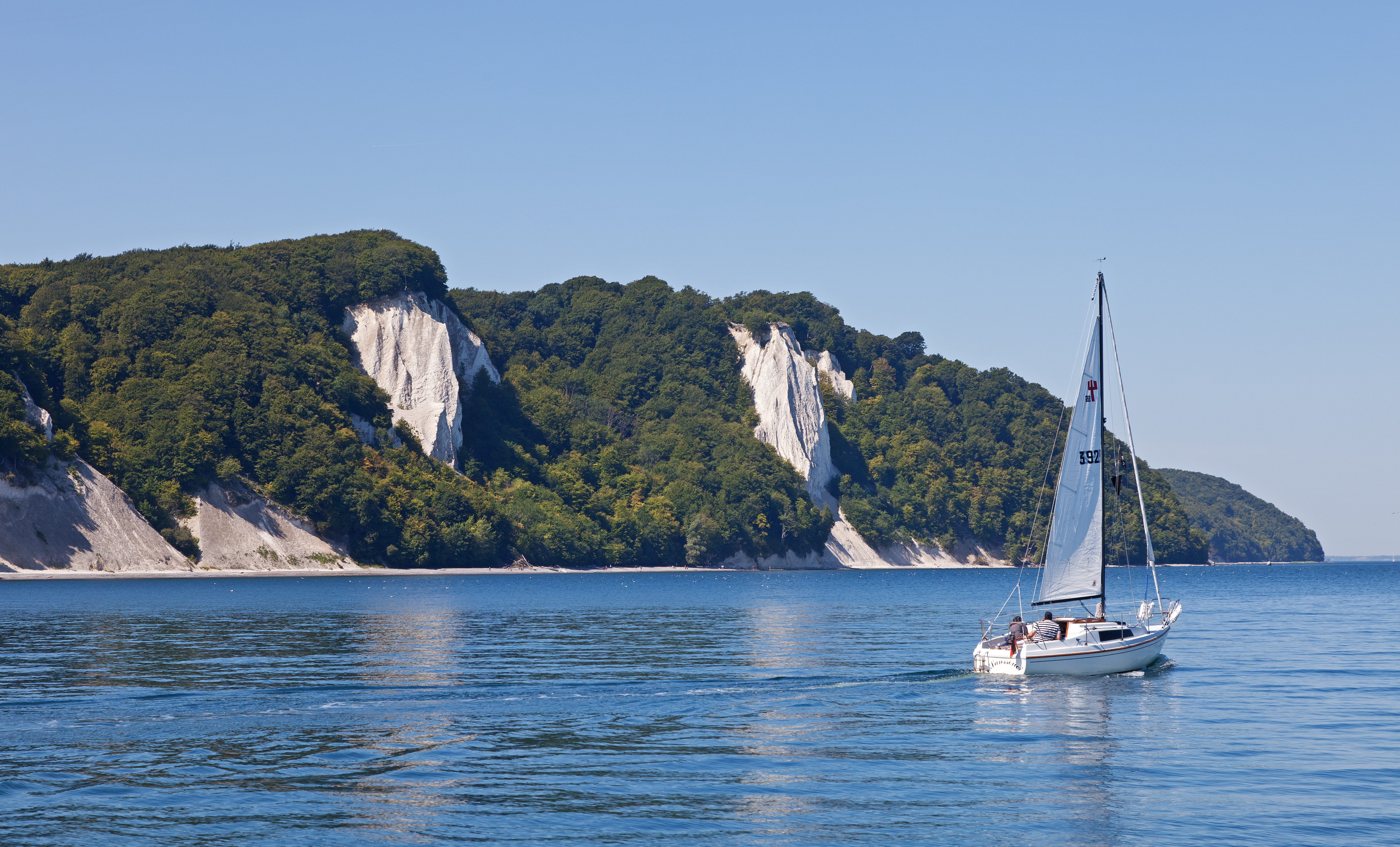
Křídové útesy na pobřeží ostrova Rujana

V Severním moři se nachází souostroví Severofríské ostrovy a Východofríské ostrovy. Ostrovy Helgoland a Neuwerk jsou rovněž obydlené. Severofríské ostrovy představují zbytky zatopené pevniny, které zůstala pod hladinou moře po snížení a následném zaplavení. Východofríské ostrovy jsou bariérové ostrovy, které vznikly příbojem a pohybem pobřežních písčin.
Největší německé ostrovy v Baltském moři jsou (od západu k východu) Fehmarn, Poel, Hiddensee, Rujána a Usedom; největším poloostrovem je Fischland-Darß-Zingst.
Největší německé vnitrozemské ostrovy se nachází v Bodamském jezeře, jsou to ostrovy Reichenau, Mainau a Lindau, dále ostrov Herrenchiemsee v Chiemsee.

### Klimatické podmínky
Celé území Německa patří k mírnému klimatickému pásmu Střední Evropy v převládajícím západním prouděním vzduchu v přechodném pásmu mezi oceánským a kontinentálním klimatem. Podnebí v Německu je ovlivňováno Golfským proudem, celoročně převažují příznivé teploty.
Střední roční úhrn srážek je v letech 1961–1990 700 milimetrů. Střední měsíční množství srážek je mezi 40 milimetry v únoru a 77 milimetry v červnu.
Nejnižší naměřená teplota byla v Německu -45,9 °C; byla naměřena 24. prosince 2001 v Funtensee. Nejvyšší teplota byla registrována 8. srpna 2003 v Nennigu v Sársku a činila +40,3 °C.

### Geologie

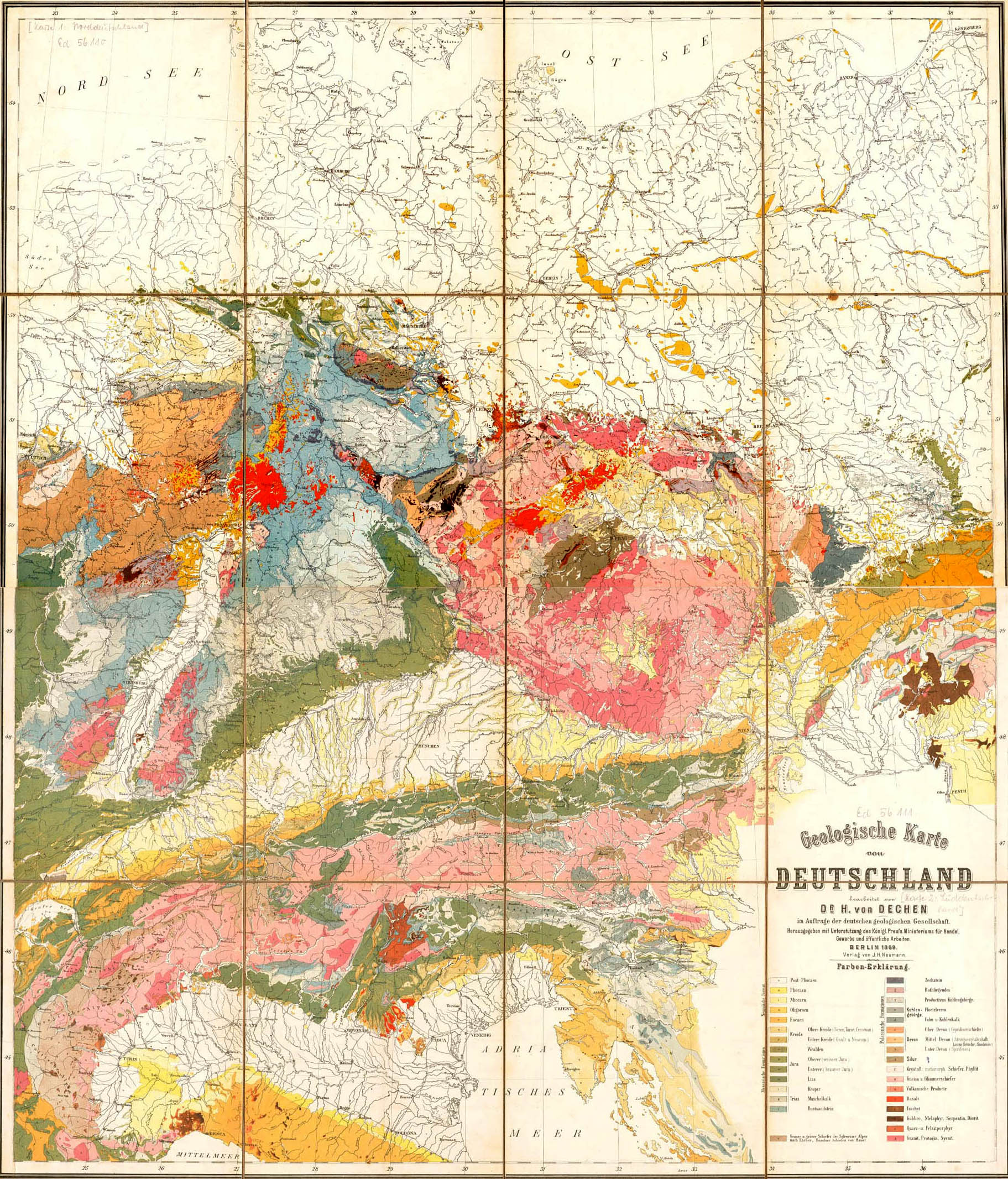
Geologická mapa Německa z roku 1869

Z prvohor pochází na území Německa krystalické horniny jako rula a žula, které se nachází ve Středoněmecké vysočině, např. v pohoří Harz. Sedimenty z Rheinisches Schiefergebirge (Porýnské břidličné vrchoviny) taktéž pochází z prvohor, z devonu a spodního karbonu. Vyzvednutí hornin a vytvoření pohoří proběhlo v pozdním pliocénu.
Na severu v Porýnské břidličné vrchovině se nachází karbonská souvrství, ve kterých se nachází veliká ložiska černého uhlí v Porúří.
V mesozoiku, v druhohorách se vytvořily horniny, které převládají v jižní a východní části Německa. Ve Falci, v Durynsku, části Bavorska a Saska pochází podloží hornin z triasu, časného mesozoika. Pohoří Jura (především Švábská a Franská Alba) pochází z doby jury. Z trias v Německu, z kterého pochází většina pískovců, v pohoří Jury ale převažuje vápenec.
V třetihorách následovala eroze, zarovnání terénu a vytvoření nížin.
Aktivní vulkanismus není v Německu pozorován, vulkanické horniny ale dosvědčují dřívější vulkanickou činnost.
Nachází se především v pohoří Eifel. V pohoří Eifel jsou prameny s výskytem oxidu uhličitého, gejzíry atd.
Německo se nachází na eurasijské kontinentální desce, přesto se vyskytují slabá zemětřesení, především v Porúří.

### Půdy
Na území Německa převládají drnopodzolové půdy a lesní hnědozemě. Drnopodzolové půdy se nejčastěji vyskytují na písčitých a štěrkopísčitých ledovcových usazeninách v Severoněmecké nížině. Lesní hnědozemě se vyskytují nejčastěji v Středoněmecké vysočině.

## Příroda

### Flóra

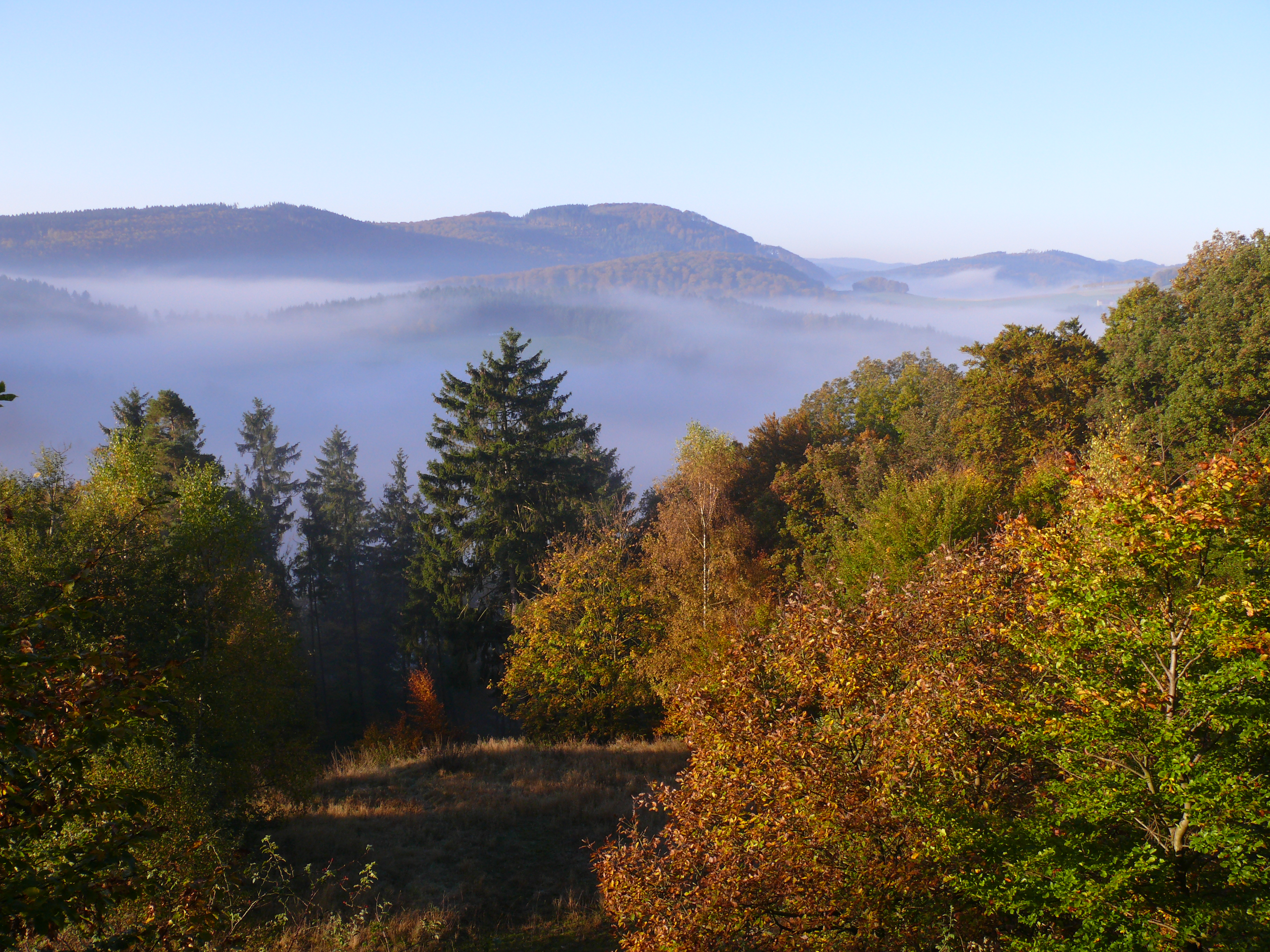
Smíšený les na podzim (Sauerland)

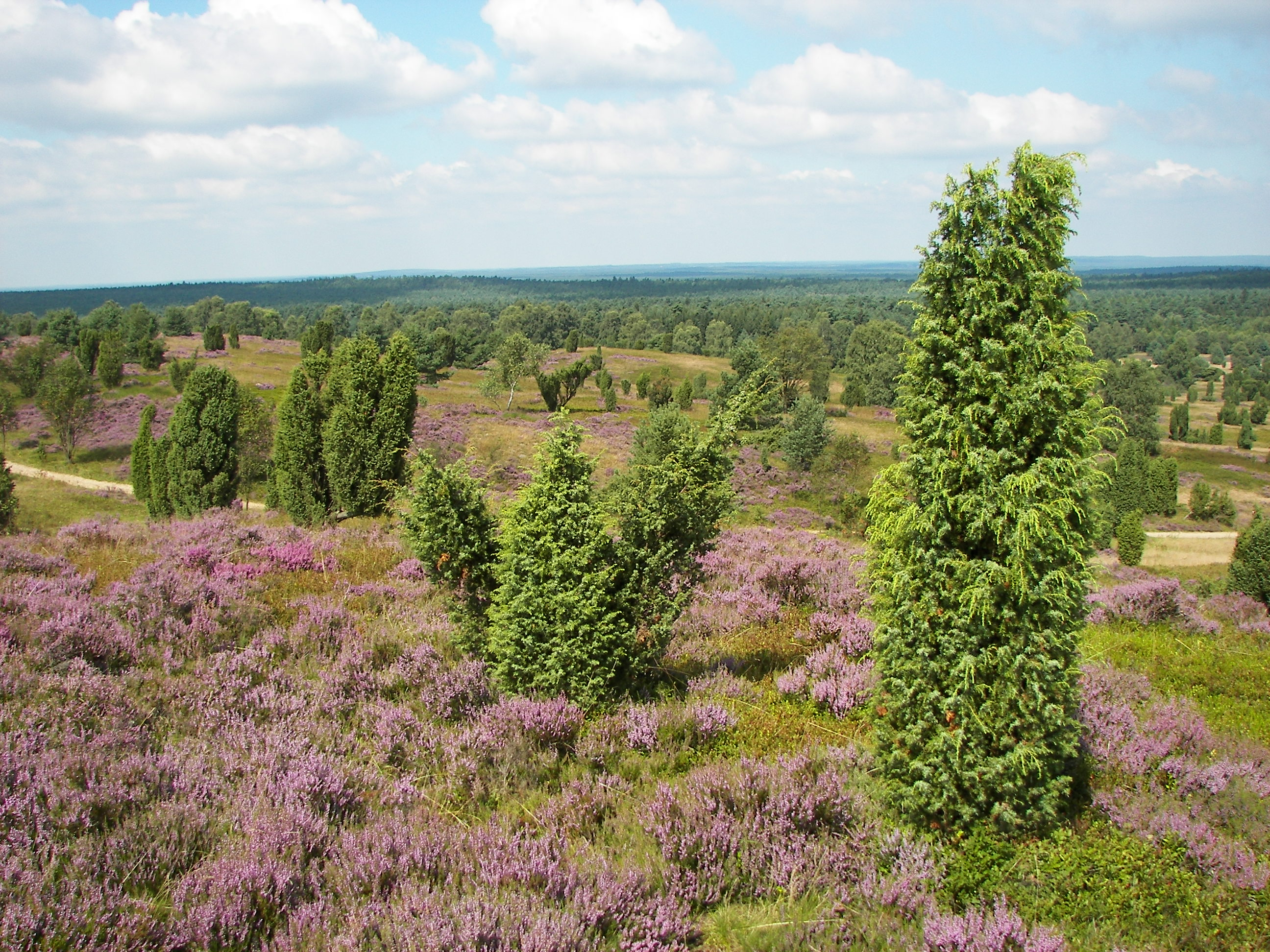
Vřesoviště Lüneburger Heide v Dolním Sasku

Německo leží v mírném klimatickém pásmu. Značnou část jeho území původně pokrývaly listnaté a jehličnaté lesy, které byly z velké části vykáceny a jen výjimečně je v nich uchována původní skladba dřevin. Flóra na území Německa se mění podle nadmořské výšky, geologického podloží a klimatických podmínek na daném místě. Od západu k východu ovlivňuje vegetaci zejména přechod od oceánského ke kontinentálnímu podnebí.
V listnatých lesích se nejčastěji vyskytuje buk lesní tvořící bučiny, případně se podél řek a jezer stále nachází řídké nivní lesy, v nichž dominuje buk a dub. V Alpách a německých středohorách se vyskytují lesy i na pozemcích s poměrně velkým sklonem. Pionýrskými dřevinami jsou na německém území bříza a borovice. Jehličnaté lesy se dnes nahrazují dříve velmi rozšířenými listnatými. Bez lidského vlivu by se tzv. potenciální vegetace na německém území, jako ve většině zemí v mírném klimatickém pásmu, skládala především z lesa. Výjimku tvoří vřesoviště a bažiny, dále alpínská a subalpínská společenství z Bavorských Alpách, ve Schwarzwaldu, v Krušných horách. Alpínská a subalpínská stanoviště mají obvykle chudé půdy, nižší teploty vzduchu a leží ve vyšších polohách. V Německu se ve větší míře než dříve vyskytují i různé zavlečené rostliny, jako např. akát. V dnešní době je zalesněno 29,5 % území, čímž má Německo jednu z největších ploch lesa v Evropě.[zdroj?]
Největší podíl obdělané plochy slouží k pěstování obilí (ječmene, ovsa, žita a pšenice). Dále se pěstují brambory a kukuřice, což jsou plodiny dovezené z Ameriky. Z průmyslových plodin se nejčastěji pěstuje řepka olejná. Z ovocných stromů se nejčastěji vyskytují jabloně. V údolí řek, např. Mosely, Ahru a Rýna jsou provozovány vinice.

### Fauna

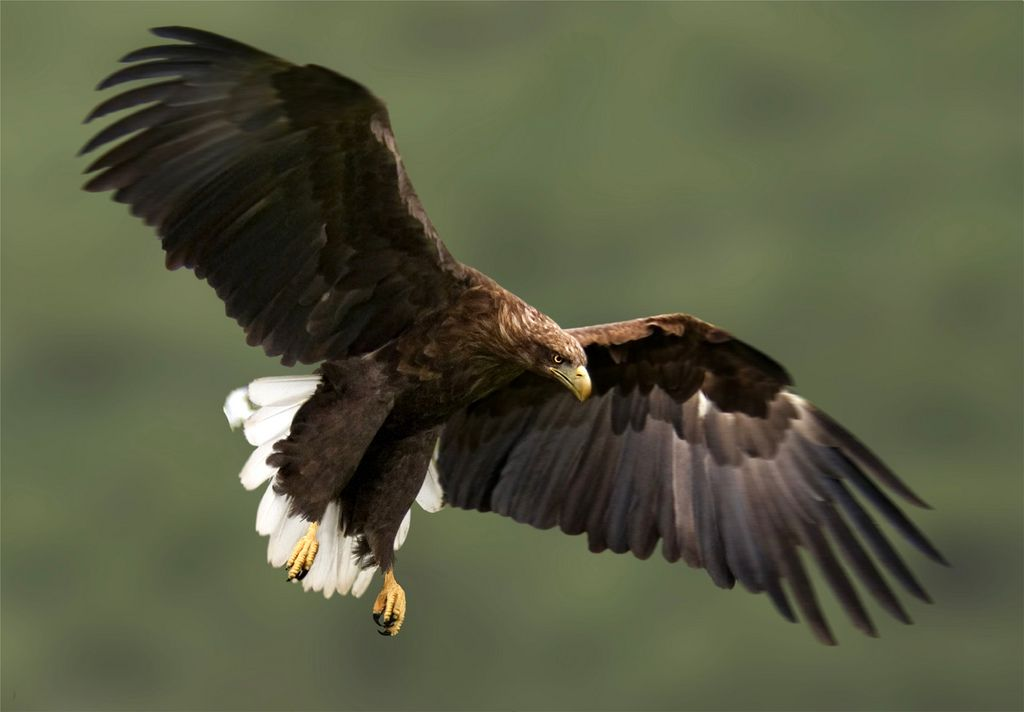
Chráněný dravec orel mořský

Původní druhy savců v Německu žijí nejčastěji v lesích. V lese žijí různé druhy lasic, daněk evropský, jelen evropský, srnec obecný, prase divoké a liška obecná. Bobr a vydra se vyskytují méně často, v poslední době ale stoupají jejich stavy.
Mnozí velcí savci byli v Německu vyhubeni: pratur v roce 1846, medvěd hnědý roku 1835, los evropský byl hojný ještě ve středověku, divoký kůň byl vyhuben v 19. století, zubr na přelomu 17. a 18. století a vlk roku 1904.
V současné době se do Německa vrací vlci a losi z Polska a Česka,[zdroj?] kde stoupají jejich stavy.
Populace orla mořského, ptáka, jenž je ve znaku Německa, čítá asi 500 párů, především v Braniborsku a Meklenbursku-Předním Pomořansku. Z dravých ptáků se v Německu nejvíc vyskytuje káně lesní a poštolka obecná, sokol stěhovavý je mnohem vzácnější. 50 % populace luňáka červeného hnízdí právě v Německu, ale kvůli intenzifikaci zemědělství klesají jeho stavy.
V Německu žije mnoho druhů ptáků, kteří profitují z přítomnosti člověka, jako např. holub hřivnáč, kos černý (původně čistě lesní pták), vrabec a sýkora. Tyto druhy ptáků jsou v zimě přikrmovány, v obchodech je bohatá nabídka krmení pro ptáky. Různé druhy havranů a racků se zase přiživují na skládkách. Zvláštností je celosvětově zcela nejsevernější hnízdiště plameňáků v Zwillbrocker Venn v Severním Porýní-Vestfálsku.
Dříve v řekách často se vyskytující lososi byli v průběhu industrializace v 19. století vyhubeni, ale v 80. letech 20. století se znovu v německých řekách objevili. Poslední jeseter byl v Německu uloven roku 1969. V rybnících se chovají např. kapři, a to již od dob Římanů.
Na pobřeží Severního a Baltského moře žijící tuleň obecný byl v minulosti téměř vyhuben. V poslední době se jeho stavy zvýšily na několik tisíc exemplářů.

### Ochrana přírody
Cílem ochrany přírody je zachování přírody a krajiny. Na území Německa se nachází 14 národních parků, 19 biosférických rezervací, 95 přírodních parků a tisíce přírodních rezervací, chráněných stromů atd.

## Politická geografie

### Využití území

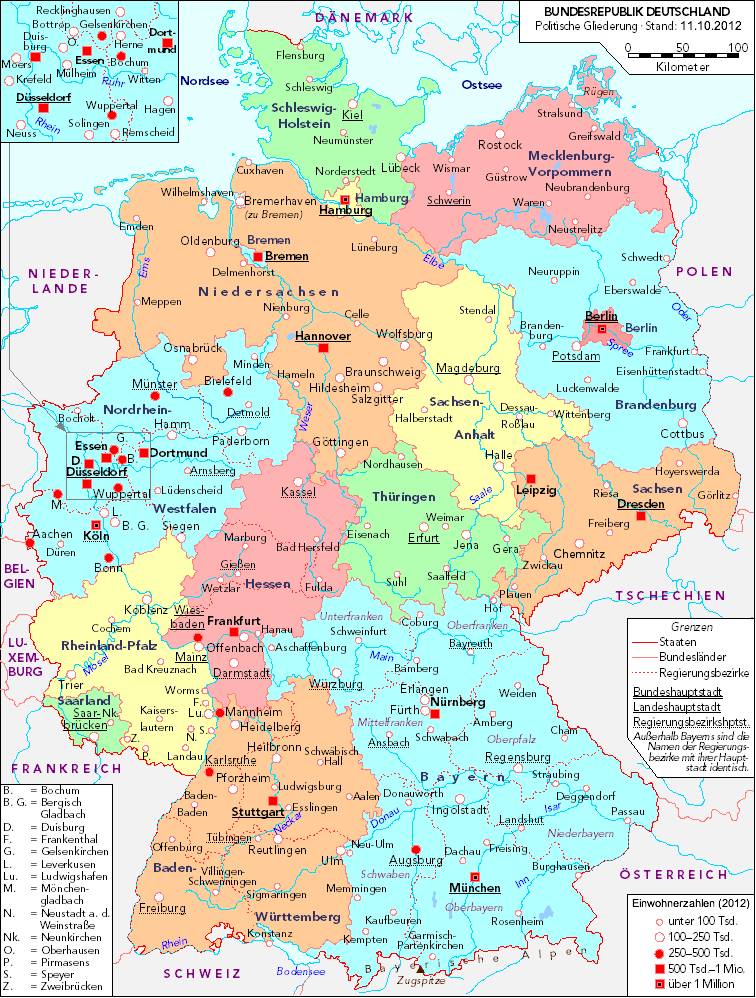
Mapa územního členění s městy (počty obyvatel v roce 2012)

Celkem se zemědělsky využívá 53,5 % německého území, lesy pokrývají 29,5 % území. 12,3 % jsou zastavěné plochy a dopravní infrastruktura. Vodní plochy zaujímají 1,8 %, zbývající 2,4 % jsou ostatní plochy, většinou skály a povrchové doly.

### Aglomerace
V Německu je asi 81 velkoměst (obce, které mají nad 100 000 obyvatel); 14 měst má víc než 500 000 obyvatel.
Pět největších německých měst s počtem obyvatel v srpnu 2018:
1. Berlín, 3,64 milionu obyvatel
2. Hamburk, 1,84 milionu obyvatel
3. Mnichov, 1,47 milionu obyvatel
4. Kolín nad Rýnem, 1,09 milion obyvatel
5. Frankfurt nad Mohanem, 753 056 obyvatel

V německém názvosloví se aglomerace často nazývají Ballungsgebiete. Největší aglomerací je hustě zalidněná oblast ve spolkové zemi Severní Porýní-Vestfálsko, která zahrnuje velkoměsta Kolín nad Rýnem, Düsseldorf, Dortmund a Essen se všemi městy a obcemi v jejich spádovém území. Pro tento tzv. metropolní region Rýn-Rúr (Rhein-Ruhr) je vykázán celkový počet obyvatel 10,68 milionu. Region Lipsko-Drážďany je nazýván Střední Německo (Mitteldeutschland) a vykazuje dohromady 2,4 milionu obyvatel.

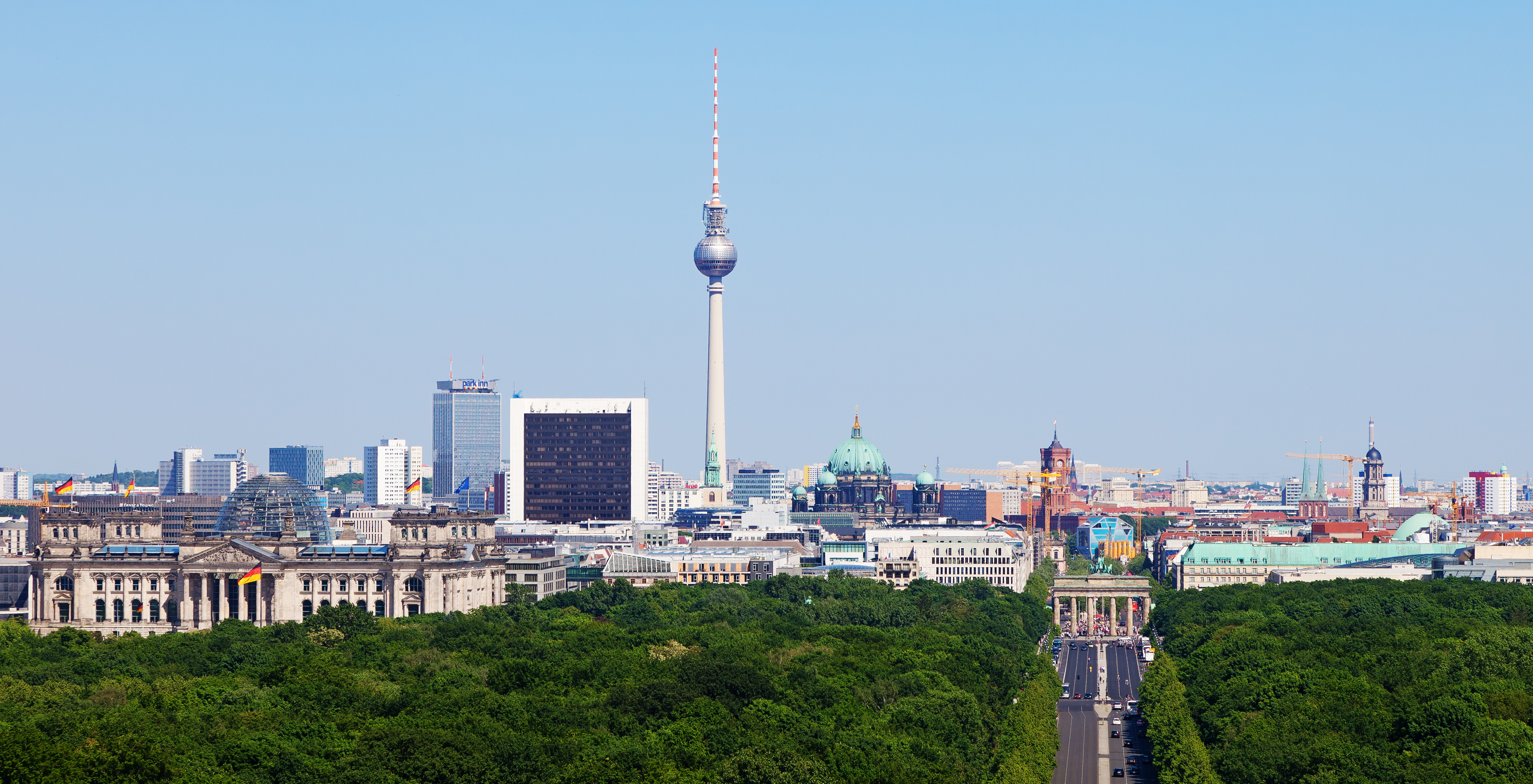
Berlín
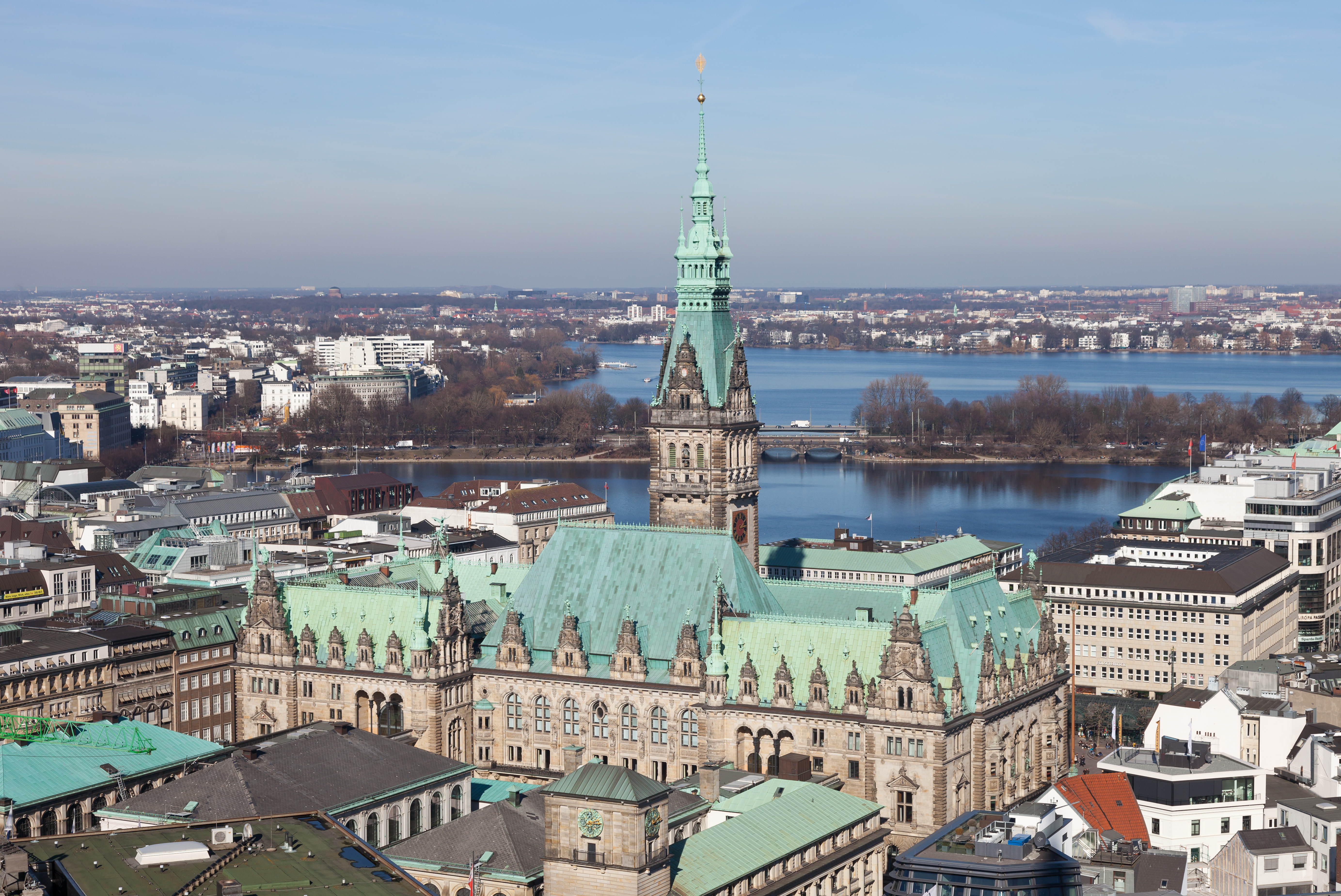
Hamburk
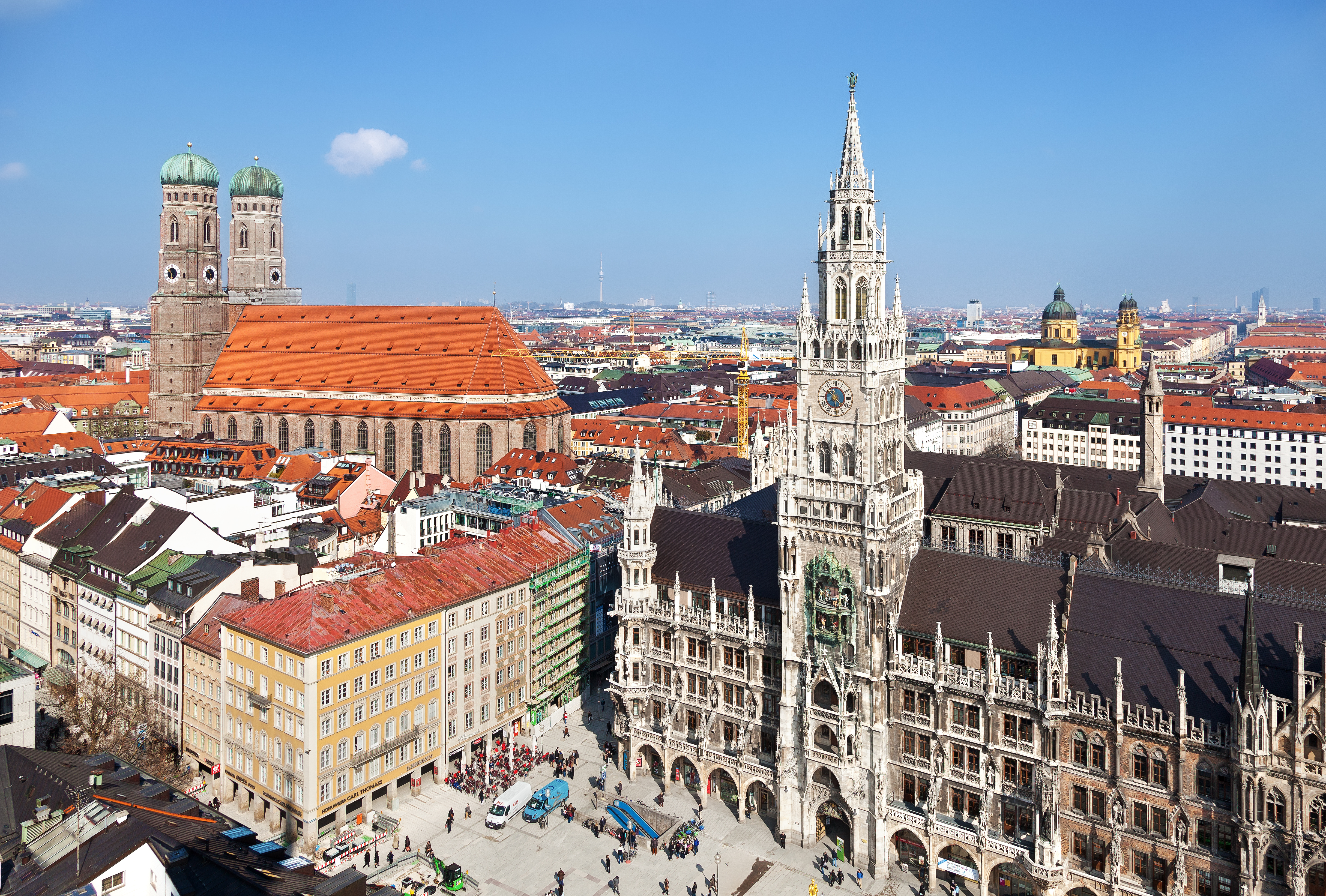
Mnichov
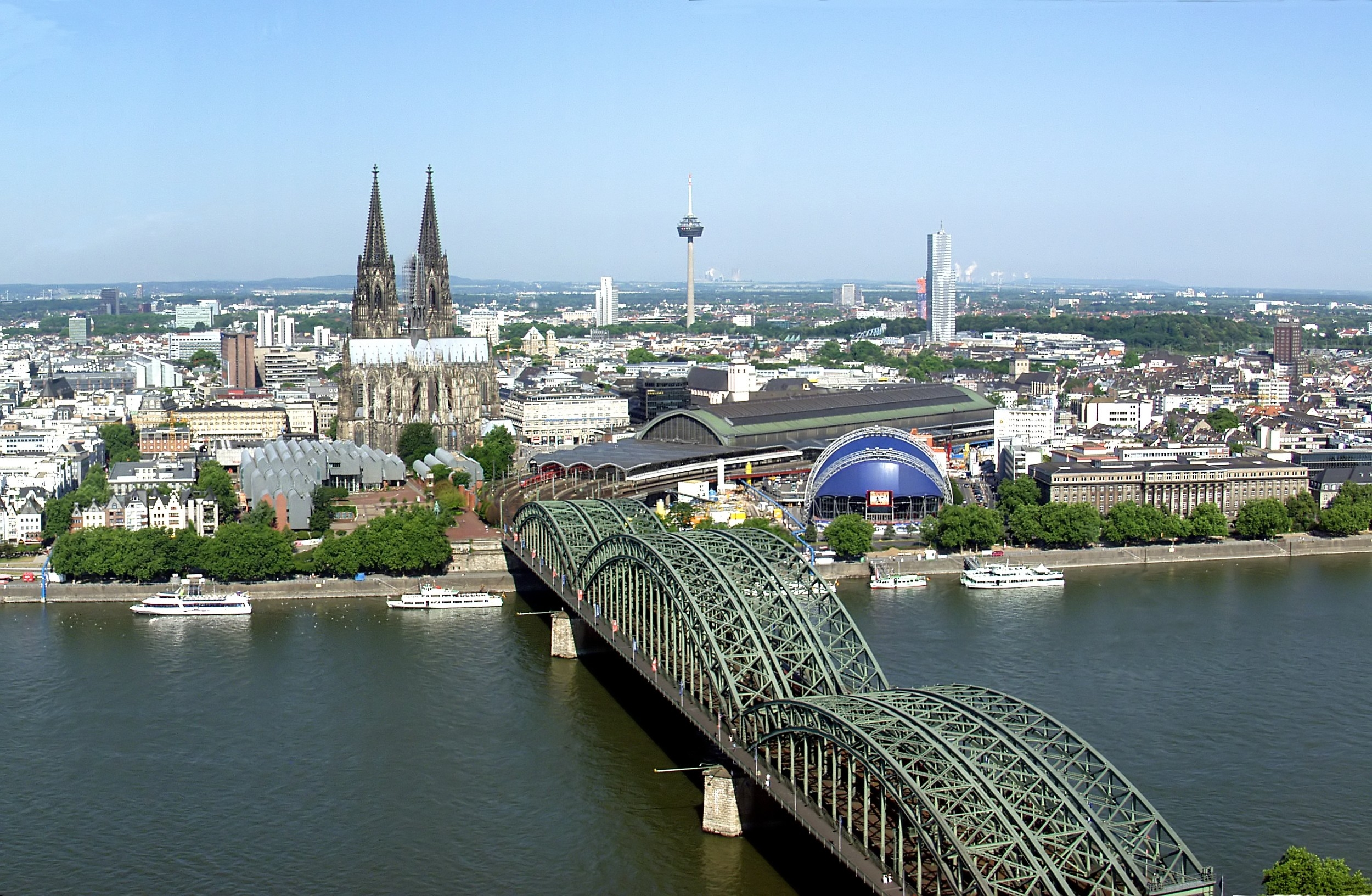
Kolín nad Rýnem
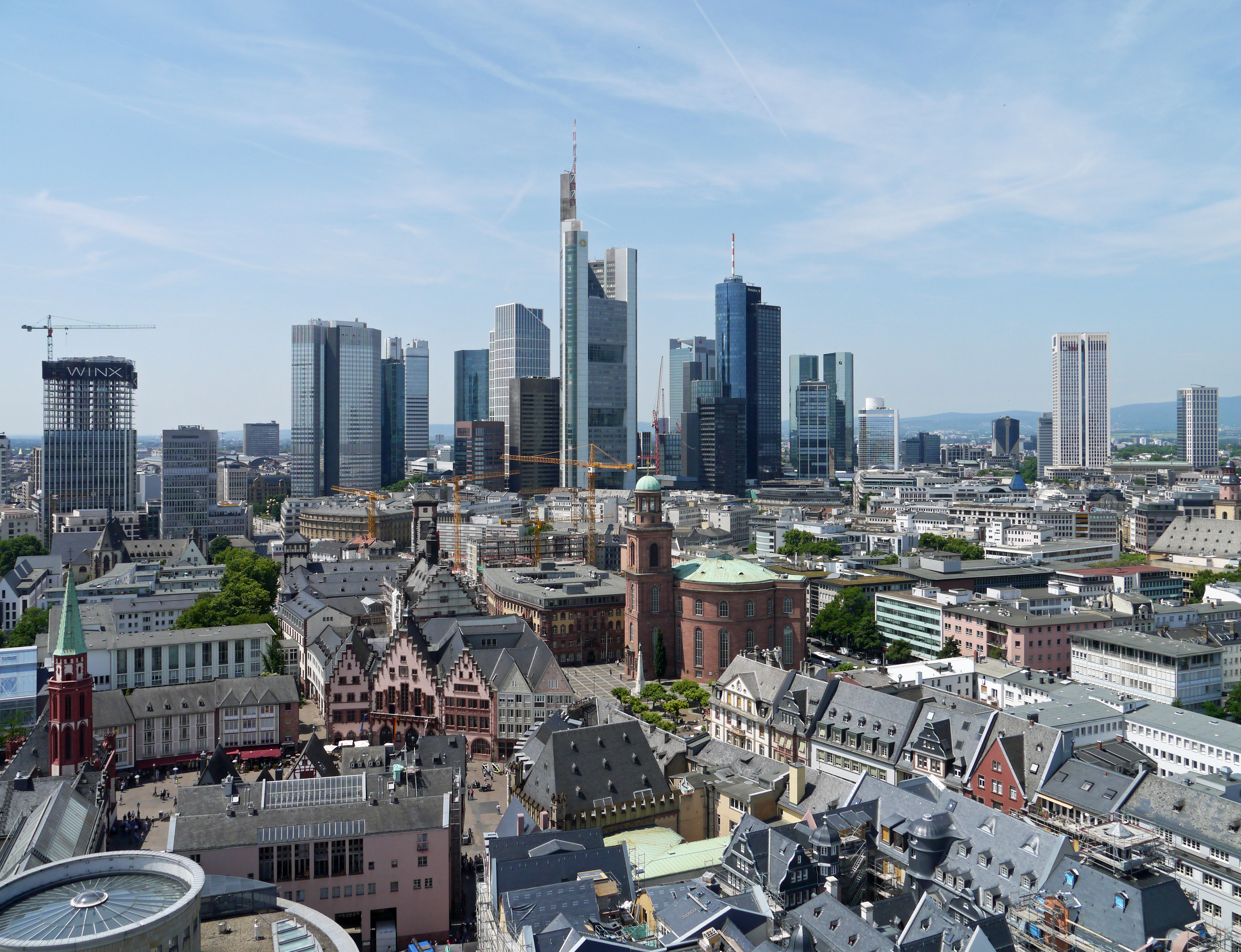
Frankfurt nad Mohanem
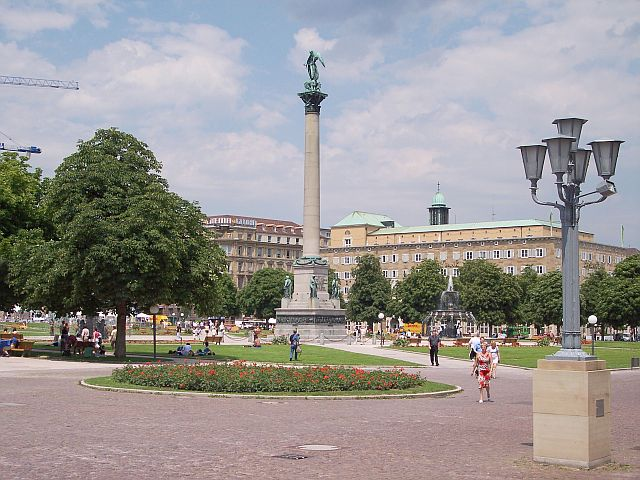
Stuttgart

|    | Oblast osídlení       | Město     | Aglomerace | Metropolní region |
| -- | --------------------- | --------- | ---------- | ----------------- |
| 1  | Berlín                | 3 644 826 | 4 630 000  | 6 120 000         |
| 2  | Hamburk               | 1 841 179 | 2 820 000  | 5 360 000         |
| 3  | Mnichov               | 1 471 508 | 2 210 000  | 5 990 000         |
| 4  | Kolín nad Rýnem       | 1 085 664 | 4 910 000  | 10 680 000        |
| 5  | Frankfurt nad Mohanem | 753 056   | 2 710 000  | 5 720 000         |
| 6  | Stuttgart             | 634 830   | 2 360 000  | 5 300 000         |
| 7  | Düsseldorf            | 619 294   | 4 910 000  | 10 680 000        |
| 8  | Lipsko                | 587 857   | 1 200 000  | 2 400 000         |
| 9  | Dortmund              | 587 010   | 5 610 000  | 10 680 000        |
| 10 | Essen                 | 583 109   | 5 610 000  | 10 680 000        |
| 11 | Brémy                 | 569 352   | 990 000    | 2 730 000         |
| 12 | Drážďany              | 554 649   | 830 000    | 2 400 000         |
| 13 | Hannover              | 538 068   | 1 130 000  | 3 830 000         |
| 14 | Norimberk             | 518 365   | 1 350 000  | 3 560 000         |

## Politika

### Státní uspořádání

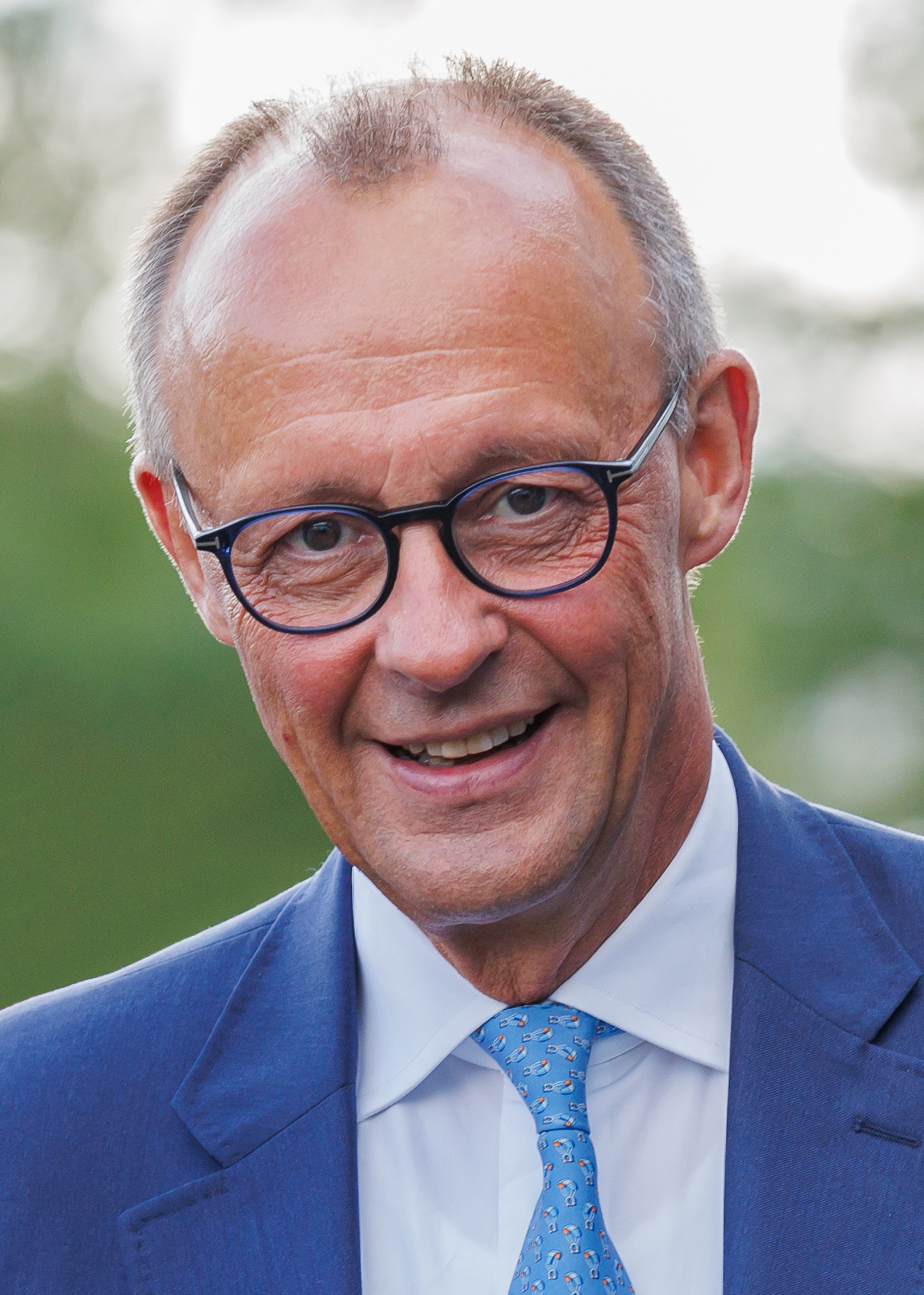
Spolkový kancléř Friedrich Merz

Spolková republika Německo je federativní parlamentně-demokratická a zastupitelská republika.
Spolkový prezident (Bundespräsident), od března 2017 Frank-Walter Steinmeier, je hlavou státu. Má především reprezentativní povinnosti a pravomoce. Do funkce je volen Spolkovým shromážděním – institucí, která se skládá z členů Spolkového sněmu (Bundestag) a z téměř stejného počtu volitelů zastupujících spolkové země.
Spolkový kancléř (Bundeskanzler), od května 2025 Friedrich Merz, stojí v čele vlády, která disponuje výkonnou mocí. Jde o podobnou funkci, jakou má předseda vlády v jiných parlamentních demokraciích.

### Spolkové země
Německo je rozděleno na 16 spolkových zemí, které jsou souhrnně označovány jako Bundesländer. Každá spolková země má vlastní ústavu a disponuje značnou autonomií. Nejrozsáhlejší spolkovou zemí je Bavorsko (70 552 km²), nejméně rozsáhlou Brémy (404 km²); nejlidnatější je Severní Porýní-Vestfálsko (525 obyv./km²), nejnižší hustota obyvatel (72 obyv./km²) je v Meklenbursku-Předním Pomořansku.
| Spolková země                  | Spolková země          | Hlavní město | Rozloha (km²) | Počet obyvatel (× 1000) | Hustota obyvatel (ob/km²) | Hlasů ve Spolkové radě |
| Česky                          | Německy                | Hlavní město | Rozloha (km²) | Počet obyvatel (× 1000) | Hustota obyvatel (ob/km²) | Hlasů ve Spolkové radě |
| ------------------------------ | ---------------------- | ------------ | ------------- | ----------------------- | ------------------------- | ---------------------- |
| Bádensko-Württembersko         | Baden-Württemberg      | Stuttgart    | 35 752        | 10 749                  | 301                       | 6                      |
| Bavorsko                       | Bayern                 | Mnichov      | 70 552        | 12 520                  | 177                       | 6                      |
| Berlín                         | Berlin                 | –            | 892           | 3 416                   | 3 834                     | 4                      |
| Braniborsko                    | Brandenburg            | Postupim     | 29 479        | 2 535                   | 86                        | 4                      |
| Brémy                          | Bremen                 | Brémy        | 404           | 663                     | 1 640                     | 3                      |
| Dolní Sasko                    | Niedersachsen          | Hannover     | 47 624        | 7 971                   | 167                       | 6                      |
| Durynsko                       | Thüringen              | Erfurt       | 16 172        | 2 289                   | 142                       | 4                      |
| Hamburk                        | Hamburg                | –            | 755           | 1 770                   | 2 344                     | 3                      |
| Hesensko                       | Hessen                 | Wiesbaden    | 21 115        | 6 072                   | 288                       | 5                      |
| Meklenbursko-Přední Pomořansko | Mecklenburg-Vorpommern | Schwerin     | 23 180        | 1 679                   | 72                        | 3                      |
| Porýní-Falc                    | Rheinland-Pfalz        | Mohuč        | 19 853        | 4 045                   | 204                       | 4                      |
| Sársko                         | Saarland               | Saarbrücken  | 2 569         | 1 036                   | 404                       | 3                      |
| Sasko                          | Sachsen                | Drážďany     | 18 416        | 4 220                   | 229                       | 4                      |
| Sasko-Anhaltsko                | Sachsen-Anhalt         | Magdeburg    | 20 446        | 2 412                   | 118                       | 4                      |
| Severní Porýní-Vestfálsko      | Nordrhein-Westfalen    | Düsseldorf   | 34 085        | 17 996                  | 528                       | 6                      |
| Šlesvicko-Holštýnsko           | Schleswig-Holstein     | Kiel         | 15 799        | 2 837                   | 180                       | 4                      |
| Celkem                         | 16                     |              | 357 093       | 82 217                  | 230                       | 69                     |

### Zahraniční politika

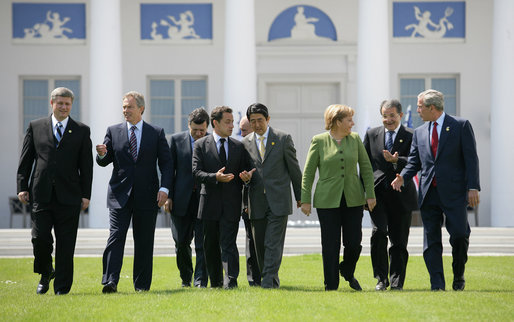
Německo hostilo summit G8 v Heiligendammu 6.-8. června 2007

Hlavní směry německé zahraniční politiky jsou stabilní spojení se zeměmi západního světa (Westbindung) a tzv. evropská integrace. Od roku 1990 hraje Německo ve spolupráci s Francií rozhodující a vůdčí roli v rámci EU. Německo je od roku 1950 členem Rady Evropy a v roce 1957 podepsalo Římské smlouvy, základy pro dnešní Evropskou unii. Hlavním prvkem bezpečnostní politiky a vyjádření prozápadní politiky je členství v NATO, kam země vstoupila roku 1955. Dále je Německo členem OECD, G4, G8, G20, Světové banky a MMF. Německo se v EU také snaží prosadit více sjednocený politický, ekonomický a bezpečnostní aparát.
Německo má síť 227 zahraničních diplomatických misí a udržuje vztahy s více než 190 zeměmi. V roce 2011 bylo největší přispěvatelem do evropského rozpočtu (20 %) a třetím největším přispěvatelem do OSN (8 %).
V roce 1999 vláda kancléře Gerharda Schrödera vymezila nový základ německé zahraniční politiky tím, že se v rámci rozhodnutí NATO zapojila do války v Kosovu v rámci Operace Spojenecká síla. Němečtí vojáci byli oficiálně posláni do boje poprvé od roku 1945.

### Politické subjekty
Ve vnitřní politice bývalého Západního Německa po druhé světové válce až do roku 1990 dominovala dvě velká uskupení. Jsou to středopravá (respektive konzervativní) Křesťanskodemokratická unie (CDU) se svou sesterskou Křesťansko-sociální unií Bavorska (CSU) a středolevá Sociálnědemokratická strana Německa (SPD). Dalším relativně významným politickým subjektem byla Svobodná demokratická strana (FDP), která se mnohdy podílela na výkonné moci.
Po znovusjednocení Německa v roce 1990 se rozložení politických sil v celé Spolkové republice začalo měnit. Vzniklo uskupení Svaz 90/Zelení, které postupně získalo poslanecké mandáty jak ve Spolkovém sněmu, tak v zemských sněmech. Obdobně získala politické pozice také značně levicová strana Die Linke. V důsledku migrační krize roku 2015 velmi posílilo hnutí Alternativa pro Německo, které ve volbách do Spolkového sněmu 2017 obdrželo 12,6 % hlasů a stalo se nejsilnější opoziční stranou.

### Ozbrojené síly

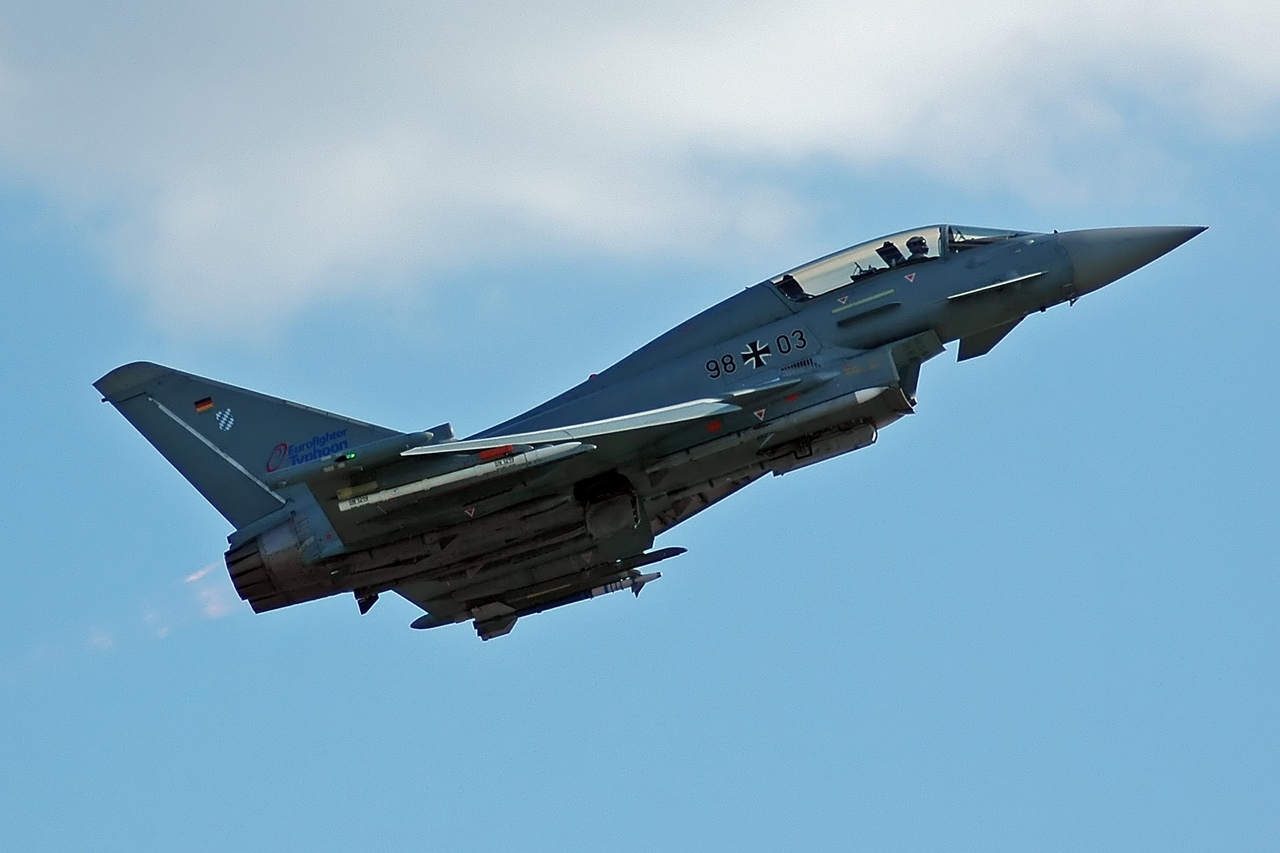
Dvoumístný Eurofighter Typhoon německého letectva

Po svém založení v roce 1949 nesměla Spolková republika Německo zpočátku mít vlastní ozbrojené síly. Po korejské válce a také kvůli sovětské politice v tzv. východním bloku jí bylo západními spojenci povoleno znovu vytvořit plnohodnotné ozbrojené síly. Nejprve byla v roce 1951 založena polovojenská Spolková pohraniční stráž (Bundesgrenzschutz). V roce 1955 se Západní Německo stalo členem Severoatlantické aliance (NATO).
V Německé demokratické republice vznikla Nationale Volksarmee (Národní lidová armáda), která byla v roce 1990 v důsledku sjednocení Německa rozpuštěna. Personál a výzbroj byly částečně začleněny do celoněmeckých ozbrojených sil.
Ozbrojené síly (Bundeswehr) jsou rozděleny do složek, kterými jsou Heer (armáda a speciální jednotky rychlého nasazení Kommando Spezialkräfte), Marine (námořnictvo), Luftwaffe (letectvo), Ústřední zdravotní služba (Zentraler Sanitätsdienst der Bundeswehr) a základny ozbrojených sil (Streitkräftebasis).
V roce 2024 se vojenské výdaje odhadovaly na 2,12 % německého HDP, čímž se Německo dostalo do středu ve srovnání s ostatními členy NATO.  V absolutních číslech byly německé vojenské výdaje v roce 2023 sedmé nejvyšší na světě.
V době míru je Bundeswehr pod vedením ministra obrany. Během válečného stavu by se vrchním velitelem stal kancléř.
V roce 2024 sloužilo v Bundeswehru 180 517 vojáků. Z toho je 112 704 dočasných vojáků, 57 333 vojáků z povolání, 10 152 dobrovolně vojenskou službu a 328 dobrovolně vojenskou službu v rámci vnitřní bezpečnosti. Ozbrojené síly mají také 34 600 záložníků, kteří se pravidelně účastní cvičení obrany a zahraničních misí. Podle SIPRI bylo Německo v roce 2023 pátým největším vývozcem zbraní na světě.

### Právo
Německo má systém občanského práva založený na římském právu s některými odkazy na germánské právo. Bundesverfassungsgericht (Spolkový ústavní soud) je německý nejvyšší soud odpovědný za ústavní záležitosti s pravomocí soudního přezkumu. Německý systém nejvyšších soudů zahrnuje inkviziční Spolkový soudní dvůr pro občanskoprávní a trestní případy a Spolkový pracovní soud, Spolkový sociální soud, Spolkový finanční soud a Spolkový správní soud pro ostatní záležitosti.
Trestní a soukromé právo je kodifikováno na národní úrovni v Strafgesetzbuch a Bürgerliches Gesetzbuch. Německý trestní systém usiluje o rehabilitaci zločince a ochranu veřejnosti. S výjimkou drobných trestných činů souzených jedním profesionálním soudcem a závažných politických trestných činů jsou všechna obvinění posuzována smíšenými tribunály, kde společně předsedají přísedící (Schöffen) a profesionální soudci.
K roku 2016 byla míra vražd v Německu na minimu 1,18 vraždy na 100 000 obyvatel. V roce 2018 klesla celková kriminalita na nejnižší úroveň od roku 1992.
Manželství osob stejného pohlaví je v Německu legální od roku 2017 a práva LGBT jsou v zemi obecně chráněna.

## Ekonomika

### Makroekonomické údaje

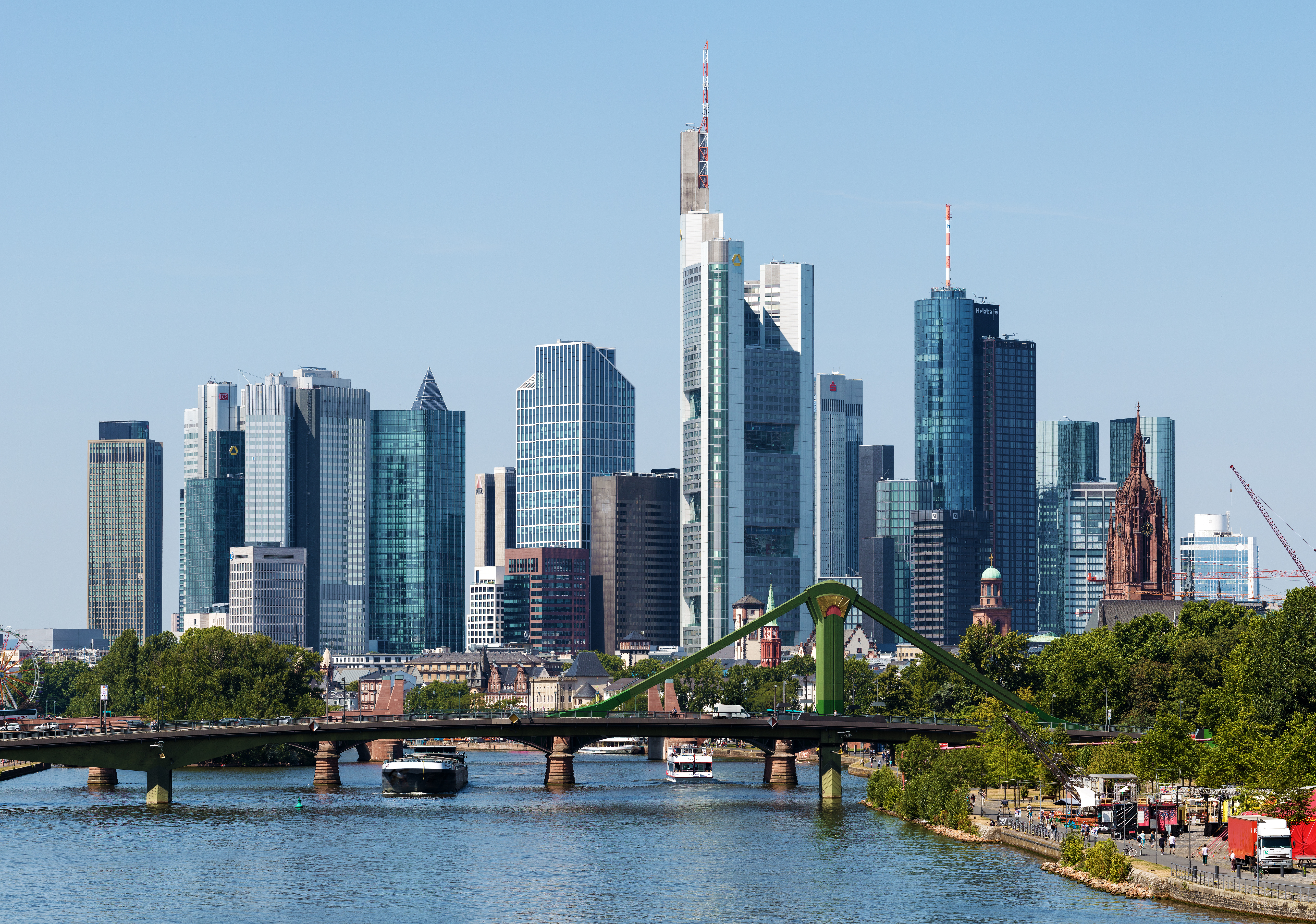
Frankfurt nad Mohanem je německé finanční centrum

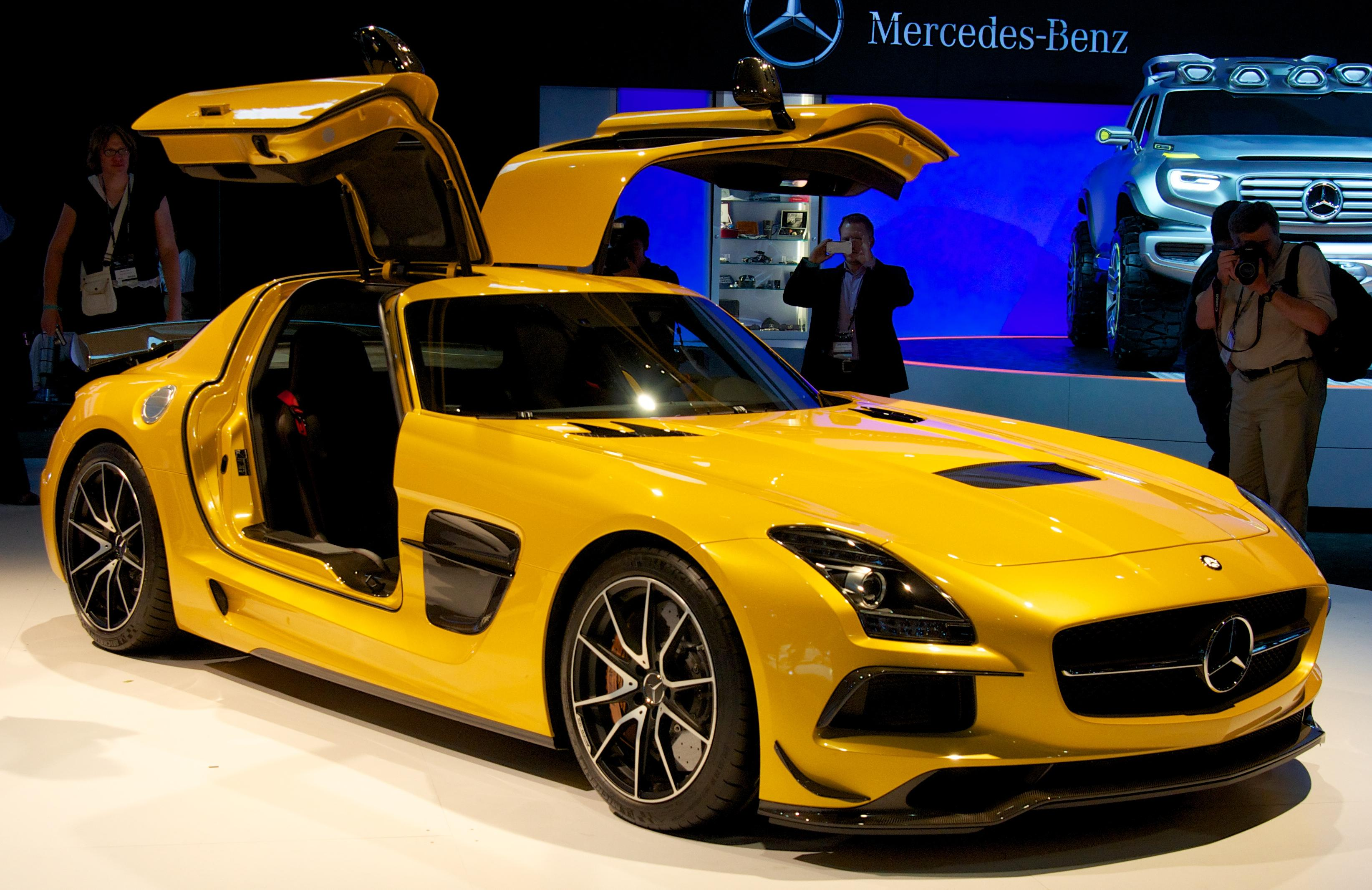
Automobil Mercedes-Benz

Německo je členem eurozóny (modrá barva) a společného trhu v rámci Evropské unie

Německo je surovinově relativně chudá země, hospodářství je převážně soustředěno v sektoru průmyslu a služeb.
Německo je největší evropská ekonomika a 4. největší ekonomika na světě. V roce 2021 vytvořilo hrubý domácí produkt (HDP) ve výši 4 837 miliard USD, na jednoho obyvatele činil HDP 58 350 USD (PPP). V hrubém národním produktu na osobu bylo Německo v roce 2021 na 17. místě na světě.
V sektoru služeb pracovalo v roce 2006 63,8 % obyvatel, v průmyslu 33,4 % a v zemědělství 2,8 %. Služby produkovaly v roce 2006 68,5 % národního důchodu, průmysl 30,2 % a zemědělství 1,3 %. Ovšem v poslední době německou ekonomiku čím dál více brzdí nedostatek pracovních sil, způsobený extrémně nepříznivým demografickým vývojem. Odhaduje se, že v roce 2030 bude německé ekonomice chybět na 5,2 milionu kvalifikovaných sil, z toho 2,4 milionu vysokoškolsky vzdělaných odborníků. V tomto směru se ukázalo také neprozřetelným sedmileté omezení pracovního trhu pro zaměstnance z bývalého východního bloku, které vstoupilo v účinnost po rozšíření EU roku 2004.
Německo je na světové špičce v automobilovém, elektrotechnickém, strojírenském a chemickém průmyslu. V letech 2003–2008 bylo největším světovým vývozcem zboží.
Vývoj hospodářství v Německu po druhé světové válce (resp. po konstituování dvou německých států) byl poznamenán skutečností, že tři tradiční průmyslové oblasti dřívějšího Německa, a sice Horní Slezsko, Sasko a Porúří, se ocitly ve třech různých státech (Polsko, NDR a NSR). Proto měly zcela odlišné podmínky pro svůj další rozvoj. Horní Slezsko připadlo téměř celé Polsku. Ze Saska bylo strojové vybavení mnoha továren po válce odvezeno jako reparace do Sovětského svazu. V Porúří (s městy jako Dortmund, Essen a Duisburg) hrály významnou roli po dlouhou dobu i nadále těžký průmysl a těžba uhlí. Pro Německo je sice finančně výhodnější uhlí dovážet, což se v posledních letech projevilo v téměř úplném útlumu těžby černého (kamenného) uhlí, přesto však zatím zůstává spolu s USA na předním místě ve světě v těžbě hnědého uhlí (hlavně ve Východním Německu) i v jeho spotřebě.
V životní úrovni je Německo dle Indexu lidského rozvoje (HDI) na 4. místě na světě.[zdroj⁠?!]

### Zemědělství a lesnictví
Zemědělsky se využívá více než polovina plochy státu. Zemědělství je z hlediska výrobních metod vyspělé. Plně zaměstnáno je v něm jen kolem 2-3 % práceschopného obyvatelstva. Mnoho zemědělců vykonává tuto činnost vedle jiného zaměstnání. Orná půda představuje 34 % plochy státu, 4 % orné půdy jsou zavlažovány.

### Průmysl a služby

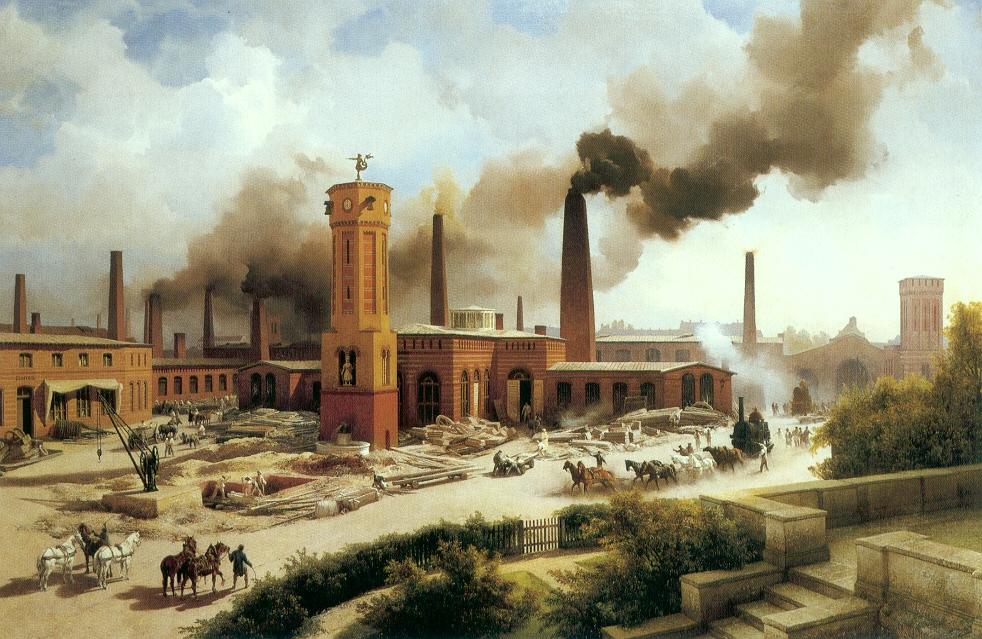
Továrna na lokomotivy Borsig v Berlíně (Feuerland) v roce 1847. Počátek průmyslové revoluce v Německu způsobil drastické sociální změny.

Z 500 největších firem světa je 37 německých, z nichž 30 firem je označováno za společnosti zobrazené v akciovém indexu DAX (Deutscher Aktienindex). Tyto společnosti jsou vesměs činné nejen na německém nebo evropském trhu, nýbrž celosvětově.
Mezi nejvýznamnější německé firmy patří automobilky Volkswagen (vlastní i tradiční značky Audi či Porsche), Daimler AG a BMW, producent programů pro firemní použití SAP, pojišťovny Allianz a Münchener Rück, výrobce elektrických zařízení Siemens AG, chemické firmy Bayer AG a BASF, výrobci oblečení a sportovního zboží Adidas, Puma a Hugo Boss nebo přes různé problémy nadále i velká obchodní banka Deutsche Bank. Mezi další firmy známé po celém světě patří výrobce pneumatik Continental (ke kterému patří česká firma Continental Barum), sesterské farmaceutické firmy Fresenius a Fresenius Medical Care, dále Robert Bosch GmbH a elektrárenské společnosti E.ON a RWE. Značný význam mají také mj. Deutsche Post, telekomunikační koncern Deutsche Telekom a obchodní společnost Metro.

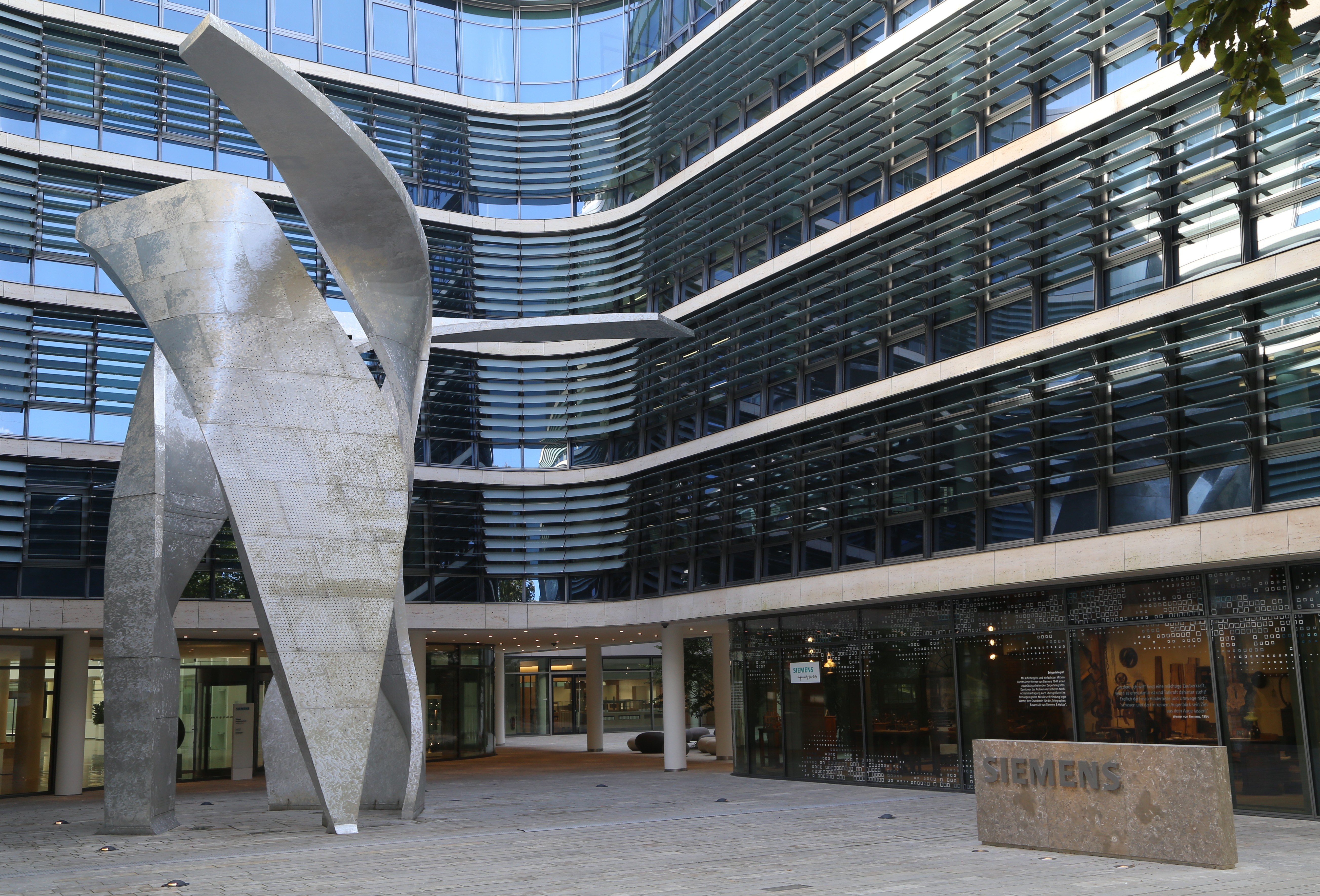
Sídlo společnosti Siemens

Důležitým měřítkem významu německých koncernů je tzv. tržní kapitalizace (Marktkapitalisierung), která se zjišťuje násobením počtu akcií společnosti jejich aktuálním kurzem na burze cenných papírů ve Frankfurtu nad Mohanem. Ke dni 23. prosince 2015 byla jako největší vykázána chemická společnost Bayer (sídlo: Leverkusen) s kapitálem 96,0 miliard eur, následována koncernem SAP s kapitálem 89,8 miliard eur. Třetí byla automobilka Daimler AG (82,9 miliard eur), čtvrtý Siemens (79,0 miliard eur) a pátá Deutsche Telekom (76,3 miliard eur). Na devátém místě se umístila automobilka BMW (Bayerische Motorenwerke) s kapitalizací 63,5 miliard eur, přičemž téměř polovina akcií byla v držení Stefana Quandta a Susanne Klattenové, syna a dcery průmyslníka Herberta Quandta (1910–1982).
Pořadí velikosti společností z indexu DAX je ovlivněno skutečností, že automobilka Volkswagen (VW) má dva druhy akcií. Jen tzv. zvýhodněné akcie (Vorzugsaktien, zkráceně Vorzüge) v hodnotě 70,0 mrd. Eur jsou vedeny v indexu DAX, zatímco kurzy tzv. kmenových akcií (Stammaktien, zkráceně Stämme) lze nalézt pouze v seznamu Prime Standard bez tržní kapitalizace. Je známo, že zhruba polovina všech akcií VW je přímo či nepřímo (přes Porsche Holding) držena dvěma podnikatelskými rodinami, a sice rodinami Wolfganga Porscheho a Ferdinanda Piëcha, což jsou vnuci zakladatele firem Volkswagen a Porsche, Ferdinanda Porscheho. Volkswagen je jedna z největších automobilek světa a patří jí mj. 100 % akcií Škody Auto. V roce 2014 měla celkově 592 600 zaměstnanců.
V důsledku nezvládnutého přechodu na výrobu elektromobilů se německý automobilový průmysl ocitl v krizi. Volkswagen v roce 2024 plánoval, že poprvé ve své historii zavře výrobní závody v Německu.
| Pozice | Název                           | Sídlo                 | Obrat (mil. €) | Zisk (mil. €) | Zaměstnanci (svět) |
| ------ | ------------------------------- | --------------------- | -------------- | ------------- | ------------------ |
| 1.     | Volkswagen                      | Wolfsburg             | 159 000        | 15 800        | 502 000            |
| 2.     | E.ON                            | Düsseldorf            | 113 000        | −1 900        | 79 000             |
| 3.     | Daimler                         | Stuttgart             | 107 000        | 6 000         | 271 000            |
| 4.     | Siemens                         | Berlín, Mnichov       | 74 000         | 6 300         | 360 000            |
| 5.     | BASF                            | Ludwigshafen          | 73 000         | 6 600         | 111 000            |
| 6.     | BMW                             | Mnichov               | 69 000         | 4 900         | 100 000            |
| 7.     | Metro                           | Düsseldorf            | 67 000         | 740           | 288 000            |
| 8.     | Schwarz Gruppe (Lidl, Kaufland) | Neckarsulm            | 63 000         | N/A           | 315 000            |
| 9.     | Deutsche Telekom                | Bonn                  | 59 000         | 670           | 235 000            |
| 10.    | Deutsche Post                   | Bonn                  | 53 000         | 1 300         | 471 000            |
| —      | Allianz                         | Mnichov               | 104 000        | 2 800         | 141 000            |
| —      | Deutsche Bank                   | Frankfurt nad Mohanem | 21 600         | 4 300         | 101 000            |

### Infrastruktura

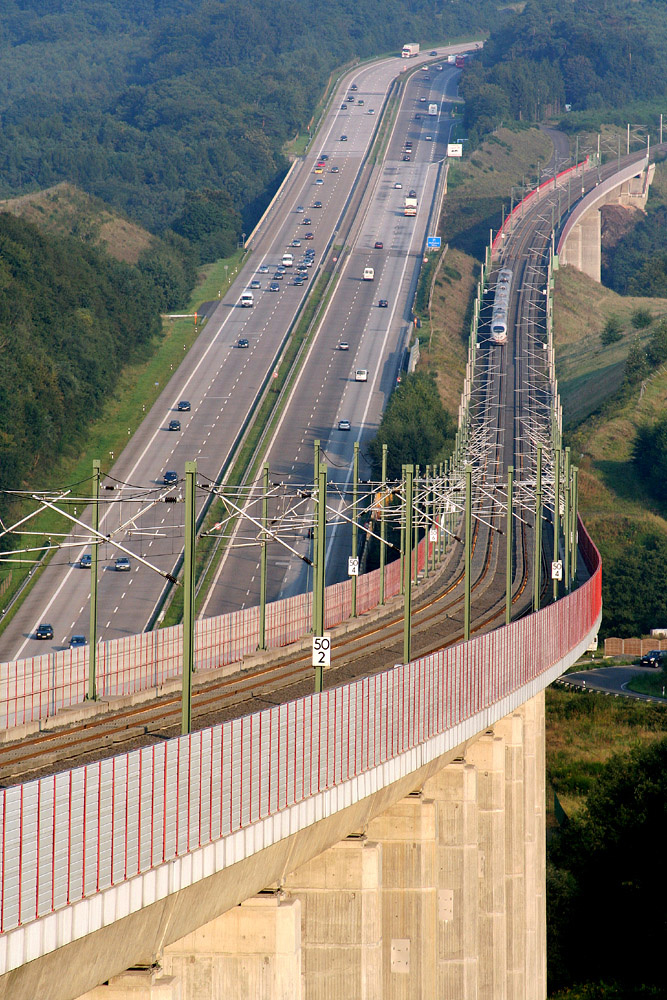
Mosty Hallerbach a Wiedtal na trase Kolín-Frankfurt

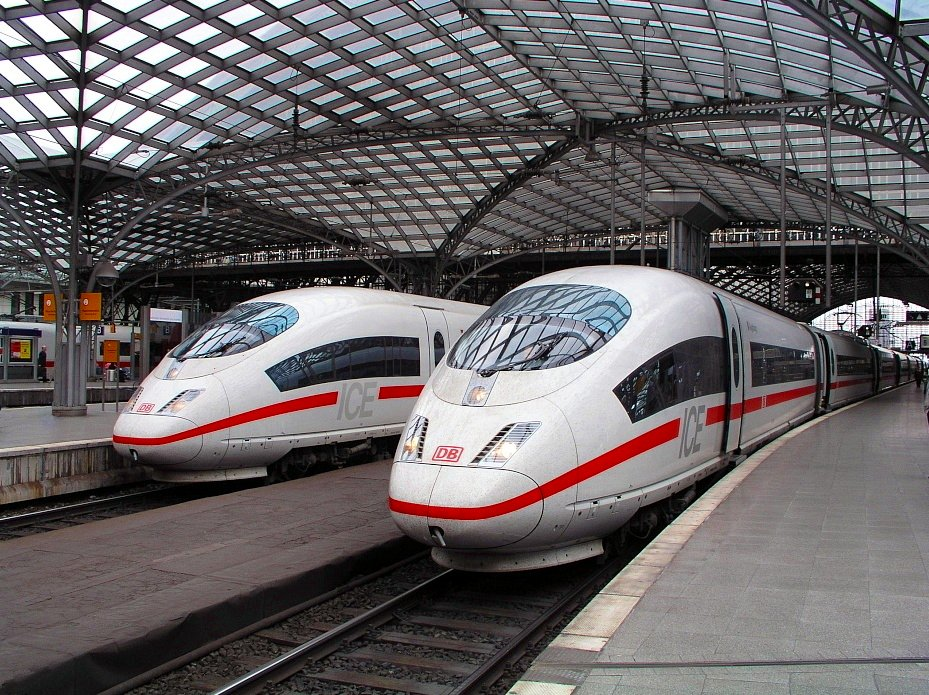
Rychlovlak ICE na nádraží v Kolíně nad Rýnem

První dlážděné silnice na území dnešního Německa založili již Římané. První státní silnice byly na německém území postaveny v 18. století. Rozvoj automobilismu dal výstavbě silnic nové impulsy. První dálnice světa, AVUS v Berlíně, byla postavena již v roce 1921. Silniční doprava vystřídala ve druhé polovině 20. století železniční dopravu v množství přepraveného nákladu.
Německo mělo k 1. lednu 2007 12 531 kilometrů dálnic, 40 711 kilometrů spolkových silnic, 86 597 zemských silnic a 91 520 kilometrů okresních silnic.
V roce 2006 zemřelo na německých silnicích 5094 lidí, počet mrtvých má klesající tendenci. V Německu jsou v obcích velice časté pěší zóny, zóny s maximální rychlostí 30 km/h atd.

Německo disponuje železniční sítí o délce asi 35 000 kilometrů. Denně je vypraveno přibližně 50 tisíc osobních a nákladních vlaků.
K 2. lednu 1994 byly sloučeny Deutsche Bundesbahn (příslušná pro západní část Německa) a Deutsche Reichsbahn (příslušná pro východní část Německa) do akciové společnosti Deutsche Bahn AG, která organizuje velkou část železniční dopravy v Německu. Vedle Deutsche Bahn AG je v Německu asi 350 menších regionálních železničních dopravců. Stát v Německu financuje údržbu železniční sítě a dotuje regionální dopravu. V regionální dopravě i dálkové dopravě jezdí vlaky většinou podle taktového jízdního řádu. Na dálkových trasách jezdí expresní vlaky ICE na tratích o celkové délce asi 2000 km. Kromě toho je spojení v rámci sítě vlaků Intercity (EC/IC). Podíl železnice na nákladní i osobní přepravě do roku 2005 klesal, od té doby má opět stoupající tendenci.

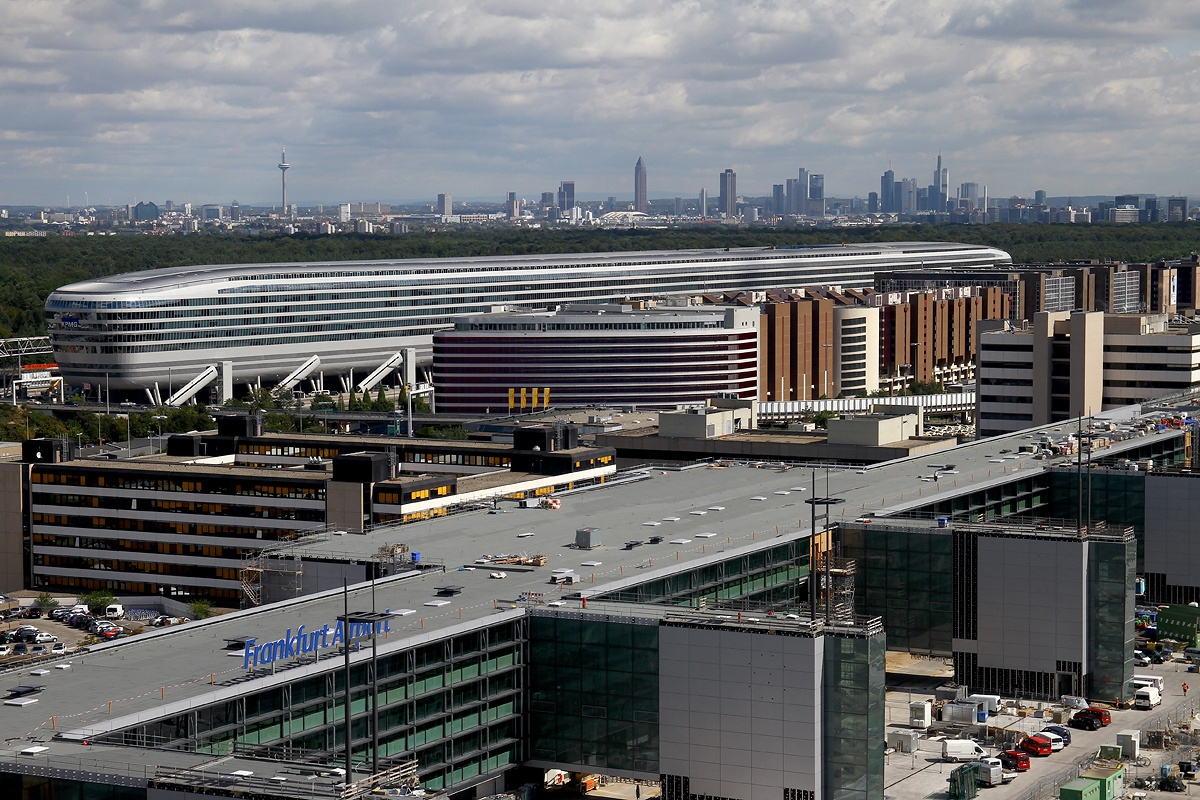
Letiště ve Frankfurtu nad Mohanem

Letiště ve Frankfurtu nad Mohanem je nejdůležitějším letištěm společnosti Lufthansa a třetím největším letištěm v Evropě co do počtu odbavených osob, v objemu přepraveného zboží je největším letištěm Evropy. Frankfurtské letiště ročně odbaví více než 50 miliónů osob. Mnichovské Letiště Franze Josefa Strausse přepraví ročně 32 miliónů osob, jeho význam se zvětšuje. Velká města jako jsou Hamburk, Kolín nad Rýnem, Düsseldorf, Stuttgart a další disponují rovněž mezinárodními letišti. Německo má celkově 430 letišť a má největší hustotu přistávacích a startovacích drah na světě.
Hlavní město Berlín je zatím dosažitelné přes dvě velká, avšak potřebám města a jeho zázemí ne zcela vyhovující letiště, viz berlínská letiště. Jedno z nich je letiště Berlín-Schönefeld, otevřené v roce 1946 a do roku 1989 obsluhující Východní Berlín (avšak s možností autobusové přepravy do Západního Berlína) a Východní Německo. Druhé je letiště Berlín-Tegel, otevřené v roce 1948 a do roku 1989 příslušné pouze pro Západní Berlín, přitom dostupné pouze přes zvláštní letové koridory ze Západního Německa. Nové letiště Berlín-Braniborsko mělo být uvedeno do provozu v roce 2011 a stát se třetím největším německým letištěm, avšak vážné stavební a technické nedostatky způsobily zdržení, bylo uvedeno do provozu 31.října 2020, letiště Berlín-Schönefeld a letiště Berlín-Tegel byla uzavřena.

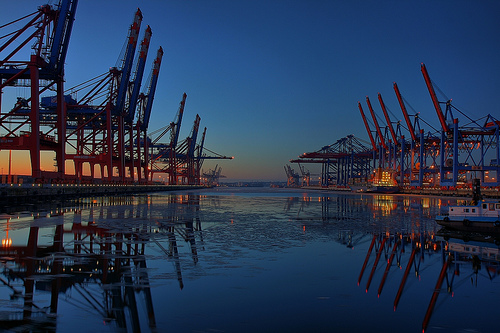
Přístav Hamburk

Německo je jedním z největších exportérů světa, proto je závislé na své námořní flotile. Disponuje několika velkými moderními přístavy zařízenými i pro kontejnerovou přepravu zboží. U Severního moře jsou to přístavy v Hamburku (dostupný přes dolní tok Labe), Bremerhavenu a Wilhelmshavenu, u Baltského moře je významný přístav v Lübecku. Značný podíl zahraničního obchodu se realizuje přes přístavy v sousedních zemích, především v Nizozemsku (hlavně přístav Rotterdam). V plánu jsou rozsáhlé modernizace přístavů, mj. prohloubení koryta řek Labe (v Hamburku) a Vezery. Po prohloubení přístavu JadeWeserPort ve Wilhelmshavenu tam budou moci přistávat největší kontejnerové lodě světa. Osobní námořní doprava, v současnosti hlavně výletními loděmi (Kreuzfahrtschiffe), se koncentruje do přístavů v Bremerhavenu a v Kielu. Důležitý pro lodní dopravu je průplav mezi Severním a Baltským mořem (Nordsee-Ostsee-Kanal). Německé pobřeží Baltského moře, v Meklenburském zálivu, je nejnebezpečnější částí baltského pobřeží.
V Německu je dobře rozvinutá říční plavba, země má hustou síť vnitrozemských přístavů a průplavů. Nejdůležitější splavné řeky jsou Rýn, Mohan, Vezera a Labe. Významné jsou vnitrozemské říční kanály, z nichž nejvýznamnějšími jsou Středoněmecký průplav, kanál Dortmund-Ems, kanál Rýn-Herne a Elbe-Seitenkanal. Kanál Dunaj-Mohan překračuje hlavní evropské rozvodí a umožňuje plavbu ze Severního a Baltského moře do Černého moře. Říční přístav v Duisburgu na soutoku Rýna a řeky Ruhr s ročním obratem 70 miliónů tun zboží ročně patří k největším říčním přístavům světa. Ve spojení se železniční přepravou z Číny je důležitý pro projekt Nové hedvábné stezky.

### Zahraniční obchod

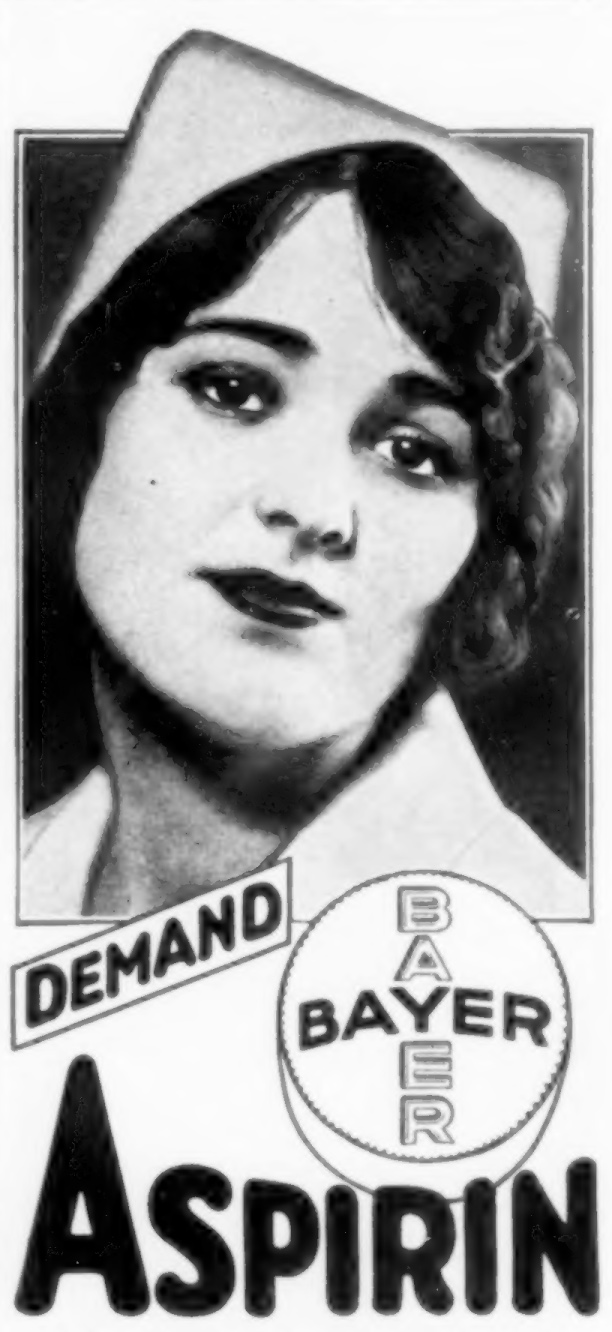
Léky jsou po automobilech druhý největší německý vývozní artikl. Reklama proslulého léku Aspirin z roku 1927

Díky značné výkonnosti německého průmyslu je tato na plochu relativně malá země již dlouhá léta jedním z největších světových exportérů a importérů, přičemž dosahuje značného přebytku obchodní bilance. V roce 2010 vyvezlo Německo zboží za 1259 miliard dolarů, zatímco dovozy činily 1055 miliard, přebytek obchodní bilance tedy dosáhl výše 204 miliard. V roce 2017 byla výše německých vývozů již 1448 miliard dolarů, kdežto dovozy činily 1167 miliard. Z toho rezultoval přebytek obchodní bilance 281 miliard. Francie podle této statistiky v roce 2017 vyvezla zboží za 535 miliard dolarů, Spojené království za 445 miliard a Česko za 180 miliard (28. místo na světě).
Nejdůležitějším obchodním partnerem Německa je v současnosti Čína, na druhém místě jsou Spojené státy americké před Francií. V roce 2016 dosáhl německo-čínský obchod v obou směrech objemu 170 miliard eur, tj. přibližně 4 515 miliard Kč. Kancléřka Angela Merkelová navštěvuje Čínu každoročně, za dobu svého působení na vrcholném postu do září 2019 již 12krát. Vždy je doprovázena významnými německými manažery, jejichž cílem je dosáhnout dalšího rozvoje vzájemného obchodu. Při její doposud poslední návštěvě bylo 5. září 2019 podepsáno 11 smluv o hospodářské spolupráci. Jednou z nejvýznamnějších nových smluv je dohoda francouzsko-německého koncernu Airbus o rozšíření montáže dopravního letadla typu Airbus A320 v již existující výrobně čínské společnosti AVIC Aircraft Corporation ve městě Tchien-ťin. Další smlouvy se týkají mj. energetiky a elektromobility. Společnost ALBA Group bude spolupracovat s velkoměstem Šen-čen v oboru zpracování odpadů. Firma Siemens bude kooperovat s čínskou státní společností SPIC při výrobě plynových turbín pro energetiku. Největší německá a evropská pojišťovna Allianz se dohodla s čínskou velkobankou Bank of China na prohloubení spolupráce při financování a pojišťování hospodářské výměny mezi oběma zeměmi. Úspěšná jednání mezi německou a čínskou delegací nebyla nijak ovlivněna aktuálními událostmi v Hongkongu. Kancléřka Merkelová ovšem zmínila nutnost poklidného vyřešení současné situace v této autonomní čínské provincii. Čínský předseda vlády Li Kche-čchiang odpověděl na tuto zmínku v tom smyslu, že Čína „je schopná ukončit chaos v Hongkongu a znova tam nastolit pořádek v rámci zákonů“. Zahraničí se může podle něj spolehnout na to, že Čína má pro to „moudrost“. Podle názoru šéfredaktora německého zpravodajského webu T-Online.de Floriana Harmse „diktuje Čína pravidla vzájemné spolupráce i Německu“.

## Vzdělávací systém

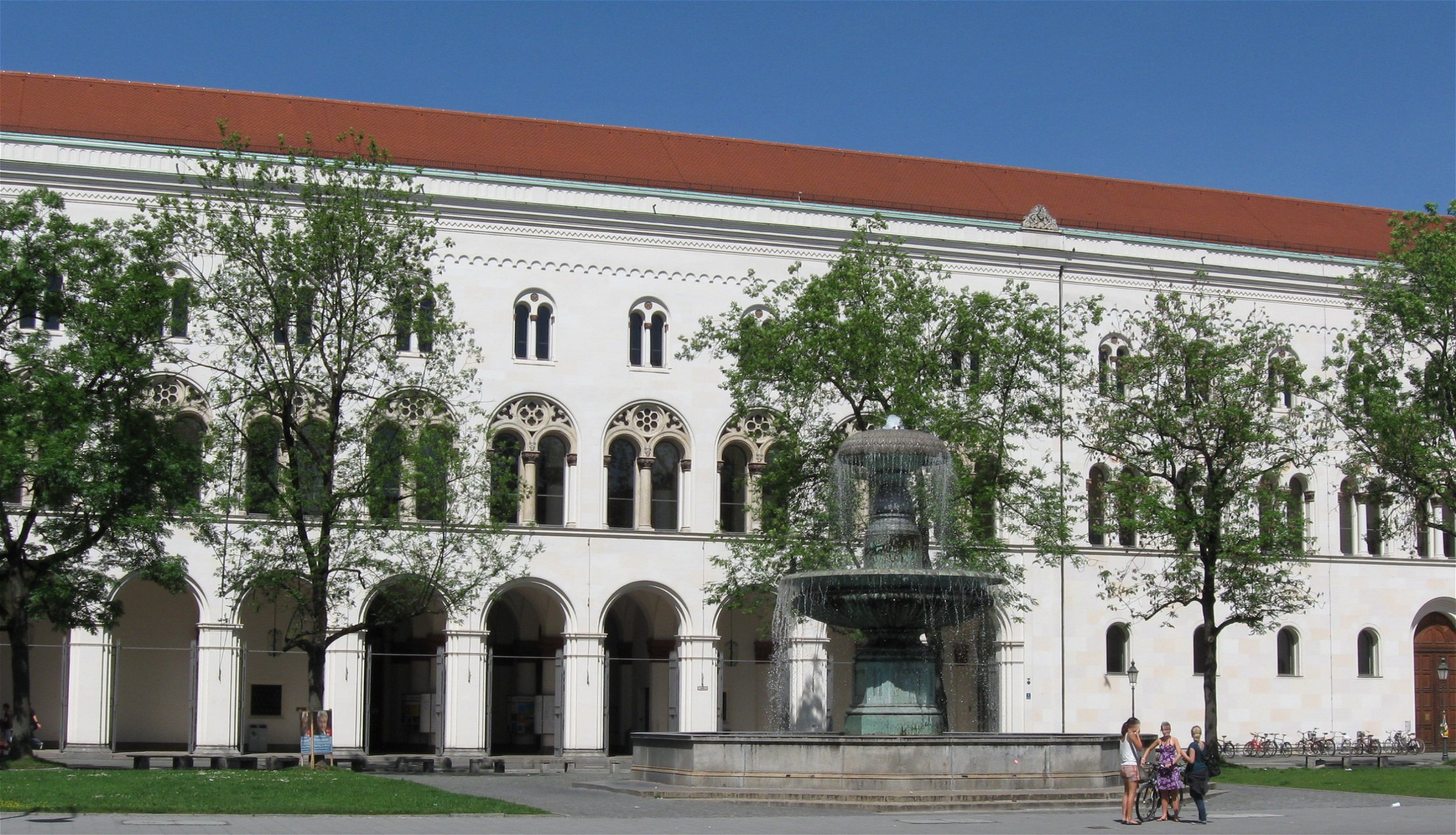
Sídlo Mnichovské univerzity

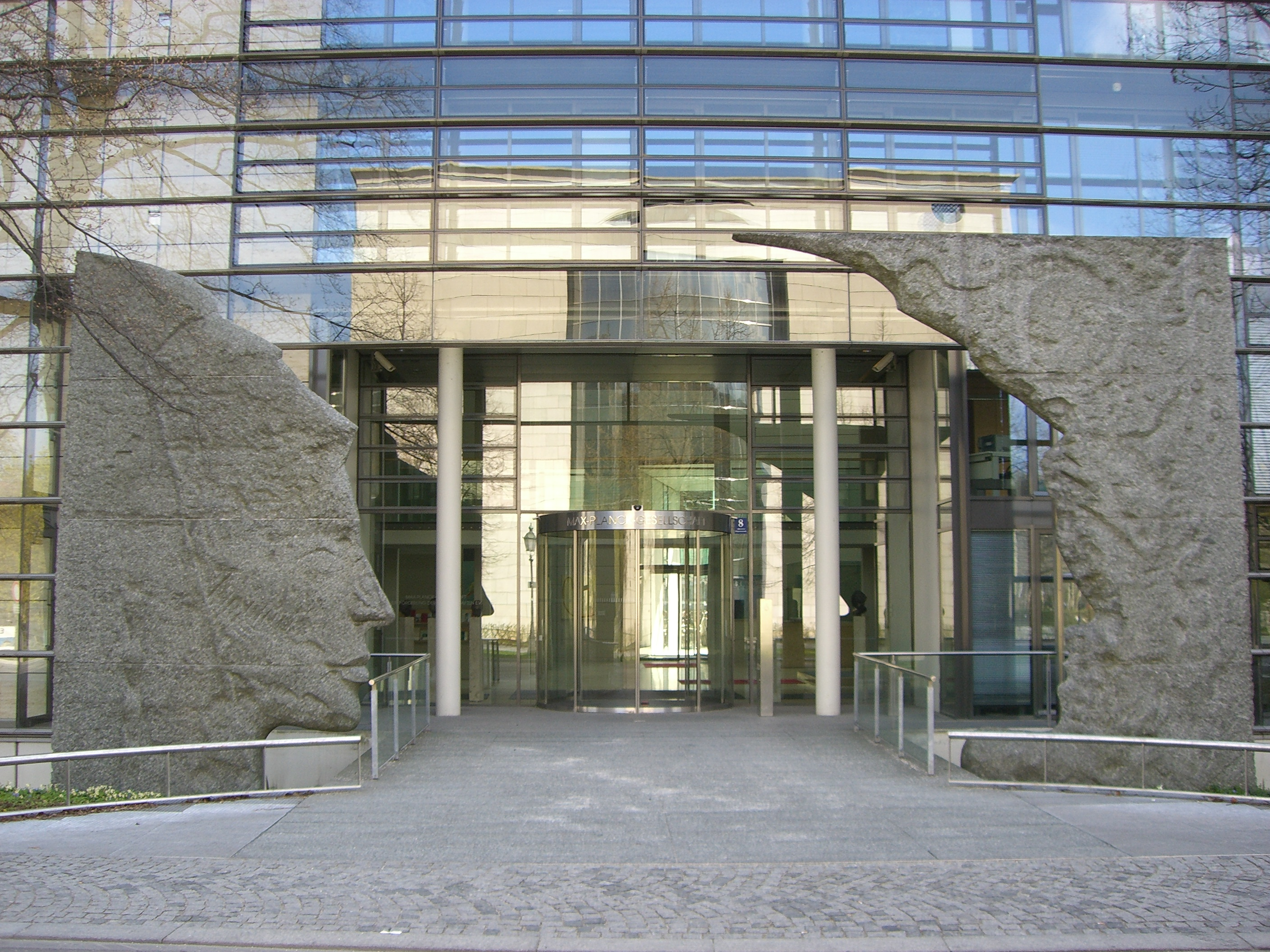
Sídlo Společnosti Maxe Plancka v Mnichově

Vzdělávací systém v Německu je organizován hlavně v rámci jednotlivých spolkových zemí. Volitelná je docházka do mateřské školky pro všechny děti od tří do šesti let, po které následuje povinná školní docházka po dobu alespoň devíti let.
Vysoké školství se skládá z univerzit, technických univerzit, jiných vysokých škol a vysokých odborných škol. Zajímavostí je, že nejprestižnější univerzitní instituce v zemi se nenacházejí v hlavním městě. Nejdůležitější univerzitním městem v Německu je Mnichov. Podle Šanghajského žebříčku (edice 2021), který tradičně hierarchizuje nejkvalitnější vysoké školy po celém světě, jsou nejlepšími školami v zemi Mnichovská univerzita (48. nejlepší na světě) a Technická univerzita Mnichov (52.). Mnichovská univerzita má především velkou fyzikální tradici, k jejím absolventům patří Wilhelm Röntgen, Max Planck, Werner Heisenberg nebo Otto Hahn. Němci mají v první stovce žebříčku ještě dvě školy. Jedna z nich, Univerzita Heidelberg (57.), má slavnou historii. Je to nejstarší univerzita v Německu. Vznikla jako třetí univerzita ve Svaté říši římské (po pražské a vídeňské). Založena byla roku 1386. Do první stovky Šanghajského žebříčku 2021 se vešla ještě Univerzita v Bonnu (84.). Historický význam má například též Univerzita Tübingen, kde studovali filozofové Schelling a Hegel nebo básník Hölderlin, Univerzita Georga Augusta v Göttingenu, kde studoval Schopenhauer či Bismarck, nebo Humboldtova univerzita v Berlíně.
Relativní nekonkurenceschopnost německých univerzit vůči slavným americkým a britským univerzitám typu Harvardu či Cambridge je dána i tím, že německý vědecký výzkum se tradičně nesoustřeďuje jen kolem univerzit, ale Němci věří i v systém vědeckých ústavů. Nejslavnějším z nich je Společnost Maxe Plancka (známa spíše pod názvem Institut či Ústav Maxe Plancka, neboť pojem institut je v názvu všech jejích 86 divizí). Organizace byla založena roku 1911 a i její hlavní sídlo je v Mnichově. Prestiž institutu je mimořádná, například roce 2021 se umístil v Nature Indexu (hierarchizujícím veškeré vědecké instituce podle počtu publikací v časopise Nature) na třetím místě na světě (po Čínské akademii věd a Harvardově univerzitě). Na šestém místě tohoto žebříčku se navíc umístila další německá neuniverzitní instituce, Helmholtzova společnost (Helmholtz-Gemeinschaft Deutscher Forschungszentren), která sdružuje 18 vědeckých center. Fraunhofer-Gesellschaft je největší německou vědeckou společností specializující se na aplikovaný výzkum.

## Věda a technika

### Přírodní a technické vědy

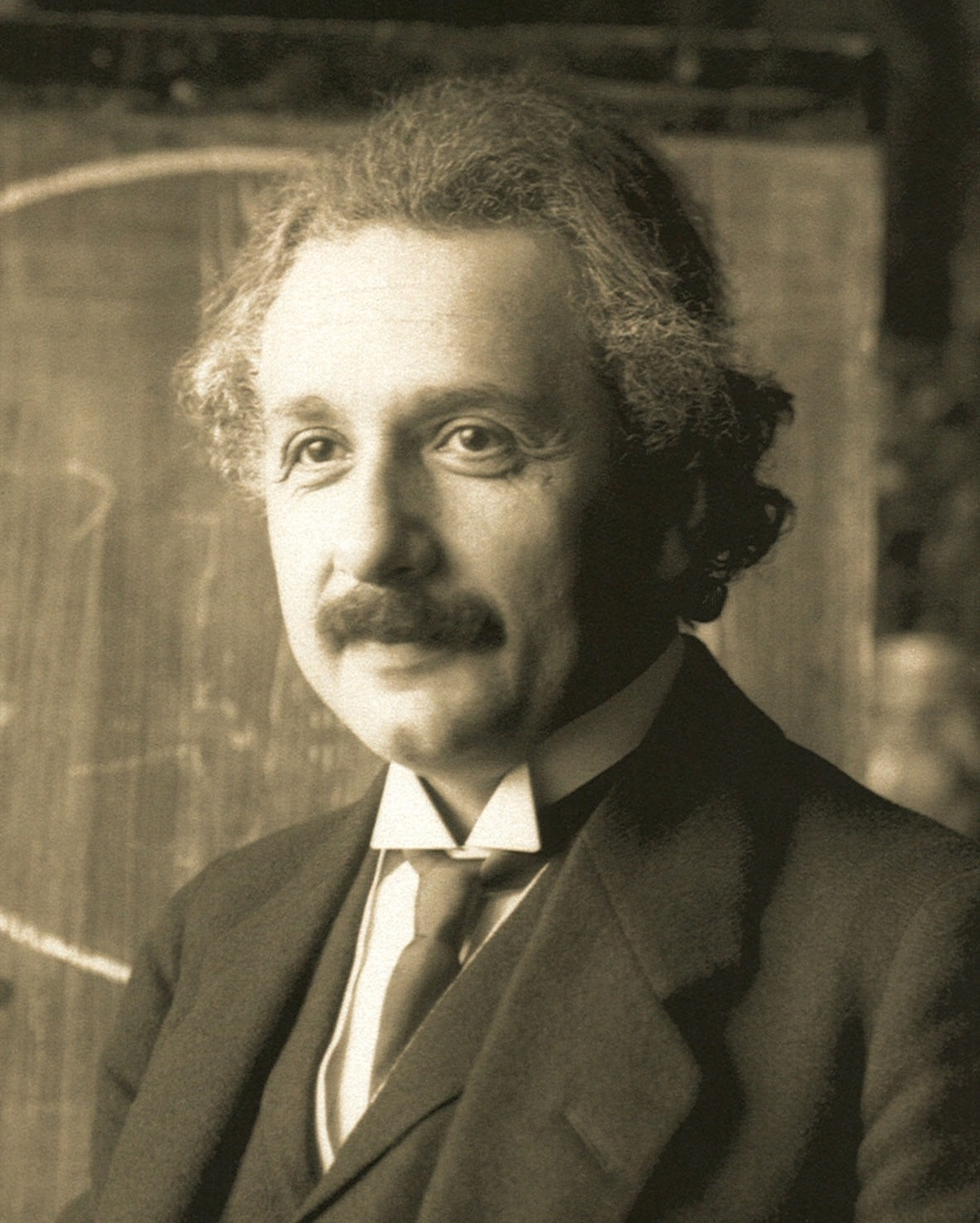
Albert Einstein

Institucemi vědeckého výzkumu jsou v Německu hlavně univerzity, technické univerzity a vysoké odborné školy. Univerzity v Německu jsou zařízení oprávněná vydávat tituly doktora, profesora a docenta. Existuje také řada veřejnoprávních a soukromých výzkumných institucí. Mezi významné veřejnoprávní instituce patří Deutsche Forschungsgesellschaft a Fraunhofer-Institut. Výzkumem ve svých oborech se zabývají také velké hospodářské koncerny jako jsou automobilky nebo chemické společnosti (existuje např. Spolkový svaz výzkumných výrobců léčiv - Bundesverband Forschender Arzneimittelhersteller s cca 90 členskými firmami).

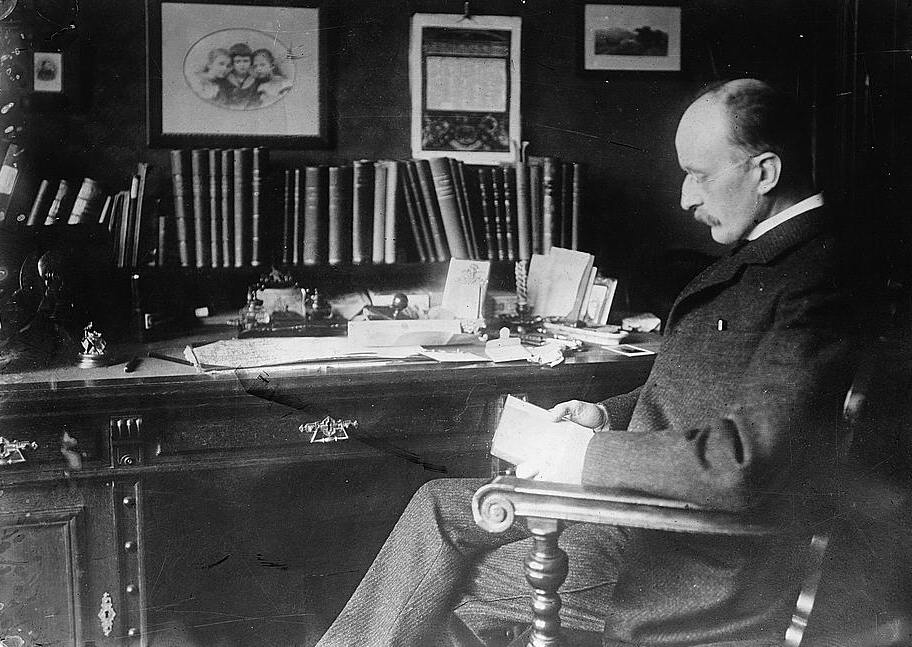
Max Planck

Němečtí vědci jsou častými laureáty Nobelových cen. Nobelovu cenu za fyziku získali Klaus Hasselmann, Peter Grünberg (rodák z Plzně), Theodor W. Hänsch, Wolfgang Ketterle, Herbert Kroemer, Horst L. Störmer, Hans Georg Dehmelt, Wolfgang Paul, Jack Steinberger, Johannes Georg Bednorz, Ernst Ruska, Gerd Binnig, Klaus von Klitzing, Arno Allan Penzias, Hans Bethe, Maria Göppert-Mayerová, J. Hans D. Jensen, Rudolf Ludwig Mössbauer, Max Born, Walther Bothe, Otto Stern, Werner Heisenberg, James Franck, Gustav Ludwig Hertz, Albert Einstein, Johannes Stark, Max Planck, Max von Laue, Wilhelm Wien, Karl Ferdinand Braun, Philipp Lenard a Wilhelm Conrad Röntgen.
Nobelovu cenu za chemii Benjamin List, Joachim Frank, Stefan Hell, Gerhard Ertl, Johann Deisenhofer, Robert Huber, Hartmut Michel, Georg Wittig, Ernst Otto Fischer, Gerhard Herzberg, Manfred Eigen, Karl Ziegler, Hermann Staudinger, Otto Diels, Kurt Alder, Otto Hahn, Adolf Butenandt, Richard Kuhn, Carl Bosch, Friedrich Bergius, Hans Fischer, Hans von Euler-Chelpin, Adolf Otto Reinhold Windaus, Heinrich Otto Wieland, Walther Nernst, Fritz Haber, Richard Willstätter, Otto Wallach, Wilhelm Ostwald, Eduard Buchner, Adolf von Baeyer a Hermann Emil Fischer.

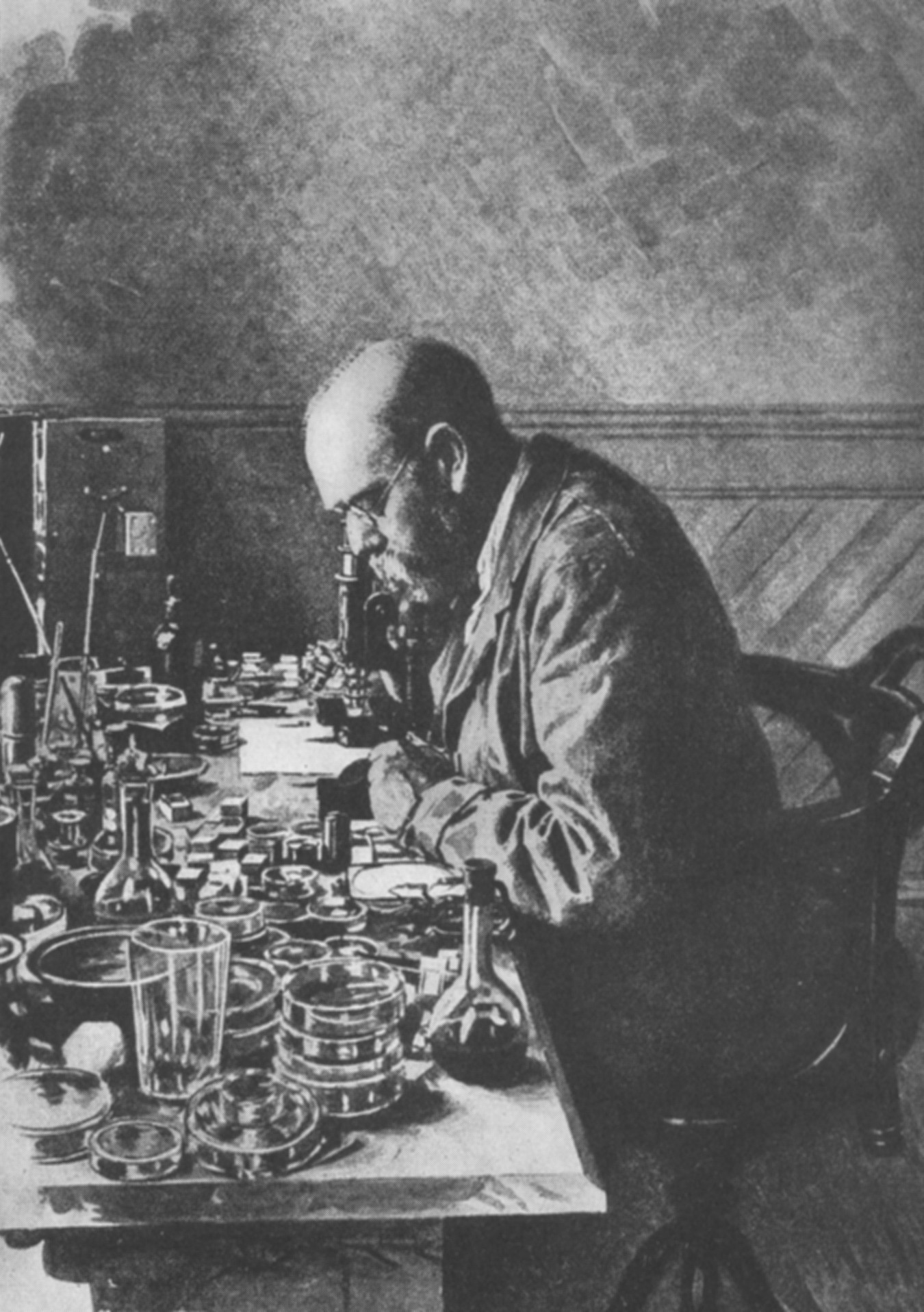
Robert Koch

Za fyziologii nebo lékařství Thomas C. Südhof, Harald zur Hausen, Günter Blobel, Christiane Nüsslein-Volhard, Bert Sakmann, Erwin Neher, Georges Jean Franz Köhler, Bernard Katz, Max Delbrück, Feodor Felix Konrad Lynen, Konrad Bloch, Werner Forssmann, Fritz Albert Lipmann, Hans Adolf Krebs, Ernst Boris Chain, Gerhard Domagk, Hans Spemann, Otto Heinrich Warburg, Otto Fritz Meyerhof, Albrecht Kossel, Paul Ehrlich, Robert Koch a Emil Adolf von Behring.

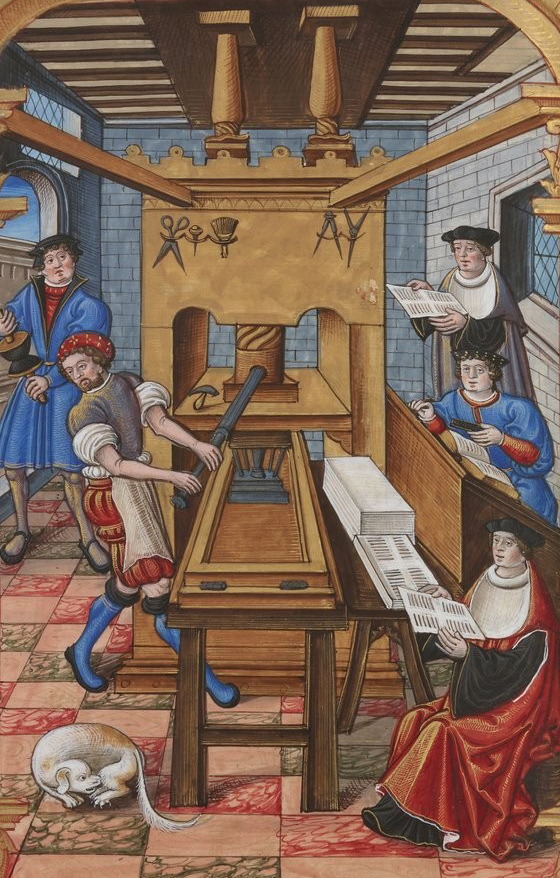
Gutenbergův knihtisk

Evropskou vědu a civilizaci ovlivnili ale i jiní badatelé. Zásadně tak učinil vynález knihtisku Johannese Gutenberga. Heinrich Rudolf Hertz umožnil svými objevy v oblasti elektromagnetismu vznik přístrojů pro bezdrátové spojení, Carl Friedrich Gauss spolu s Wilhelmem Eduardem Weberem poté i díky tomu vynalezli elektromagnetický telegraf. Otcem moderní astronomie je Johannes Kepler. Gustav Kirchhoff byl jedním z tvůrců spektrální analýzy, která dokáže určit složení hvězd, a definoval tzv. černé těleso. Nicolaus Otto vynalezl zážehový čtyřtaktní motor, Rudolf Diesel vznětový motor, Gottlieb Daimler vysokootáčkový zážehový motor, Karl Benz první benzínový automobil. Vývoj raketové techniky zásadně ovlivnil Wernher von Braun. Alexander von Humboldt patřil k nejvýznamnějším přírodovědcům své doby a zakladatelům geografie. Základní zákony elektřiny objevil Georg Simon Ohm. William Herschel objevil infračervené záření.
Revoluci v geometrii a matematice vyvolali Bernhard Riemann a Georg Cantor. Významnými matematiky byli i Carl Gustav Jacob Jacobi, David Hilbert, Leopold Kronecker, Gotthold Eisenstein nebo Hermann Weyl. Emmy Noetherová byla nejlepší matematičkou své doby, teorii čísel i matematickou statistiku ovlivnil Johann Peter Gustav Lejeune Dirichlet, Richard Dedekind zkonstruoval množinu reálných čísel, Felix Klein revolučním způsobem počal propojovat geometrii s algebrou, za otce moderní matematické analýzy je označován Karl Weierstrass. August Ferdinand Möbius je zakladatelem topologie. Prestižní Fieldsovu medaili získali matematici Gerd Faltings a Peter Scholze. Průkopníkem informatiky byl Konrád Zuse.

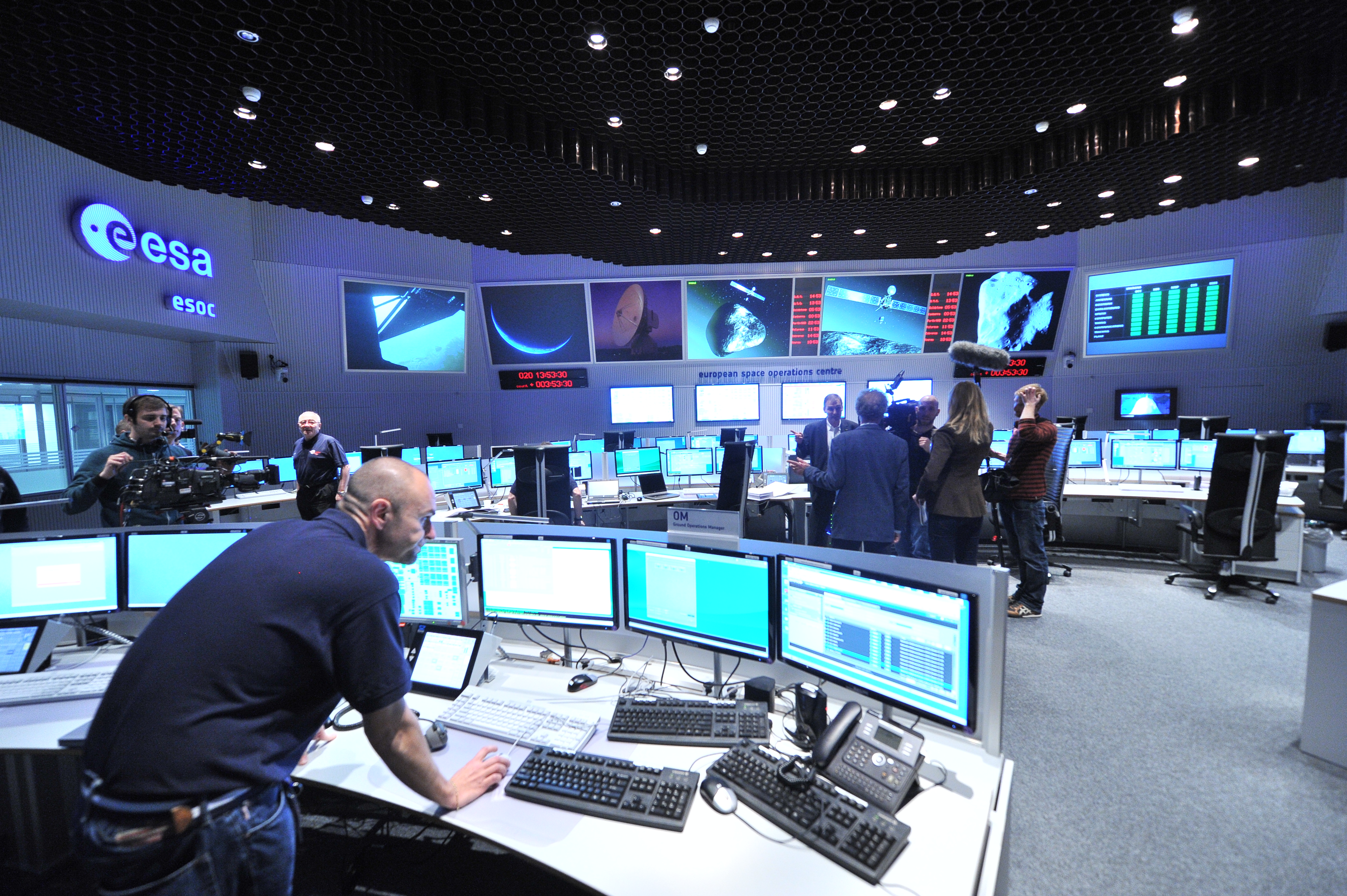
Evropské středisko kosmických operací v Darmstadtu

Evoluční teorii rozvíjel Ernst Haeckel, ve 20. století Ernst Mayr. Významnou teorii o vzniku tornád předložil meteorolog a geolog Alfred Wegener. Daniel Gabriel Fahrenheit proslul výzkumem tepla. Robert Wilhelm Bunsen vynálezem řady laboratorních přístrojů. Friedrich Wöhler syntézou močoviny. Klíčovou postavou fyziky 19. století byl Hermann von Helmholtz. Rudolf Clausius byl zakladatelem termodynamiky. Justus von Liebig založil výrobu průmyslových hnojiv. Heinrich Wilhelm Olbers byl významný astronom, jehož teorii o zaniklé planetě Phaeton v naší sluneční soustavě už vyznává málokdo, ale jeho Olbersův paradox zásadně ovlivnil moderní kosmologii. Ernst Karl Abbe, Carl Zeiss a Joseph von Fraunhofer založili moderní optiku. Friedrich Wilhelm Bessel jako první změřil paralaxu hvězdy a spočítal její vzdálenost od země. Georgius Agricola je vnímán jako zakladatel mineralogie. Otto von Guericke vynalezl vývěvu. Friedrich August Kekulé popsal zákonitosti řetězení uhlíku. Johann Gottfried Galle objevil planetu Neptun. Výzkum buněk významně posunuli kupředu Rudolf Virchow a Matthias Jacob Schleiden. Samuel Hahnemann založil stále diskutovanou homeopatii. Za praotce kvantové fyziky lze označit Arnolda Sommerfelda. Johannes Wilhelm Geiger sestrojil první měřič radioaktivity. Průkopníkem astrofotografie byl Max Wolf. Emile Berliner vynalezl mikrofon a gramofon. Významným kartografem byl Martin Waldseemüller, všestranností vpravdě renesanční vynikl jezuitský učenec Athanasius Kircher. Fyzik Karl Schwarzschild sehrál roli ve vývoji obecné teorie relativity. Theodor Schwann zavedl pojem metabolismus. Jako konstruktér vzducholodí vynikl Ferdinand von Zeppelin, jako konstruktér automobilový Ferdinand Porsche. Německý průmysl zásadně pozdvihl též Ernst Werner von Siemens. V Německu se narodil i zakladatel americké firmy na výrobu džín Levi Strauss. Otto Lilienthal byl průkopníkem letectví. Johann Philipp Reis vynalezl jeden z typů telefonu. Tradici matematiky v Německu zakládali lidé jako Adam Ries nebo Regiomontanus (Johannes Müller).

### Společenské vědy a filozofie

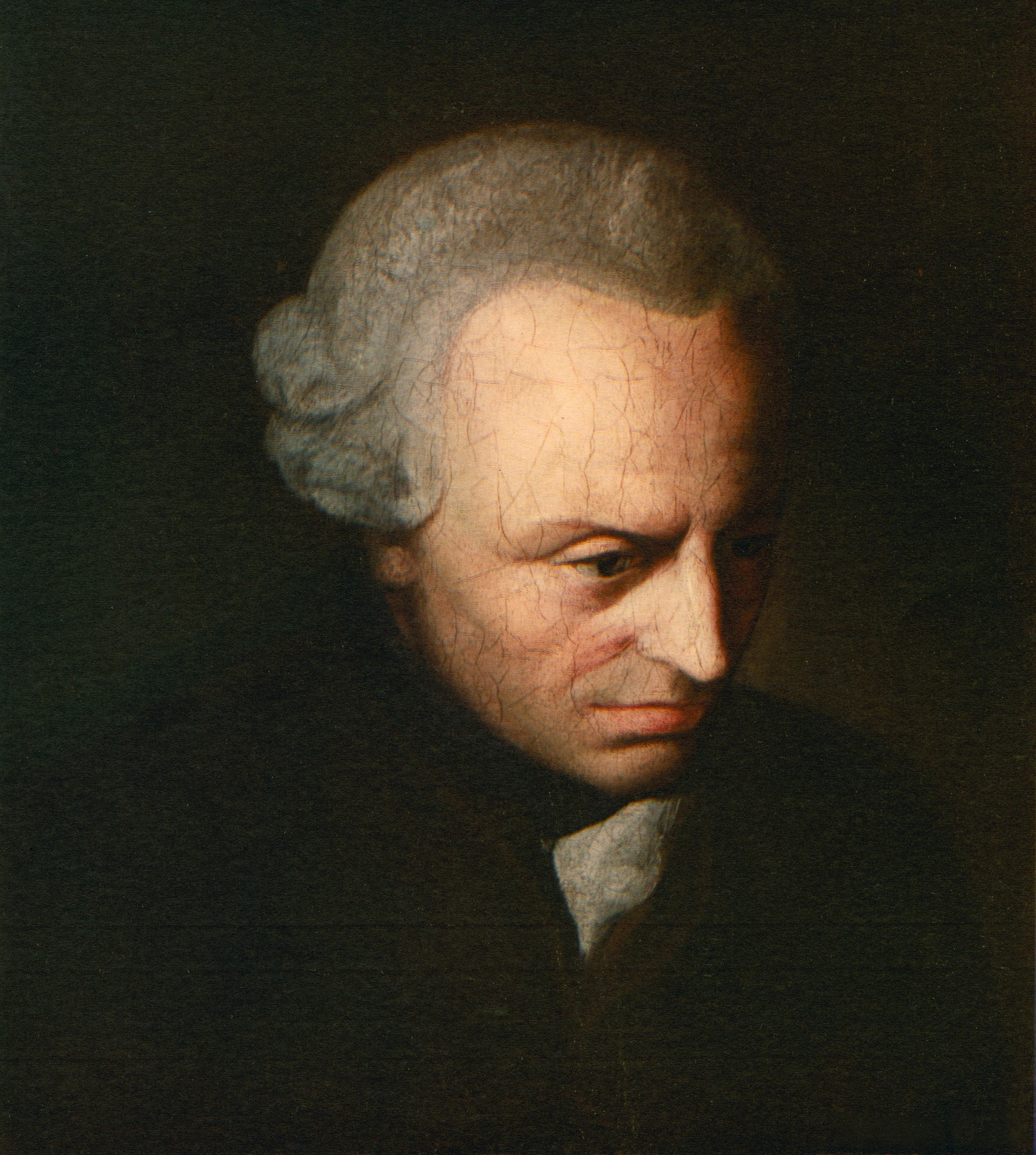
Immanuel Kant

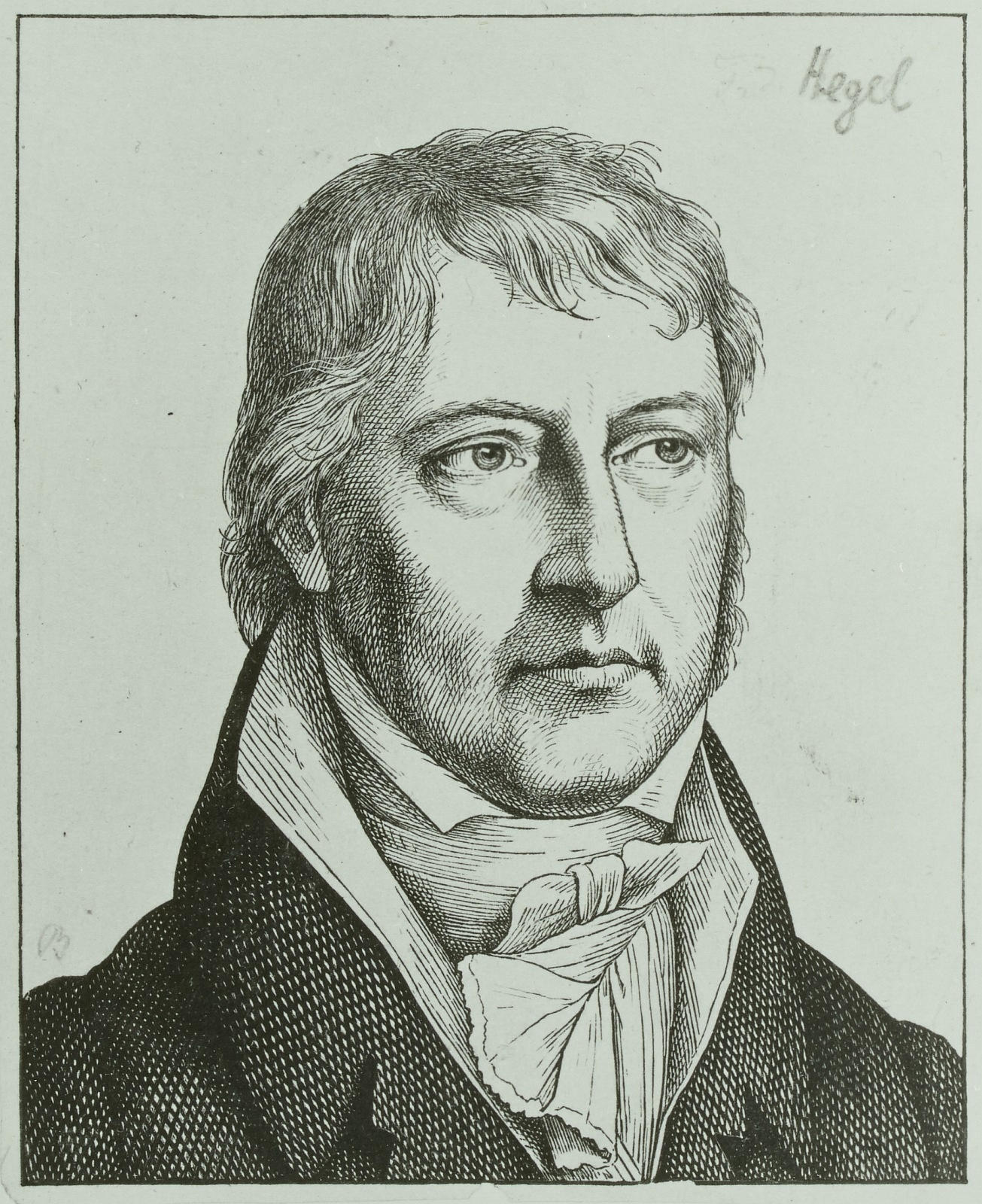
Georg Wilhelm Friedrich Hegel

V oblasti humanitních a sociálních věd se Němci výrazně prosazovali zejména ve filozofii. Představitelem metafyziky byl Mistr Eckhart. Největším německých scholastikem byl Albert Veliký. Renesančním myslitelem Mikuláš Kusánský. Gottfried Wilhelm Leibniz představil klasickou ontologii, na níž bylo zhusta reagováno. Paul Heinrich Dietrich von Holbach je klasikem filozofického materialismu a ateismu. Vrcholnou érou německé filozofie však bylo 18. a 19. století: Immanuel Kant, Friedrich Nietzsche, Georg Wilhelm Friedrich Hegel, Arthur Schopenhauer, Johann Gottlieb Fichte, Ludwig Feuerbach, Johann Gottfried Herder, Gottlob Frege, Friedrich Wilhelm Joseph Schelling, Max Stirner nebo Wilhelm Dilthey patřili k největším filozofům své doby. Významnými teoretiky socialismu byli Karl Marx, Friedrich Engels, Ferdinand Lassalle, Eduard Bernstein a Rosa Luxemburgová. Ve 20. století byla nejvýznamnější školou fenomenologie, kterou reprezentovali Martin Heidegger, Edmund Husserl (lze ho ovšem také považovat za Rakušana, neřkuli za Čecha), Max Scheler či Hannah Arendtová, a tzv. Frankurtská škola, kterou představovali Jürgen Habermas, Theodor Adorno, Erich Fromm, Walter Benjamin, Herbert Marcuse a Max Horkheimer. K existencialistům patřil Karl Jaspers, k hermeneutice Hans-Georg Gadamer, k analytické filozofii Rudolf Carnap. Novokantovský přístup ve 20. století rozvíjel Ernst Cassirer. Friedrich Daniel Ernst Schleiermacher byl nejvýznamnějším teologem 19. století, Dietrich Bonhoeffer století dvacátého.

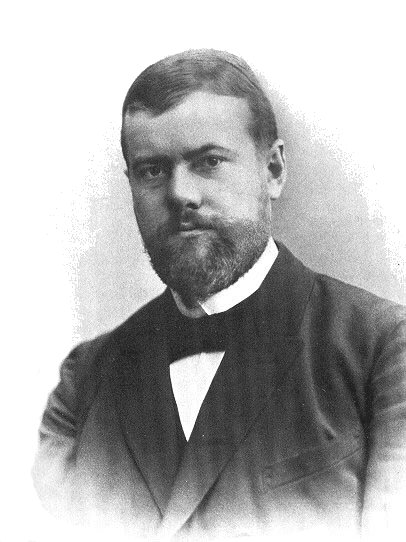
Max Weber

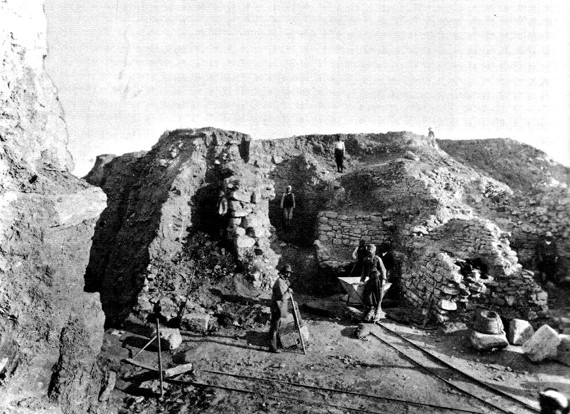
Heinrich Schliemann při vykopávkách ve starověké Tróji

K nejvýznamnějším sociologům světa patří Max Weber, Ferdinand Tönnies, Georg Simmel, Norbert Elias, Werner Sombart a Ulrich Beck. Zakladateli moderní psychologie jsou Wilhelm Wundt a Gustav Fechner, psychologii národů se pokusil rozvinout Erik Erikson. Nobelovu cenu za ekonomii získali Reinhard Selten a Wassily Leontief, základy ekonomického směru marginalismu položil Hermann Heinrich Gossen. Franz Boas je jedním z nejdůležitějších kulturních antropologů 20. století. Archeolog Heinrich Schliemann proslul jako objevitel antické Tróje. Leopold von Ranke byl zakladatelem německé historiografie, historik Oswald Spengler proslul svou knihou Zánik Západu, Erwin Panofsky svými výpravami do historie umění. K zakladatelům indologie patřil Friedrich Max Müller. Za nejvýznamnějšího teoretika války je považován Carl von Clausewitz.

## Obyvatelstvo

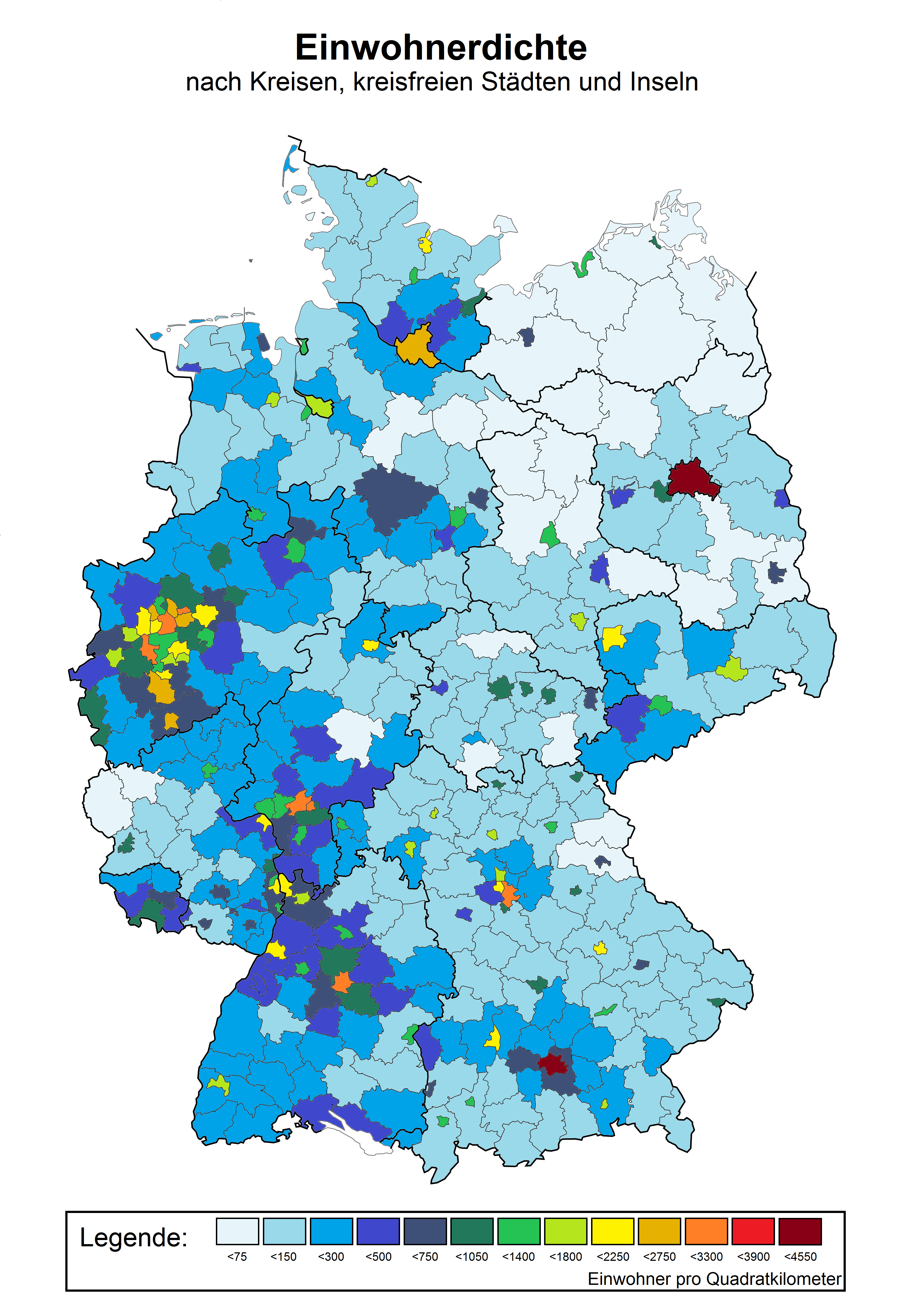
Hustota zalidnění v Německu

Podle oficiálních údajů ke dni 30. září 2022 mělo Německo 84 270 625 obyvatel, což je činí nejlidnatější zemí Evropské unie, po Rusku druhou nejlidnatější v Evropě a 18. nejlidnatější na světě. Hustota zalidnění je 225 obyvatel na čtvereční kilometr. Celková průměrná délka života je 80,19 let (77,93 let pro muže a 82,58 let pro ženy). Podle odhadů z roku 2011 činila plodnost 1,41 dítěte na ženu či 8,33 narození na 1000 obyvatel, což je jedna z nejnižších na světě. Od 70. let v Německu úmrtnost překonává porodnost. Nicméně od roku 2010 je Německo svědkem zvýšené porodnosti a míry migrace, částečně za to může nárůst počtu dobře vzdělaných migrantů. Většina imigrantů přicházela z jižní a východní Evropy a usazuje se v městských oblastech.
Německo má chronicky jednu z nejnižších porodností na světě, což patří mezi jeho vůbec nejvážnější problémy a stává se velkou hrozbou pro budoucnost státu. Od roku 1972 počet zemřelých neustále překračuje počet narozených. V roce 2006 měla německá rodina 1,37 dítěte na ženu. V roce 2007 poprvé po deseti letech porodnost stoupla a narodilo se 684 862 dětí (1,38 dítěte na ženu). V následujících letech ale dále klesala až k 665 126 živě narozeným dětem roku 2009 (1,36 dítěte na matku). Dalším drobným výkyvem se dostala k hodnotě 1,39 dítěte na matku, což je tedy 677 947 živě narozených dětí v roce 2010. Ovšem v následujícím roce opět spíše klesala. Tento vývoj má za následek rychlé stárnutí a úbytek obyvatelstva. Od začátku roku 2003, kdy Německo dosáhlo počtu 82 536 680 obyvatel, ubylo do 1. ledna roku 2011 i přes výrazný příliv imigrantů více než 785 000 obyvatel. K 31. prosinci 2007 žilo na území Německa 82 217 800 obyvatel na ploše 357 104 čtverečních kilometrů. Německo patří mezi země s vysokou hustotou zalidnění, což je důsledkem především odsunu a emigrace etnických Němců ze zemí střední a východní Evropy po druhé světové válce. Asi 75 milionů obyvatel Německa (tj. 91 %) má německé státní občanství. Z těchto má 7,9 miliónu migrační minulost. Mezi nimi je 4,3 miliónů občanů ze zemí bývalého Sovětského svazu (51 procent) a Polska (34 %), kteří mají německý původ a přistěhovali se do Německa. Hovorově se jim říká ruští Němci. Dále to jsou v Německu dlouhodobě žijící cizinci a jejich rodinní příslušníci, včetně jejich dětí narozených v Německu, kteří si požádali o německé občanství.

### Imigrace

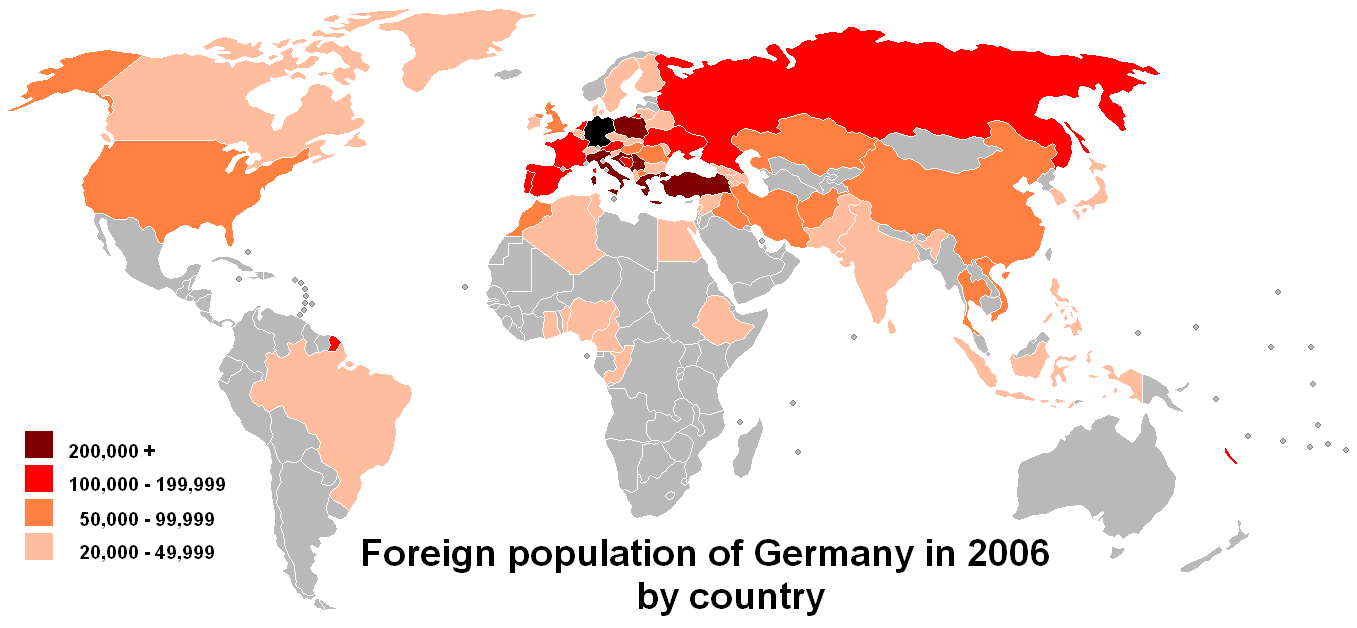
V roce 2013 bylo Německo na 3. místě co do počtu populace imigrantů.

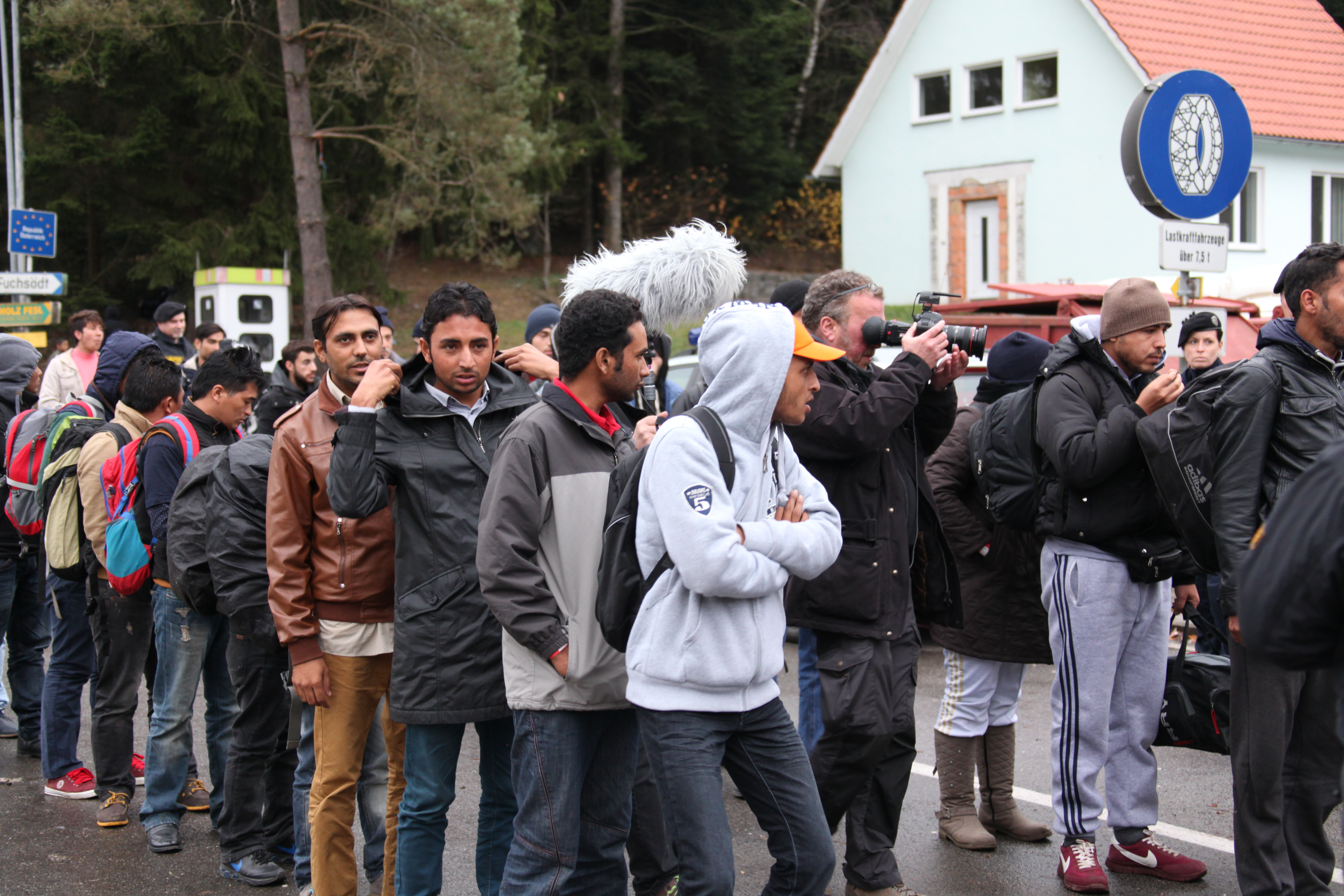
Uprchlíci překračují v roce 2015 německou hranici ve Wegscheidu v Dolním Bavorsku

V Západním Německu probíhající tzv. „hospodářský zázrak“ byl od konce 40. let až po 60. léta 20. století podstatně podpořen třemi přistěhovaleckými vlnami, které pomohly zamezit vzrůstajícímu nedostatku pracovních sil. Nejprve přišlo po druhé světové válce do tří západních okupačních zón asi dvanáct milionů německých uprchlíků a vyhnanců. Poté od vzniku obou německých států v roce 1949 až do postavení berlínské zdi v roce 1961 se z východního Německa do Německa západního přestěhovalo asi 3,1 milionu Němců; opačným směrem to bylo 400 000 lidí. Od poloviny padesátých let započalo ve velkém rozsahu zaměstnávání cizinců. Nově příchozím pracovníkům, kteří byli najímáni především na základě bilaterálních smluv, se ve veřejných debatách říkalo "hostující dělníci"(Gastarbeiter). Dohody o náboru pracovních sil uzavřelo Západní Německo s Itálií (1955), se Španělskem a Řeckem (1960), s Tureckem (1961), s Portugalskem (1964) a nakonec s Jugoslávií (1968). Další smlouvy byly uzavřeny s Marokem (1963–1966) a s Tuniskem (1965). Počet Turků vzrostl z 8 700 v roce 1961 na více než jeden milion v roce 1974. U pracovní migrace předcházely mužské pracovní síly příchodu dalších rodinných příslušníků.
Pohyb, který v polovině padesátých let 20. století začal jako úředně organizovaná a časově omezená pracovní migrace, plynule přešel v polovině 70. let 20. století do skutečné imigrační situace.
V roce 2009 byl zaznamenán slabý odliv turecké menšiny; do Německa imigrovalo asi 30 tisíc Turků, zatímco z Německa se do Turecka odstěhovalo asi 40 tisíc převážně německých občanů tureckého původu. V roce 2010 žily v Německu asi 3 miliony Turků.
V letech 2008 a 2010 celkově Německo opustilo více lidí, než kolik se do Německa přistěhovalo.
V roce 2014 žilo v 81milionovém Německu skoro 7 milionů obyvatel jiné státní příslušnosti. 96 % z nich žilo na území dřívějšího Západního Německa a (celého) Berlína. V roce 2011 mělo 1,6 miliónu tureckou státní příslušnost. Ze zemí Evropské unie žije v Německu 2,1 milionu obyvatel, z toho je 520 tisíc italské státní příslušnosti, 468 tisíc polské, 283 tisíc řecké a 38 tisíc obyvatel má české občanství. Z evropských zemí, které nejsou členy Evropské unie, žije v Německu 3,2 milionu lidí. Z toho jeden milion lidí pochází ze zemí bývalé Jugoslávie.
V roce 2016 mělo přistěhovalecký původ 22,5 % obyvatel Německa. Ve věkové skupině do 5 let bylo přistěhovaleckého původu 36 % všech dětí v Německu. Počet lidí s kořeny na Blízkém východě se od roku 2011 zvýšil o 51 % a počet lidí s africkými kořeny se zvýšil o 46 % na 740 tisíc. Ve Frankfurtu nad Mohanem tvoří lidé s přistěhovaleckým původem 51,2 % obyvatel. V roce 2018 pobývalo v Německu nelegálně na 230 000 migrantů. 60% migrantů pobíralo podporu v dlouhodobé nezaměstnanosti.
V roce 2022 bylo přistěhovaleckého původu 28,7 % obyvatel Německa. V roce 2023 požádalo o azyl v Německu 352 000 lidí, což je nejvíce od roku 2016, kdy bylo žadatelů o azyl 722 370. Mezi žadateli o azyl nejsou zahrnuti lidé z Ukrajiny. Nejvíce žadatelů o azyl v roce 2023 bylo ze Sýrie, Afghánistánu a Turecka. V roce 2023 se do Německa přistěhovalo 1 933 000 lidí, včetně 276 000 z Ukrajiny a 126 000 z Turecka, zatímco 1 270 000 lidí z Německa emigrovalo. U německých státních příslušníků od roku 2005 převládá emigrace z Německa nad imigrací. V roce 2023 byla čistá imigrace do Německa 663 000 osob, což je pokles z rekordní čisté migrace 1 462 000 lidí v roce 2022, která zahrnovala více než 750,000 válečných uprchlíků z Ukrajiny.
V září 2024 uzavřelo Německo dohodu s keňskou vládou o otevření německého pracovního trhu pro 250 000 migrantů z Keni. Podobné migrační dohody uzavřela vláda Olafa Scholze s Indií, Marokem, Nigérií, Kyrgyzstánem a několika dalšími státy. Německá vláda by chtěla každoročně přijmout 400 000 kvalifikovaných zahraničních pracovníků, včetně 90 000 Indů, kteří by na pracovním trhu nahradili stárnoucí německou populaci.
Z původních etnických menšin žije v Německu 15 až 50 tisíc Dánů (zdroje se různí), 50 až 60 tisíc Frísů, 60 tisíc Lužických Srbů a asi 70 tisíc Romů. Německo je po USA druhým nejčastějším cílem imigrantů na světě. Od roku 2015 se Německo zmítá v evropské migrační krizi. V letech 2015 a 2016 přišlo do Německa téměř 1,2 milionu migrantů.

### Jazyky

Znalost němčiny ve státech Evropské unie (2010)

Němčina je úřední a převažující jazyk v Německu. Je to také jeden ze 24 úředních a pracovních jazyků v Evropské unii (EU) a jeden ze tří pracovních jazyků Evropské komise. V rámci EU je němčina také nejrozšířenějším mateřským jazykem se zhruba 100 miliony rodilými mluvčími.
Mezi původní menšinové jazyky v Německu patří dánština, dolnoněmčina, lužická srbština, fríština a romština. Tyto menšinové jazyky jsou oficiálně chráněny evropskou chartou jazyků. Nejpoužívanějšími jazyky mezi imigranty jsou turečtina, kurdština, polština, ruština, srbochorvatština a další jazyky z Balkánu. Občané Německa jsou často mnohojazyční: 67 % německých občanů tvrdí, že se dokážou domluvit minimálně jedním cizím jazykem (kromě němčiny) a 27 % minimálně dvěma cizími jazyky.
Standardní němčina, zvaná Hochdeutsch, je západogermánský jazyk blízce příbuzný dolnoněmčině, nizozemštině a fríštině. V menší míře je také příbuzná s vymřelými východogermánskými a dnešními severogermánskými jazyky. Nejvíce německých slov je odvozeno z germánských větví indoevropské jazykové rodiny. Významná menšina slov je odvozena z latiny a řečtiny, ale také z francouzštiny. V poslední době přibývá mnoho slov převzatých z angličtiny. Tento způsob vyjadřování je známý jako Denglisch. Psaná němčina používá latinku. Německé dialekty jsou četné tradiční územní nebo i lokální útvary. Dají se vystopovat ke starým germánským kmenům (mj. Alemané, Bavoři, Frankové, Chattové a Sasové) a jsou v mnoha směrech odlišné od útvarů standardní němčiny v lexiku, fonologii a syntaxi.
K šíření znalostí němčiny a německé kultury v celosvětovém měřítku slouží v roce 1951 založený Goethe-Institut se sídlem v Mnichově, se 12 pobočkami v Německu a 159 pracovišti po celém světě, mj. i v Praze a v Bratislavě. Institut je nazván podle básníka Johanna Wolfganga von Goethe a je finančně podporován německým ministerstvem zahraničí.

### Náboženství
Podle sčítání z roku 2011 je nejrozšířenějším náboženstvím v Německu křesťanství, ke kterému se hlásí 66,8 % z celkového počtu obyvatel. Ve vztahu k celkové populaci: 31,2 % Římskokatolická církev; 30,8 % Evangelická církev v Německu (je svazem zemských luterských a kalvinistických církví); 4,8 % jako součást jiných křesťanských vyznání (včetně evangelické svobodné církve, německy Evangelische Freikirche, s 0,9 %, stejně jako ostatních protestantů mimo EKD). K pravoslaví se přihlásilo 1,3 %, zatímco k judaismu 0,1 %. Ostatní náboženství zaujímají 2,7 %.
Geograficky je protestantství soustředěno hlavně v severních, středních a východních částech země. Většinou se jedná o členy EKD, kteří zahrnují luterány, reformované a sjednocenou církev, jejichž tradice sahají až k pruské unii z roku 1817. Katolíci jsou soustředěni na jihu (zejména v Bavorsku) a západě. V Německu počet příslušníků tradičních historických církví klesá, což souvisí hlavně se sekularizací společnosti a církevní daní.
V roce 2011 se 33 % obyvatel označilo jako agnostici, ateisté nebo jinak se neprofilující nábožensky. Nevěřících je nejvíce ve státech bývalého východního Německa a velkých metropolitních oblastech, kde se většina obyvatelstva identifikuje jako ateisté.
Islám je v zemi druhým nejpočetnějším náboženstvím. Podle zprávy o migraci za rok 2015 tvořili muslimové 5,4 až 5,7 % obyvatel Německa. Většina muslimů jsou sunniti a alevité z Turecka, ale také je tu menší počet ší'itů, ahmadíjů a jiných větví. Roste podíl muslimů ze Sýrie, Iráku, Afghánistánu nebo z Afriky. Němečtí muslimové, velká část tureckého původu, nemají od státu plné oficiální uznání náboženské komunity.
Ostatní náboženství, která zaujímají méně než procento německé populace jsou buddhismus se 250 000 stoupenci (zhruba 0,3 %) a hinduismus s asi 100 000 stoupenci (0,1 %). Ostatní náboženské komunity v Německu mají pod 50 000 stoupenců každá.

## Kultura

### Úvod

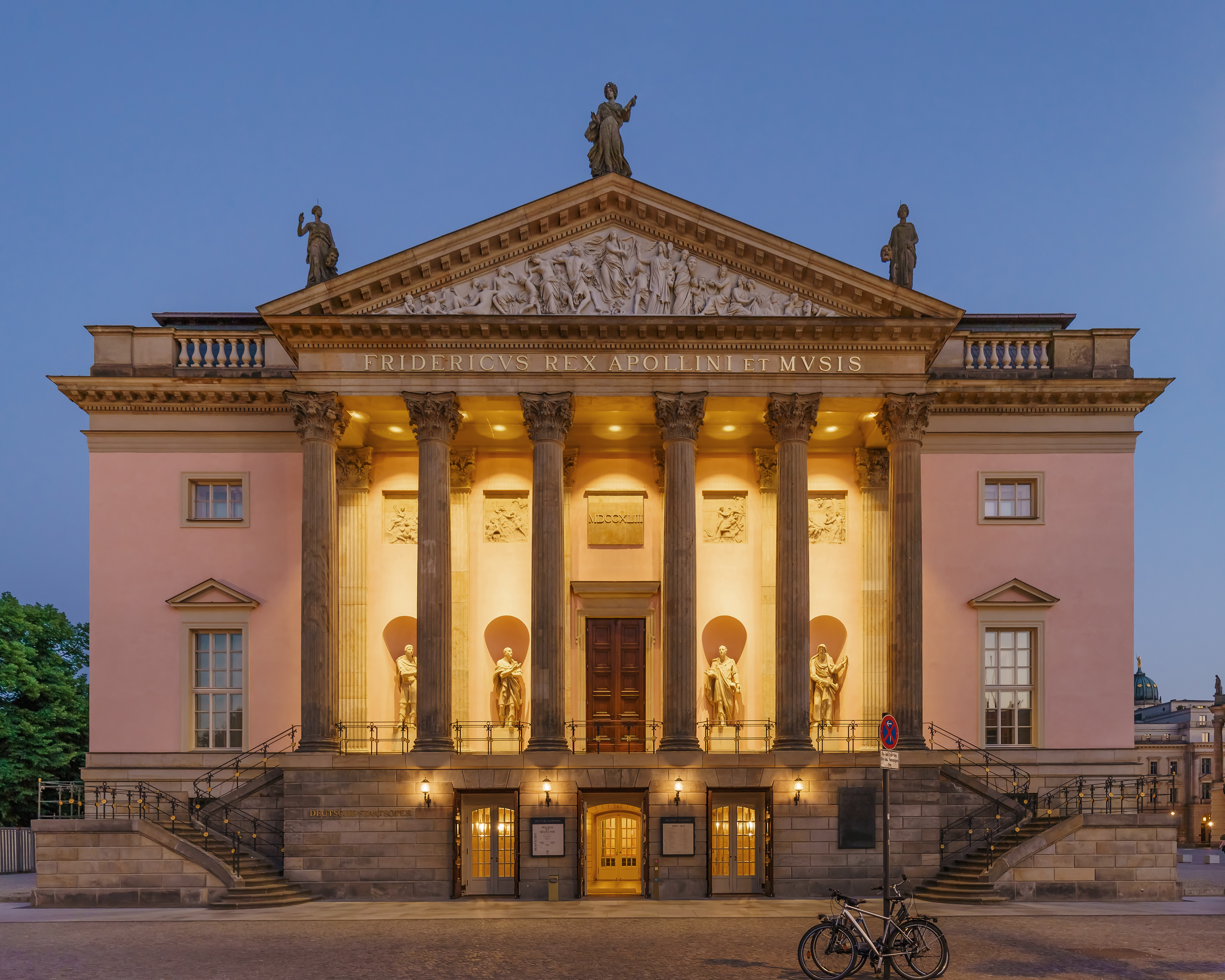
Berlínská státní opera (Staatsoper Unter den Linden)

Německá kultura je definována především společným jazykem. V průběhu dějin mnoho představitelů německé kultury, filozofie a vědy odešlo z Německa, většinou však zůstali spjati s Německem. Jako příklady emigrace z politických důvodů v 19. století lze uvést básníka Heinricha Heineho a filozofa a ekonoma Karla Marxe. Po zániku Svaté říše římské v roce 1806 až do roku 1871, kdy vzniklo Německé císařství, byly v důsledku nevýrazné společné identifikace německy mluvících lidí a roztříštěnosti státní organizace v rámci Německého spolku jak německá kultura, tak i věda důležitými sjednocujícími prvky německého národního uvědomění. Již předtím ovšem vznikl pojem „země básníků a myslitelů“, zakládající se na dědictví velkých osobností jako byli Johann Wolfgang von Goethe, Friedrich Schiller a Immanuel Kant. Toto kulturní dědictví je dodnes živnou půdou německého vlastenectví. Na počátku 20. století patřilo tehdejší Německo k předním kulturním a vědeckým národům. Také díky německé klasické hudbě, která mohla těžit z odkazu Ludwiga van Beethovena, Richarda Wagnera, Johannese Brahmse a dalších velkých skladatelů, i díky německému výtvarnému a filmovému umění byla německá kultura na počátku 20. století jednou z nejvyspělejších v celosvětovém měřítku. Nástup nacismu v 30. letech 20. století a s ním spojená početná emigrace vynikajících německých vědců a spisovatelů, z nichž mnozí byli židovského původu, přinesly úpadek německé vědy a kultury, který trval až do konce druhé světové války. Trvalými nebo dočasnými emigranty se stali například Albert Einstein, Kurt Tucholsky, Thomas Mann a jeho bratr Heinrich Mann, Bertolt Brecht, Lion Feuchtwanger, Hannah Arendtová a mnoho dalších.
Systematickou propagací německé kultury v zahraničí se zabývá Goethe-Institut.

### Literatura

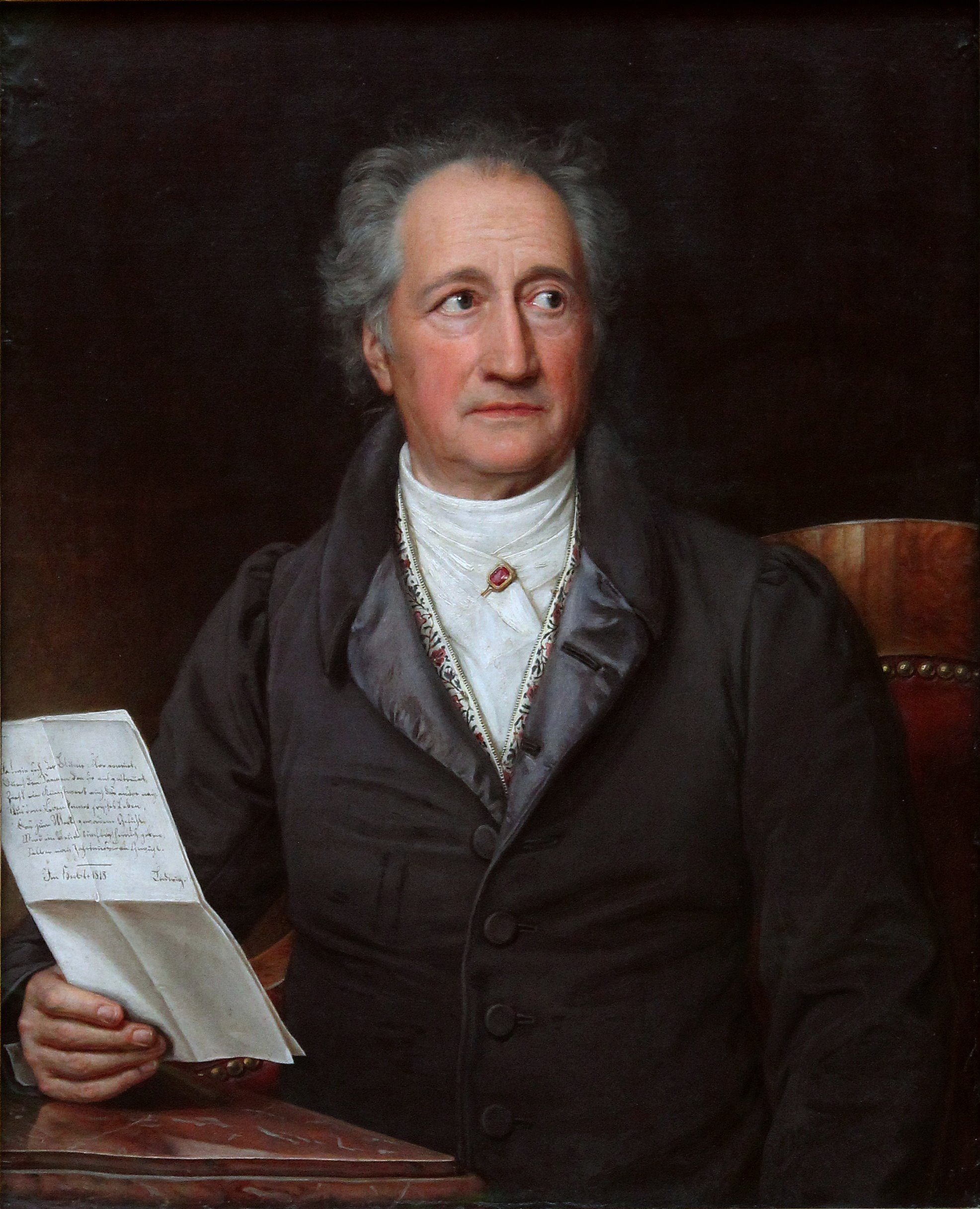
Johann Wolfgang von Goethe

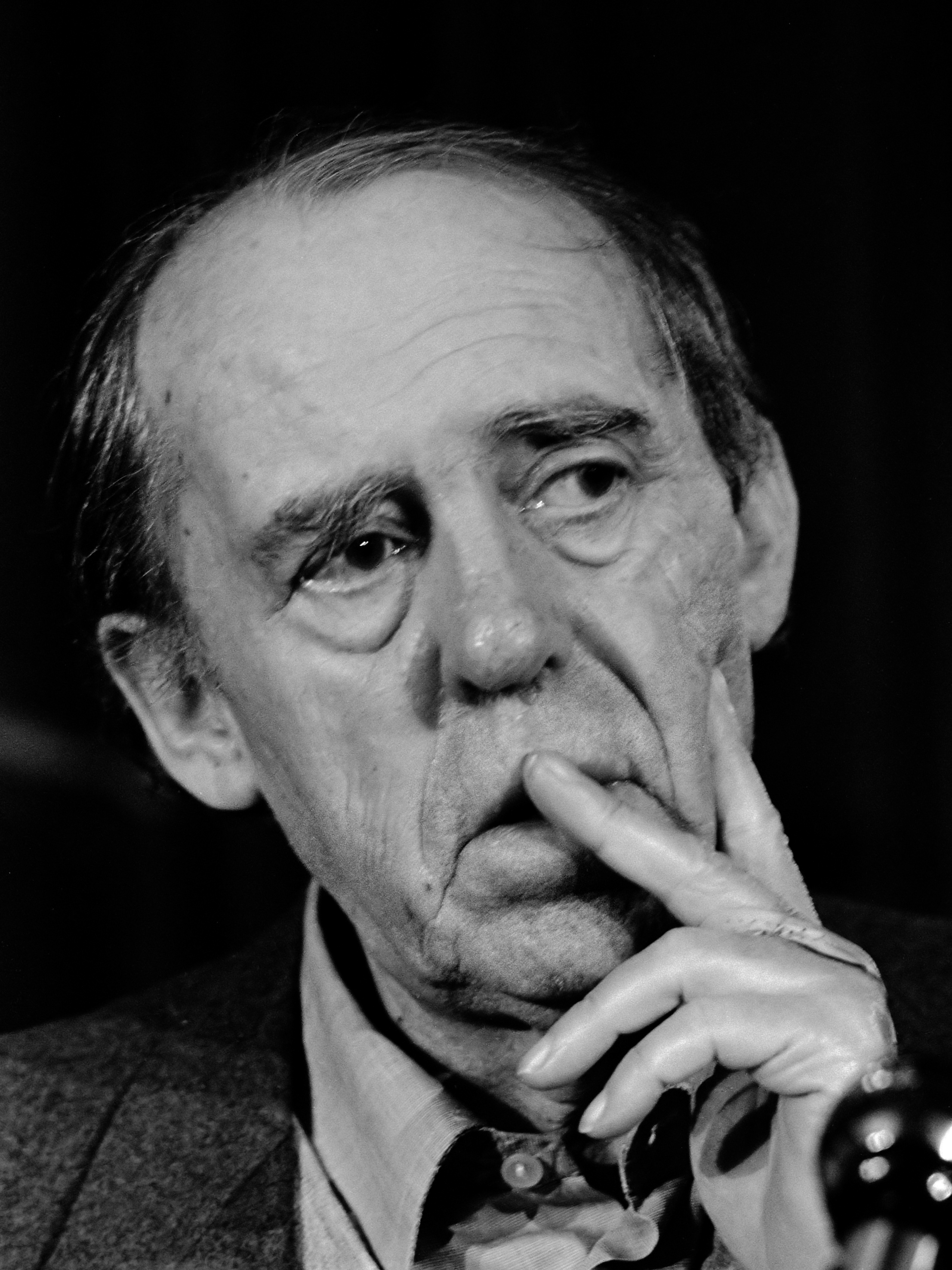
Heinrich Böll

### Hudba

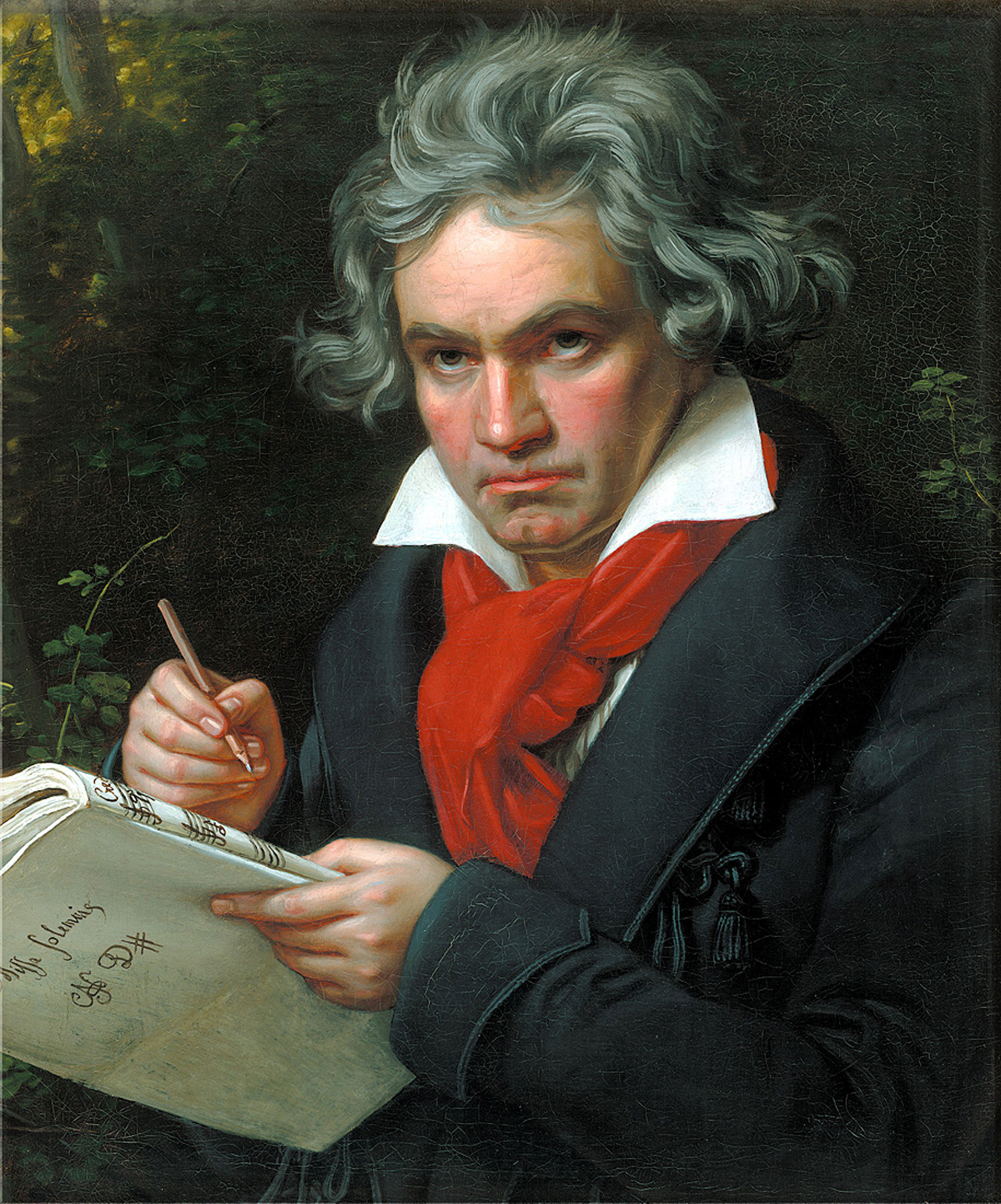
Ludwig van Beethoven

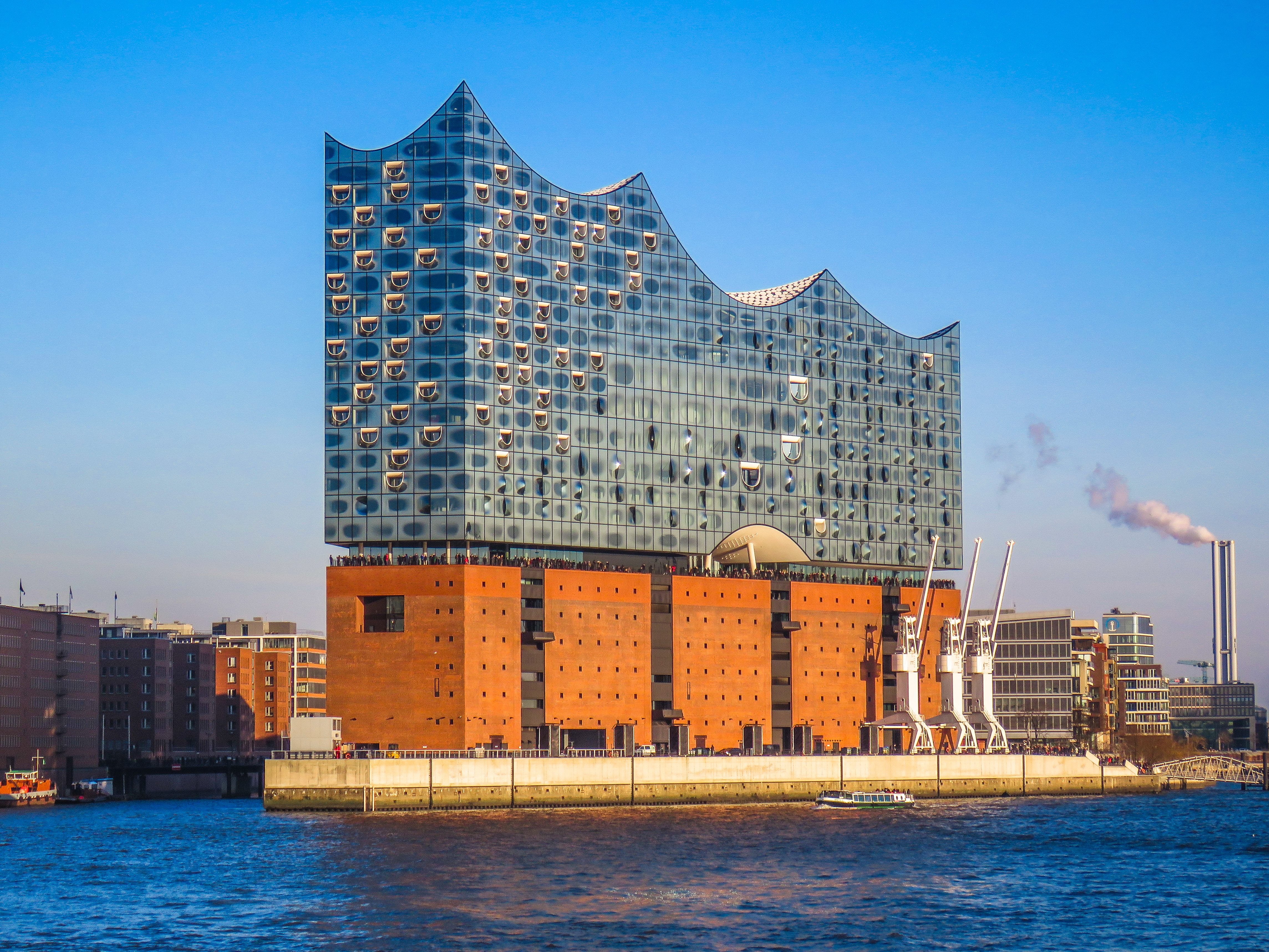
Labská filharmonie

Vývoj evropské klasické hudby byl ovlivněn celou řadou německých hudebních skladatelů. K čelním tvůrcům německého původu patřili Johann Sebastian Bach, Georg Friedrich Händel (přestože později odešel do Anglie), Ludwig van Beethoven, Carl Maria von Weber, Robert Schumann, Felix Mendelssohn Bartholdy, Richard Wagner, Johannes Brahms a Richard Strauss. Německou hudbu silně ovlivnili i Christoph Willibald Gluck, Georg Philipp Telemann, Carl Orff, Carl Philipp Emanuel Bach, Dietrich Buxtehude, Paul Hindemith, Giacomo Meyerbeer, Kurt Weill, Heinrich Schütz nebo Max Bruch. 
Německo má silnou tradici sborového zpěvu, jehož rozvoj byl sice přerušen druhou světovou válkou, poté však zaznamenal velký rozmach. V současné době má Německo téměř centrální důležitost v hudebním životě Evropy. V Německu je mnoho prvotřídních hudebních škol a konzervatoří. Německo je také zemí s největším počtem symfonických orchestrů, kterých je celkově 92. Mezi nejvýznamnější patří tzv. A-orchestry: Bamberger Symphoniker (Bamberg), Berlínští filharmonikové (Berliner Philharmoniker), Gewandhausorchester (Lipsko), hr-Sinfonieorchester (rozhlasový orchestr, Frankfurt nad Mohanem), Mnichovská filharmonie (Münchner Philharmoniker), Sächsische Staatskapelle Dresden (Drážďany), Staatskapelle Berlin se svým šéfdirigentem Danielem Barenboimem, Symphonieorchester des Bayerischen Rundfunks (Mnichov, zde působil v letech 1961–1979 Rafael Kubelík) a WDR Sinfonieorchester Köln (Kolín nad Rýnem). V těchto orchestrech působí v současnosti řada významných dirigentů jako jsou Valerij Gergijev, Simon Rattle, Jukka-Pekka Saraste, Christian Thielemann a Kirill Petrenko. Symfonické orchestry mají k dispozici velké koncertní sály s výbornou akustikou, mj. v Berlíně a v Mnichově (Gasteig). V Hamburku byla přestavěna budova bývalého skladu na tzv. Elbphilharmonie s velkým moderním koncertním sálem, který má vynikající akustiku.

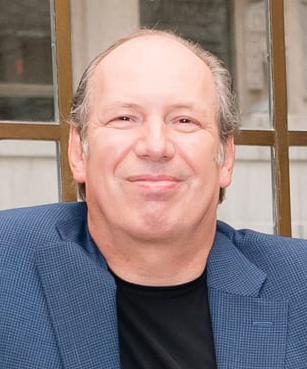
Hans Zimmer

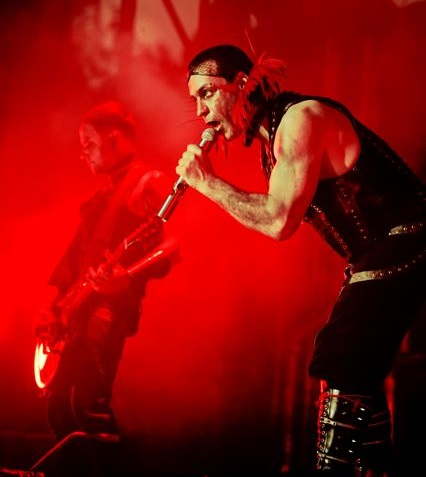
Rammstein

Německo je čtvrtým největším hudebním trhem na světě. Přispívá k tomu skutečnost, že v zemi působí také velký počet hudebních sólistů z mnoha oborů. Mezi instrumentalisty německé národnosti je nutno jmenovat zejména světově proslulé houslistky jako jsou Anne-Sophie Mutter, Isabelle Faust a Julia Fischer. Velké renomé mají mj. sopranistka Diana Damrauová a tenorista Jonas Kaufmann. Vynikli i pianistka Clara Schumannová či varhaník Johann Pachelbel. K bohatému kulturnímu životu přispívá také, že v Německu vystupují při operních představeních a koncertech klasické hudby početní umělci z celého světa. Wagnerovo, ale i jiné operní dílo je pravidelně uctíváno na Hudebních slavnostech v Bayreuthu.
Filmovou hudbou proslul Hans Zimmer (Lví král, Piráti z Karibiku, Gladiátor aj.). Z oblasti jazzové hudby jsou nejznámější Adam Taubitz, Peter Brötzmann, Theo Jörgensmann, Till Brönner a Eberhard Weber. Slavným kapelníkem big bandu byl James Last. Proslulými operními pěvci byli Dietrich Fischer-Dieskau, Elisabeth Schwarzkopfová nebo Christa Ludwigová. U elektronické hudby odvedly pionýrskou práci skupiny Kraftwerk či Tangerine Dream, z individuálních umělců Karlheinz Stockhausen nebo Klaus Schulze. V popové a rockové hudbě přesahují hranice Německa umělci jako Udo Jürgens, Udo Lindenberg, Herbert Grönemeyer, Nena, Sandra, Paul van Dyk, Robin Schulz a Xavier Naidoo. Z hudebních skupin jsou nejznámější Accept, Helloween, Gamma Ray, Die Toten Hosen, Die Ärzte, Alphaville, Scooter, Tokio Hotel, Blind Guardian, Modern Talking, Scorpions, Rammstein a Guano Apes. Skupina Rammstein se prosadila s německými texty i v zahraničních hitparádách. V Německu se již dlouho těší velké popularitě také český zpěvák Karel Gott.
Největšími rockovými festivaly jsou Wacken Open Air a Rock am Ring.

### Výtvarné umění
Nejslavnějším německým malířem je Albrecht Dürer. Dürerem byl silně inspirován i dřevorytec Hans Holbein mladší. Významným renesančním malířem byl Lucas Cranach starší. Ten je někdy řazen k tzv. dunajské škole, k níž patří i Albrecht Altdorfer. K renesanci náleží i Matthias Grünewald. Jedním z nejvýraznějších z Německa pocházejících barokních malířů je mistr Cosmas Damian Asam.
Významným dřevorytcem 19. století byl Wilhelm Busch. Z romantických malířů vynikli Caspar David Friedrich a Carl Spitzweg. Maria Sibylla Merianová proslula kresbami hmyzu, rostlin a zvířat. Impresionistické vlivy zpracoval Max Liebermann. Výraznou osobností avantgardy byl Max Ernst či expresionisté Franz Marc, Ernst Ludwig Kirchner a Käthe Kollwitzová. Expresionismus sehrál v německém umění mimořádnou roli a na území Německa přímo vznikl, v Mnichově a Berlíně. Významnou roli sehrály expresionistické skupiny Die Brücke a Der Blaue Reiter. Taktéž směr zvaný Nová věcnost měl kořeny v Německu (George Grosz, Otto Dix).
Po druhé světové válce se rozvinul neoexpresionismus, který reprezentovali Georg Baselitz či Anselm Kiefer. Hyperrealismus a výtvarné užití fotografie proslavilo Gerharda Richtera, “kapitalistický realismus” Sigmara Polkeho, performanční a happeningové umění Josepha Beuyse.
Nejslavnějšími sochaři jsou Hans Arp a Jörg Immendorff. Významný je festival moderního umění documenta, který se koná každých pět let ve městě Kassel.

### Architektura

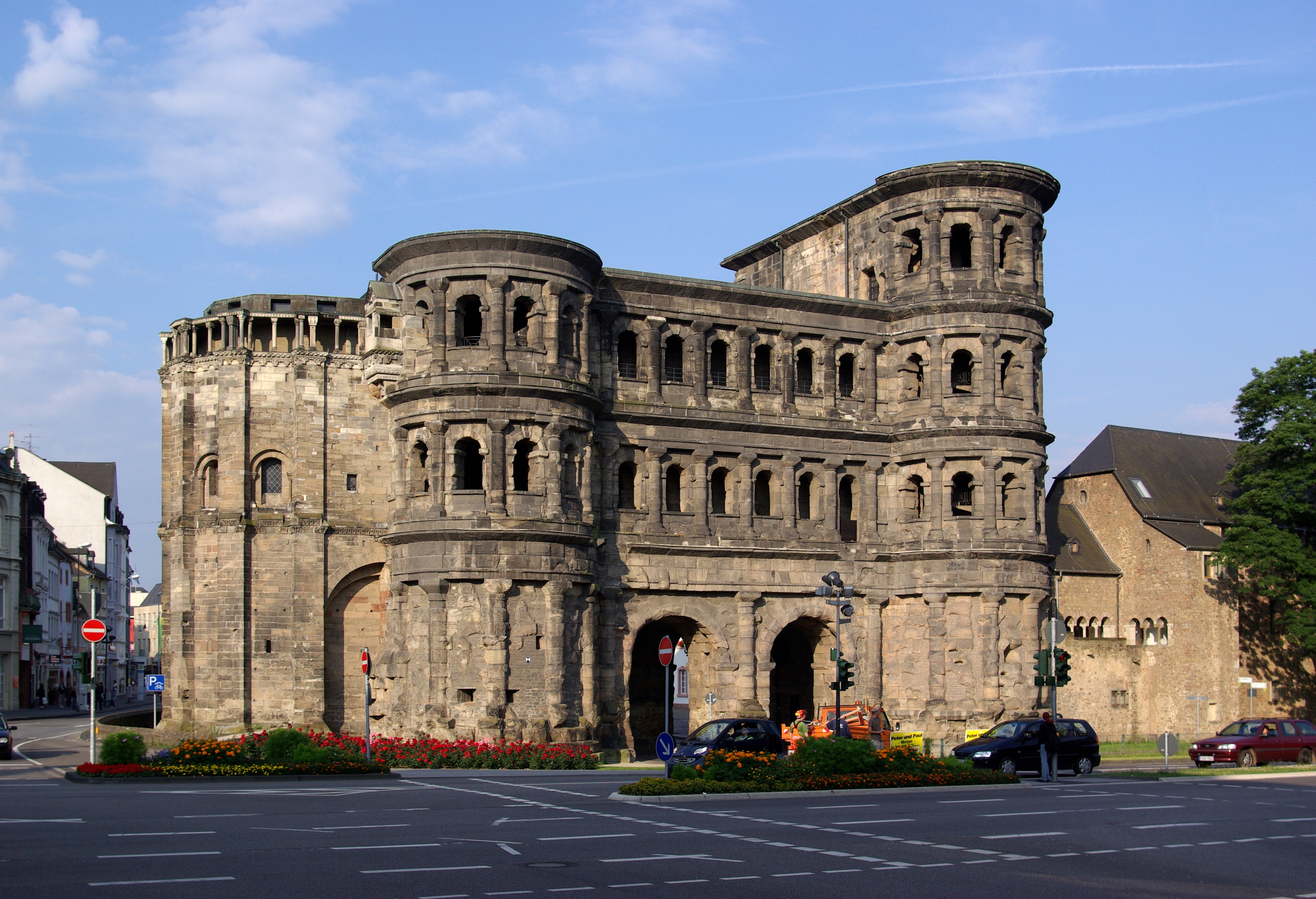
Římská Porta Nigra v Trevíru

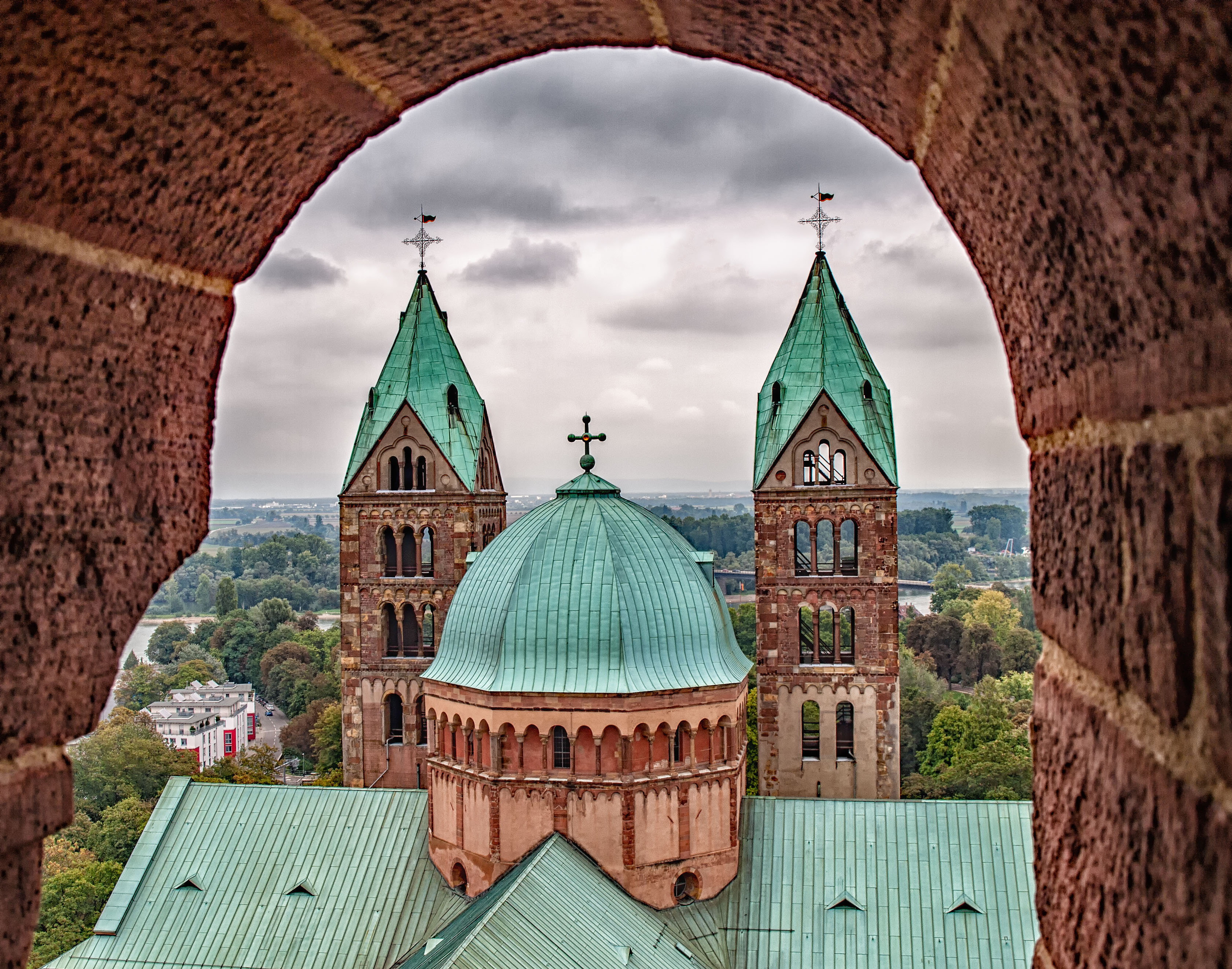
Katedrála ve Špýru

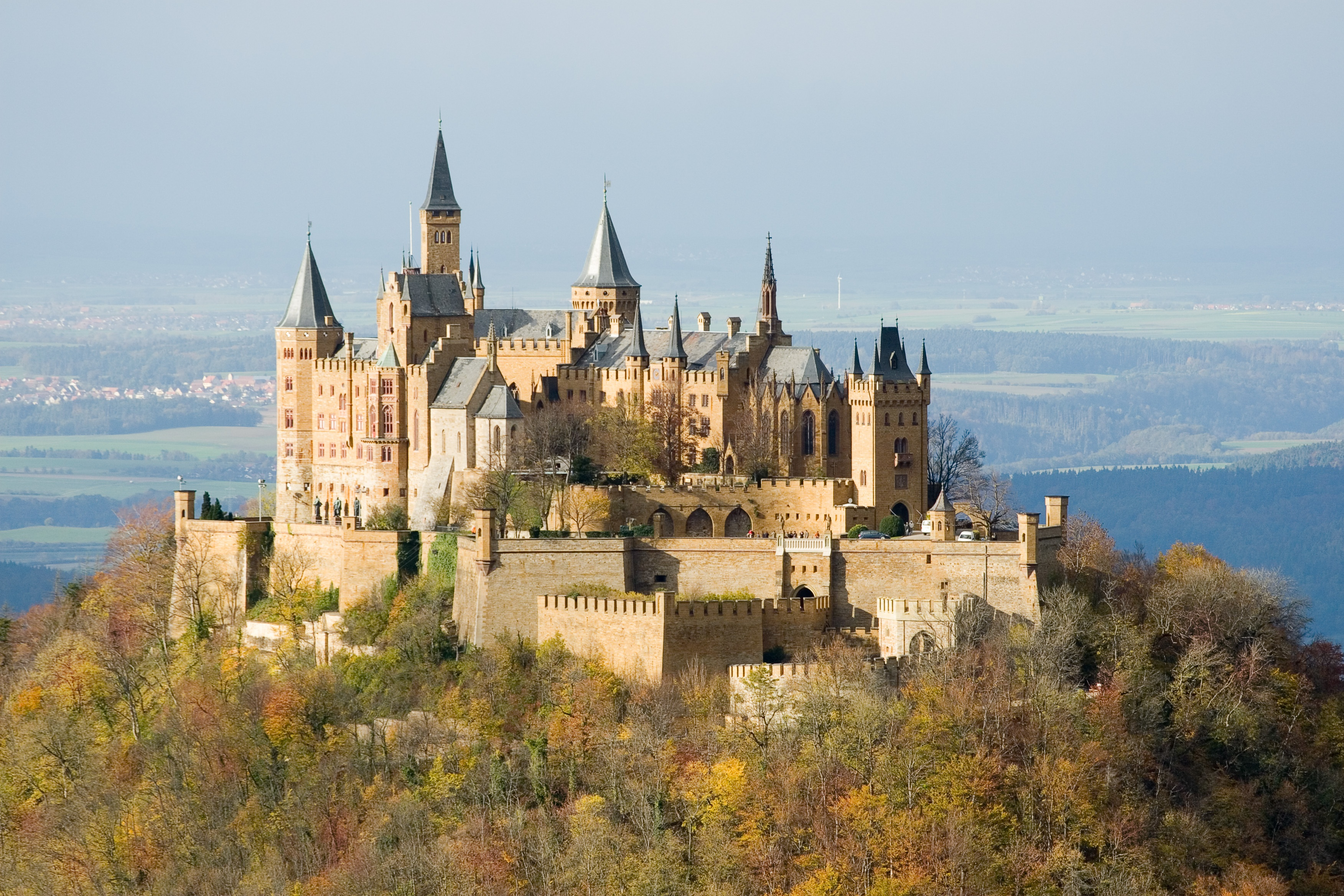
Hohenzollern

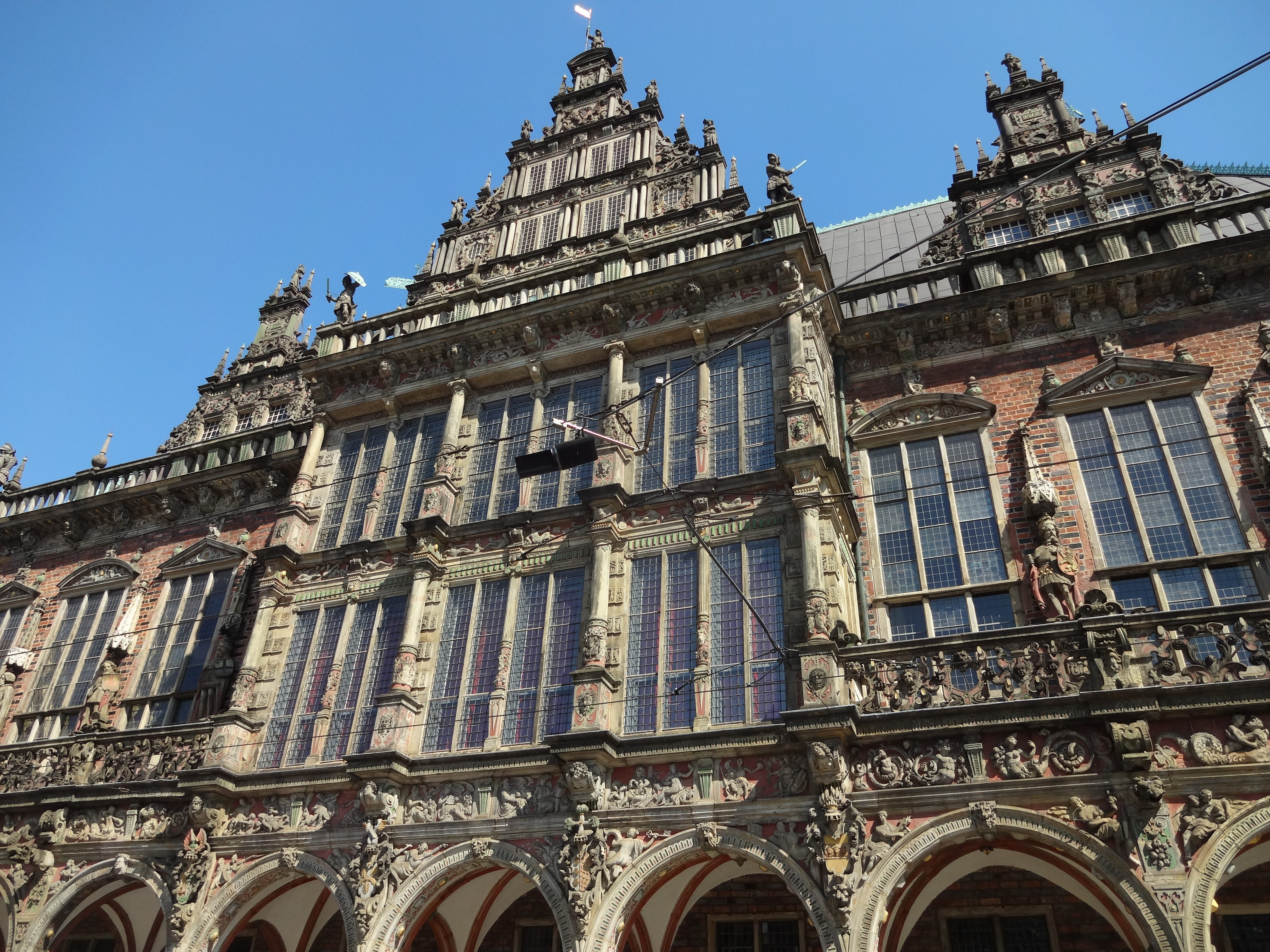
Brémská radnice

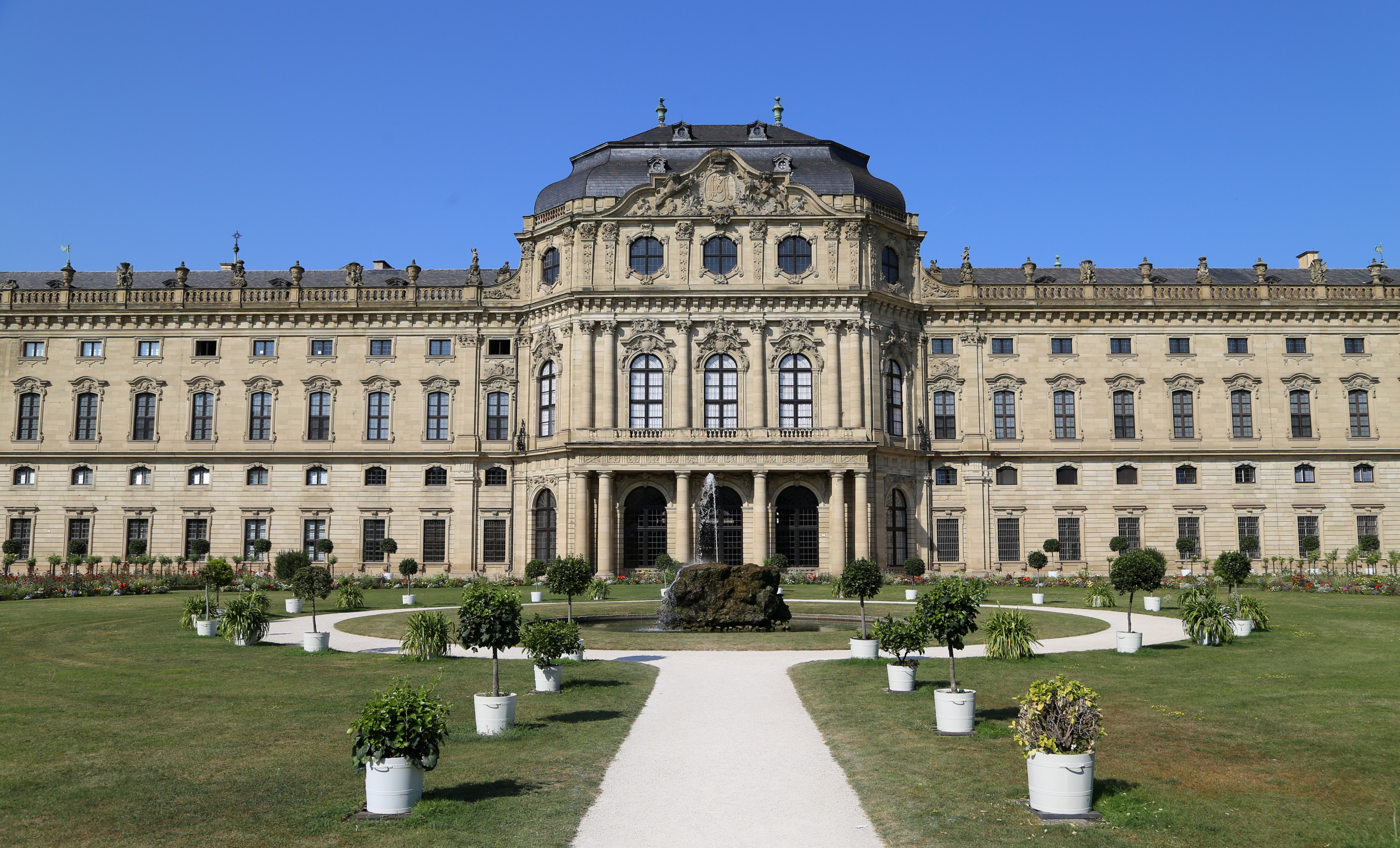
Würzburská rezidence

Německo má bohaté a mnohotvárné dějiny architektury, které jsou úzce spojené s dějinami architektury v sousedních zemích. Architektonické památky pochází již z dob římské antiky, například Porta Nigra v Trevíru. Na území Německa se nachází i další památky z doby před románským slohem, např. vstupní objekt do města Lorsch, tzv. Torhalle. Torhalle ukazuje vývoj směrem k románskému slohu, který se prosadil po roce 1030. Katedrála Panny Marie a svatého Štěpána ve Špýru je největší zachovaná románská stavba na světě. Významnou románskou stavbou je i Kostel svatého Michaela archanděla a Katedrála Nanebevzetí Panny Marie v Hildesheimu, katedrála v Naumburgu, hrad Wartburg, katedrála v Bamberku nebo katedrála v Trevíru.
Gotika vznikla ve Francii, první stavby v gotickém slohu na území Německa pochází ze 13. století, např. Katedrála Panny Marie v Cáchách, Liebfrauenkirche v Trevíru, Klášter Maulbronn, hrad Hohenzollern nebo Katedrála svatého Petra v Kolíně nad Rýnem. Po roce 1520 přišla renesance z území dnešní Itálie, ukázkové jsou augsburská nebo brémská radnice. Baroko se prosadilo na území dnešního Německa od roku 1650. Příkladem jsou díla chebského rodáka Balthasara Neumanna, např. Würzburská rezidence či bazilika Vierzehnheiligen. Barokní je i zámek Nymphenburg, komplex Zwinger v Drážďanech, zámek v Ludwigsburgu nebo největší berlínský palác Charlottenburg. Rokokovými skvosty jsou zámek Sanssouci v Postupimi, zámky Augustusburg a Falkenlust v Brühlu nebo kostel ve Wies. Kolem roku 1770 nastupuje období klasicismu. Nejdůležitějšími stavbami jsou Staré muzeum a Braniborská brána v Berlíně. Z doby historismu (období 1840 až 1900) pochází zámek Neuschwanstein, Památník Walhalla, zámek Lichtenstein, zámek Hohenschwangau, zámek ve Schwerinu a Berlínská katedrála. Ta pochází z dílny asi nevýznamnějšího německého architekta historismu Karla Friedricha Schinkela.

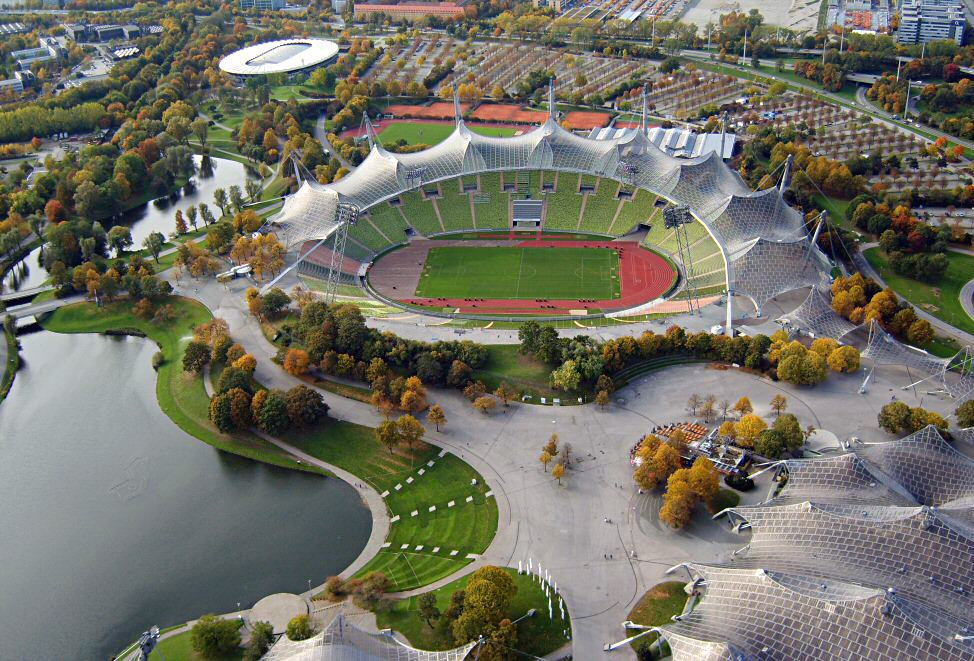
Olympiastadion Mnichov

Na počátku 20. století byli němečtí architekti předními představiteli klasické moderny. Walter Gropius, Ludwig Mies van der Rohe, Peter Behrens, Erich Mendelsohn a škola architektury Bauhaus udali směr, kterým architektura kráčí dodnes. Ukázkovým dílem modernismu byla Gropiova továrna Fagus v Alfeldu. Také monumentální architektura v době nacismu výrazně ovlivnila tvář německých měst. Následkem bombardování v období 2. světové války byla zcela nebo částečně ztracena původní centra mnoha německých měst (Brémy, Frankfurt nad Mohanem, Mnichov, Norimberk, Drážďany a jiné), řada z těchto center byla po válce, i za cenu vysokých nákladů, rekonstruována. 

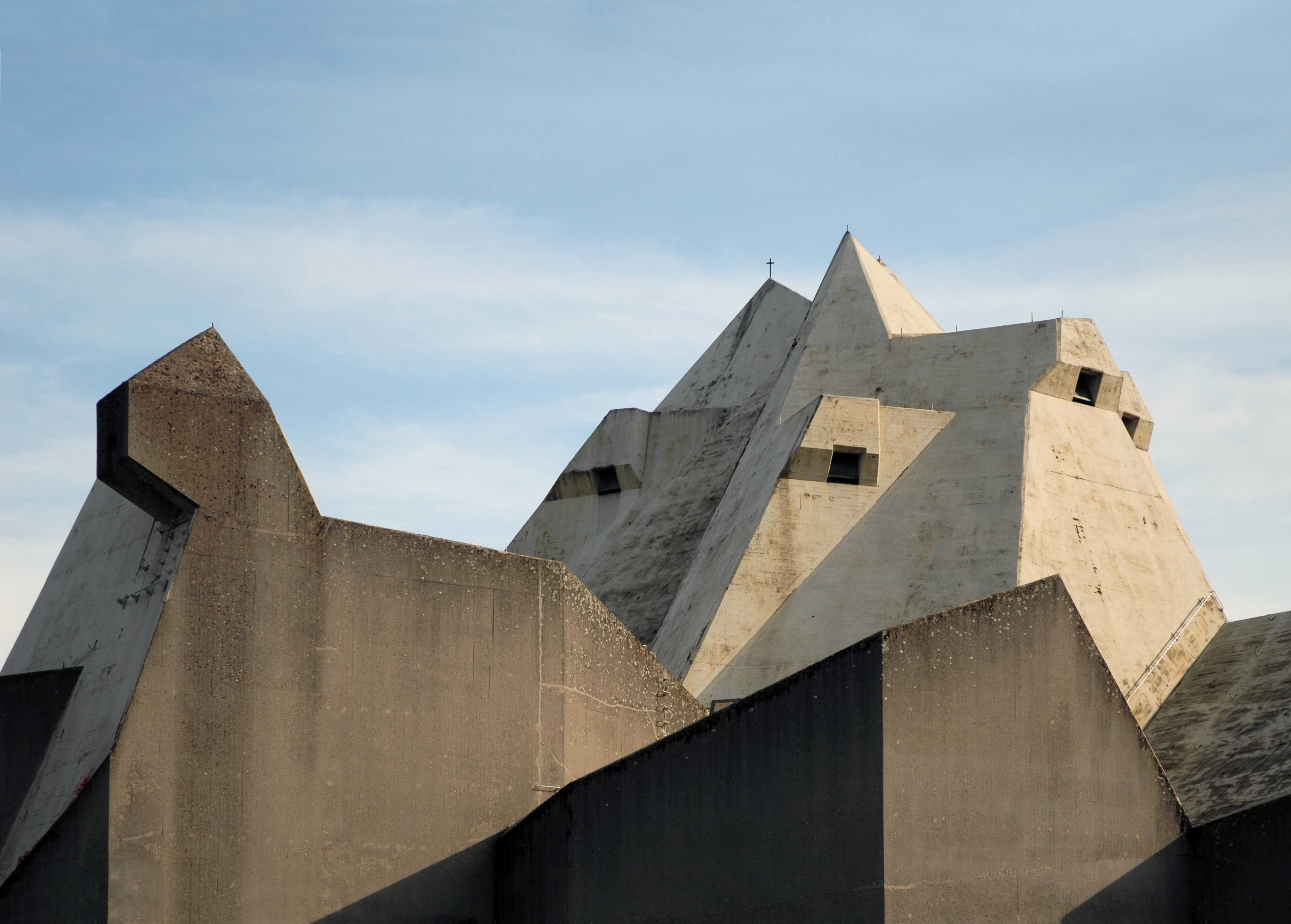
Kostel ve Velbertu

V době obnovy po druhé světové válce se architektura vracela ke kořenům a snažila se navázat přetrženou nit, příkladem těchto tendencí byla například modernistická Nová Národní galerie v Berlíně z dílny Miese van der Roheho. Teprve později našla německá architektura nové formy projevu. V roce 1972 byl dokončen olympijský stadion v Mnichově, projekt, ve kterém německá architektura našla nový styl. Jeho autorem byli Günter Behnisch a Frei Paul Otto, nositel prestižní Pritzkerovy ceny. Druhým německým laureátem této "Nobelovy ceny za architekturu" je Gottfried Böhm, představitel brutalismu, autor řady unikátních staveb, jako je radnice v Bergisch Gladbachu nebo kostel ve Velbertu. Organickou a expresionistickou architekturu rozvíjel Hans Scharoun, jeho nejznámější stavbou je Berlínská filharmonie.
Řada z uvedených staveb byla zapsána na seznam Světového dědictví UNESCO, jako první to byla katedrála v Cáchách v roce 1978. K roku 2019 má Německo na seznamu již 46 položek. Krom jednotlivých staveb jsou to celá historická centra měst Lübeck, Bamberg, Řezno, Quedlinburg, Výmar, Stralsund, Wismar a přístavní čtvrti v Hamburku. Tam míří většina turistů, ale na oblibě získávají i nákladně zmodernizované industriální památky, například v hlavním městě Berlíně nebo v mnoha velkoměstech Severního Porýní-Vestfálska.

### Muzea

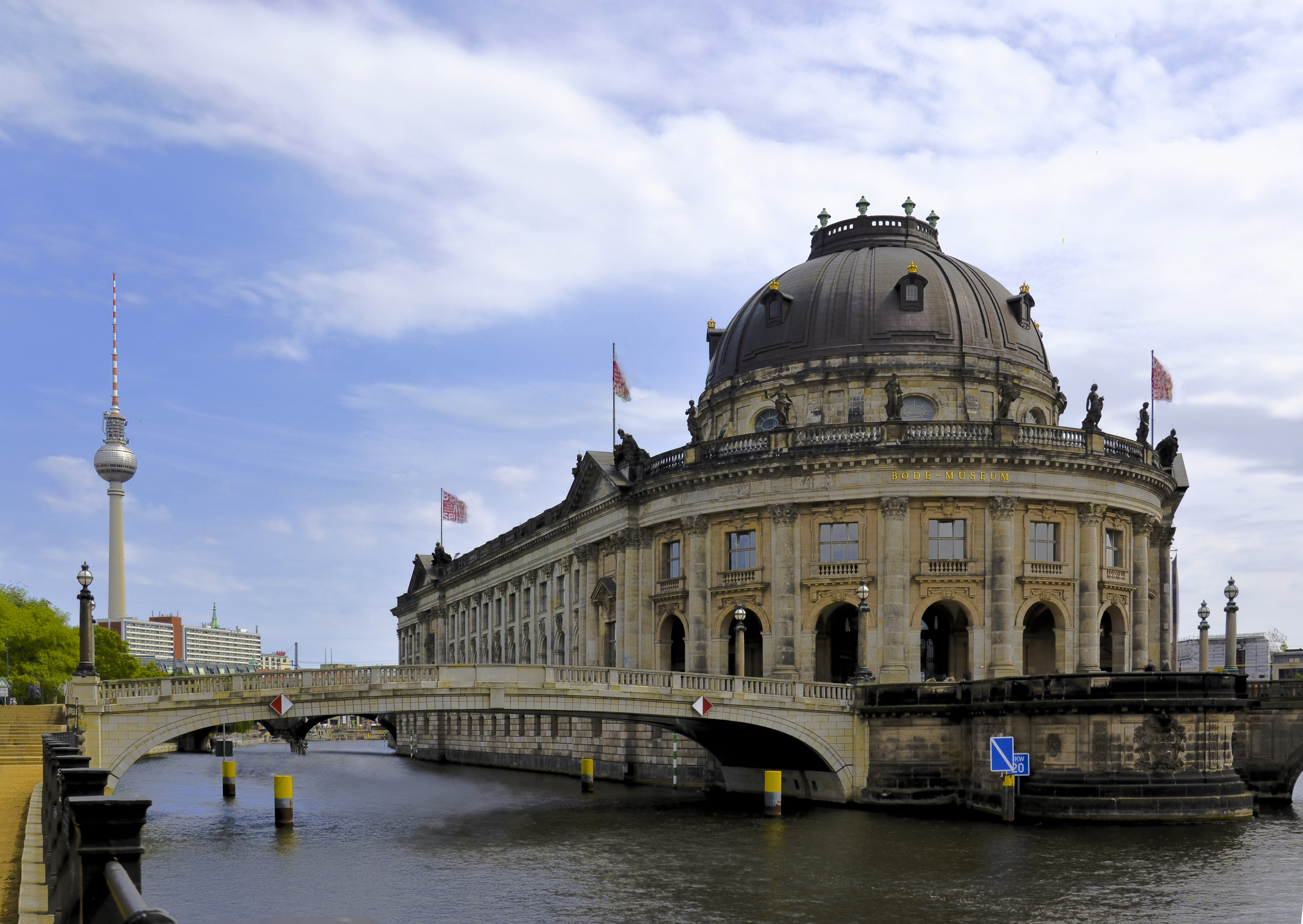
Ostrov muzeí patří na seznam světového dědictví

V Německu se nachází přes 6000 muzeí, ke kterým patří soukromé i veřejné sbírky, zámky a zahrady. K největším a nejvýznamnějším patří Německé muzeum v Mnichově, celosvětově největší přírodovědeckotechnické muzeum. Významné je též Germanisches Nationalmuseum v Norimberku se sbírkami umění od rané historie do dnešní doby. 

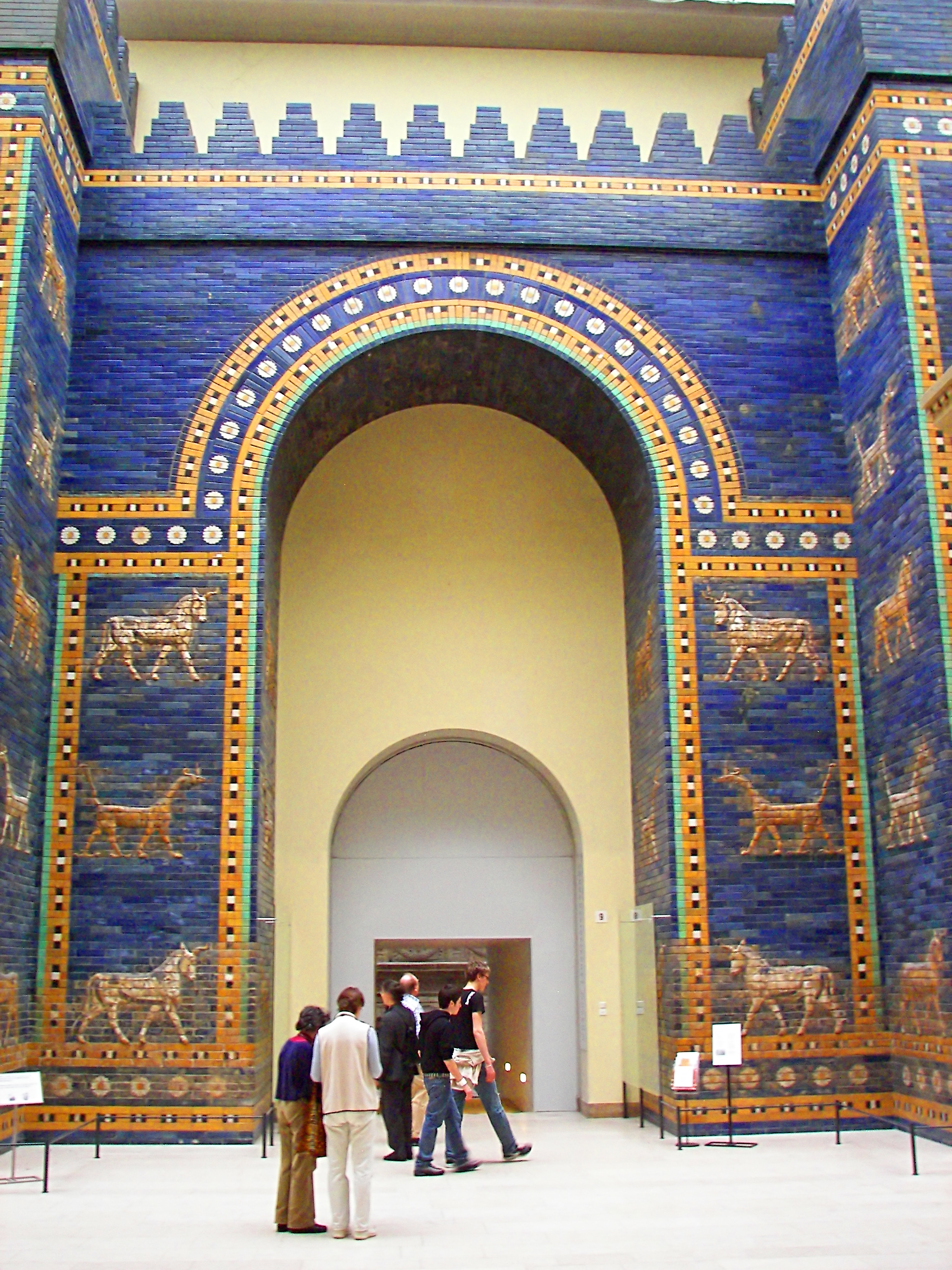
Rekonstrukce Ištařiny brány v Pergamonském muzeu v Berlíně

Také v Berlíně se nachází celosvětově důležitá muzea, zejména na tzv. Ostrově muzeí. Nejstarším na ostrově je Staré muzeum. Vzniklo roku 1830. Tamní sbírka antických památek obsahuje například slavnou Periklovu bustu (významnou sbírku antického umění obsahuje též Glyptotéka v Mnichově). Jako druhé na Muzejním ostrově vzniklo roku 1855 Nové muzeum, obsahuje zejména egyptské vykopávky amarnského období, včetně známé Busty královny Nefertiti. Roku 1876 přibyla Stará národní galerie, kde je dnes k vidění například obraz Mlýn v Pontoise Paula Cézanna nebo Tahitské rybářky Paula Gauguina. V roce 1904 na ostrově vyrostlo Bodeho muzeum, v němž jsou shromážděny byzantské a renesanční sbírky. Jako poslední z pěti muzeí na ostrově bylo otevřeno v roce 1930 Pergamonské muzeum. Jsou v něm uloženy unikáty jako třeba Ištařina brána nebo Pergamonský oltář. Židovské muzeum otevřené v Berlíně roku 2001 na sebe upoutalo pozornost zejména originálním architektonickým řešením Daniela Libeskinda. Ve Frankfurtu vlastní cenné sbírky Städelovo muzeum. K vidění je zde například obraz Sandra Botticelliho Simonetta Vespuciová jako nymfa, Ecce Homo Hieronyma Bosche, Zeměpisec Jana Vermeera, Po snídani Pierra-Augusta Renoira nebo Portrét Dr. Gacheta Vincenta van Gogha. Jednou z nejvýznamnějších galerií světa je Stará pinakotéka v Mnichově, která schraňuje některé klenoty světového malířství jako Autoportrét Albrechta Dürera, obraz V zemi peciválů Pietere Brueghela nebo Madonna del Garofano Leonarda da Vinciho. Hamburger Kunsthalle návštěvníkům představuje například Grabowský oltář.

### Média

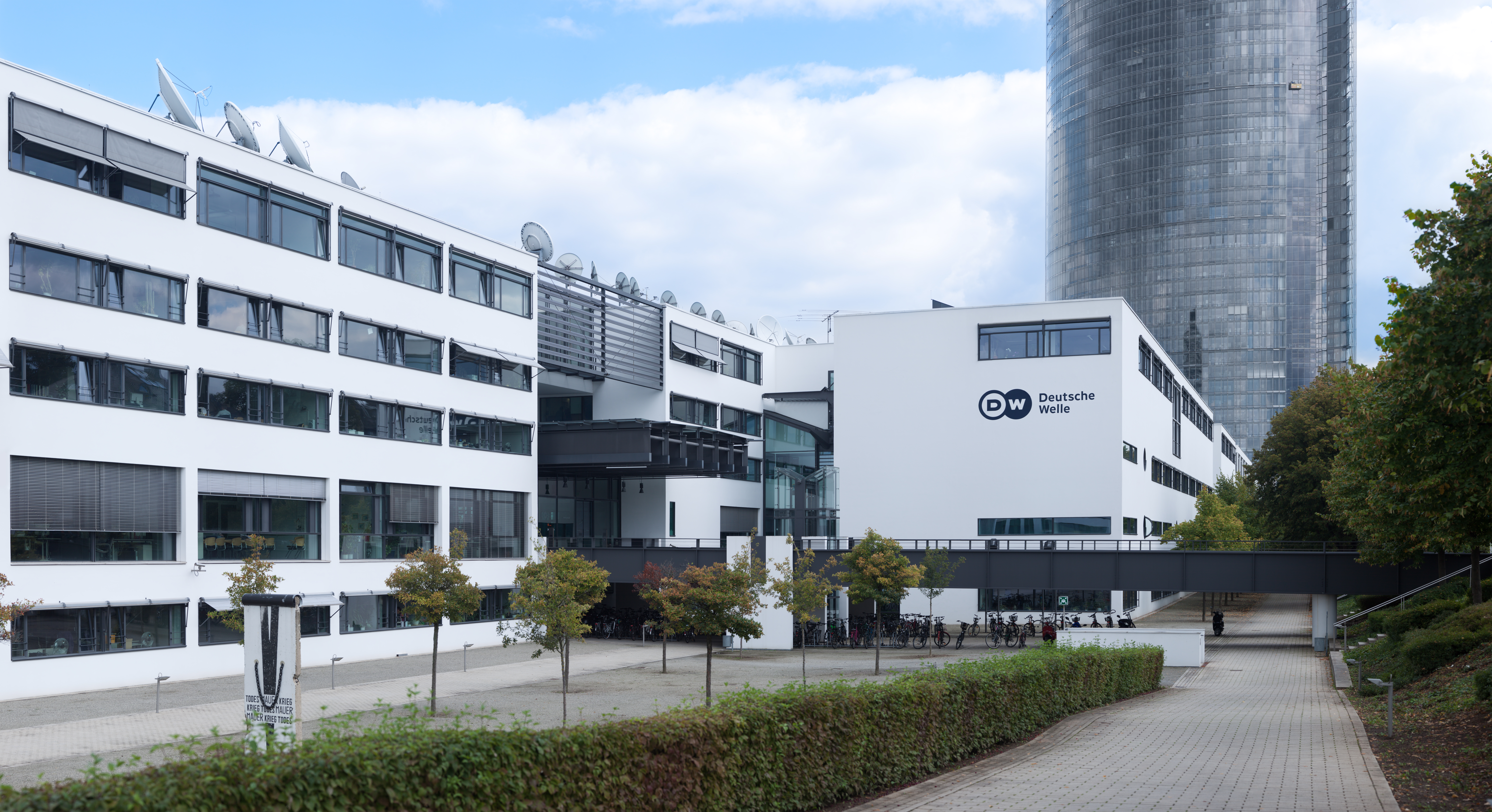
Sídlo Deutsche Welle v Bonnu

Rozhlasové a televizní vysílání ovlivnili ve svých počátcích němečtí vynálezci. Příjem televizního a rozhlasového vysílání probíhá jak pozemními vysílači, tak přes družicové vysílání. Rozšířená je i kabelová televize. Od roku 2003 probíhá digitalizace televizního a rozhlasového vysílání, je plánována kompletní digitalizace. Někteří poskytovatelé nabízí televizní a rozhlasové vysílání i přes Internet, v rámci protokolu IPTV jako součást širokopásmového připojení. Německo má duální rozhlasové vysílání, veřejnoprávní rozhlas a mnoho soukromých rozhlasových stanic, které jsou financovány reklamami.
V Německu existuje veřejnoprávní televize, mezi jiným stanice ARD a ZDF, jakož i soukromé televizní společnosti, k nimž patří ProSiebenSat.1 Media AG, RTL Group, MTV Networks Deutschland, NBC Universal Deutschland, Tele München Gruppe, jakož i regionální poskytovatelé televizního vysílání. Vedle volně přijímaného televizního vysílání existuje v Německu také digitální placená televize. Nejznámější poskytovatel placeného televizního vysílání je Premiere, mnoho témat (mj. sport) pokrývá Sky.
Prostředí německé žurnalistiky je velice mnohotvárné, mezi nejčtenější deníky patří Bild, Westdeutsche Allgemeine Zeitung, Süddeutsche Zeitung a Frankfurter Allgemeine Zeitung. Nejznámějšími týdeníky jsou Der Spiegel a Focus.
Koncem roku 2007 disponovalo 72 % německého obyvatelstva připojením na internet; asi 24 % mělo širokopásmové připojení.

### Film

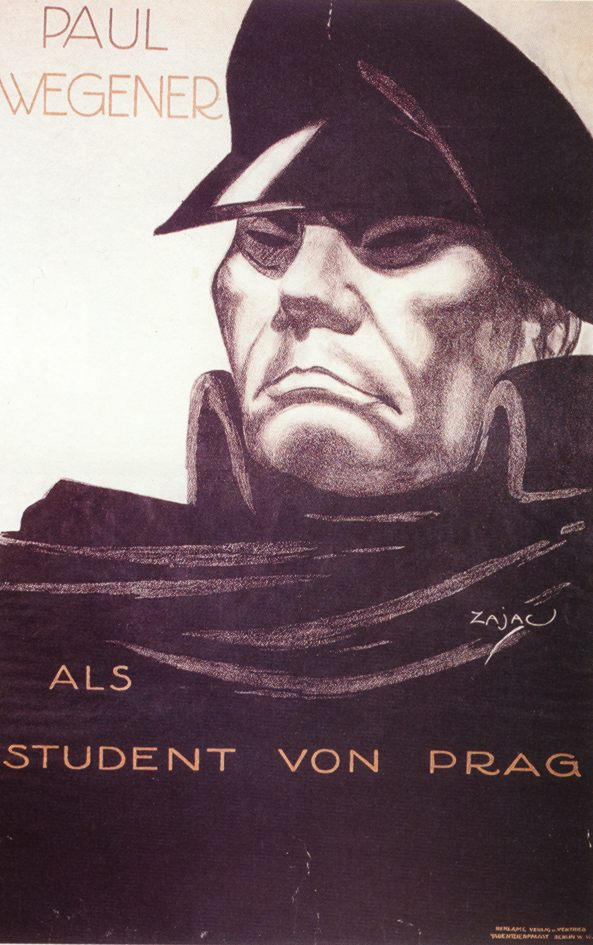
Plakát k filmu Pražský student (1913)

Film má v Německu velkou tradici. Studio Babelsberg v Postupimi, vzniklé roku 1912, je nejstarším filmovým studiem na světě (později zde byly ateliéry UFA, kde vznikla řada propagandistickým filmů Třetí říše, i východoněmecká DEFA). V tomto studiu vznikla řada snímků německého expresionismu, který sehrál v dějinách světového filmu zásadní roli. Jeho představiteli byli například režisér Friedrich Wilhelm Murnau, tvůrce klasického snímku Upír Nosferatu, nebo Robert Wiene, tvůrce Kabinetu doktora Caligariho. Perlami německého expresionismu jsou i dva snímky, jež spojuje česká tematika: Golem, zrození a Pražský student. Ve Studiích Babelsberg vznikl i slavný film Metropolis Rakušana Fritze Langa, nejnákladnější němý film v historii, často označovaný za první filmové sci-fi. Slavnou filmovou režisérkou 30. let byla Leni Riefenstahlová.
Klíčovou postavou poválečného německého filmu byli Wim Wenders, Werner Herzog, Volker Schlöndorff či Rainer Werner Fassbinder, většinou řazení ke hnutí Neuer Deutscher Film. Díky Schlöndorffovi se Německo v roce 1979 dočkalo svého prvního Oscara za neanglicky mluvený film, oceněn byl jeho snímek Plechový bubínek. Další dva Oscary přišly až ve 21. století, a to díky snímkům Nikde v Africe (2002) Caroline Linkové a Životy těch druhých (2006) režiséra Floriana Henckela von Donnersmarcka. Alexander Kluge získal v roce 1968 Zlatého lva na festivalu v Benátkách, roku 1981 ho napodobila Margarethe von Trotta. V Hollywoodu se prosadil Roland Emmerich či Wolfgang Petersen, v zahraničí uspěl i Tom Tykwer.
Každoročně se pořádá filmový festival světového významu Berlinale. V Berlíně sídlí též Evropská filmová akademie a udělují se zde tudíž často její Evropské filmové ceny. I v nich jsou Němci úspěšní, vítězem se stala například německá komedie Good Bye, Lenin! (2003) režiséra Wolfganga Beckera. K dalším německým laureátům patří Fatih Akın nebo Maren Adeová.
Nejslavnějšími německými herci jsou Marlene Dietrichová, Klaus Kinski a Nastassja Kinski. V modelingu se prosadila Heidi Klumová a Claudia Schifferová, jako módní návrhář proslul Karl Lagerfeld.

### Kuchyně

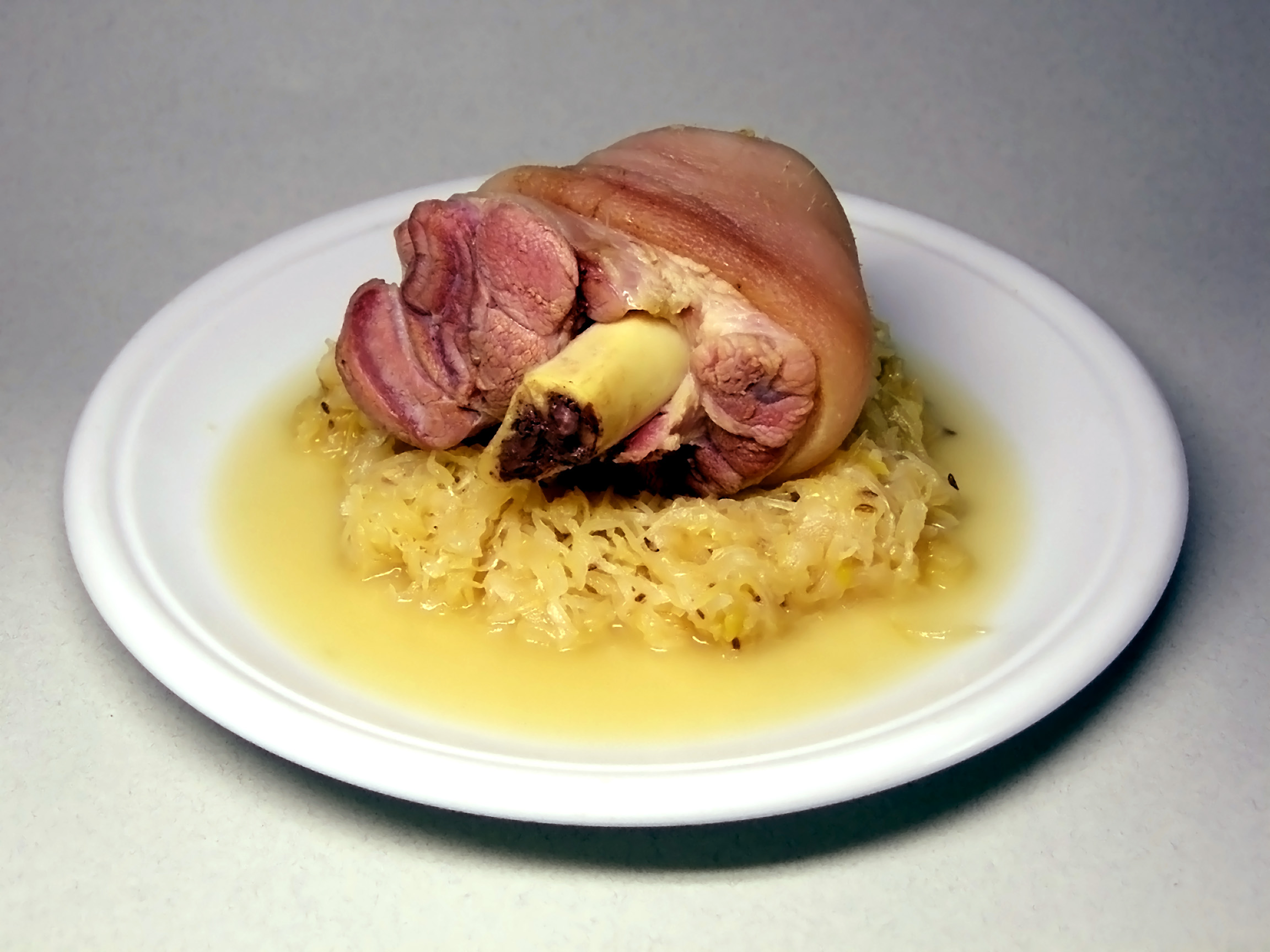
Uzené vepřové koleno se zelím

Německá kuchyně je velmi mnohotvárná a liší se region od regionu. Známé jsou především vydatné a těžké pokrmy jako je vepřové koleno a uzené vepřové maso s kyselým zelím, kadeřavá kapusta s čajovkou, jakož i různé eintopfy. Eintopf je jídlo z jednoho hrnce, v hrnci se vaří, dusí a peče úplně všechno od masa přes luštěniny až po zeleninu. Tato vydatná jídla mají v Německu tradici díky relativně severní poloze, kdy v zimě byl nutný vydatný příjem kalorií. Regionální kuchyně je velice různorodá a ovlivňovaná kuchyněmi ze sousedních zemí. V dnešní době se v Německu jako i jiných evropských zemích přechází od těžkých k lehčím pokrmům.
Především v severním Německu se připravují různorodé pokrmy z brambor, na jihu je tradiční knedlík a nudle.
V Německu se k snídani jí chléb a pečivo s různými pomazánkami, s širokým výběrem uzenin a sýrů, oblíbené je zde vařené vejce, i vejce na hniličku, pije se čaj či káva, přičemž přednost dávají Němci kávě. V poledne se konzumuje teplé jídlo, večer se často podává studená večeře formou studené mísy (tzv. Kalteplatte).
V Německu jsou velice oblíbené různé druhy sladkého pečiva a koláčů s ovocnou nebo tvarohovou náplní, různé druhy oplatek. Odpolední svačinu tvoří tzv. Kaffee und Kuchen (káva a dort).

### Sport

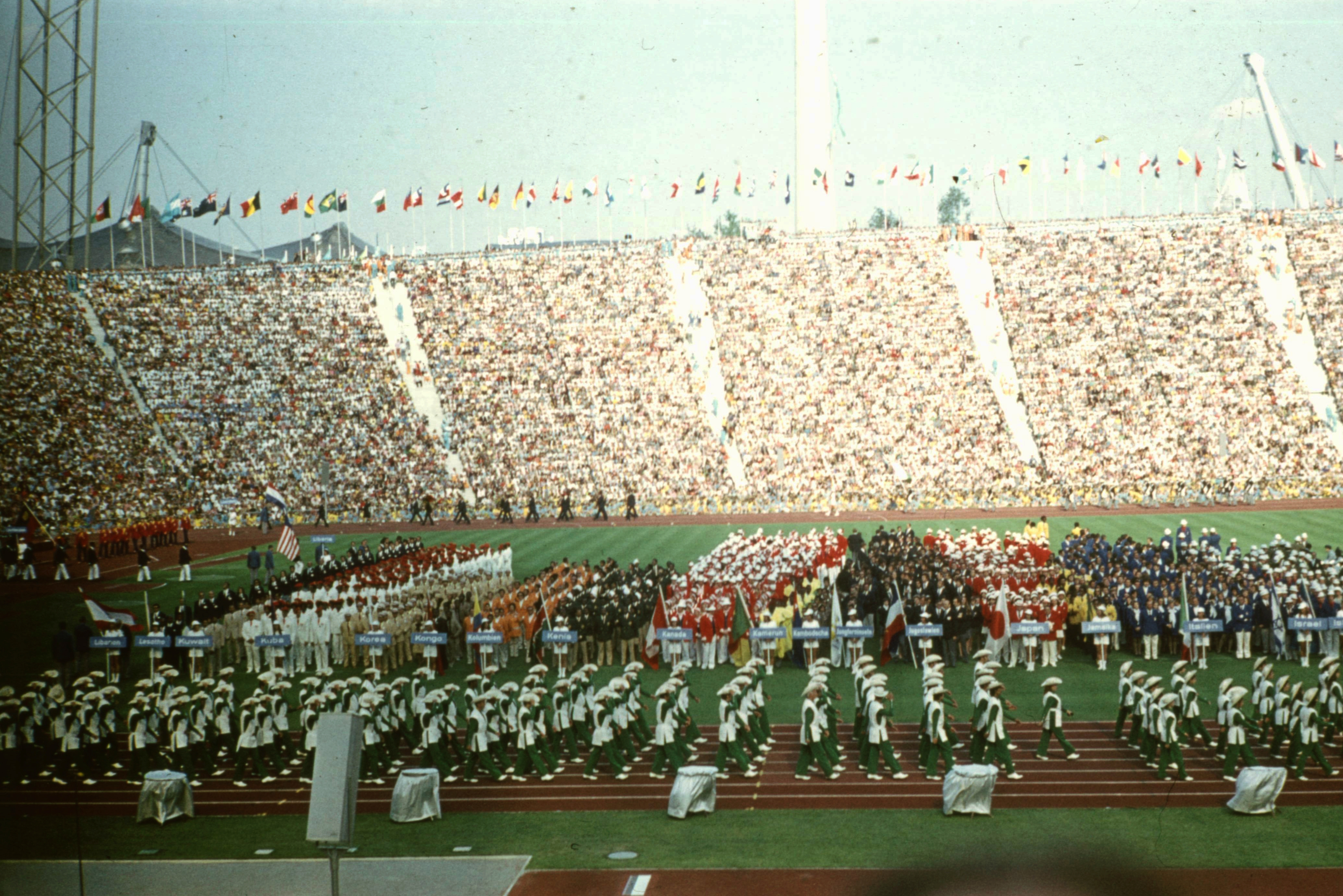
Zahajovací ceremoniál olympijských her 1972

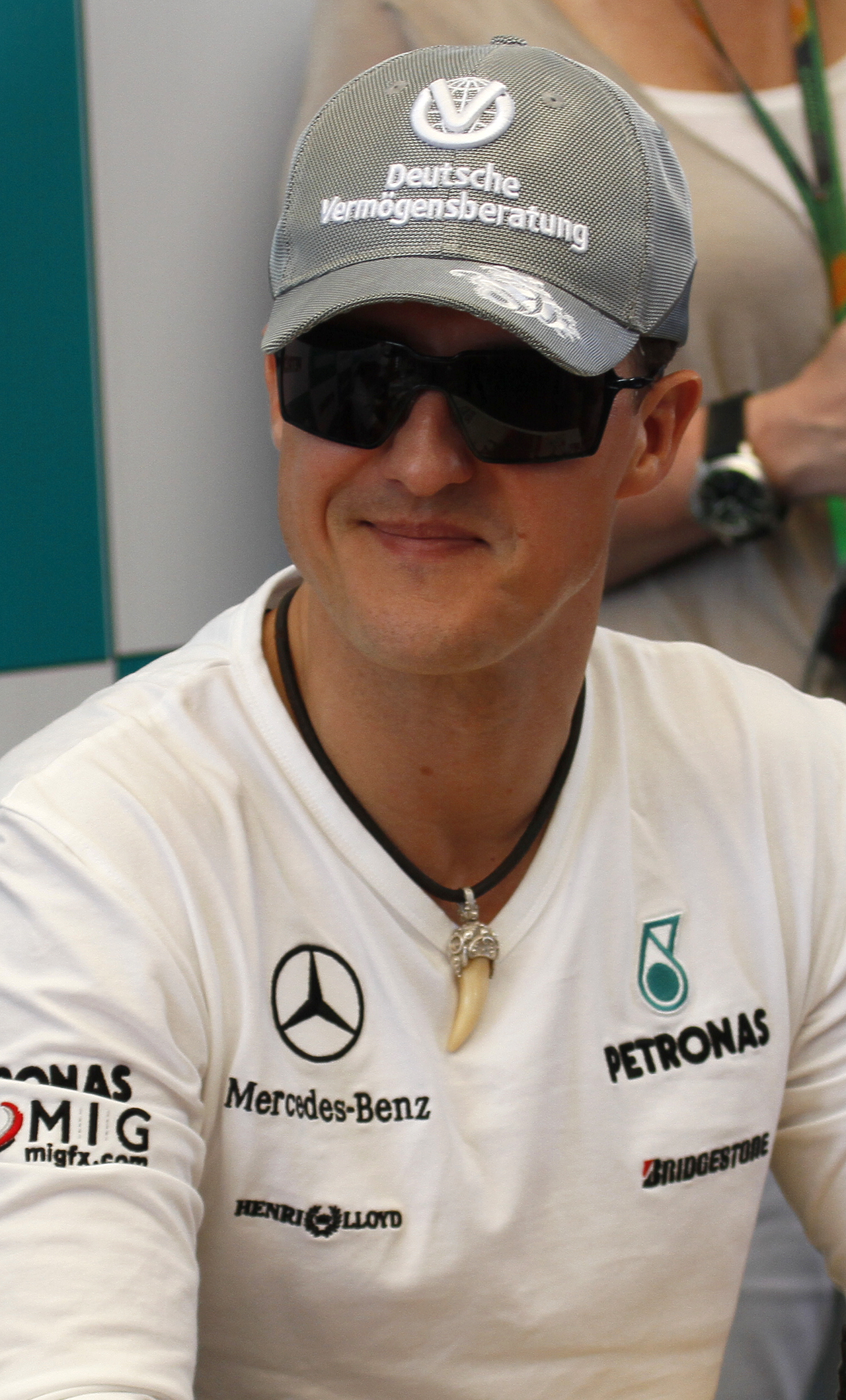
Michael Schumacher

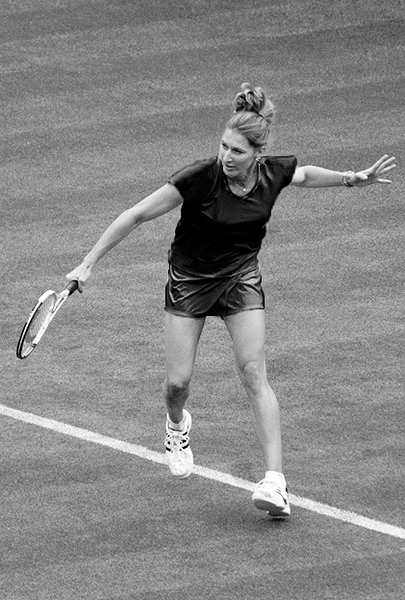
Steffi Grafová

Sport má v Německu vysokou společenskou prestiž. V ročníku 2009/10 bylo přibližně 27,6 miliónu německých obyvatel členy 91 000 sportovních klubů a oddílů. V počtu medailí získaných na olympijských hrách (pokud sečteme olympijské výsledky Německa, západního Německa, východního Německa i tzv. společného německého týmu, jež se olympiád zúčastňoval v letech 1956–1964) je Německo třetí nejúspěšnější zemí na světě.

Země byla pořadatelem největších sportovních svátků včetně dvou letních (1936 v Berlíně a 1972 v Mnichově) a jedněch zimních olympijských her (1936 v Garmisch-Partenkirchenu), dvou mistrovství světa ve fotbale (1974 a 2006) a dalších významných soutěží. Německo hostí řadu motoristických závodů nejvyšší úrovně včetně tradiční Grand Prix Německa a většiny dosud uskutečněných Grand Prix Evropy formule 1.

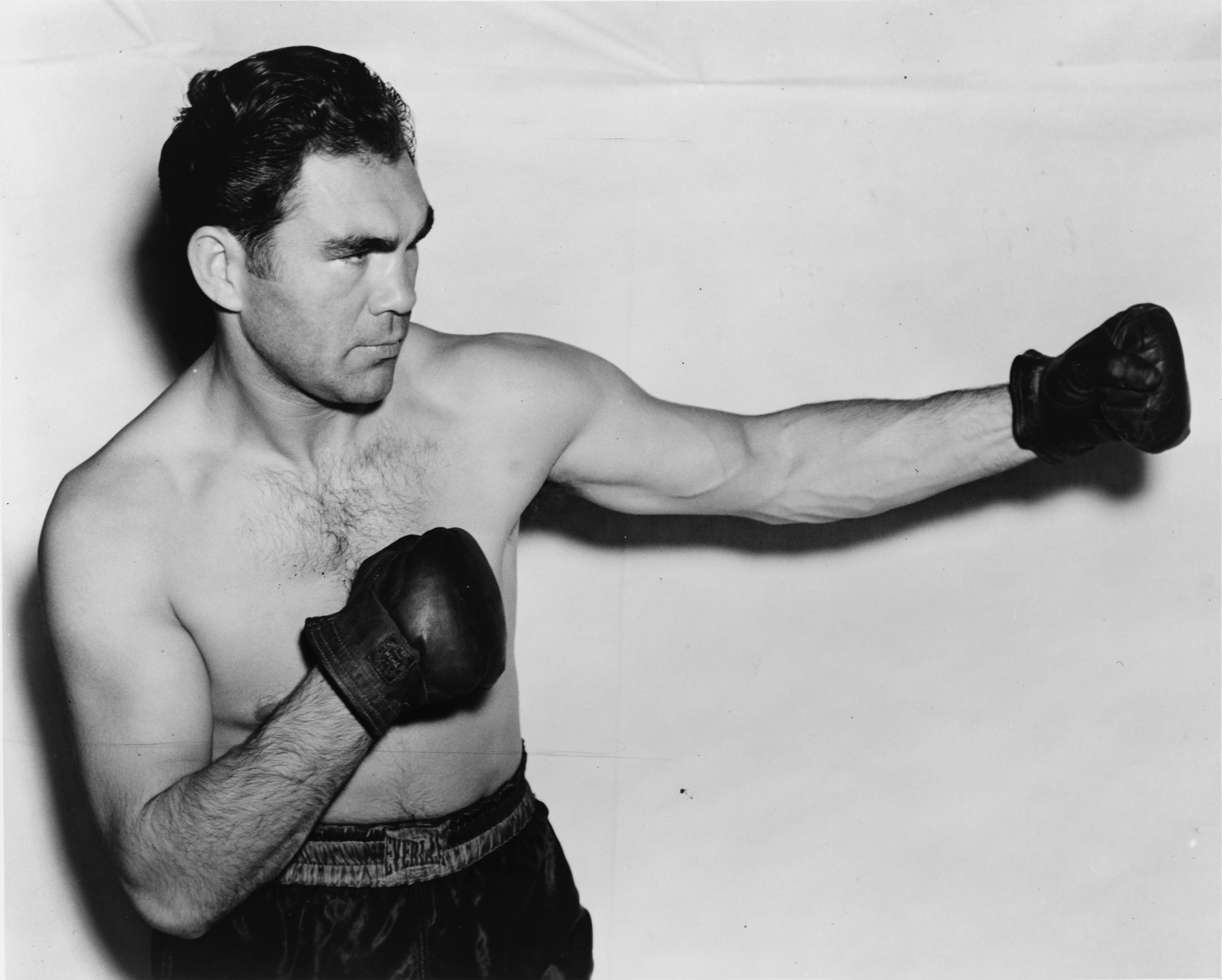
Max Schmeling

Nejvýznamnějším německým sportovcem 20. století byl podle ankety ZDF automobilový závodník Michael Schumacher, který překonal mnoho rekordů formule 1 včetně zisku sedmi titulů mistra světa. V první desítce ankety se dále umístila kanoistka Birgit Fischerová, nejúspěšnější německá olympionička, tenisté Steffi Grafová a Boris Becker, cyklista Jan Ullrich, plavkyně Franziska van Almsicková, legendární boxer Max Schmeling a hned několik fotbalistů v čele s Franzem Beckenbauerem.
Německo má ale i řadu dalších sportovních legend. Mistrem světa ve Formuli 1 se stali krom legendárního Schumachera i Sebastian Vettel a Nico Rosberg. Anton Mang je pětinásobným mistrem světa v závodech silničních motocyklů.
Walter Röhrl je dvojnásobným mistrem světa v rallye. Tenisovou světovou jedničkou a vítězkou tří grandslamů byla vedle Graffové i Angelique Kerberová, Michael Stich vyhrál Wimbledon. Velkou tradici má v Německu jezdectví, Isabell Werthová si v koňském sedle vybojovala šest zlatých olympijských medailí, stejně jako její kolega Reiner Klimke. K úspěšným olympijským plavcům patřili i reprezentanti NDR Kornelia Enderová, Roland Matthes a Kristin Ottová. Nejúspěšnější atletkou je běžkyně Bärbel Wöckelová. Čtyři olympijské zlaté má kanoistka Katrin Wagner-Augustinová a veslařka Kathrin Boronová. Slavným šachistou byl Emanuel Lasker. Německo je největší světovou velmocí v zimních sportech, především v biatlonu, jízdě na bobech, jízdě na saních nebo rychlobruslení. Nejúspěšnější německou účastnicí zimních olympijských her v historii je dosud rychlobruslařka Claudia Pechsteinová s pěti zlatými medailemi. Rychlobruslařskými legendami jsou i Gunda Niemannová-Stirnemannová či Karin Enkeová. Čtyři zlaté mají bobisté Kevin Kuske a André Lange i sáňkaři Natalie Geisenbergerová, Tobias Arlt a Tobias Wendl. Úspěšnými biatlonisty byli Sven Fischer či Laura Dahlmeierová. Jens Weissflog je legendou skoků na lyžích, Markus Wasmeier sjezdového lyžování, Katarina Wittová krasobruslení.

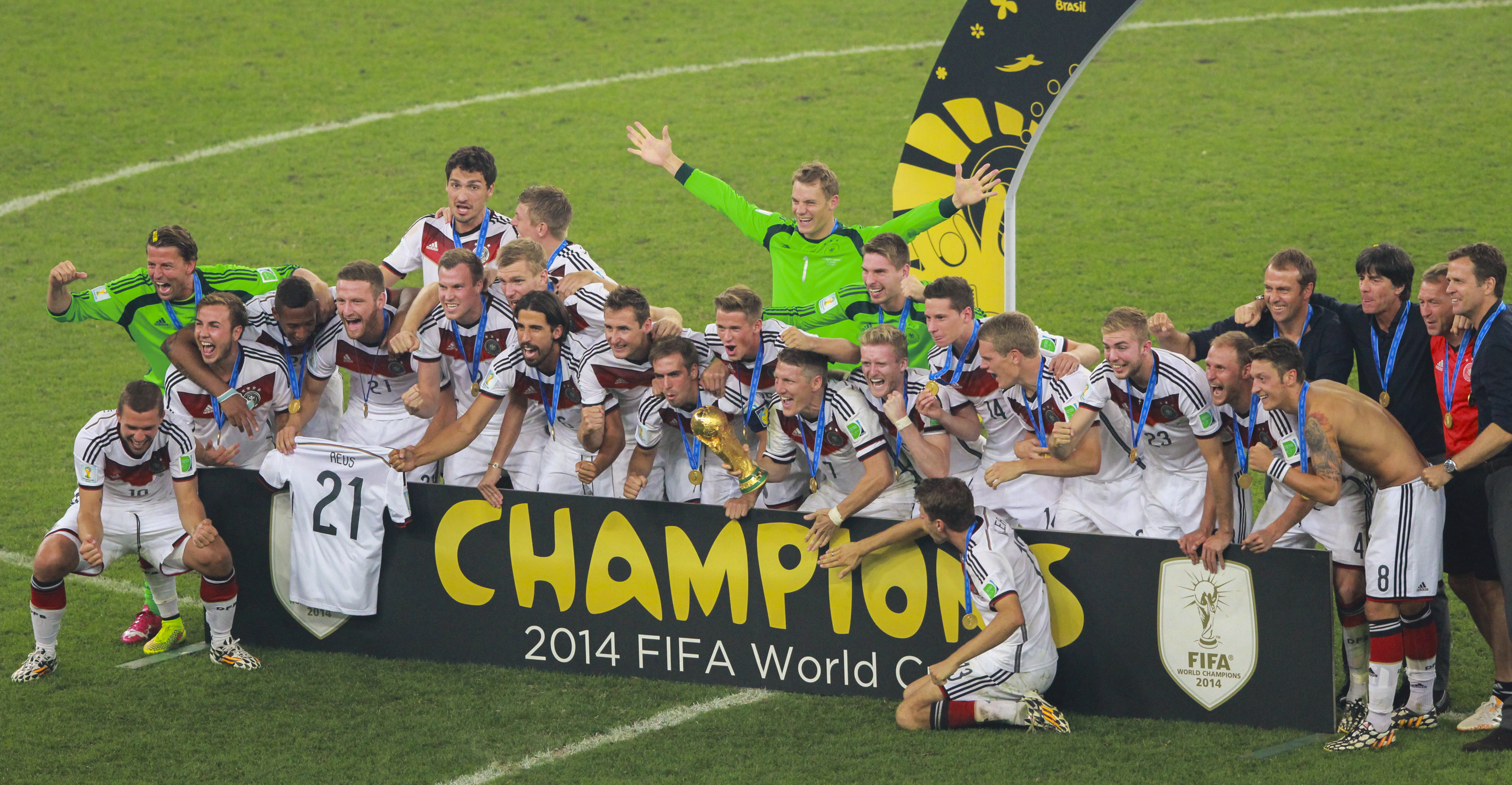
Německá fotbalová reprezentace po vítězství ve finále na mistrovství světa 2014 v Brazílii

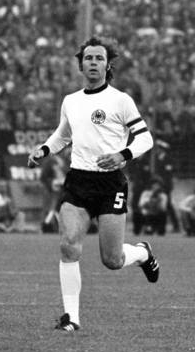
Franz Beckenbauer

Nejoblíbenějším druhem sportu v Německu je ovšem s náskokem kopaná. Německý fotbalový svaz má šest miliónů členů, v soutěžích hraje 170 tisíc týmů. Německá mužská reprezentace je celosvětově jeden z nejúspěšnějších týmů, vybojovala čtyřikrát titul mistrů světa (1954, 1974, 1990, 2014) a třikrát vyhrála mistrovství Evropy (1972, 1980, 1996). Německo je jedinou zemí na světě, která získala titul mistra světa v kopané v mužské a ženské kategorii. Hráči tří německých klubů se radovali z vítězství v Lize mistrů či jejím předchůdci Poháru mistrů (Bayern Mnichov, Hamburger SV, Borussia Dortmund), Bayern Mnichov celkem šestkrát. Pohár vítězů pohárů vyhrál i Werder Brémy a 1. FC Magdeburg (tehdy východoněmecký tým). Evropskou ligu (dříve Pohár UEFA) pak Borussia Mönchengladbach, Eintracht Frankfurt, Bayer Leverkusen a FC Schalke 04. Nejúspěšnějším fotbalovým klubem v nejvyšší německé fotbalové soutěži Bundeslize se 33 mistrovskými tituly je klub Bayern Mnichov. Cenu Zlatý míč pro nejlepšího fotbalistu Evropy získali Gerd Müller (1970), Franz Beckenbauer (1972, 1976), Karl-Heinz Rummenigge (1980, 1981), Lothar Matthäus (1990) a Matthias Sammer (1996). Oliver Kahn byl vyhlášen nejlepším hráčem světového šampionátu roku 2002. Miroslav Klose vede historickou tabulku nejlepších střelců mistrovství světa.
Ve světovém měřítku vyniká také německá házená (trojnásobní mistři světa) a pozemní hokej (čtyři zlaté na olympijských hrách). Narůstá i popularita basketbalu a ledního hokeje, největších úspěchu dosáhla Německá hokejová reprezentace v novodobé historii na ZOH 2018 kde získala bronzovou medaili a na Mistrovství světa v ledním hokeji 2023 stříbrnou medaili. Nejslavnějším německým basketbalistou je Dirk Nowitzki. Leon Draisaitl je fenomenálním hokejistou, od útlého věku hraje v severoamerické NHL a získal Art Ross Trophy za nejvíce kanadských bodů v základní části NHL. Cenu pro světového házenkáře roku mají Daniel Stephan (1998), Henning Fritz (2004) a Nadine Krauseová (2006). Do síně slávy Mezinárodní volejbalové federace byl uveden Siegfried Schneider.
Řada vynikajících sportovců reprezentovala bývalou NDR, kde ale po pádu komunistického režimu vyšla najevo existence systému státem řízeného dopingu.

### Svátky a tradice

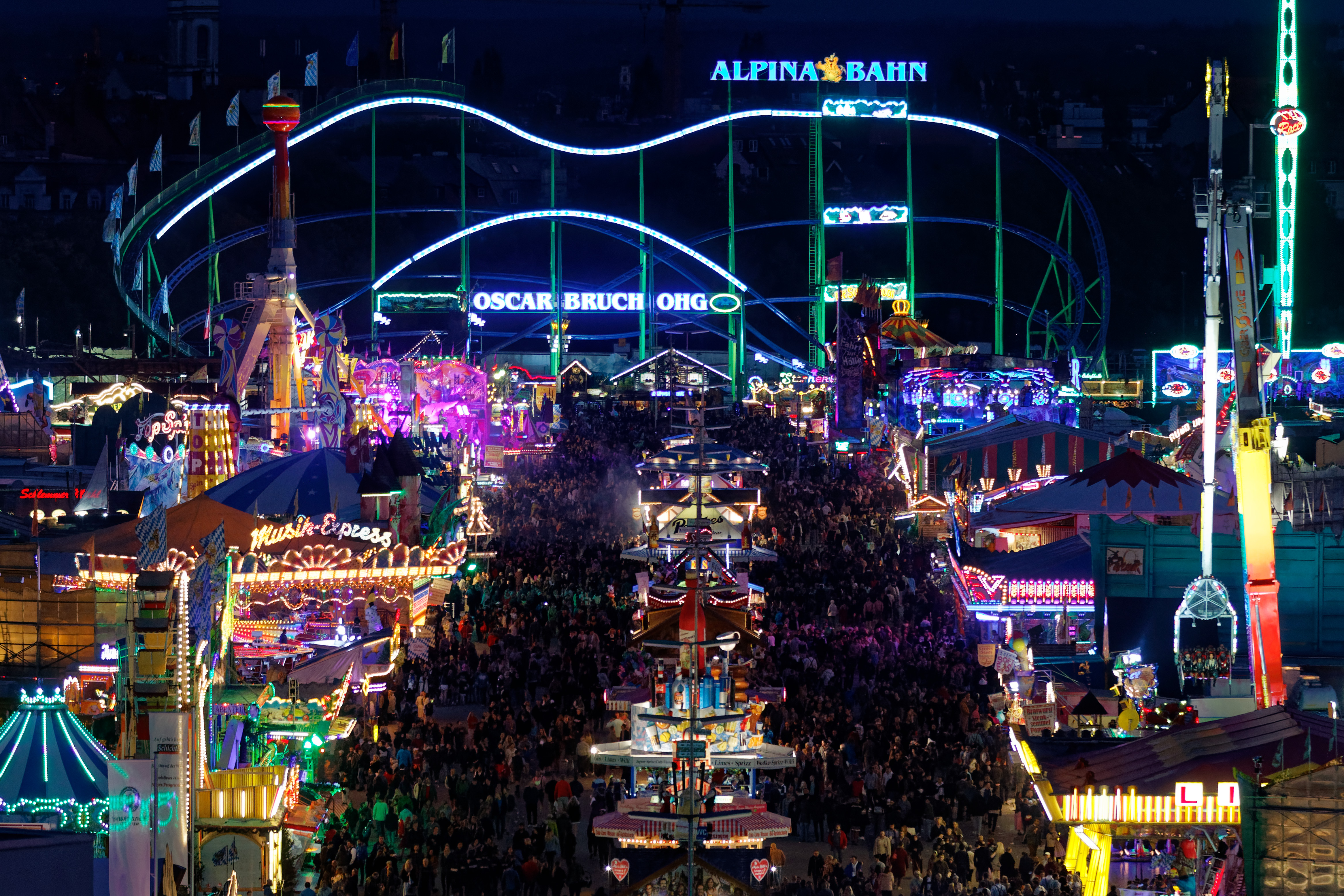
Oktoberfest 2018

Státním svátek Německa je 3. říjen, Den německé jednoty. Je to jediný svátek, který je určen spolkovou vládou. Ostatní svátky určují jednotlivé spolkové země, nicméně jsou svátky, které se slaví ve všech spolkových zemích: Velký pátek, Velikonoční pondělí, Nanebevstoupení páně, Svatodušní pondělí (letnice) a oba Vánoční svátky; bez křesťanského pozadí Nový rok a Svátek práce.
Spolu s nedělí jsou v Německu svátky dny pracovního klidu.
Řada vánočních tradic, které se rozšířily do jiných zemí, včetně Česka, má kořeny v Německu. K takovým patří například adventní věnec, což je tradice založená v Hamburku německým protestantským teologem Johannem Hinrichem Wichernem. Také novodobá tradice vánočního stromku vznikla v Německu (a Pobaltí). V Drážďanech byla podle všeho vynalezena vánoční štóla, moučník z těsta prosetého kandovaným ovocem. Také vánoční trhy mají původ v Německu, ty první se konaly taktéž v Drážďanech roku 1434. Dodnes mají Němci vánoční trhy ve velké oblibě a ty drážďanské patří dosud k největším.
Největší lidovou slavností v Německu je Oktoberfest. Jde o největší pivní festival světa, konaný od roku 1810 v Mnichově. Dávno však již není jen o pivu, návštěvníky baví i řada pouťových atrakcí a koná se během něj mnoho jiných veselic.

## Vybrané památky (fotogalerie)

### Církevní památky

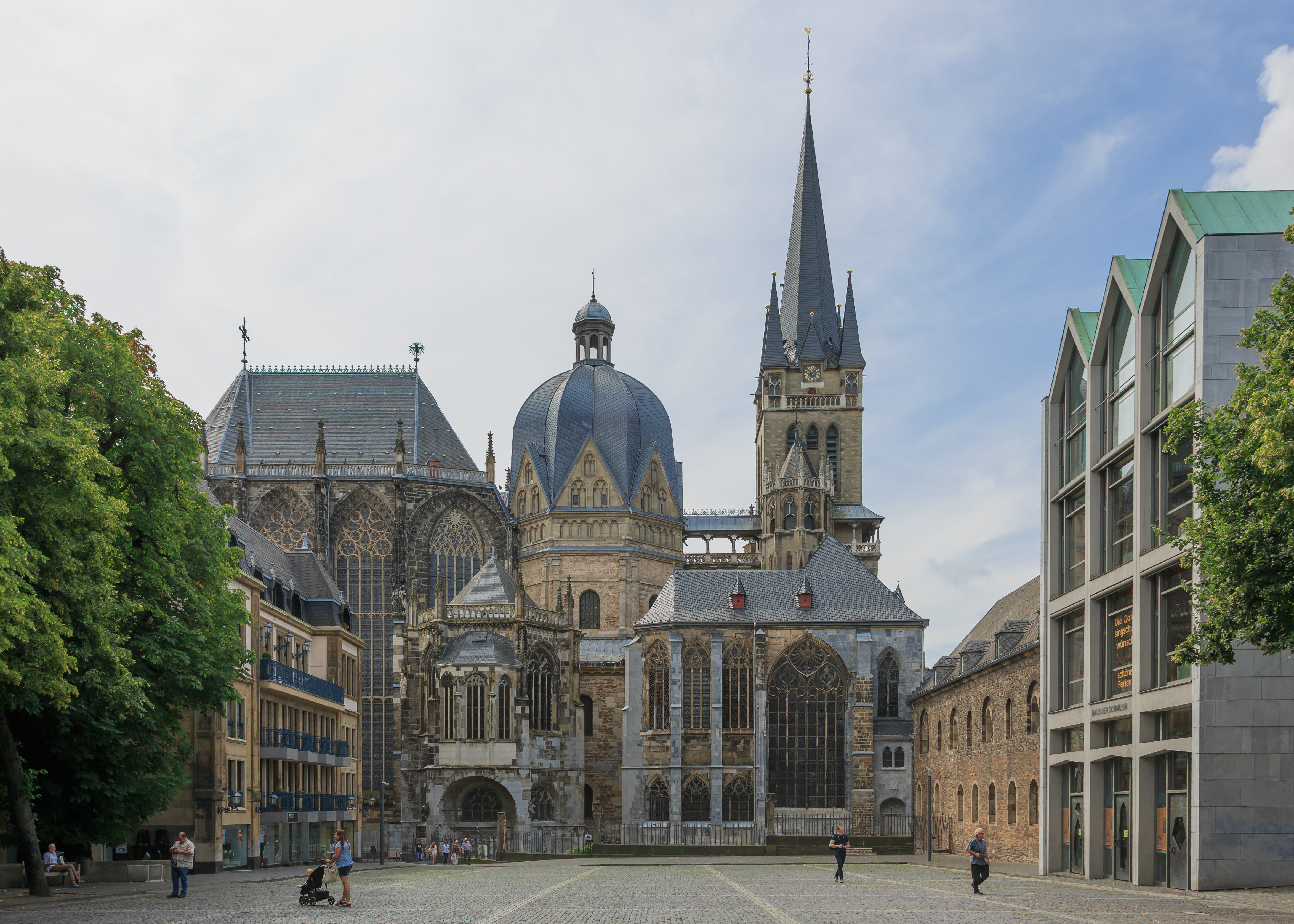
katedrála Panny Marie, Cáchy (Severní Porýní-Vestfálsko)
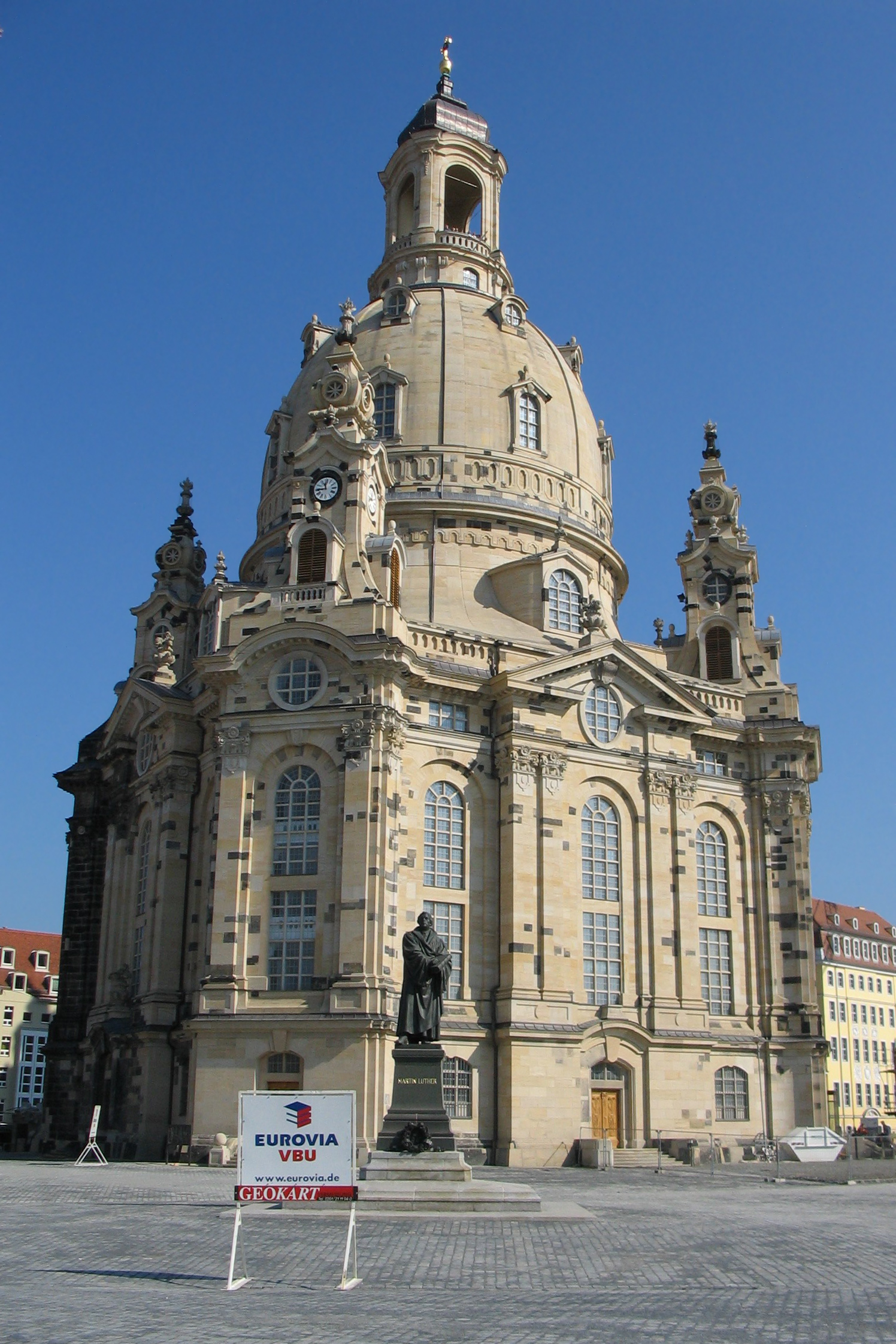
Kostel panny Marie (Frauenkirche), Drážďany (Sasko)
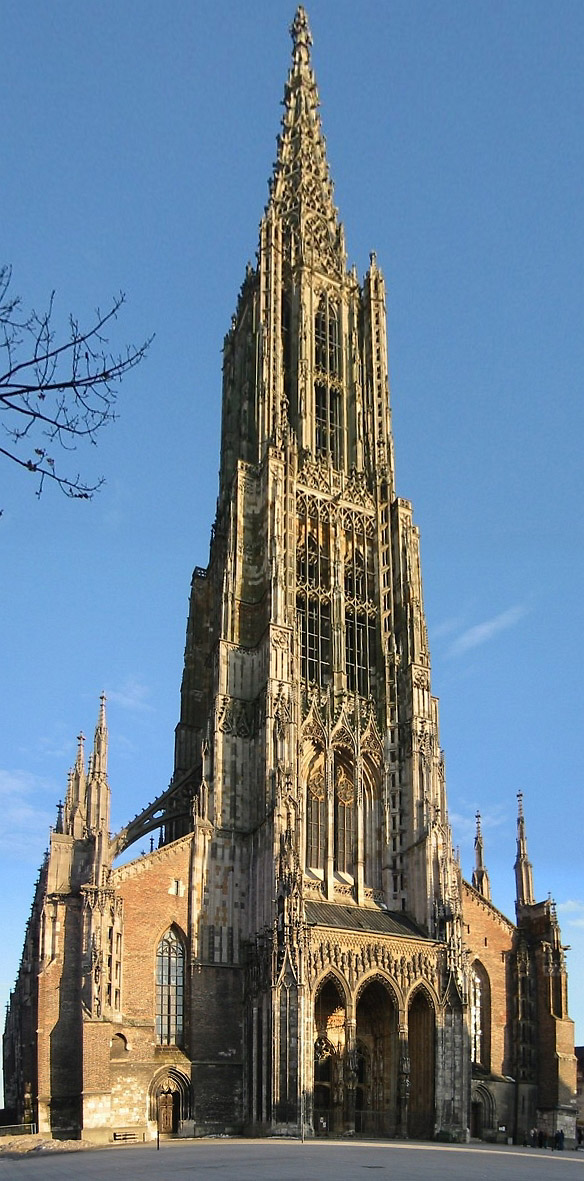
Katedrála v Ulmu#, (Ulmer Münster), Ulm (Bádensko-Württembersko)
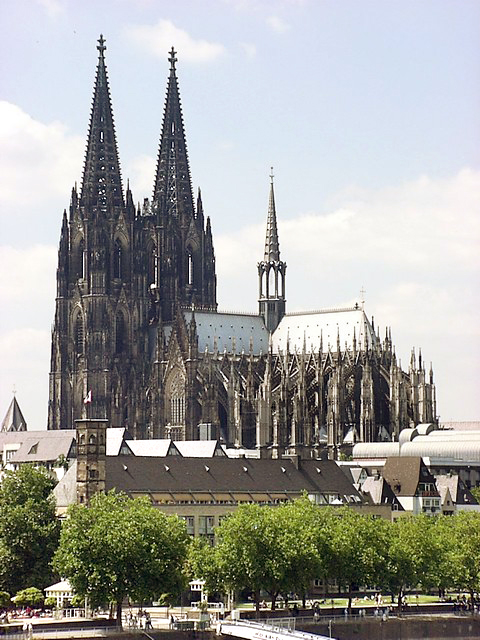
Katedrála v Kolíně nad Rýnem (Kölner Dom), Kolín nad Rýnem (Severní Porýní-Vestfálsko)
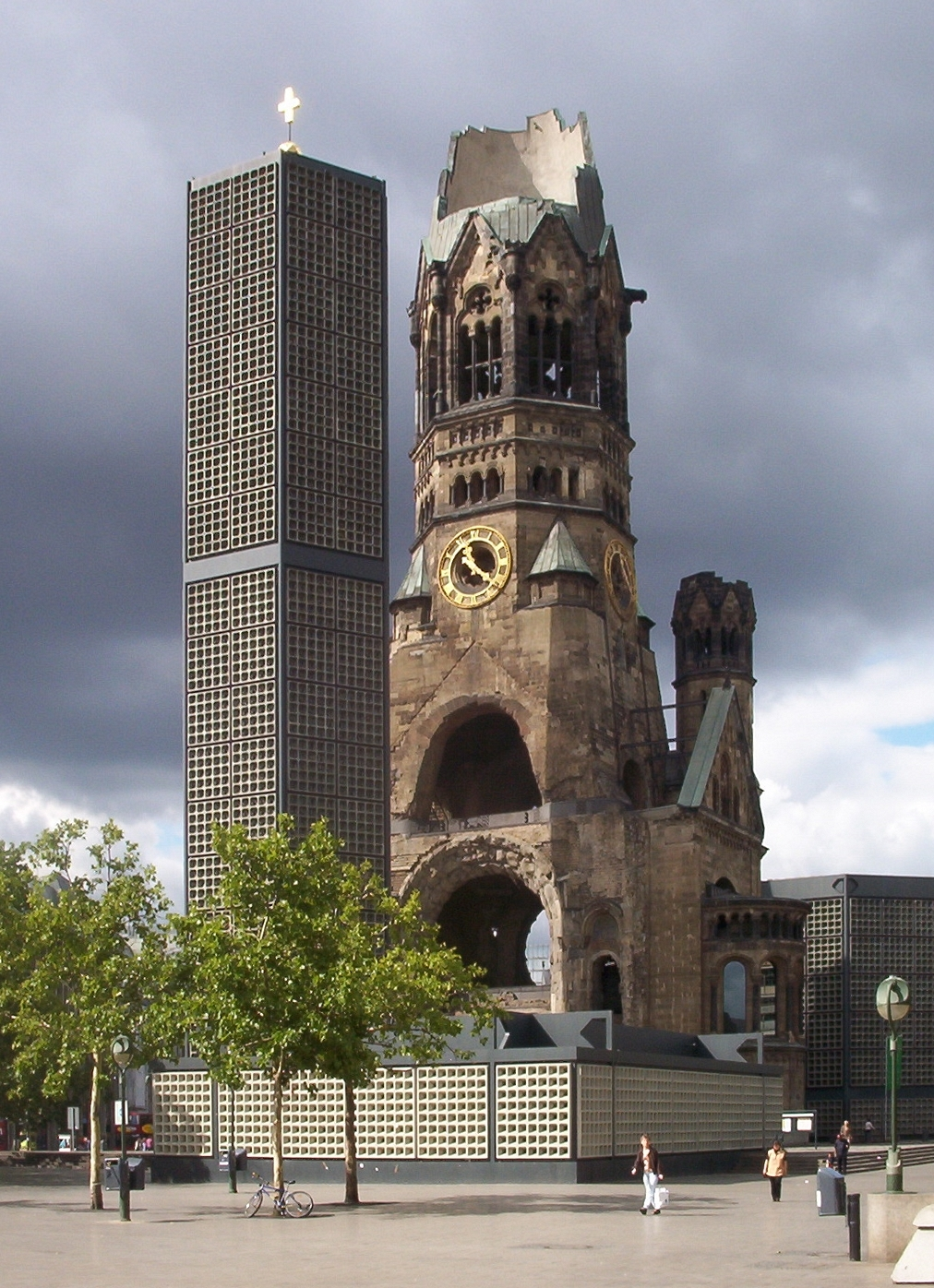
Pamětní kostel císaře Viléma (Kaiser-Wilhelm-Gedächtniskirche), Berlín

#Nejvyšší kostelní věž na světě. Výška 161,53 metrů.

### Ostatní stavby

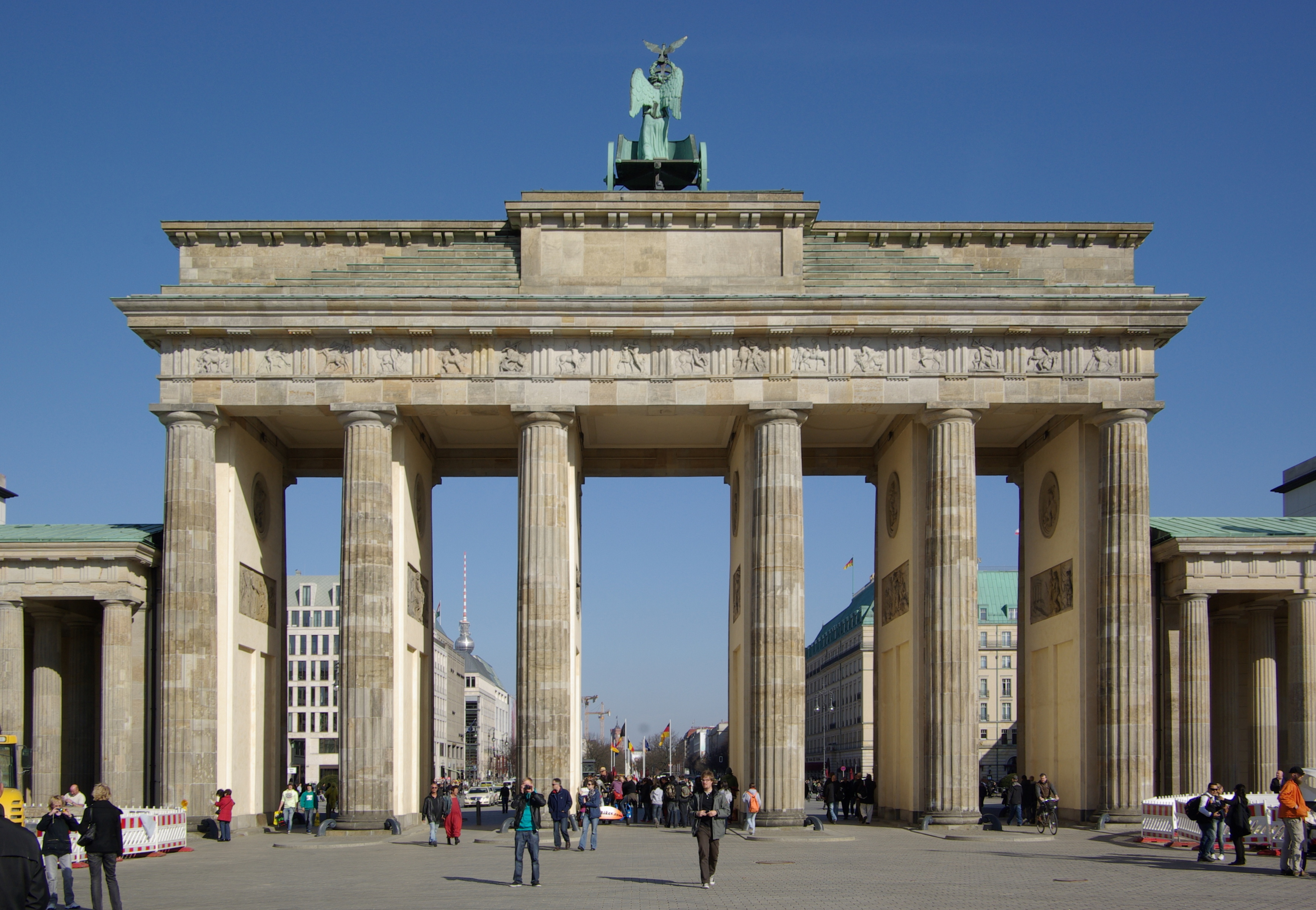
Braniborská brána, (Berlín)
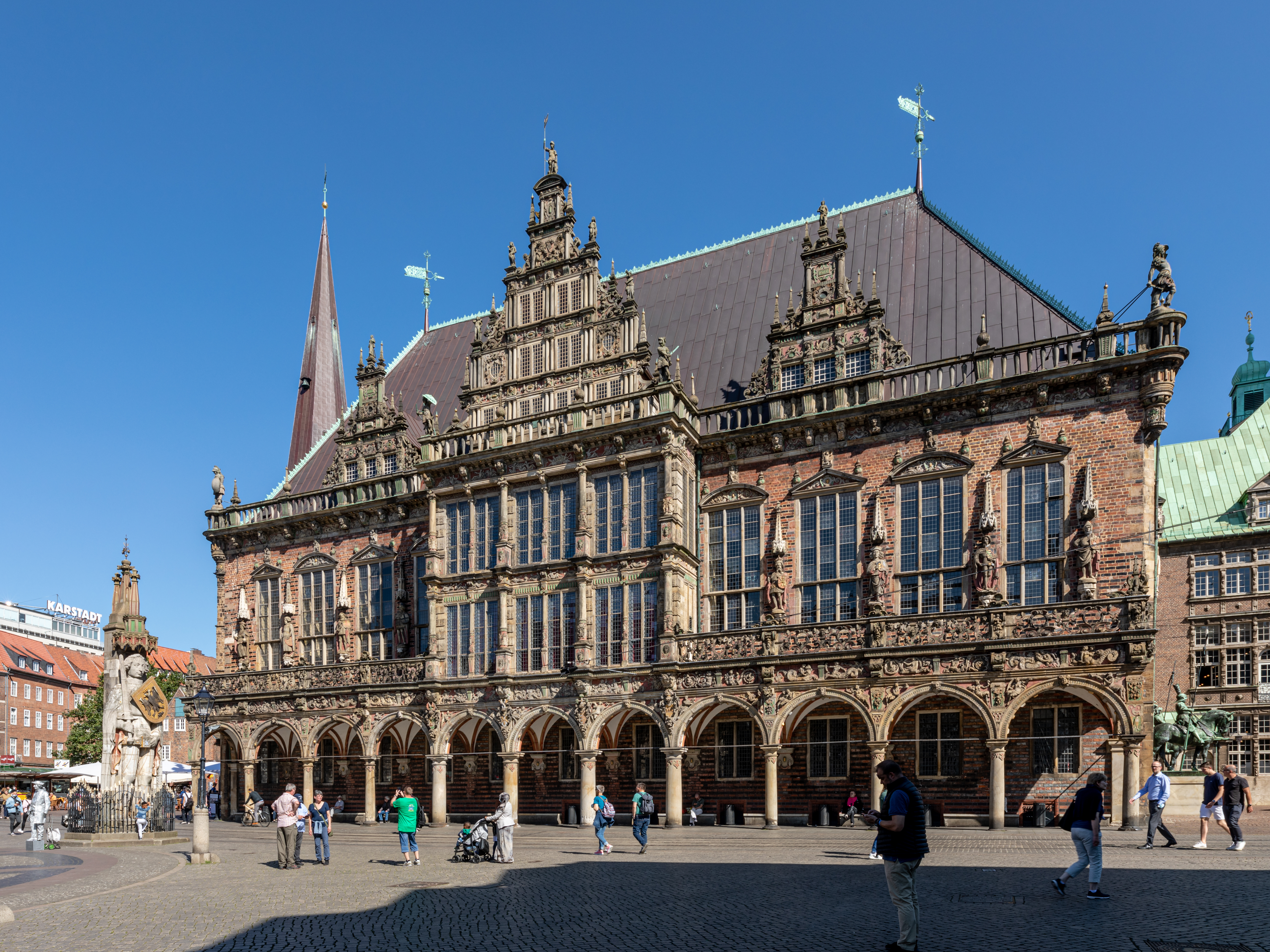
Radnice, (Brémy)
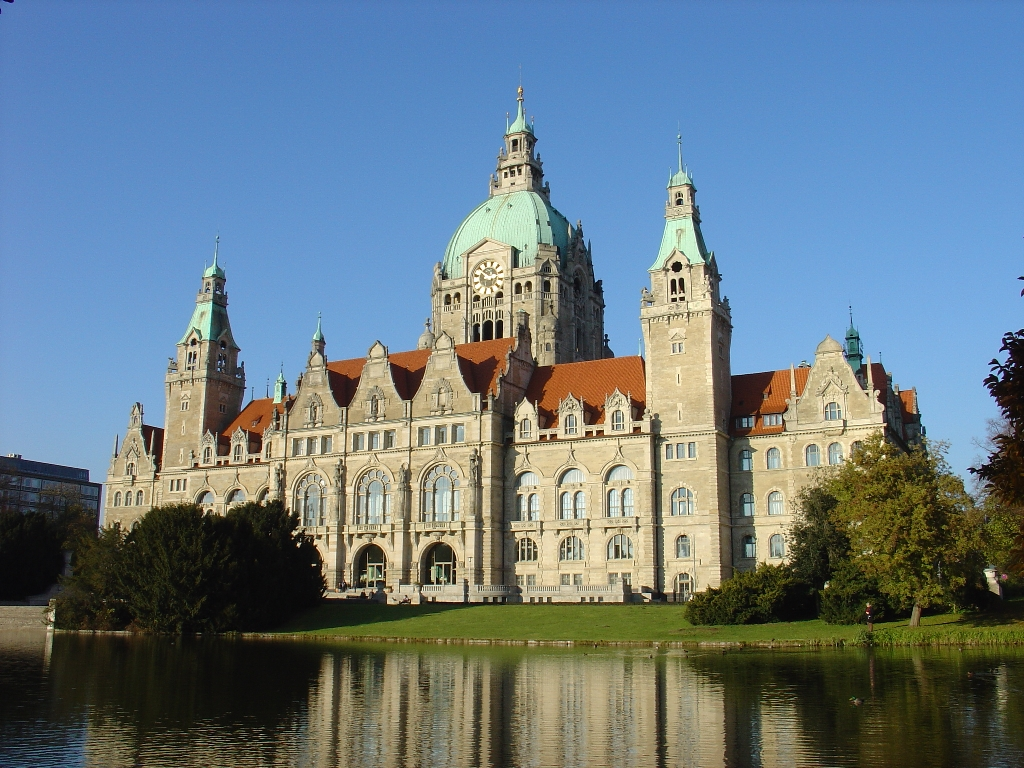
Nová radnice, (Hannover)
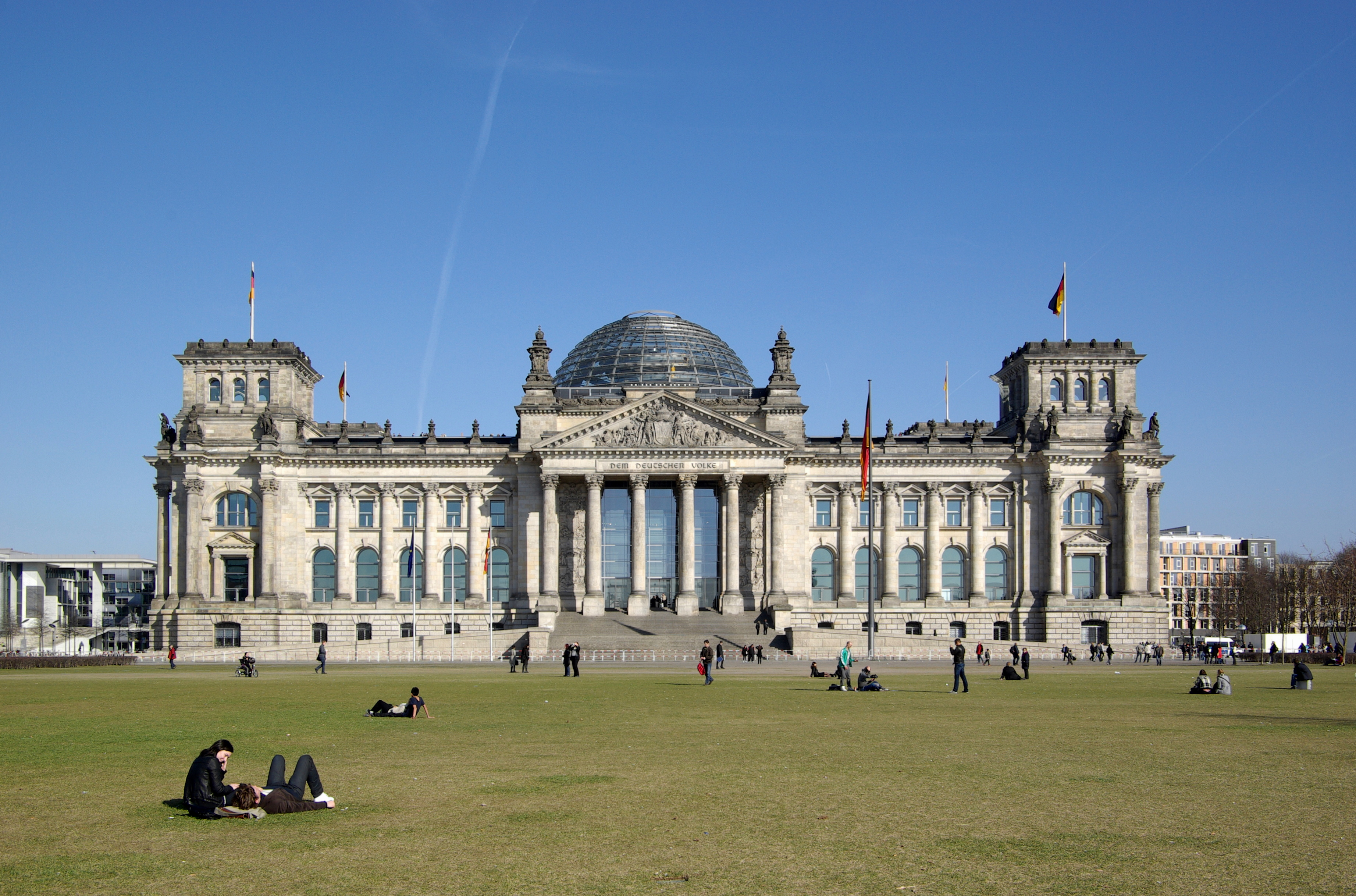
Říšský sněm (Reichstag), (Berlín)

### Technika a kultura

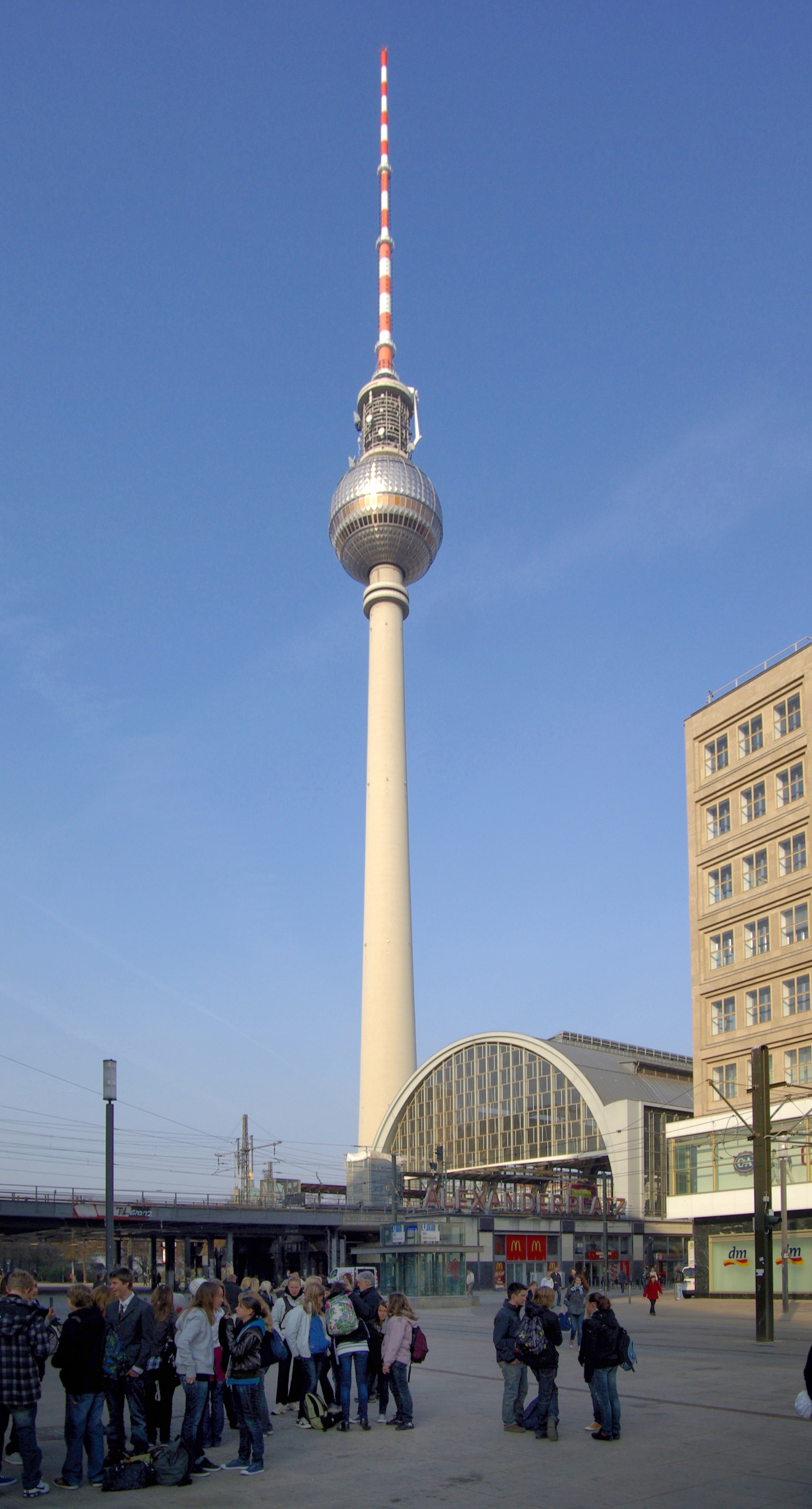
Berlínská televizní věž, nejvyšší stavba v zemi
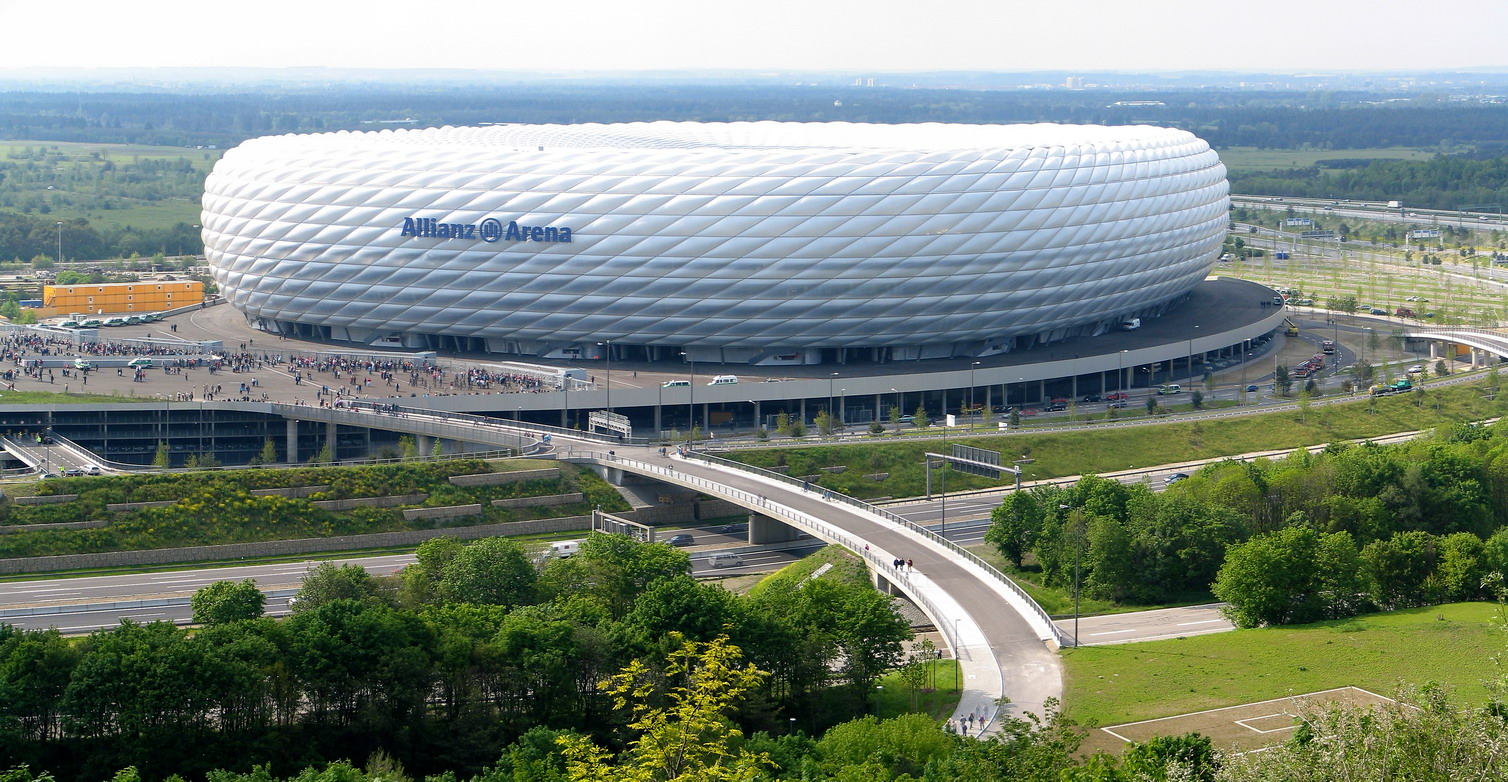
Allianz Arena, Mnichov
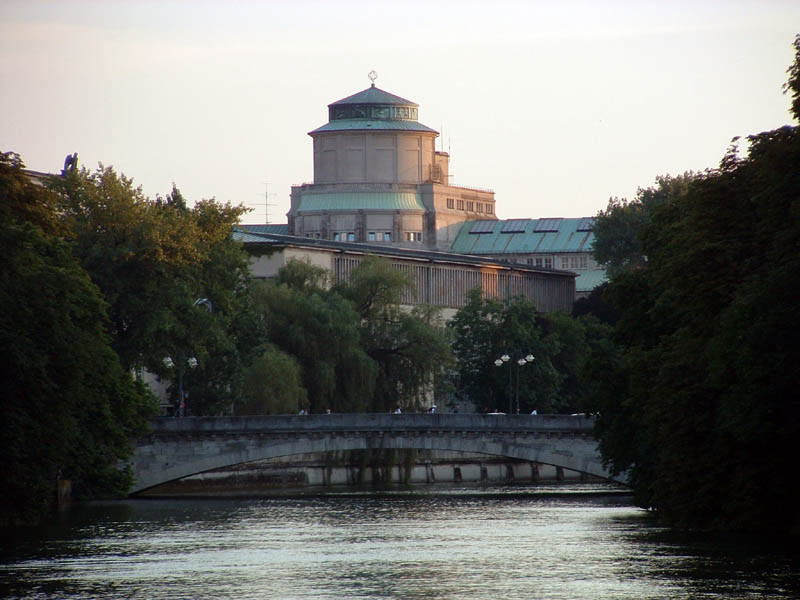
Německé muzeum v Mnichově
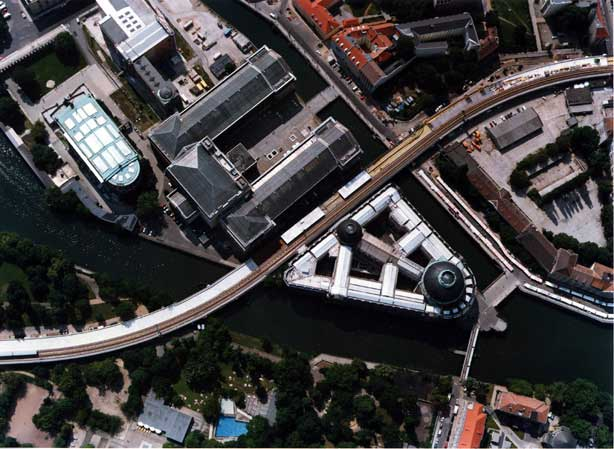
Ostrov muzeí na řece Spréva v Berlíně

### Krajina

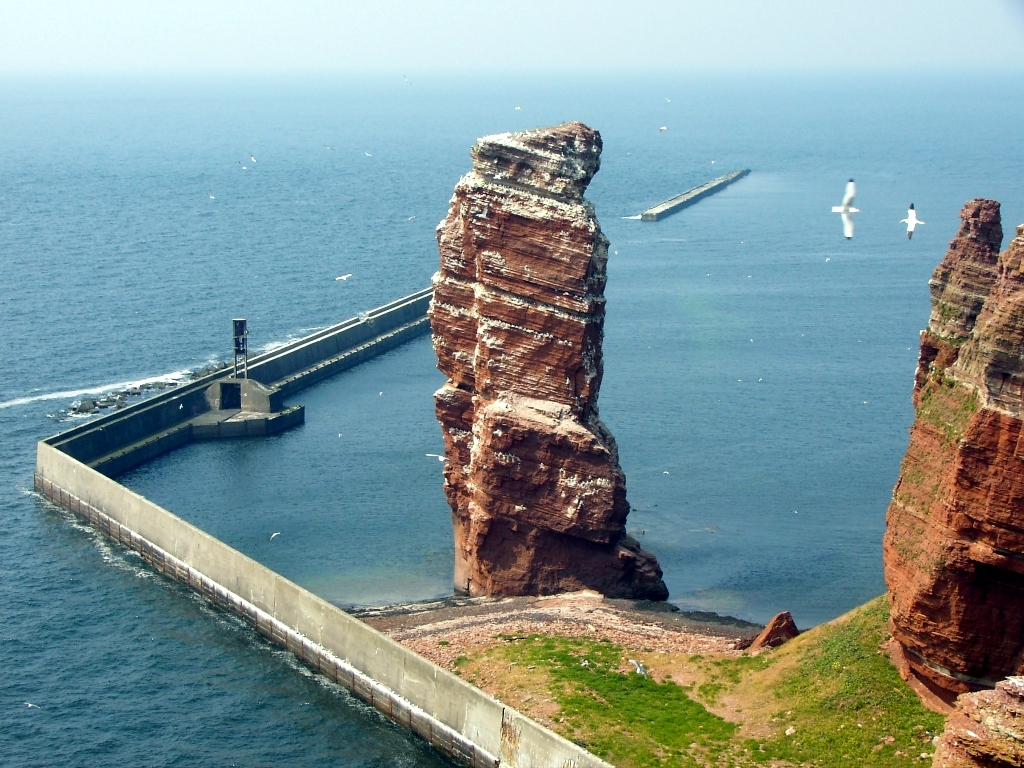
Lange Anna („Dlouhá Anna“) na Helgolandu, (Šlesvicko-Holštýnsko)
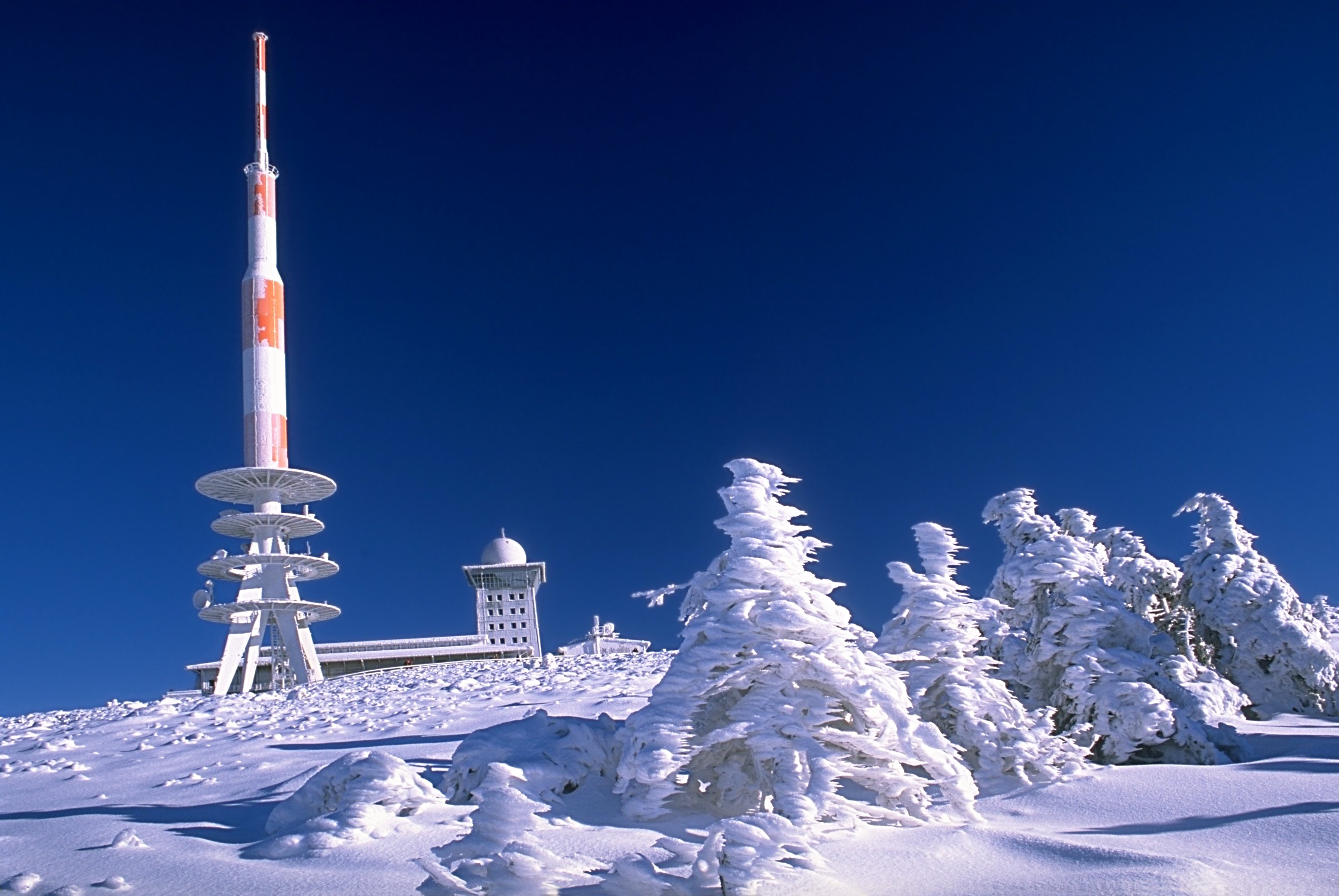
Brocken v zimě (1141,1 m n. m.), (Sasko-Anhaltsko)
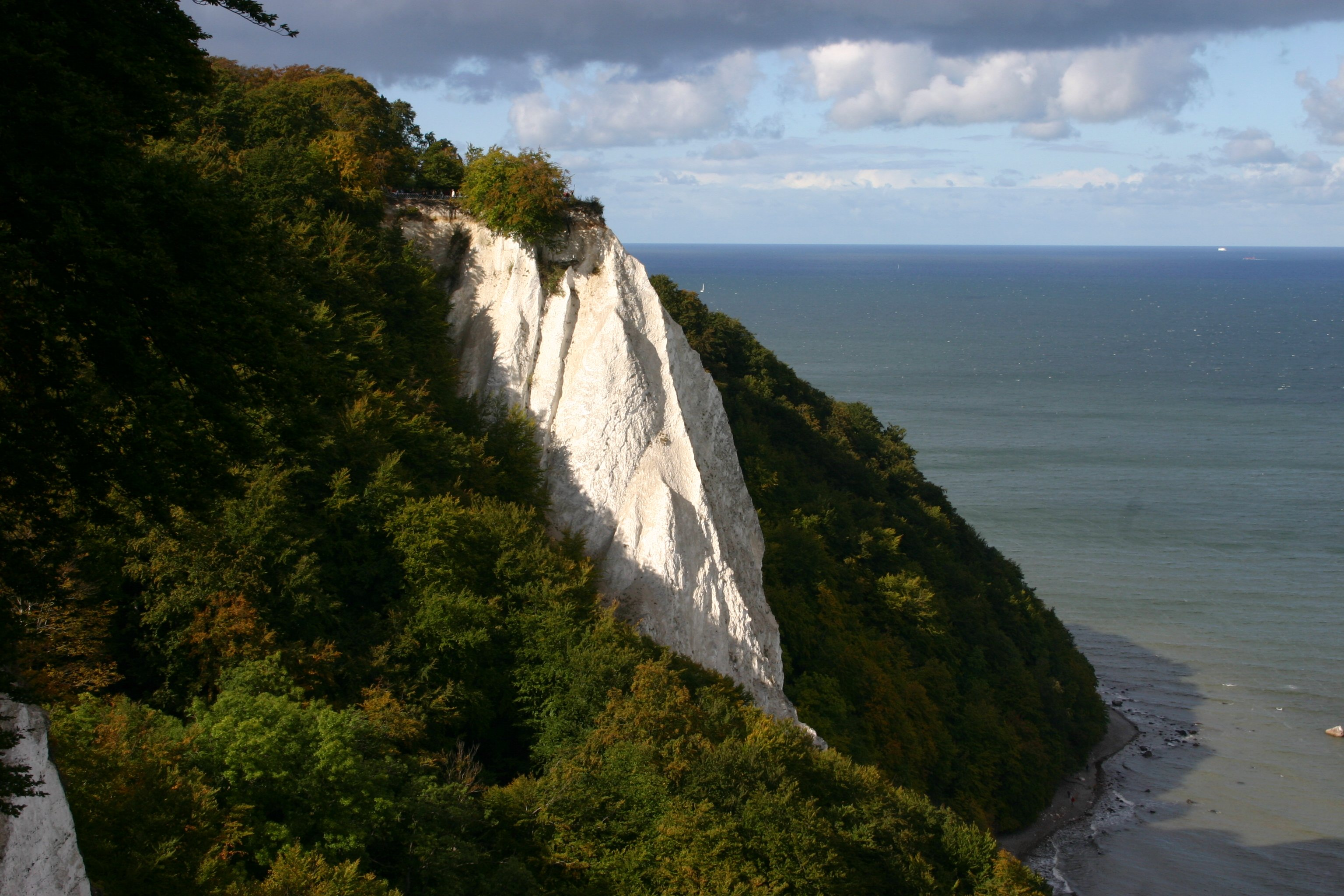
Kreidefelsen (Křídová Skála) na Rujáně, (Meklenbursko-Přední Pomořansko)
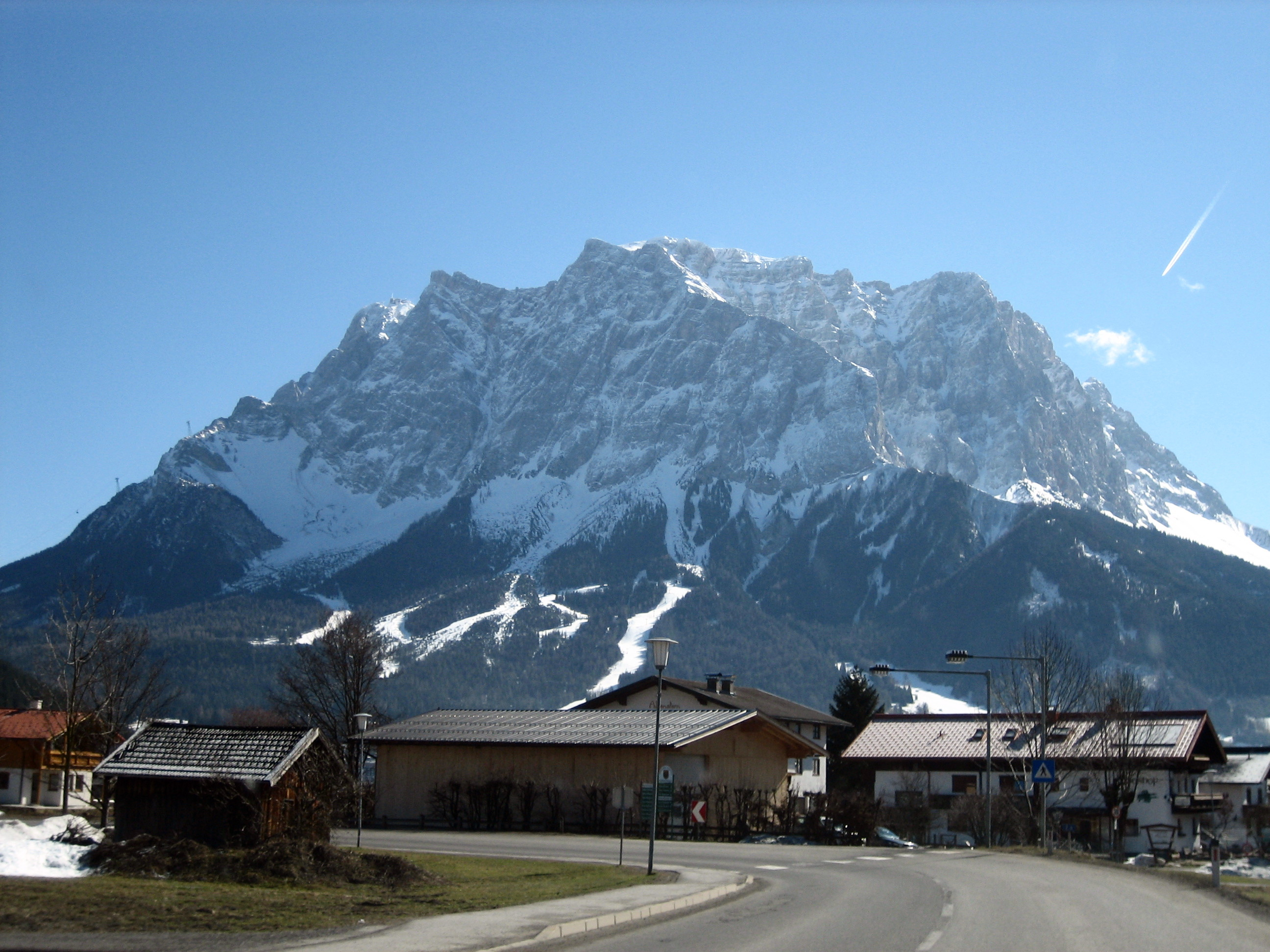
Zugspitze (2962 m n. m.), (Bavorsko)